# Amiens
Pour les articles homonymes, voir Amiens (Australie).
Amiens (/a.mjɛ̃/, en picard : Anmien) est une commune française, préfecture du département de la Somme en région Hauts-de-France.
Capitale historique de la Picardie, elle est, avec ses 134 780 habitants (au dernier recensement en 2022) appelés Amiénois, la principale ville du département, la deuxième de la région après Lille et la vingt-huitième de France. Située à l'intérieur du triangle Paris - Londres - Bruxelles, elle est le centre du pôle métropolitain du Grand Amiénois regroupant près de 400 000 habitants,.
Première ville de France en nombre d'inscriptions au patrimoine de l'Unesco, Amiens est célèbre pour sa cathédrale Notre-Dame, joyau de l'art gothique et l'une des plus vastes cathédrales du monde.
Surnommée la « petite Venise du Nord » en raison des nombreux canaux qui la traversent et des hortillonnages (ensemble de jardins flottants couvrant 300 hectares), Amiens offre un riche patrimoine et des quartiers pittoresques, témoins d'une histoire bimillénaire. Depuis 1992, le label « Ville d'art et d'histoire » récompense la protection et la mise en valeur de ce patrimoine.
L'image contemporaine de la ville est fortement liée à trois activités qui rayonnent au-delà de ses frontières : son statut de capitale historique de la Picardie, son université comptant plus de 31 500 étudiants et la vitalité de sa vie culturelle portée par des infrastructures et des manifestations d'envergure nationale.

## Géographie

### Localisation
Amiens, ville de l'Amiénois et chef-lieu historique de la Picardie, est située dans la partie nord du bassin parisien dont elle bénéficie, à l'échelle de l'Europe de l'Ouest, d'une situation géographique privilégiée de par sa proximité avec Paris, Bruxelles et Londres.
Au niveau départemental, la ville est située à 16 km à l'ouest de Corbie, 28 km au sud-ouest d'Albert, 29 km au sud de Doullens, 34 km au nord-ouest de Montdidier, 41 km au sud-est d'Abbeville, 42 km au nord-ouest de Roye et à 46 km à l'ouest de Péronne.
Au niveau régional, la ville est située à 53 km au nord-est de Beauvais, 56 km au sud-ouest d'Arras, 71 km à l'ouest de Saint-Quentin, 99 km au sud-ouest de Lille, 102 km au nord-ouest de Laon, 121 km au sud-est de Calais et à 127 km au sud de Dunkerque.
Au niveau national, la ville est située à 100 km au nord-est de Rouen, 115 km au nord de Paris  et à 144 km au nord-ouest de Reims. 
Le territoire de la commune est limitrophe de ceux de treize communes. 
Les communes limitrophes sont Poulainville, Allonville, Argœuves, Cagny, Camon, Dreuil-lès-Amiens, Dury, Longueau, Pont-de-Metz, Rivery, Saint-Fuscien, Salouël et Saveuse.

### Géologie et relief
La superficie de la commune est de 4 946 hectares ; son altitude varie entre 14 et 106 mètres.
Avec cette superficie, Amiens est la troisième commune la plus étendue de la Somme, après Crécy-en-Ponthieu et Hornoy-le-Bourg.

### Hydrographie

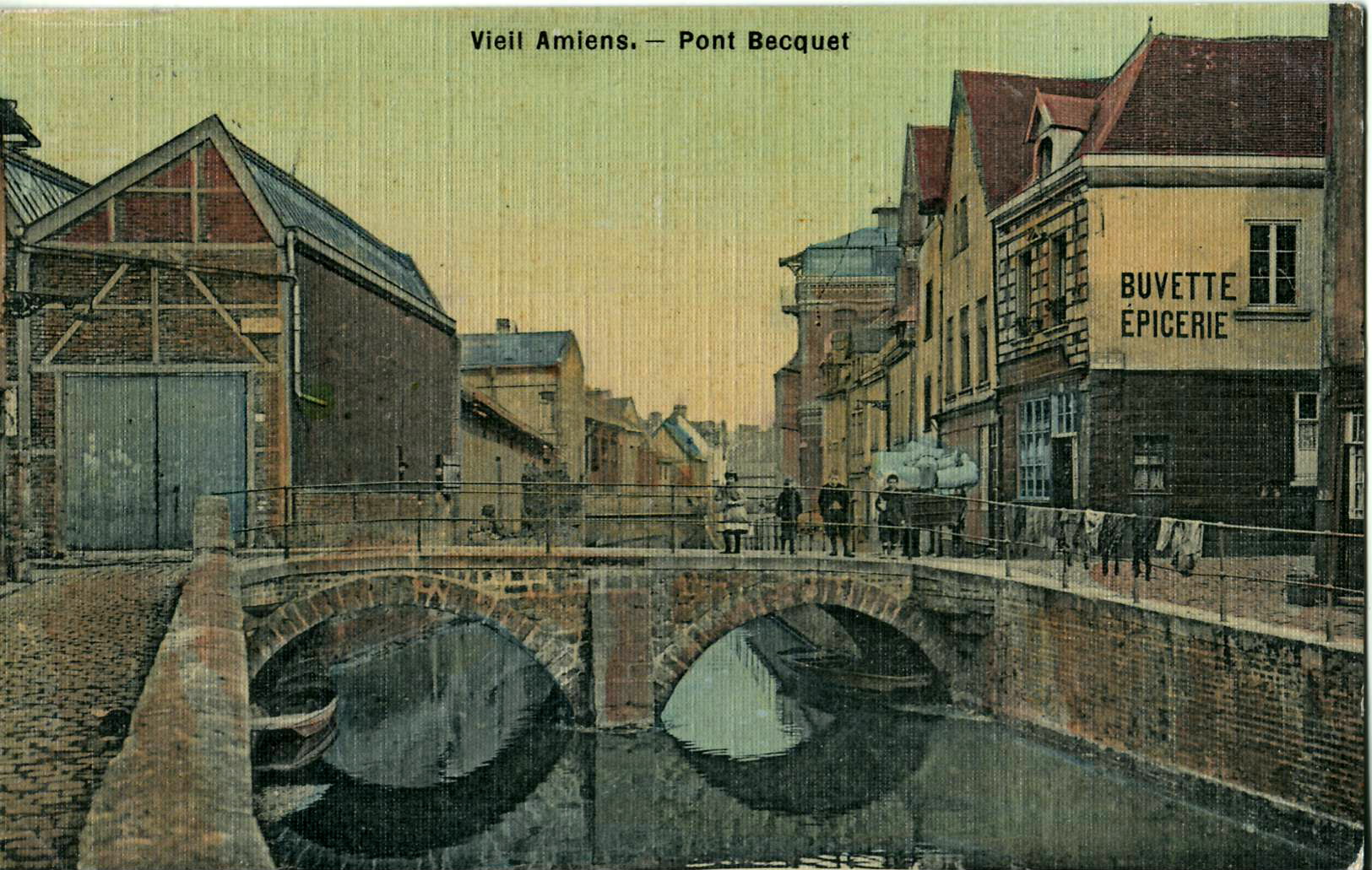
Le pont Becquet, au début du XXe siècle.

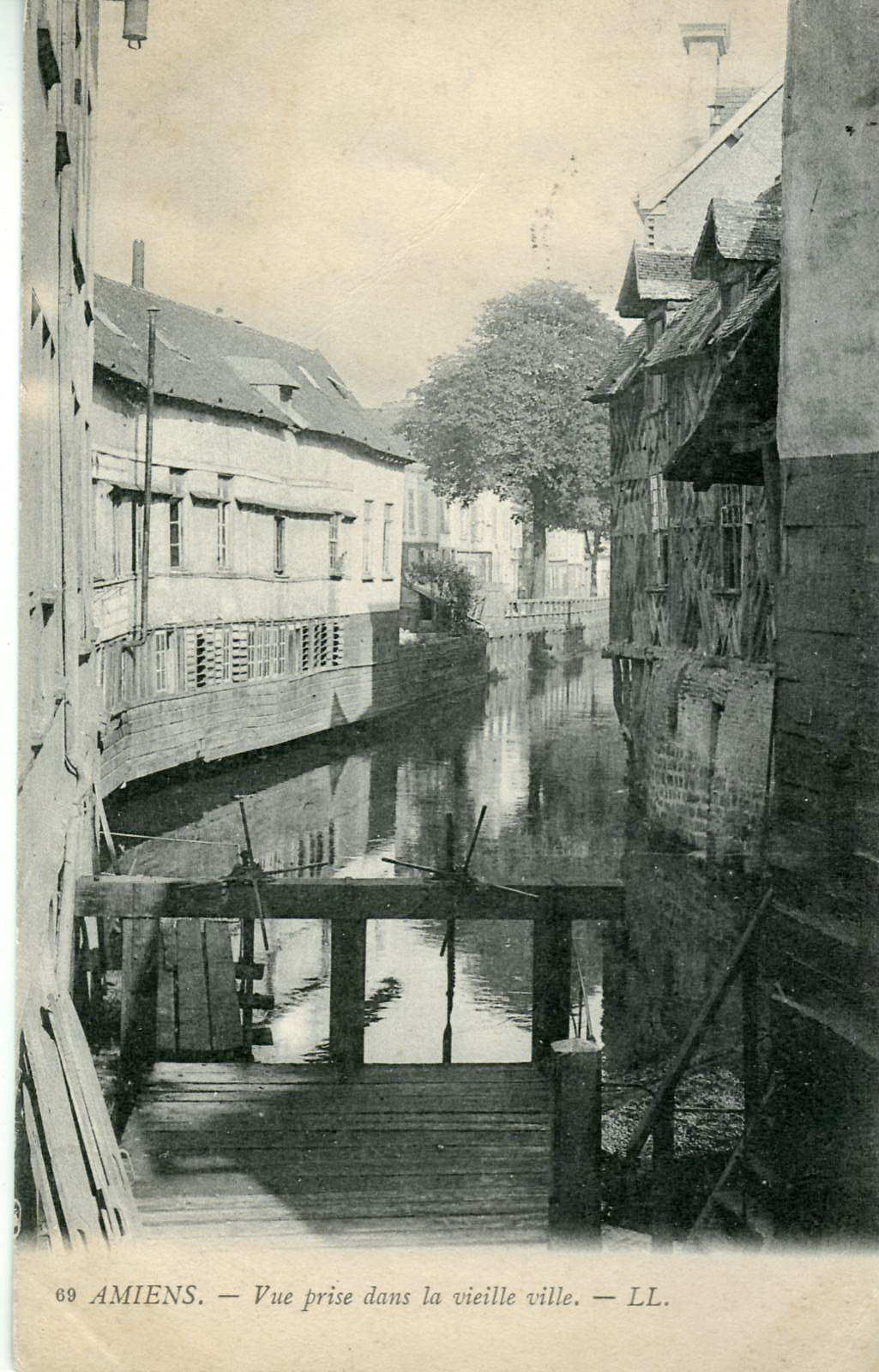
La Somme dans la vieille-ville, au début du XXe siècle.

Amiens est traversée par la Somme, fleuve au cours généralement paisible, sauf lors d'exceptionnelles crues (comme celle du printemps 2001). C'est aussi, à sa périphérie sud-est, près de Camon et Longueau, le confluent avec son affluent principal en rive gauche (au sud), l'Avre. La Selle entre dans le nord-ouest d'Amiens, avec deux bras (dont La Haute Selle) en passant derrière le stade de la Licorne, le parc des expositions Mégacité et l'hippodrome, passe au bout de la promenade de la Hotoie et du zoo d'Amiens, et au droit de la station d'épuration, avant l'île Sainte-Aragone, en face du cimetière de La Madeleine à Amiens.
La ville s'est développée à la faveur d'un rétrécissement naturel du cours du fleuve au niveau des hortillonnages, en raison de l'avancée du rebord du plateau picard à Saint-Pierre (passage à gué). La citadelle amiénoise est construite sur cette butte calcaire et la rue Saint-Pierre constitue un chemin légèrement incliné au sortir de la ville par le nord. Au niveau de ce rétrécissement, un réseau de canaux étroits a permis la construction de ponts et d'édifices dont des filatures au Moyen Âge.
L'importance de son réseau hydrographique est un atout exploité depuis toujours par la ville. Le fleuve a contribué à dessiner l'identité paysagère, urbaine et économique du territoire. C'est autour des quartiers Saint-Leu, Saint-Maurice qui bordent la Somme et de la partie plus administrative et civile de l'actuel centre-ville que la ville s'est développée depuis l'Antiquité.
Le canal de la Somme date du début du XIXe siècle et le pont au pied de la citadelle a été construit après la Seconde Guerre mondiale.

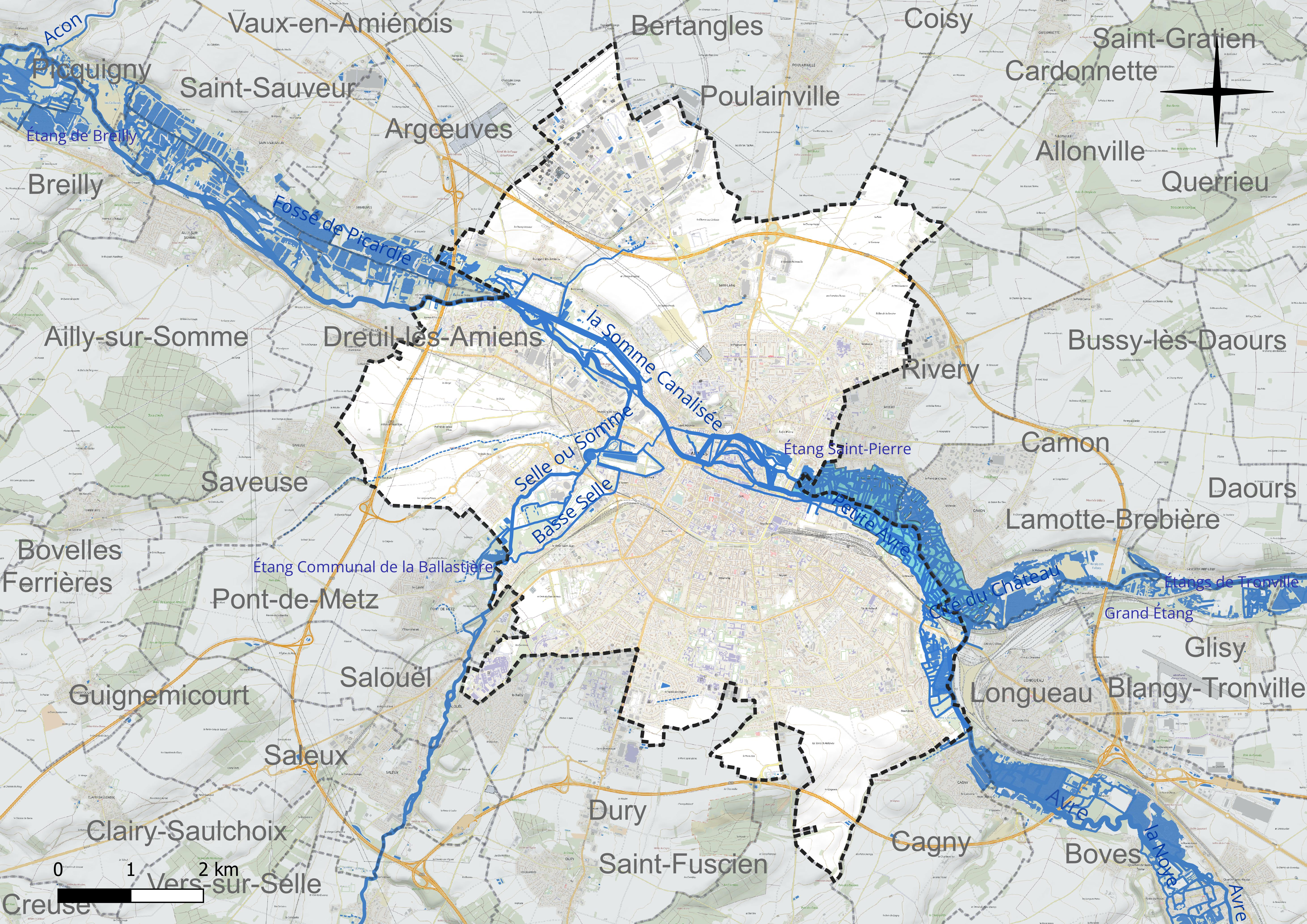
Réseau hydrographique d'Amiens.

### Climat
Pour des articles plus généraux, voir Climat des Hauts-de-France et Climat de la Somme.
En 2010, le climat de la commune est de type climat océanique dégradé des plaines du Centre et du Nord, selon une étude du CNRS s'appuyant sur une série de données couvrant la période 1971-2000. En 2020, Météo-France publie une typologie des climats de la France métropolitaine dans laquelle la commune est exposée à un climat océanique et est dans la région climatique Nord-est du bassin Parisien, caractérisée par un ensoleillement médiocre, une pluviométrie moyenne régulièrement répartie au cours de l’année et un hiver froid (3 °C).
Pour la période 1971-2000, la température annuelle moyenne est de 10,6 °C, avec une amplitude thermique annuelle de 14,1 °C. Le cumul annuel moyen de précipitations est de 684 mm, avec 11,1 jours de précipitations en janvier et 8,6 jours en juillet. Pour la période 1991-2020, la température moyenne annuelle observée sur la station météorologique la plus proche, située sur la commune de Glisy à 7 km à vol d'oiseau, est de 11,1 °C et le cumul annuel moyen de précipitations est de 646,6 mm,. Pour l'avenir, les paramètres climatiques de la commune estimés pour 2050 selon différents scénarios d'émission de gaz à effet de serre sont consultables sur un site dédié publié par Météo-France en novembre 2022.

## Urbanisme

### Typologie
Au 1er janvier 2024, Amiens est catégorisée grand centre urbain, selon la nouvelle grille communale de densité à sept niveaux définie par l'Insee en 2022.
Elle appartient à l'unité urbaine d'Amiens, une agglomération intra-départementale regroupant onze  communes, dont elle est ville-centre,,. Par ailleurs la commune fait partie de l'aire d'attraction d'Amiens, dont elle est la commune-centre,. Cette aire, qui regroupe 369 communes, est catégorisée dans les aires de 200 000 à moins de 700 000 habitants,.

### Occupation des sols
L'occupation des sols de la commune, telle qu'elle ressort de la base de données européenne d’occupation biophysique des sols Corine Land Cover (CLC), est marquée par l'importance des territoires artificialisés (61,8 % en 2018), en augmentation par rapport à 1990 (55,4 %). La répartition détaillée en 2018 est la suivante : zones urbanisées (42,6 %), terres arables (26,9 %), zones industrielles ou commerciales et réseaux de communication (13,7 %), zones agricoles hétérogènes (8,8 %), espaces verts artificialisés, non agricoles (4,8 %), forêts (1,7 %), mines, décharges et chantiers (0,8 %), eaux continentales (0,8 %). L'évolution de l’occupation des sols de la commune et de ses infrastructures peut être observée sur les différentes représentations cartographiques du territoire : la carte de Cassini (XVIIIe siècle), la carte d'état-major (1820-1866) et les cartes ou photos aériennes de l'IGN pour la période actuelle (1950 à aujourd'hui).

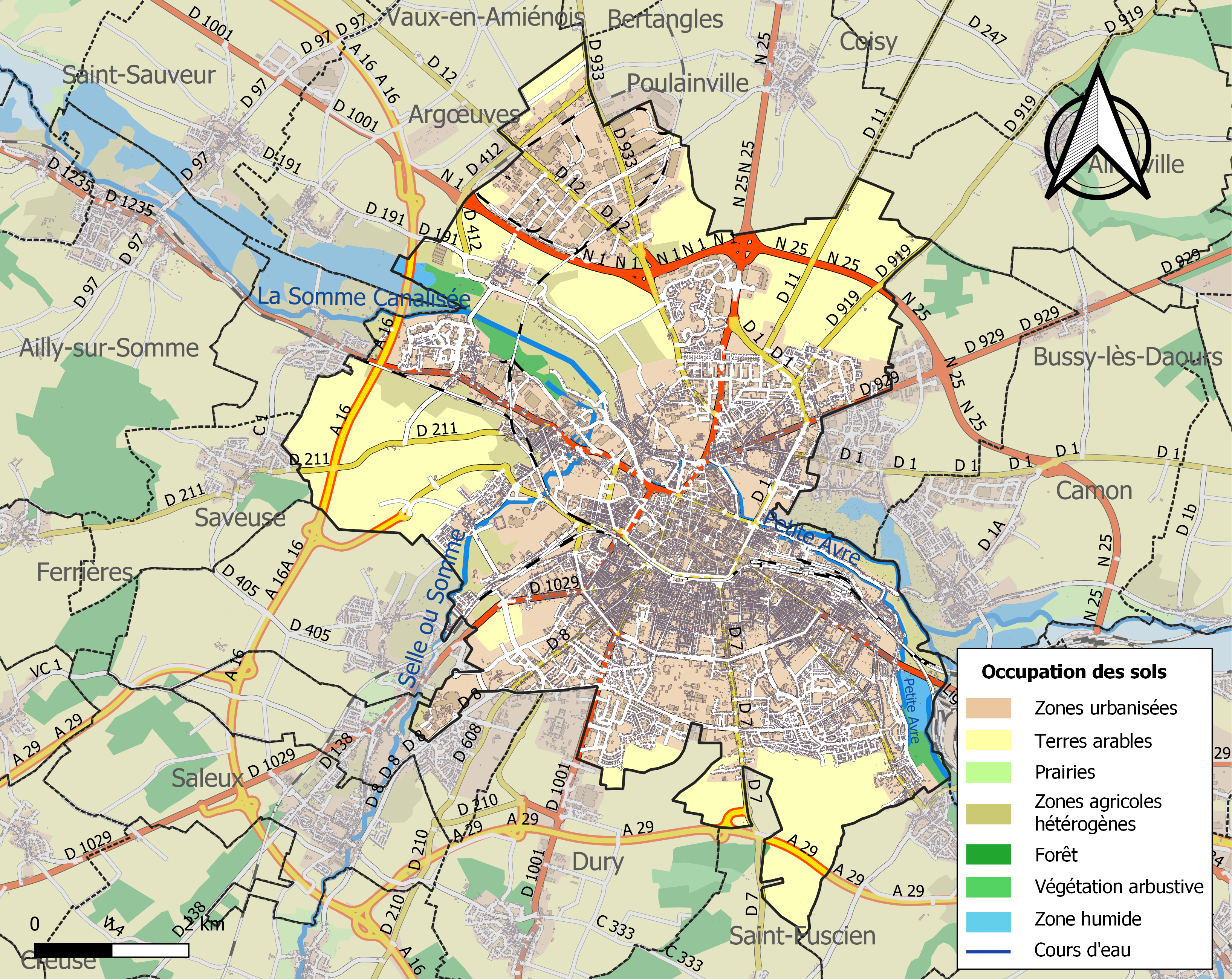
Carte des infrastructures et de l'occupation des sols de la commune en 2018 (CLC).

### Morphologie urbaine

#### Architecture
L'identité de la ville est fortement marquée par la spécificité de son parc de logements constitué dans une large proportion de maisons individuelles mitoyennes, simples ou bourgeoises : les « amiénoises ». Ces maisons traditionnelles des faubourgs, en brique et à étage(s), sont intrinsèquement liées à l'extension de la ville pendant et après la révolution industrielle.

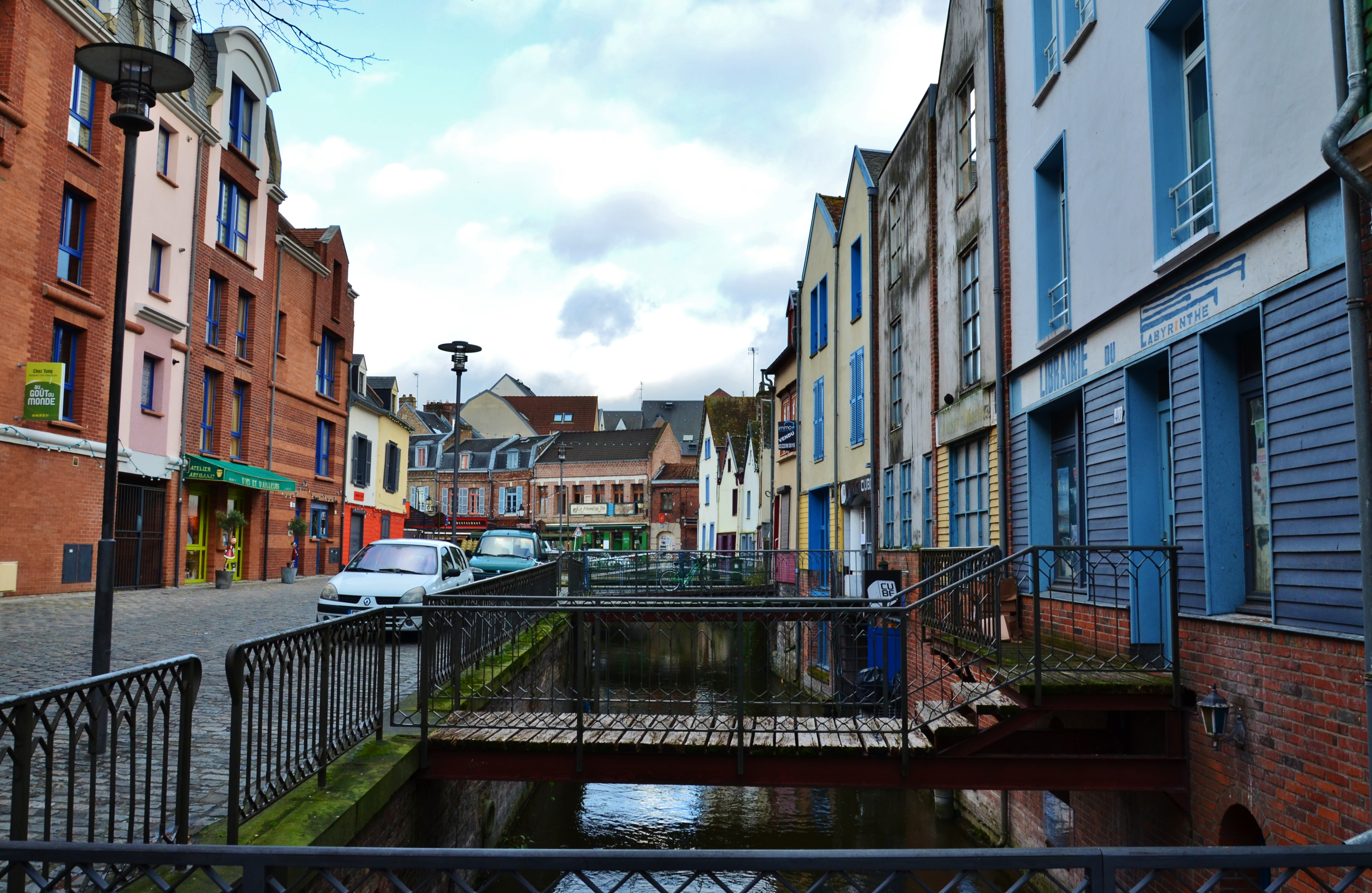
Maisons du quartier Saint-Leu.

L'amiénoise simple comprend une fenêtre au rez-de-chaussée et un étage, avec combles et cave. Elle est construite sur une parcelle de quelques mètres de large mais est en revanche très profonde, et pourvue d'un jardin, formant des cœurs d'îlots verts et des quartiers peu denses. L'amiénoise double compte deux fenêtres à chaque niveau. Les grandes amiénoises et maisons bourgeoises s'élèvent sur au moins deux étages desservant de vastes pièces. Elles peuvent disposer d'une porte cochère ouvrant sur une cour intérieure pavée.
Les bâtiments officiels ou hôtels particuliers utilisent régulièrement des façades en brique sur un socle en grès, agrémentées de pierre pour les encadrements de fenêtres et de portes.
Le quartier des Chanoines présente des façades exclusivement en pierre.
Dans les quartiers historiques comme le quartier Saint-Leu, les façades utilisent largement le bois, en colombages ou en bardage, et le torchis.

#### Quartiers

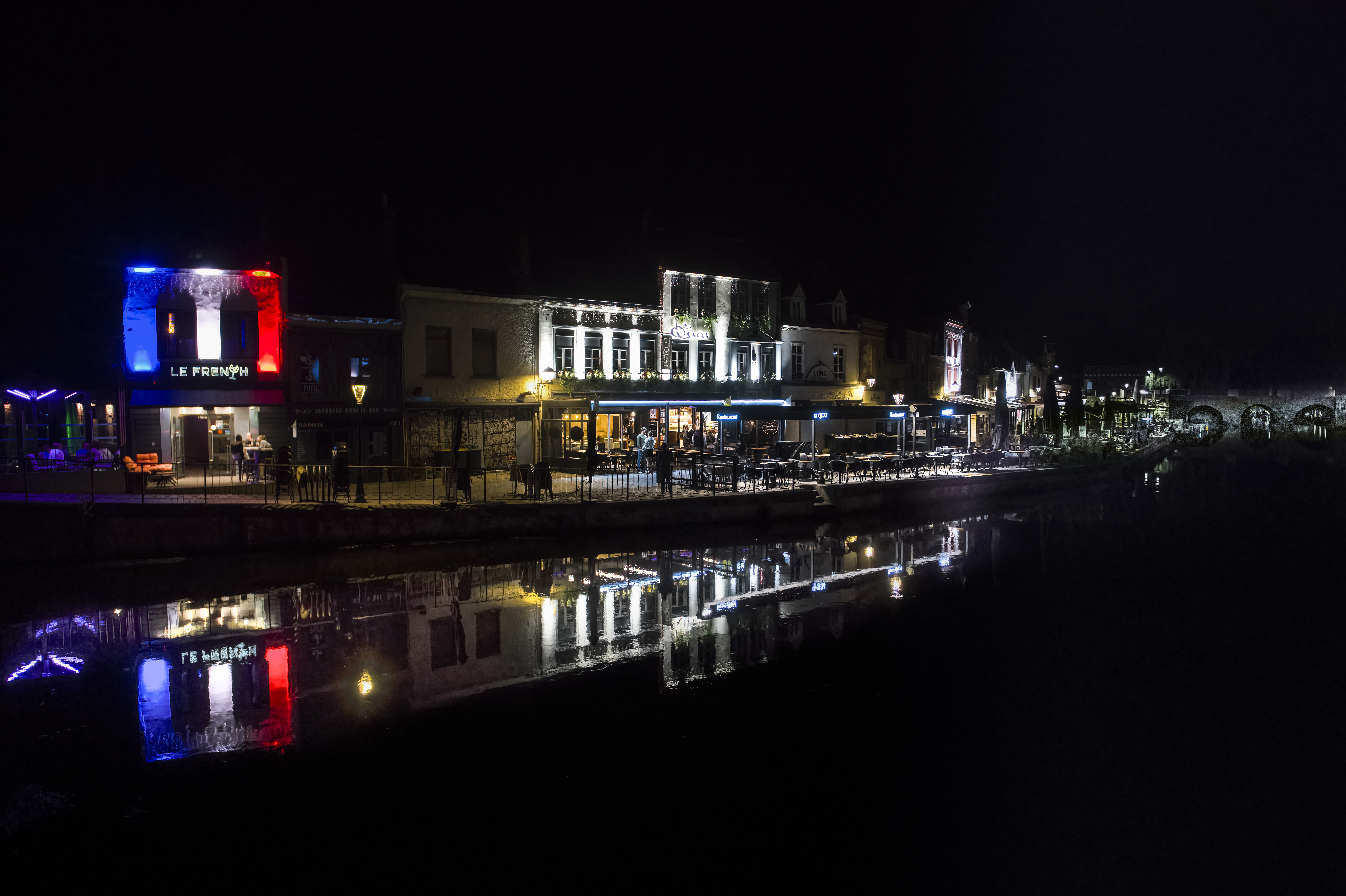
Amiens quai Bélu de nuit.

Amiens est composée de vingt-six quartiers administratifs. Les quartiers les plus anciens portent généralement le nom de l'église autour de laquelle ils sont implantés. Dans les évolutions plus récentes, avec l'intégration de villages ou des faubourgs, ce sont ces derniers qui ont donné leur nom aux quartiers. Ils se structurent sur les axes majeurs que sont les boulevards dits intérieurs et extérieurs, en cercles concentriques, et les bras du fleuve.

### Habitat et logement
En 2019, le nombre total de logements dans la commune était de 75 574, alors qu'il était de 70 800 en 2014 et de 67 420 en 2009.
Parmi ces logements, 88,5 % étaient des résidences principales, 2,5 % des résidences secondaires et 9 % des logements vacants. Ces logements étaient pour 35 % d'entre eux des maisons individuelles et pour 63,9 % des appartements.
Le tableau ci-dessous présente la typologie des logements à Amiens en 2019 en comparaison avec celle de la Somme et de la France entière. Une caractéristique marquante du parc de logements est ainsi une proportion de résidences secondaires et logements occasionnels (2,5 %) inférieure à celle du département (8,3 %) mais supérieure à celle de la France entière (9,7 %). Concernant le statut d'occupation de ces logements, 31,6 % des habitants de la commune sont propriétaires de leur logement (33,2 % en 2014), contre 60,2 % pour la Somme et 57,5 pour la France entière.
| Typologie                                               | Amiens | Somme | France entière |
| ------------------------------------------------------- | ------ | ----- | -------------- |
| Résidences principales (en %)                           | 88,5   | 83,2  | 82,1           |
| Résidences secondaires et logements occasionnels (en %) | 2,5    | 8,3   | 9,7            |
| Logements vacants (en %)                                | 9      | 8,5   | 8,2            |

### Voies de communication et transports
Amiens est un nœud d'axes de communications entre l'Île-de-France et le Nord de la France, la Normandie et le Benelux, la France et le Royaume-Uni.
Située à équidistance des aires urbaines de Paris et de Lille, la ville dispose de bonnes conditions de desserte et d'accessibilité autoroutières (A16, A29 et proximité A1, A2, A26, A28). Elle est également au cœur d'une importante étoile ferroviaire et proche de la gare de TGV Haute-Picardie (38 km). Sa proximité avec l'Île-de-France lui permet un accès rapide au principal aéroport du pays, l'aéroport de Paris-Charles-de-Gaulle (98 km). Le principal aéroport régional, l'aéroport de Paris-Beauvais (10e aéroport le plus fréquenté en France) se situe à 49 km d'Amiens.
En 2026, la création de la ligne Roissy - Picardie permettra de relier la gare d'Amiens à la gare de l'aéroport Charles-de-Gaulle 2 TGV (57 minutes) qui compte parmi les principaux pôles d'échanges et plates-formes multimodales européens. Des allers-retours quotidiens TGV Amiens-Strasbourg et Amiens-Lyon-Marseille seront proposés.
Par le train, Amiens se situe actuellement à :
- 1 h 5 min de Paris (22 trains A/R par jour) ;
- 1 h 15 min de Lille (54 min en TERGV) ;
- 1 h 15 min de Rouen ;
- 2 h 30 min de Londres ;
- 2 h 30 min de Bruxelles ;
- 3 h 30 min de Lyon.

#### Voies routières
Dès l'Antiquité, Amiens est un carrefour de routes importantes. À la fin du Ier siècle av. J.-C., Samarobriva (Amiens) contrôle le passage d'une des quatre principales voies romaines, la Via Agrippa de l'Océan reliant Lugdunum (Lyon) à Gesoriacum (Boulogne-sur-Mer).
La ville contemporaine est desservie par les autoroutes A16 et A29. Elle se trouve également à proximité des autoroutes A1, A2, A26, A28.
L'A16, l'A29, la RN 1 et la RN 25 forment une ceinture périphérique autour de la ville que la population appelle la rocade d'Amiens. Deux viaducs, le viaduc Jules-Verne et le viaduc de l'Avre, permettent ce contournement complet d'Amiens par autoroutes et voies express.
Amiens est actuellement desservie par :
- RN 1 vers Beauvais et Paris, au sud, et vers Abbeville, Calais, Dunkerque et la frontière belge, au nord-ouest ;
- RN 25 vers Doullens, Saint-Pol-sur-Ternoise et Arras ;
- RD 1029 vers Yvetot et Neufchâtel-en-Bray à l'ouest, Saint-Quentin et La Capelle à l'est ;
- RD 929 vers Albert, Bapaume et Cambrai ;
- RD 935 vers Compiègne ;
- RD 919 vers Mailly-Maillet et Arras ;
- RD 933 vers Bernaville et Auxi-le-Château ;
- RD 934 vers Roye et Noyon.

#### Stationnement
- Hôtel de Ville
- Halles
- Jacobins
- Trois Cailloux
- Saint-Leu
- Amiens 2
- Perret
- Parkings extérieurs gratuits

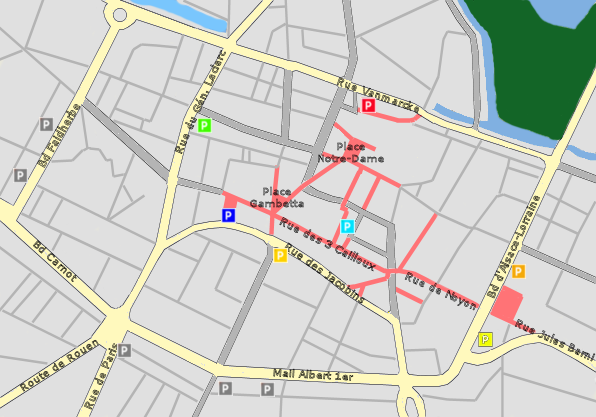
Carte du stationnement en centre-ville d'Amiens en 2009.

Selon le plan de déplacements urbains (PDU) approuvé le 19 décembre 2013 pour la période 2013–2023, l'offre en stationnement est jugée abondante à Amiens. Bien qu'importante, la demande en stationnement est inférieure à l'offre (les réserves de capacité étant toujours de 20 % au minimum : si la voirie est parfois saturée, le taux d'occupation des parkings souterrains reste globalement inférieur à 100 %).
En 2013, la ville comptabilise environ 70 000 places de stationnement public, dont 8 400 dans le centre-ville et dans sa proximité immédiate, où 70 % des places sont payantes.
- 4 400 places sur voirie (1 950 dans l'hypercentre, dont 1 600 payantes)
- 4 000 places en parking souterrain (620 autres nouvelles places sont programmées dans le cadre du projet ZAC Gare La Vallée)

Les parkings souterrains en centre-ville sont organisés ainsi :
| Nom            | Accessible par                                | À proximité de                                                        | Nombre de places |
| -------------- | --------------------------------------------- | --------------------------------------------------------------------- | ---------------- |
| Halles         | Rue du Général-Leclerc                        | Centre commercial des Halles, beffroi                                 | 468 places       |
| Centrum        | Rue Frédéric-Petit                            | Coliseum                                                              | 190 places       |
| Hôtel de ville | Rue de Beauvais                               | Espace piétonnier, hôtel de ville                                     | 80 places        |
| Jacobins       | Rue des Jacobins                              | Espace piétonnier, préfecture                                         | 587 places       |
| Saint-Leu      | Rue des Huchers                               | Facultés de droit science politique et d'économie gestion, cathédrale | 585 places       |
| Trois Cailloux | Rue Robert-de-Luzarches                       | Espace piétonnier, palais de justice, cathédrale                      | 486 places       |
| Amiens 2       | Boulevard d'Alsace-Lorraine, rue de la Vallée | Centre commercial Amiens 2, gare routière, gare SNCF                  | 724 places       |
| Perret         | Boulevard de Belfort, rue Vulfran-Warmé       | Cinéma, gare SNCF                                                     | 490 places       |
| Gare La Vallée | Rue de la Vallée                              | Gare SNCF, ZAC Gare La Vallée                                         | 840 places       |

Dès 2007, un dispositif de stationnement résidentiel est déployé dans le quartier Saint-Anne pour faire face à l'encombrement des rues par des voitures-ventouses d'usagers de la gare SNCF. Lors de la campagne pour l'élection municipale de 2008, le stationnement est l'un des thèmes importants de débat. Un an après le changement de majorité, l'équipe de Gilles Demailly lance une consultation auprès de la population. À partir de 2011, le stationnement résidentiel est étendu aux quartiers Gare-La-Vallée et Riolan, puis en 2012 aux quartiers Noyon et l'est du secteur Riolan. En 2014, 2 600 places sont concernées par ce dispositif qui vise à permettre aux résidents du centre-ville de stationner plus près de leur domicile, à favoriser une meilleure rotation des véhicules dans les rues commerçantes et à réduire l'occupation permanente de l'espace public par les voitures-ventouses. En 2016, Saint-Leu est le cinquième quartier à instaurer ce principe de stationnement, avant d'être suivi par le quartier Saint-Germain en 2017.

### Transports routiers
La localité est desservie par les lignes d'autocars du réseau Trans'80, Hauts-de-France, chaque jour de la semaine sauf le dimanche et les jours fériés.

#### Le réseau ancien
Deux lignes de tramway sur 10,7 km sont inaugurées en 1887. Elles se croisent place Gambetta, l'une reliant le cimetière de la Madeleine à l'église Saint-Acheul, l'autre allant de l'église Saint-Pierre à l'hippodrome. Électrifié en 1899, le réseau s'allonge avec sept lignes pour 19 km en 1906. À partir de 1932, Longueau est reliée à Amiens par un service de bus.
Les bombardements allemands de 1940 s'abattent sur le dépôt des tramways de la chaussée Jules-Ferry et y détruisent la totalité du parc de tramways. Seul l'autobus de Longueau en réchappe. Amiens reste donc sans transport. Quelques vieux autobus parisiens sont ensuite utilisés pour un service extrêmement réduit. Ces autobus, ainsi que l'autobus rescapé, sont alors convertis au gaz de ville et pourvus de réservoirs sur le toit recouverts d'un dôme blanchâtre. Le service de transport en commun continue avec ce matériel jusqu'en 1946. Il n'y a alors que deux lignes urbaines : une ligne est - ouest (Saint-Acheul - Montières) et une ligne nord-est - sud-ouest (Beauvillé - route de Rouen). Il est décidé après-guerre de desservir la ville par trolleybus avec une seule ligne d'autobus pour Longueau. Ce programme ne sera réalisé que partiellement (desserte de Saint-Acheul, route de Rouen, La Madeleine et Saint-Pierre).
En 1964, les trolleybus sont abandonnés et le bus devient omniprésent dans les transports amiénois.

#### Le réseau moderne
Dans les années 1990, le maire Gilles de Robien envisage la création d'un tramway mais le choix d'une circulation de bus en site propre est préférée pour des raisons de rapport coût/fréquentation. La mise en place de voies de bus en site propre débute en 2006. Son successeur, Gilles Demailly, engage une réflexion sur le développement d'un TCSP dans la métropole. À la suite de nombreuses études et concertations, les élus votent le vœu d'un tramway lors du conseil municipal du 15 novembre 2012. Le projet est entériné par la métropole le 18 décembre 2012 et la mise en service d'une première ligne de tramway d'axe nord-sud est officiellement programmée pour 2019. Les élections de 2014 sont une défaite pour la majorité municipale et communautaire porteuse du projet, la nouvelle maire d'Amiens Brigitte Fouré et le nouveau président métropolitain Alain Gest décident de suspendre ce projet, appliquant ainsi une promesse électorale (le tramway fut au cœur des débats durant la campagne des municipales de 2014). Malgré une annonce de réflexion sur un tram sur pneus (de type TVR),, la nouvelle équipe annonce que l'amélioration des transports en commun se fera prioritairement via le renforcement du réseau de bus. En décembre 2014, le conseil communautaire vote le financement d'une étude (la sixième en vingt ans) portant sur la mise en place d'un réseau de bus à haut niveau de service (BHNS). Acté le 26 mars 2015 par le conseil d'agglomération, ce projet appelé « AMETIS 2.0 » prévoit la mise en place de quatre lignes BHNS sur 48 km, l'achat de 43 bus électriques de 18 mètres, la construction d'un nouveau dépôt et de quatre parkings-relais, ainsi que d'importants travaux d'embellissement de l'espace public. Les travaux de ce nouveau réseau débutent en avril 2017 pour une mise en service prévue le 11 mai 2019.
Aujourd'hui, les transports en commun d'Amiens sont exploités sous le nom Ametis et desservent Amiens Métropole qui en est l'autorité organisatrice et qui délègue l'exploitation du réseau à Keolis Amiens (filiale de Keolis) depuis 2012.

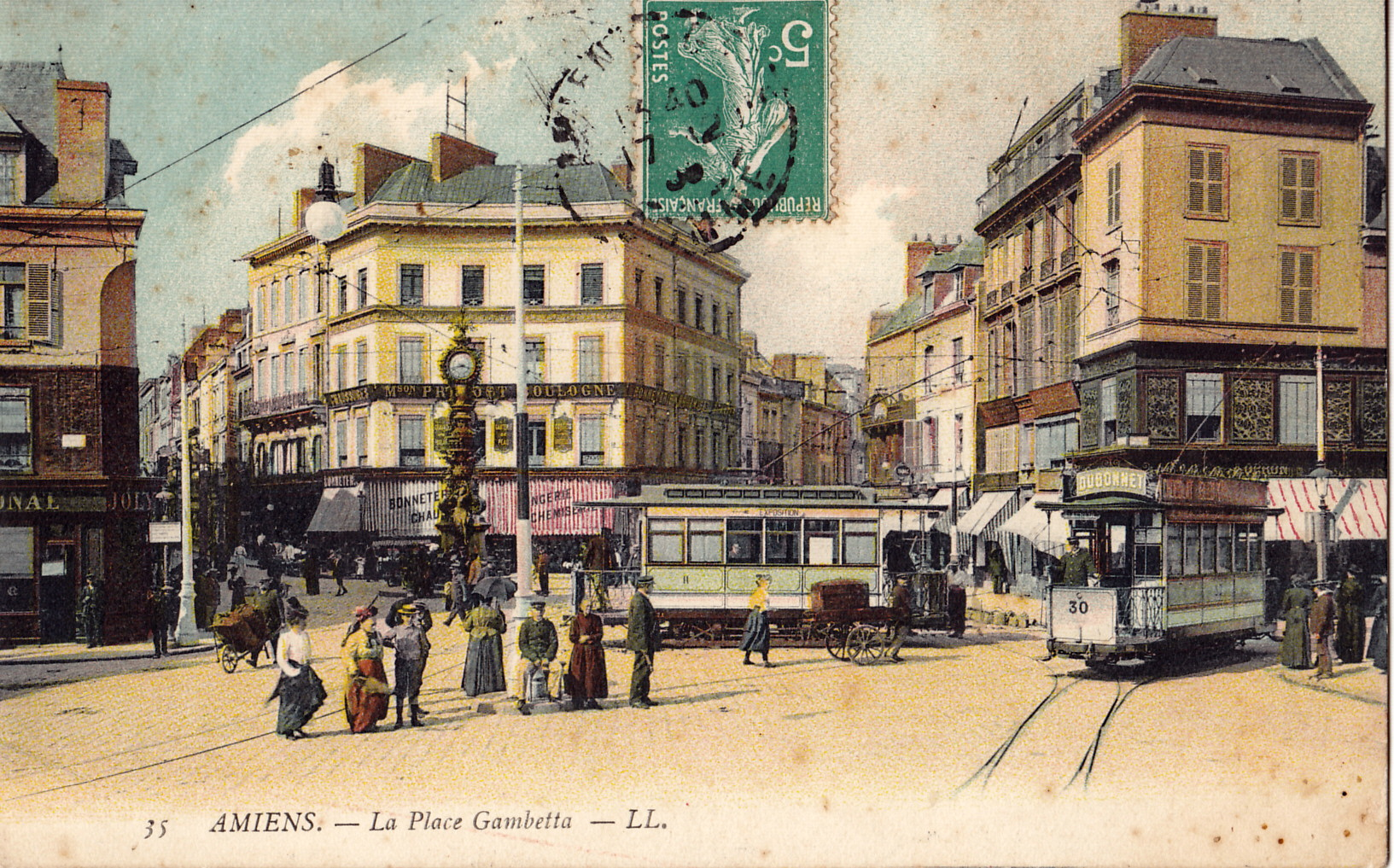
La place Gambetta : pôle important du réseau de l'ancien tramway d'Amiens dès le début du XXe siècle.
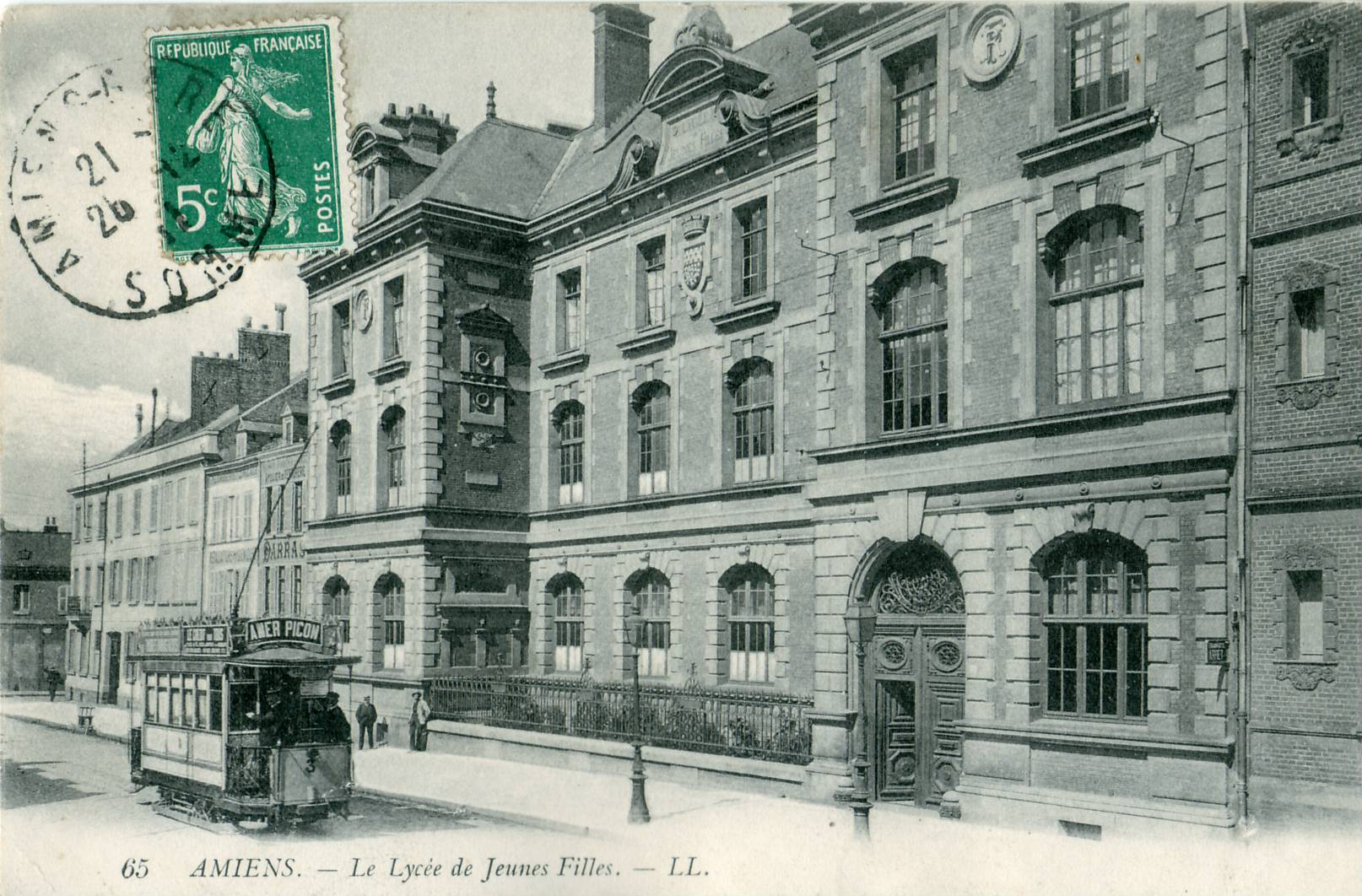
Tramway passant devant le lycée de jeunes filles, rue des Otages, au début du XXe siècle.
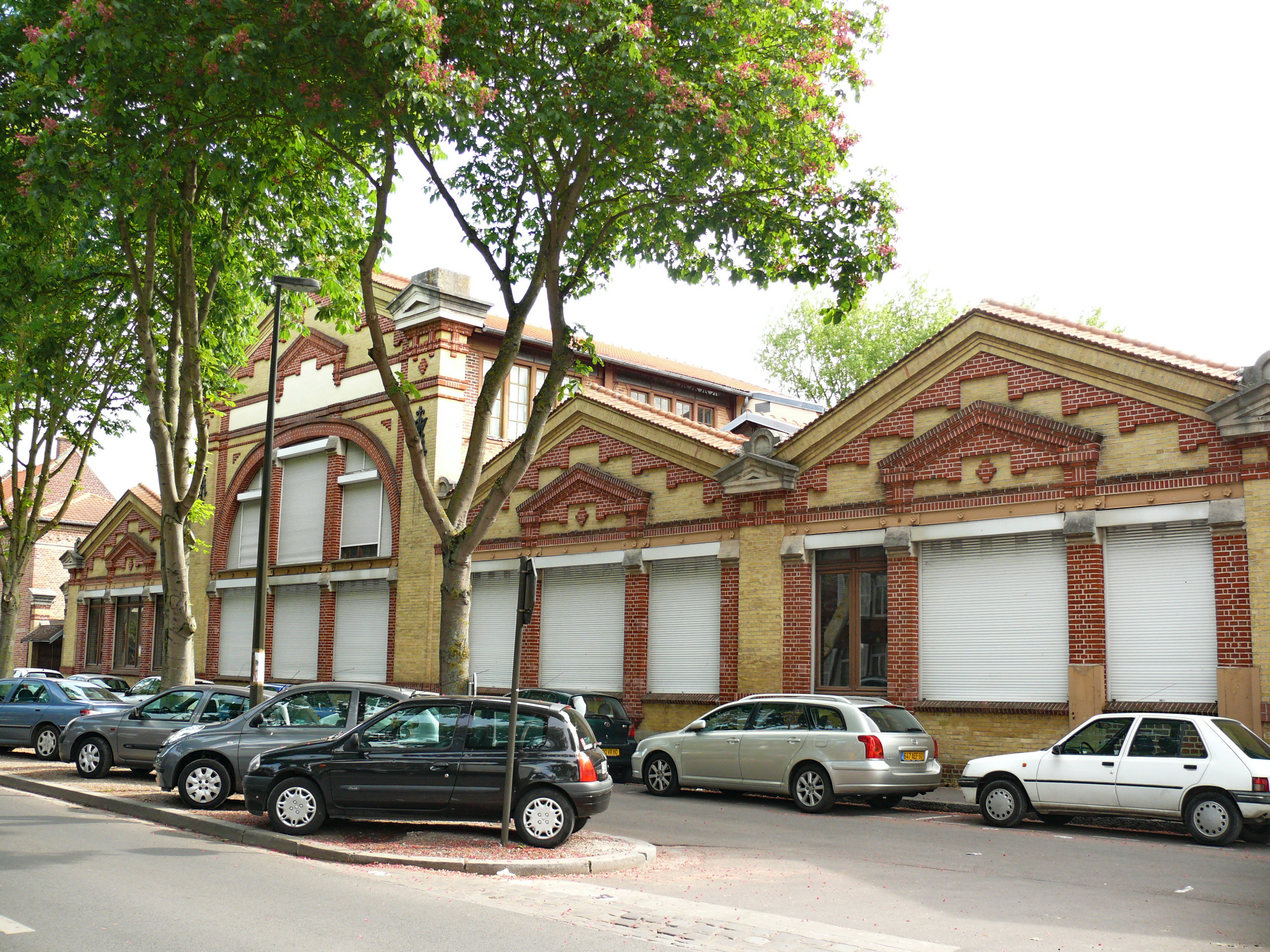
Façade de l'ancienne centrale électrique des tramways en 2011.
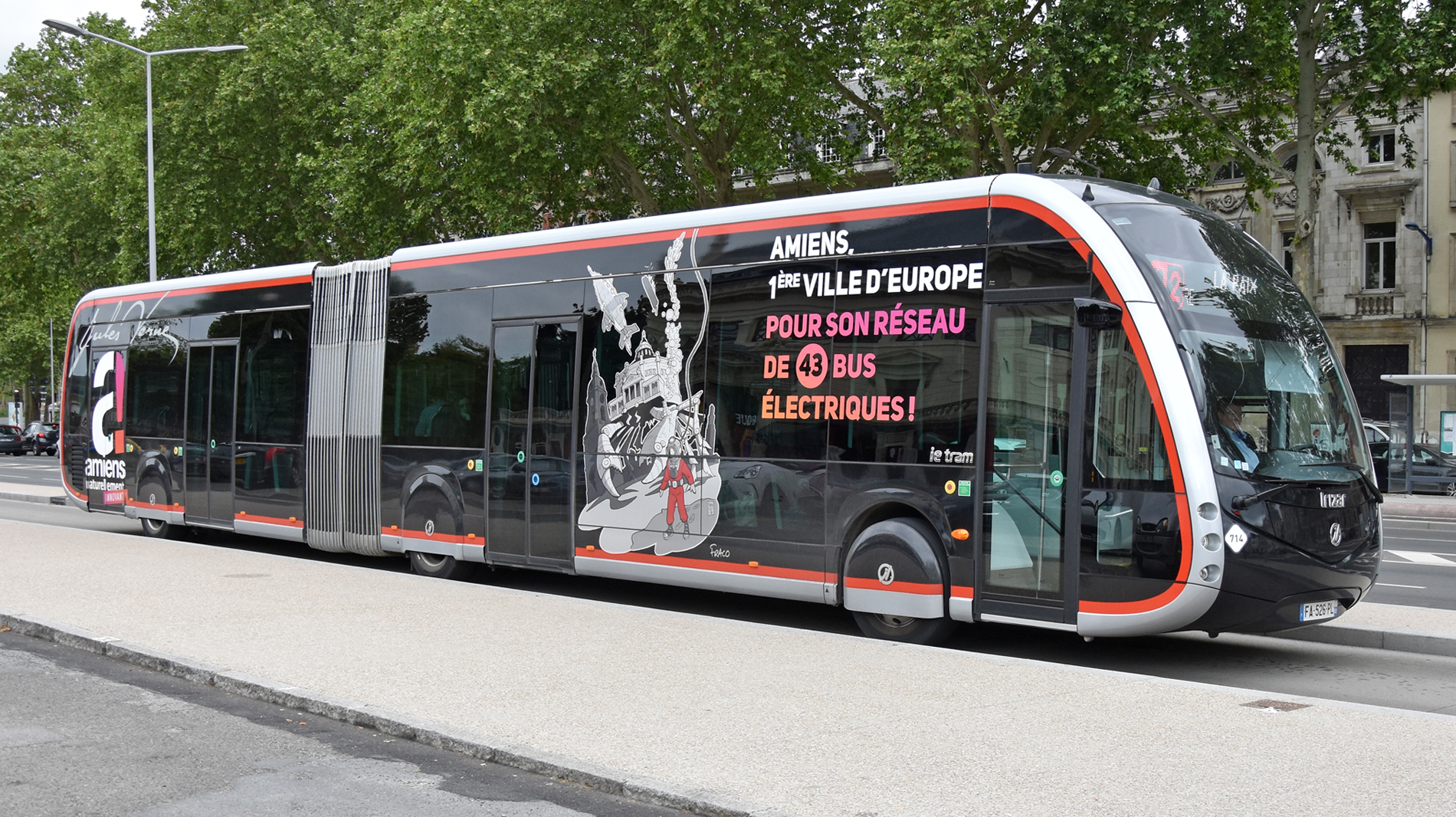
Bus du réseau de transports en commun d'Amiens en 2019.

#### Réseaux cyclables

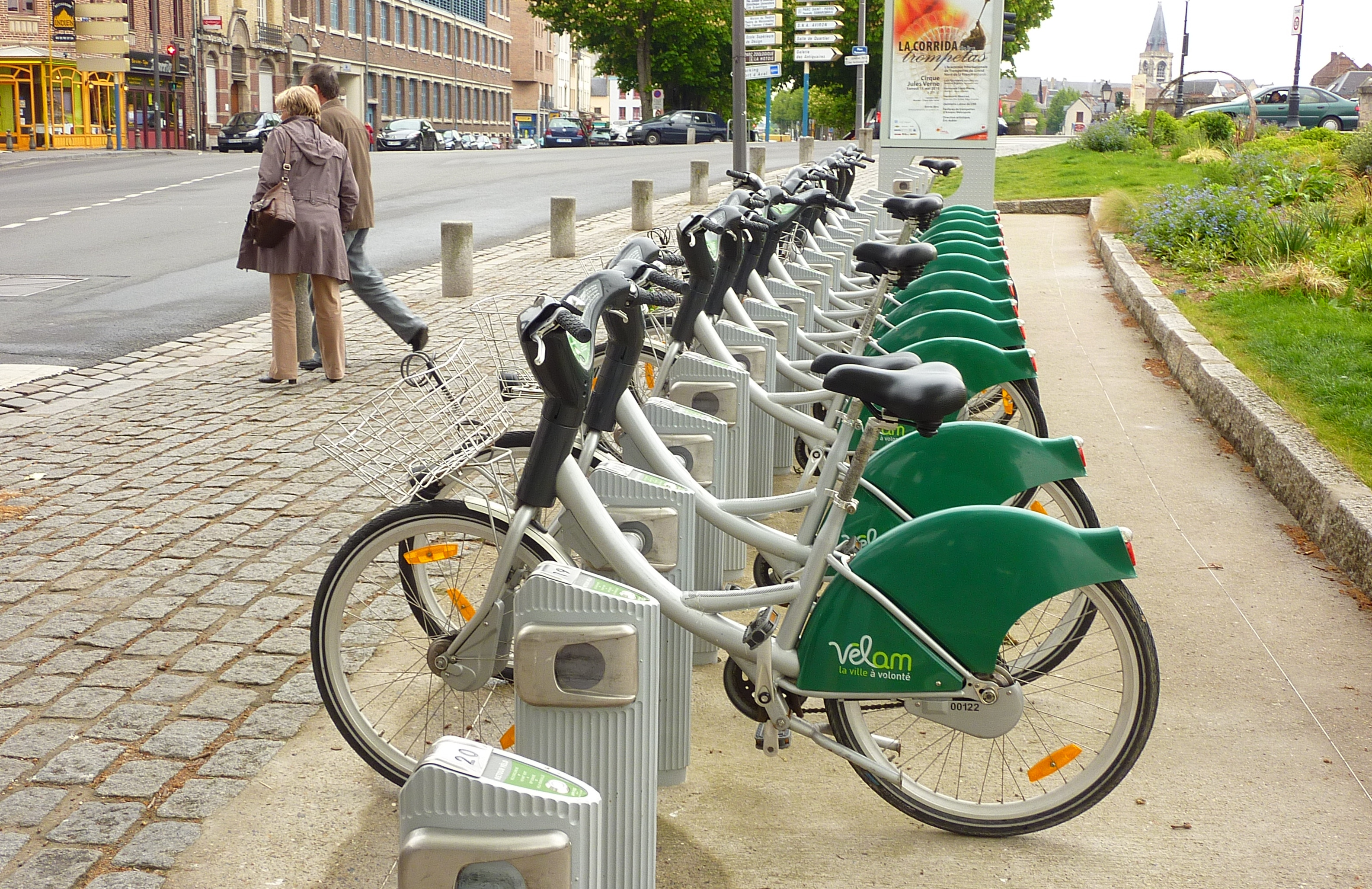
Station Vélam.

Amiens développe deux services vélo : Buscyclette et Vélam.
- Buscyclette est un service de location de vélos à la demande né en mai 1999. En 2014, près de 2 400 « vélos verts » sont disponibles à la location, essentiellement des vélos de ville mais également des vélos à assistance électrique (VAE), des vélos pliants et des vélos spécifiques (vélos enfants, remorque enfant, VTT, triporteur, tandem, etc.). La durée de location varie d'une demi-journée à un an.
- Vélam est un système de vélos en libre-service (VLS) né le 16 février 2008, adaptation du système Cyclocity géré par JCDecaux, similaire aux Vélo'v lyonnais et Vélib' parisiens. Vélam met à disposition 313 vélos répartis tous les 300 à 400 mètres dans le centre d'Amiens et 26 stations.

En 2012, Amiens Métropole totalise 100 km d'itinéraires aménagés pour les cyclistes. Malgré l'élaboration d'un « Plan Vélo » en 1997 qui planifiait l'aménagement de 500 km de voies aménagées, le maillage du territoire par des pistes cyclables reste incomplet à ce jour[Quand ?].
Le schéma directeur des aménagements cyclables de l'agglomération (SDAC) prévoit de réaliser 188 km d'aménagements cyclables et d'équiper 490 sites pour le stationnement des vélos sur une période de dix ans (2014-2024). Ce schéma inclut également le déploiement d'équipements de stationnement sur l'ensemble du territoire de la métropole, à proximité des équipements fréquentés par des cyclistes, ainsi que la mise en place de tourne-à-droite cycliste aux feux rouges ou encore l'entretien des aménagements existants.

#### Transport ferroviaire

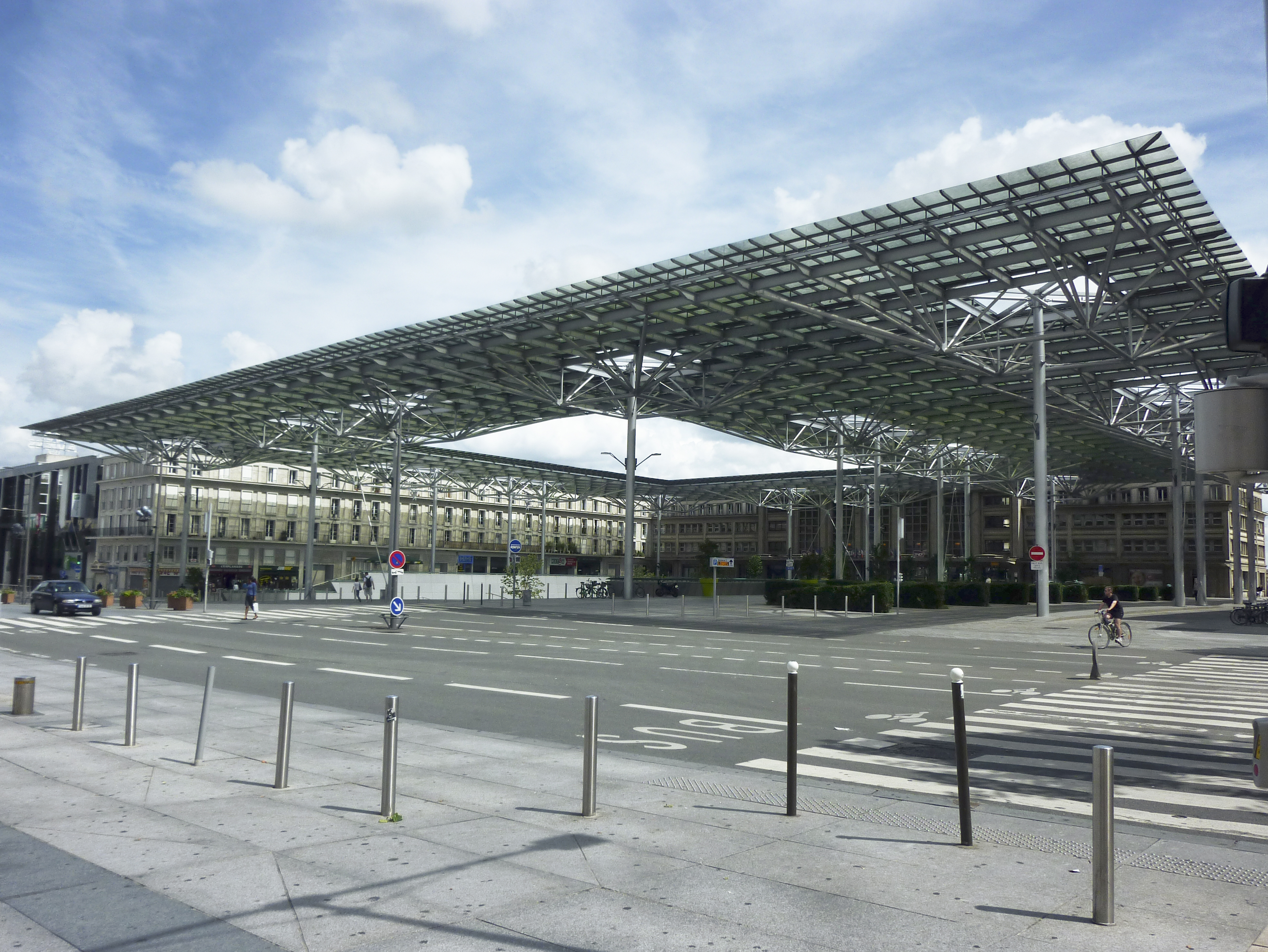
Gare du Nord et sa verrière en août 2012.

Le cœur de l'« étoile ferroviaire » amiénoise est constitué des gares d'Amiens, de Longueau, de Saint-Roch et de Boves. Cette étoile est composée de huit branches permettant d'atteindre Paris-Nord (via Creil), Compiègne (via Montdidier), Lille-Flandres (via Arras et Douai), Calais-Ville (via Abbeville et Boulogne-Ville), Rouen-Rive-Droite (via Abancourt et Serqueux), Laon (via Tergnier). Il existe également une gare affectée uniquement au trafic du fret, la gare de Montières, qui dessert la zone industrielle d'Amiens.
La gare d'Amiens, dite localement gare du Nord, est le centre névralgique de ce réseau de transport. En 2015, elle est la 18e gare française (hors région parisienne) pour le trafic passagers, avec 5,4 millions de voyageurs.
Une gare située à 38 km d'Amiens, la gare TGV Haute-Picardie, permet l'accès au réseau TGV. Son caractère isolé lui a valu l'appellation de gare des betteraves au moment de sa construction. De nos jours, elle est desservie par un service de navettes par autocar depuis la gare routière d'Amiens (voisine de la gare ferroviaire).

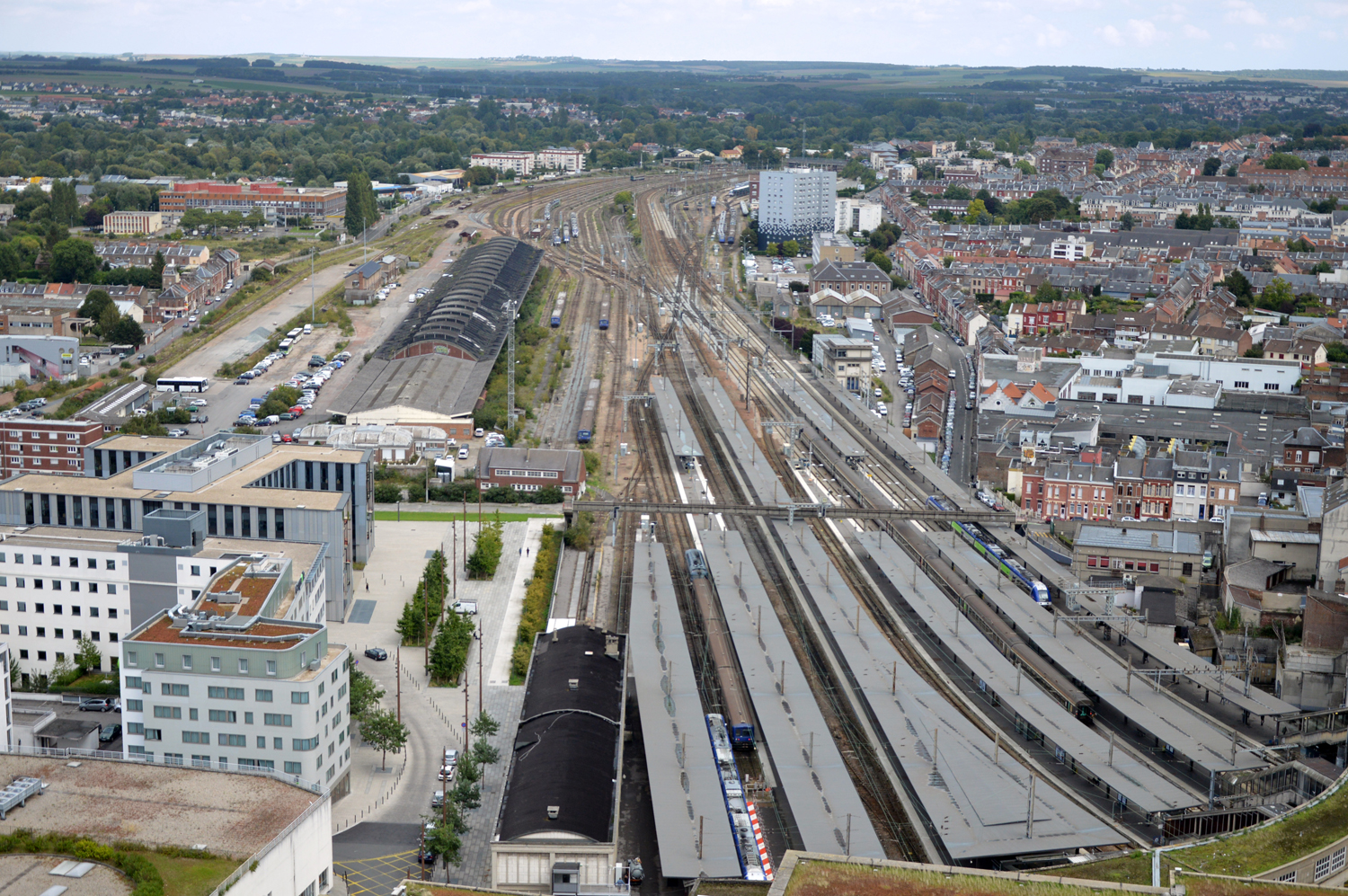
Le complexe de la gare et du dépôt à Amiens vue de la Tour Perret.
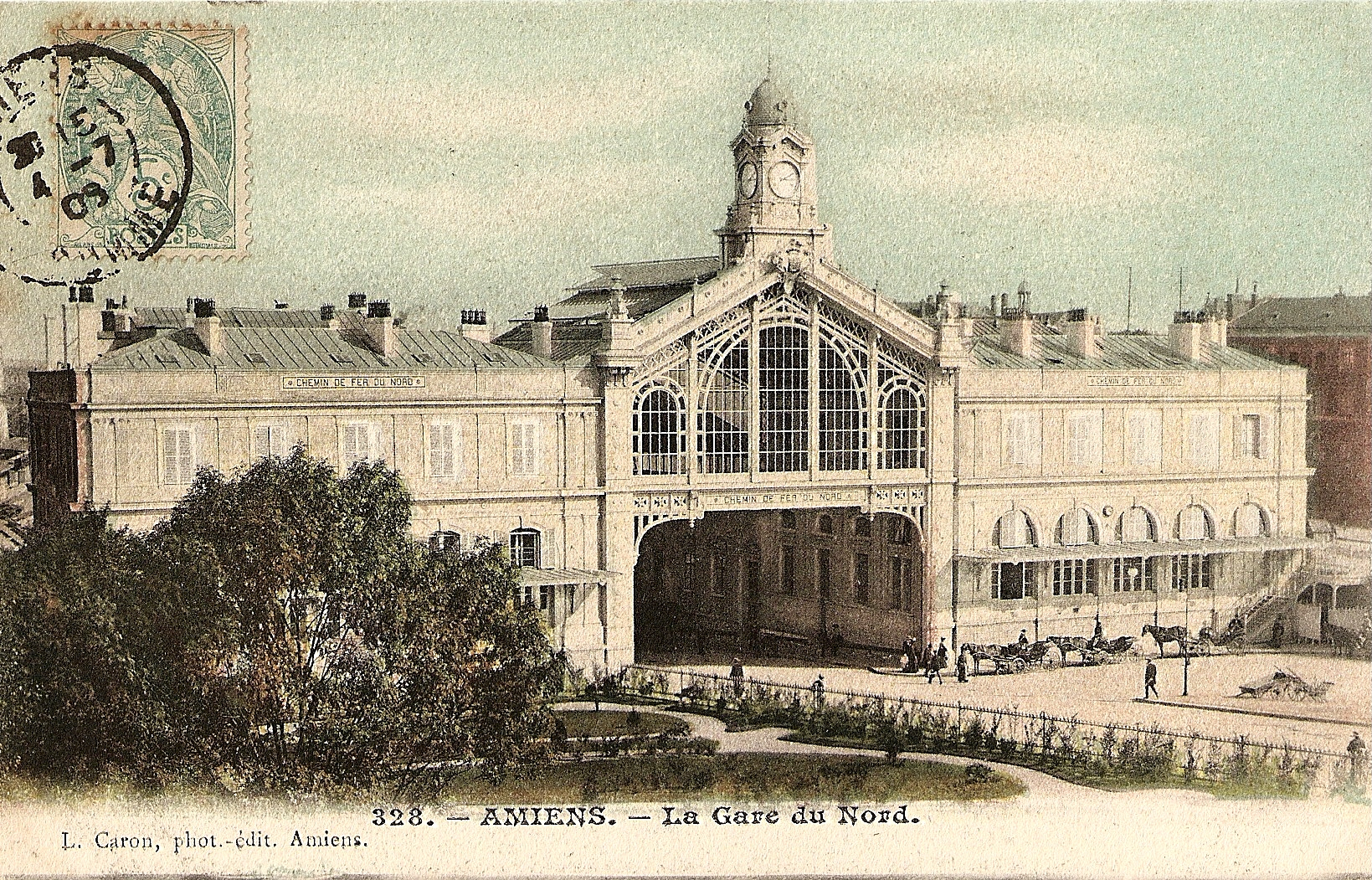
Gare du Nord (carte postale ancienne éditée par Caron no 328, oblitérée en 1909).
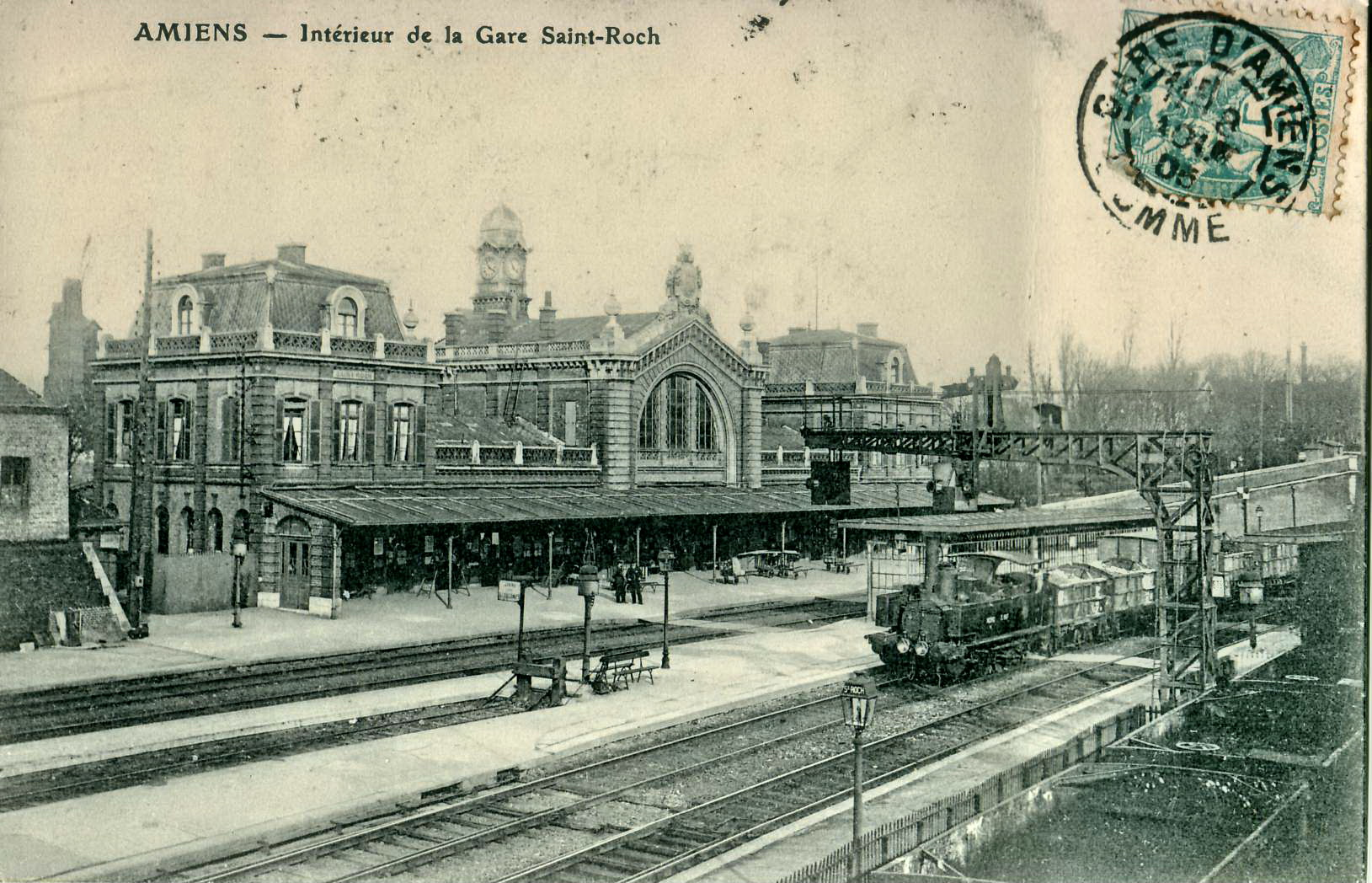
Gare Saint-Roch, côté voie ferrée (carte postale oblitérée en 1905).
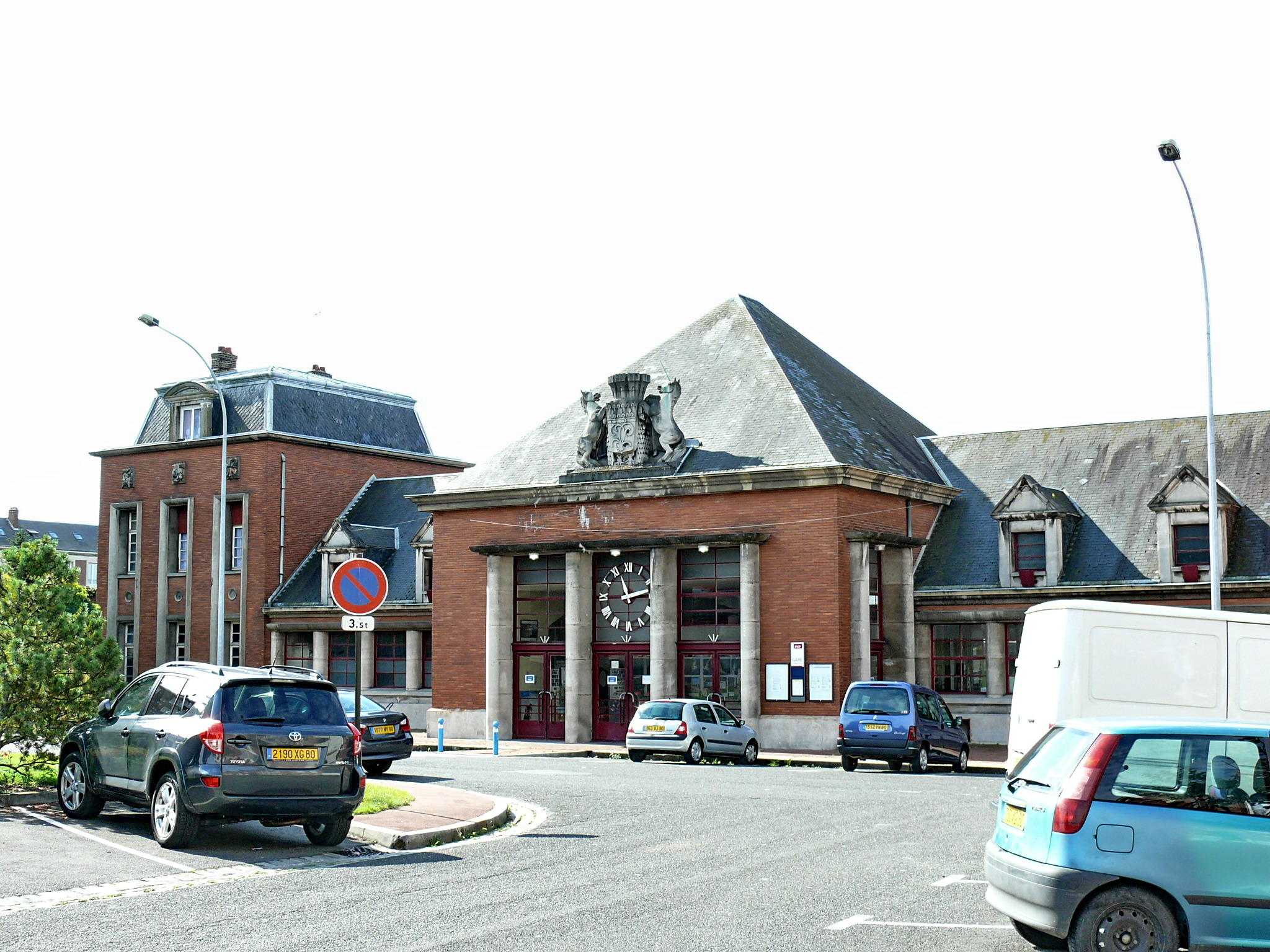
Gare Saint-Roch.
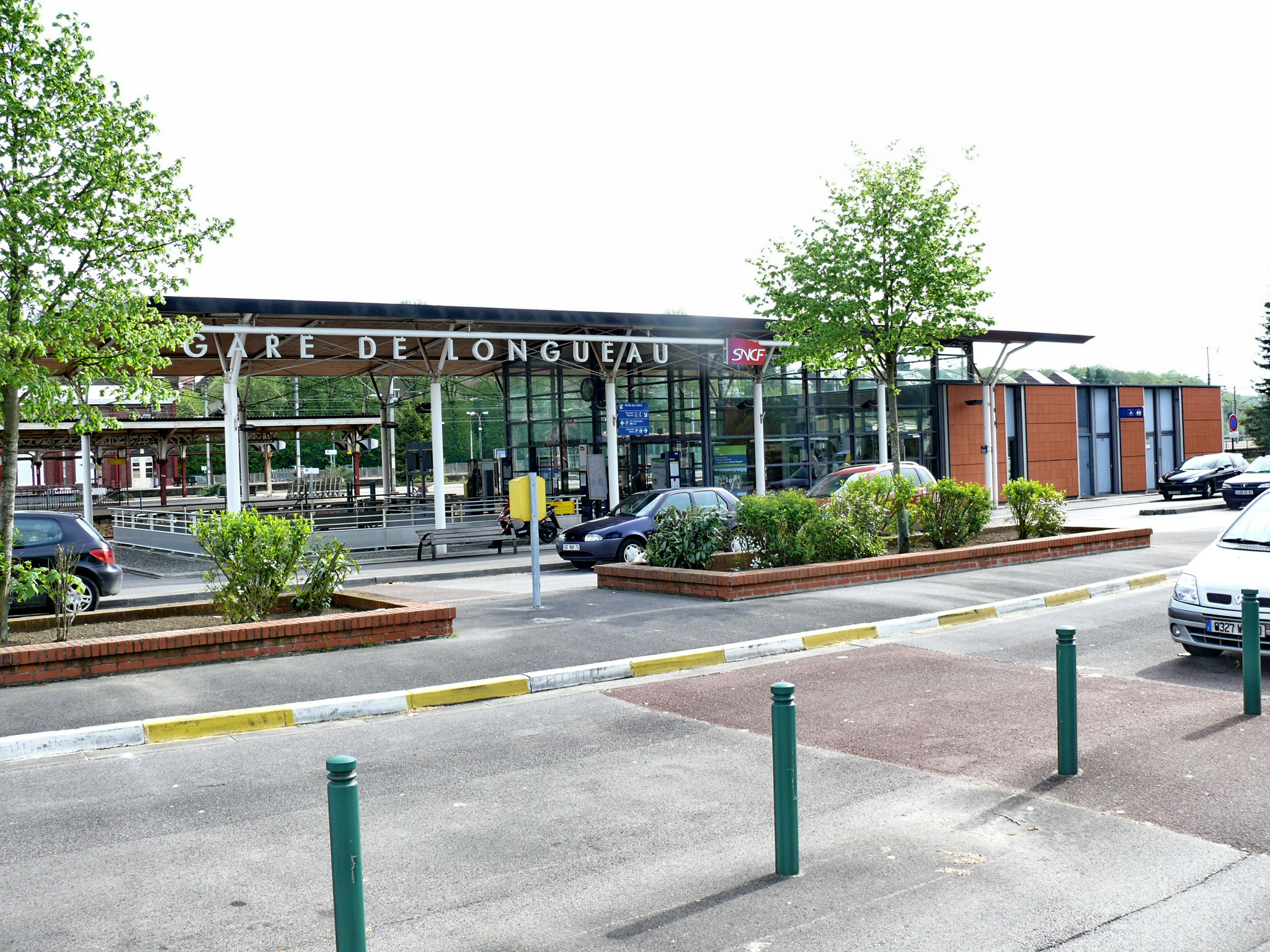
Gare de Longueau.

#### Transport aérien
Amiens est situé à 98 km du premier aéroport français, l'aéroport de Paris-Charles-de-Gaulle. La création, en 2024, d'une ligne ferroviaire reliant Amiens à Roissy doit optimiser la relation entre la capitale picarde et l'aéroport francilien (le 2e plus important d'Europe et le 8e mondial pour le trafic passagers).
Les deux principaux aéroports régionaux, l'aéroport de Paris-Beauvais (10e aéroport le plus fréquenté en France) et l'aéroport de Lille-Lesquin (14e aéroport le plus fréquenté en France) se trouvent respectivement à 49 et 96 km de la ville.
À l'est de la ville, l'agglomération dispose de l'aérodrome d'Amiens-Glisy qui attire une clientèle touristique ainsi qu'une aviation d'affaires et sportive toute l'année. Chaque mois de mai, il accueille un rassemblement aéronautique appelé « 20 000 lieues dans les airs ».
L'aéroport Albert-Picardie se situe à 28 km au nord-est de la ville. Implanté au cœur du principal site aéronautique du groupe STELIA Aerospace (filiale d'Airbus), il a une vocation principalement industrielle mais développe néanmoins des activités d'aviation d'affaires, sportive et des charters spécialisés.

### Projets d'aménagement
Le développement de la ville s'appuie sur plusieurs grands projets urbains, parmi lesquels :
- La ligne Roissy - Picardie : 
Ce projet ferroviaire estimé à 320 millions d'euros doit permettre une desserte TGV directe entre Amiens et Roissy dès 2024. La gare devrait accueillir des circulations régulières de TGV province – province (en direction de Marseille et Strasbourg). Cette nouvelle infrastructure a aussi pour objectif de créer un accès direct en TER à la gare Aéroport Charles-de-Gaulle 2 TGV[55] (donc sans avoir à passer par Paris et le RER B).
- Le RER Hauts-de-France
Initié par la région Hauts-de-France, ce projet estimé à deux milliards d'euros prévoit la création d'un réseau express régional (sur le modèle du RER parisien) reliant l'agglomération de Lille aux principales villes de la région, notamment Amiens (trois trains par heure)[56].
- Quartier Gare-La Vallée
Ce projet a vocation de créer un quartier d'affaires à proximité immédiate de la gare. Doté d'un budget de 157 millions d'euros, le projet mêle activités tertiaires, commerces et habitat au pied de la gare et de l'hypercentre. Les premiers immeubles ont été inaugurés en 2008. Une deuxième phase d'aménagement est en cours. Sous le contrôle de l'architecte Paul Chemetov, le quartier doit accueillir 2 000 logements, 200 000 m2 de bureaux et deux parcs urbains créant un lien visible entre le centre-ville, le fleuve et les hortillonnages[57].
- Quartier Intercampus
Ce nouveau quartier d'habitat et de services au sud de la ville doit accueillir 1 900 logements d'ici 2030. Situé à proximité du nouveau campus santé et du CHU d'Amiens, il sera desservi par le futur BHNS. L'écoquartier de 80 hectares doit faire la part belle aux espaces verts et aux jardins (60 % de sa superficie totale ne seront pas bâtis). Il comptera notamment 12 hectares de jardins familiaux[58] mais également 7 000 m2 de bureaux et 50 000 m2 de commerces[59].
- Quartier Paul-Claudel
Ce nouveau quartier d'habitat et de services de 40 hectares est situé à l'entrée Sud de la ville. Pensé comme un petit écoquartier, il doit accueillir 1 400 logements et 1 800 m2 de surfaces commerciales. Conçu en quatre tranches, il est entré dans son ultime phase d'aménagement en 2013[60].
- Quartier Renancourt
Ce nouvel écoquartier doit assurer le développement de la ville à l'ouest. Il est situé sur un belvédère naturel qui jouxte des équipements emblématiques de la ville : le Zénith d'Amiens, le stade de la Licorne et la Mégacité. Ce quartier doit accueillir 1 400 logements mais aussi de l'hôtellerie, des équipements, des commerces et un éco parc industriel nommé Boréalia vers l'échangeur A16[61].

## Toponymie

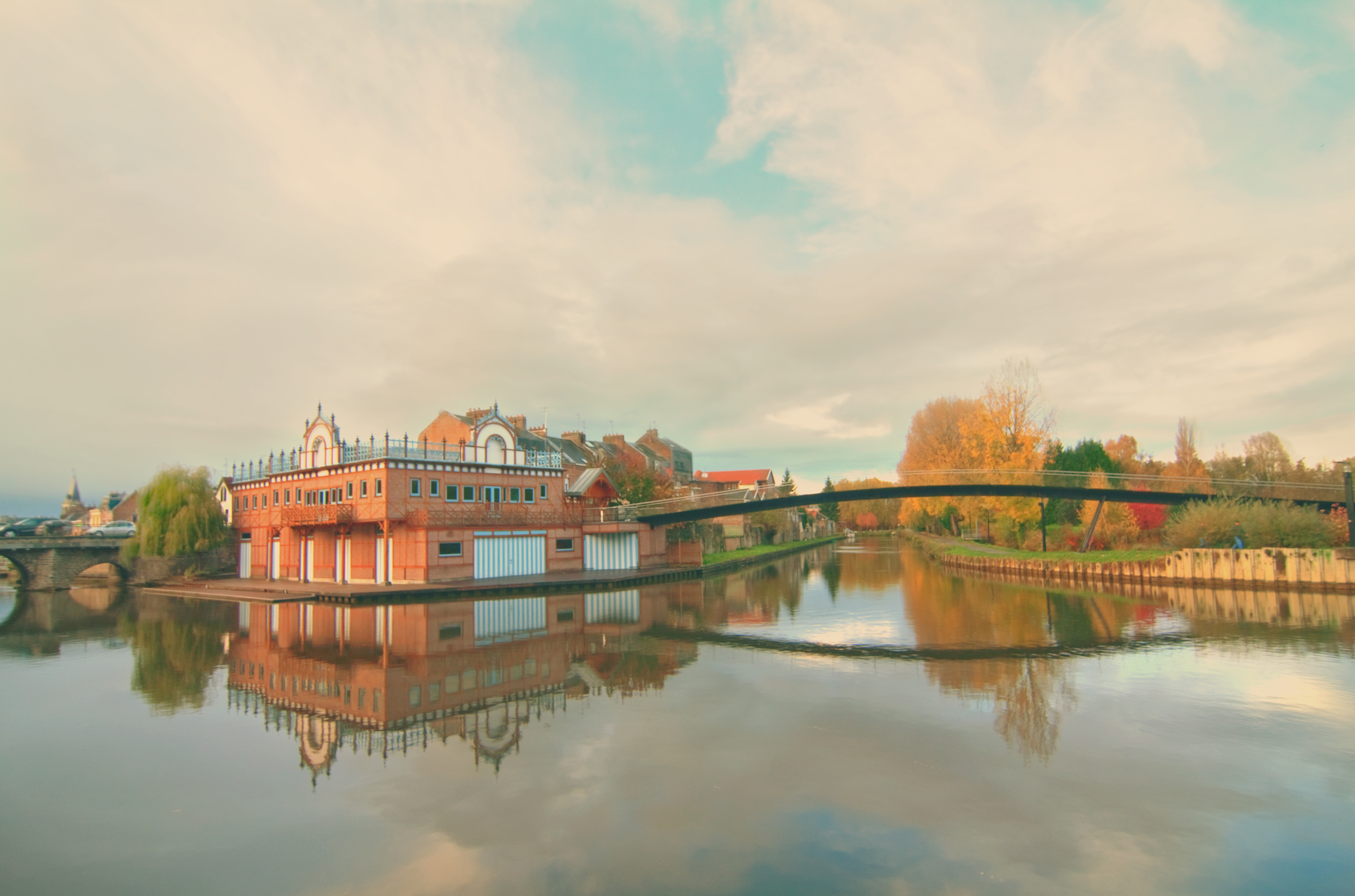
La passerelle Samarobriva avec son centre nautique (novembre 2009)

Le nom gallo-romain de la ville est Samarobriva, qui signifie en gaulois « Pont (briva) sur la Somme (Samara) ».
L'appellation actuelle de la ville est issue du nom du peuple gaulois, local, du Nord de la Gaule (Belgique), les Ambiens, qui s'est substitué vers le IVe siècle à l'ancien nom, Samarobriva (la lettre -s finale d'« Amiens » s'explique par l'accusatif pluriel Ambianos, ou bien par l'ablatif-locatif pluriel Ambianis).
Samarobriva était la capitale des Ambiens, peuple celte vivant sur le territoire actuel de la Somme. Ambien dérive du mot celtique Ambo avec le sens de « ceux qui sont des deux côtés » (de la Somme) en référence à la géographie de leur territoire, ou bien « de part et d'autre » des deux nations comme en témoigne leur historique (voir cette section plus bas). Les Ambiens ont laissé leur nom à la ville d'Amiens ainsi qu'à sa région, le grand Amiénois. Ambo a généré plusieurs toponymes dont celui de Ambon en Bretagne.
Samarobriva est d'origine celtique avec Briv que l'on retrouve en gaélique d'Écosse avec un Brig (pont), que l'on peut rapprocher de Bridge.
Le nom en picard de la ville est Anmien.
Les habitants d'Amiens sont appelés les Amiénois et leur nom jeté est Chés maqueux d'gueugues (« les mangeurs de noix »), en référence à un épisode de l'invasion espagnole (la prise de la ville d'Amiens se serait faite, en 1597, grâce à un sac de noix).
La construction de la citadelle, à partir de 1598 sous l'égide de Jean Errard de Bar-le-Duc en découle. En picard amiénois, Amiens se dit Anmien (prononcer /ɑ̃.mjɛ̃/).

### Surnom
Amiens est surnommée « la petite Venise du Nord » en raison de ses nombreux canaux. Ce surnom lui aurait été attribué par Louis XI.

## Histoire
| Appartenances historiques Empire romain (Gaule belgique) 27 av J.-C.-465 (492 ans) Royaumes francs 465-800 (335 ans) Empire carolingien 800-843 (43 ans) Francie occidentale 843-925 (82 ans) Comté de Vermandois 925-949 (24 ans) Comté de Flandre 949-965 (16 ans) Comté d'Amiens 965-1185 (220 ans) Royaume de France 1185-1364 (179 ans) Royaume de France 1364-1435 (71 ans) Pays-Bas bourguignons 1435-1477 (42 ans) Royaume de France 1477-1638 (161 ans) Royaume de France 1638-1792 (154 ans) République française 1792-1804 (12 ans) Empire français 1804-1814 (10 ans) Royaume de France 1814 (1 an) Empire français (Cent-Jours) 1815 (1 an) Zone d'occupation par le Royaume-Uni 1815-1818 (3 ans) Royaume de France 1818-1830 (12 ans) Royaume de France 1830-1848 (18 ans) République française 1848-1852 (4 ans) Second Empire 1852-1870 (18 ans) France 1870-1940 (70 ans) Zone occupée 1940-1944 (4 ans) France depuis 1944 |

### Préhistoire

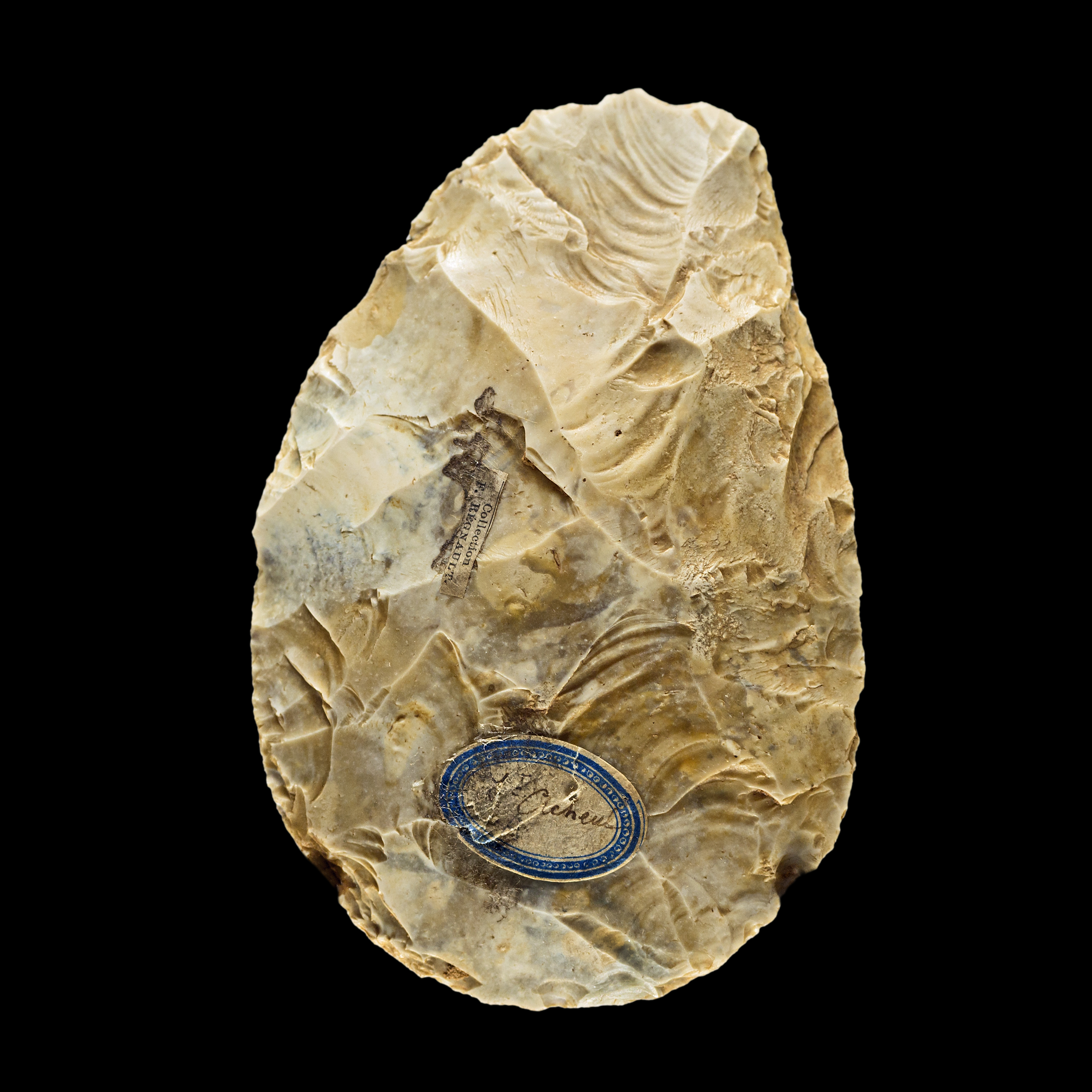
Biface de Saint-Acheul (collection Félix Régnault, muséum de Toulouse)

#### Paléolithique
Les découvertes d'importants gisements préhistoriques à Amiens ont contribué à la naissance de la Préhistoire, science qui s'est imposée dans la seconde moitié du XIXe siècle. Le territoire possède d'énormes potentialités pour la géologie du Quaternaire et pour l'étude des premiers peuplements en Europe.
L'importance des gisements amiénois ainsi que la qualité des travaux des préhistoriens locaux, comme Victor Commont ou Jacques Boucher de Perthes (considéré comme le fondateur de la Préhistoire), ont apporté une renommée scientifique internationale au territoire. Au même titre que la vallée de la Vézère et de la Dordogne, la vallée de la Somme fait référence pour la Préhistoire et pour l'étude du Paléolithique.
C'est à Amiens que fut ainsi définie l'une des plus anciennes civilisations de l'humanité : l'Acheuléen. En 1853, des « haches taillées » sont recueillies dans les anciennes alluvions de la Somme au niveau du faubourg de Saint-Acheul, à l'est de la ville. Cette découverte passionne les plus imminents spécialistes de l'époque qui se pressent sur le site (Joseph Prestwich, Hugh Falconer, Charles Lyell, John Evans, etc.). En août 1859, Albert Gaudry y découvre neuf nouvelles « haches taillées » qui attestent, selon lui, la grande antiquité de l'humanité.
Ces découvertes marquent le début de la grande période de Saint-Acheul qui durera plus de 75 ans. Entre 1860 et 1880, 20 000 bifaces sont ainsi recueillis. Dès lors, le site amiénois devient la référence du principal faciès du Paléolithique inférieur et accueille les spécialistes et collectionneurs du monde entier. Ce succès donnera même naissance à un commerce de faux silex taillés.
En 1872, Gabriel de Mortillet, concepteur de la chronologie préhistorique, décide d'appeler Acheuléen la période de la Préhistoire caractérisée par les silex taillés identiques à ceux trouvés dans le quartier Saint-Acheul.
De nos jours, le jardin archéologique de Saint-Acheul est ouvert aux publics et présente un aménagement paysager des anciennes carrières classées au titre des Monuments historiques en 1947.
En 2007, des fouilles archéologiques, rue du Manège, mettent au jour les toutes premières traces d'occupation humaine dans une nappe alluviale. Les vestiges recueillis lors de cette intervention datent d'environ 500 000 à 550 000 ans.
En 2014, une Vénus gravettienne datant d'environ 23 000 ans est mise au jour dans le quartier de Renancourt. La Vénus de Renancourt est la première œuvre de ce genre découverte dans le Nord de la France et l'un des rares témoignages de la présence de l'homme de Cro-Magnon au début du Paléolithique supérieur. Elle est exposée au musée de Picardie.

#### Mésolithique
En 2006, des fouilles permettent de découvrir des sites mésolithiques sur des positions d'anciennes berges de la Somme et de la Selle.

#### Néolithique
Le Néolithique n'a pas fait l'objet de recherches aussi intensives que le Paléolithique sur le territoire d'Amiens. Cependant, un gisement dans le secteur Montières-Etouvie a livré une abondante industrie néolithique en silex jaune d'excellente facture.
Les briqueteries de Renancourt ont également mis au jour des vestiges attribuables au Néolithique ou au Chalcolithique; en témoigne la hache bipenne naviforme qui est exposée au musée de Picardie.

### Protohistoire
Au IIIe siècle avant notre ère, le territoire est occupé par un peuple gaulois, les Belges, divisé en plusieurs tribus : les Ambiens occupent les environs d'Amiens jusqu'au littoral. Cette population exploite densément le territoire, avec l'implantation d'un réseau de fermes. À partir du IIe siècle av. J.-C., des oppidums furent fondés localement : L'Étoile, La Chaussée-Tirancourt, Méricourt-sur-Somme, etc.
Les Ambiens frappent des monnaies s'inspirant des statères de Tarente, en Grande Grèce, ce qui tend à prouver la prospérité de cette tribu et ses liens économiques avec la Méditerranée. Le monnayage ambien servit de modèle aux Parisii et aux Bellovaques.
De nos jours, le parc de Samara est installé au pied de l'ancien oppidum gaulois de La Chaussée-Tirancourt. Situé à 15 km d'Amiens, il s'agit d'un parc naturel et archéologique consacré à la Préhistoire, à la Protohistoire et à la période gallo-romaine.

### Antiquité
Samarobriva (Pont de la Somme en gaulois) est le nom de la ville d'Amiens à l'époque gallo-romaine ; elle est citée pour la première fois dans les Commentaires sur la guerre des Gaules de Jules César. Ce dernier y installe ses quartiers d'hiver au retour d'une expédition en Bretagne insulaire en 54 av. J.-C. Quelques années plus tard, la capitale des Ambiens est une grande ville qui contrôle le passage de la Via Agrippa de l'Océan reliant Lugdunum (Lyon) à Gesoriacum (Boulogne-sur-Mer). Point de jonction de nombreuses autres voies romaines, Samarobriva tient une place stratégique en matière de commerce et de diffusion de la romanisation.
Au cours du Ier siècle, la cité antique se développe rapidement jusqu'à devenir la plus vaste et la plus peuplée de l'ouest de la Gaule belgique. Les fouilles entreprises près de l'hôtel de ville et du palais de justice ont révélé les fondations de monuments construits pour une population supérieure à celle de Lutèce (Paris) et au moins égale à celle de Londinium (Londres) : un forum, des thermes ainsi qu'un amphithéâtre pouvant accueillir environ 15 000 spectateurs.
Du règne de Claude à celui de Marc Aurèle, Samarobriva connaît une période prospère. Elle constitue un centre d'équipement majeur et voit affluer légionnaires et marchands.
À partir de 235, le renversement de la dynastie des Sévères inaugure une période d'instabilité économique et sociale. La cité subit des raids saxons et francs avant d'être à nouveau envahie par les Francs et les Alamans en 275–276. À la fin du IIIe, la ville s'entoure d'un rempart et transforme son amphithéâtre en forteresse afin de se protéger.
Durant le Bas-Empire, la cité fortifiée constitue l'une des principales bases arrière du dispositif romain face aux grandes invasions. L'enceinte protège une superficie de 20 ha, et constitue le noyau pré-urbain de la future ville.
À la charnière des IIIe et IVe siècles, Samarobriva prend le nom d'« Ambianorum ». « Ville éminente entre toutes », selon Ammien Marcellin, elle renforce son rôle militaire et devient une ville de garnison.
Vers décembre 334, Martin, un légionnaire romain, partage son manteau avec un pauvre aux portes de la ville,, avant de se convertir au christianisme. La région est évangélisée à cette période et la tradition chrétienne fait de Firmin, Fuscien, Victoric et Gentien les premiers propagateurs de la foi nouvelle.
En 350, Magnence, un général romain né à Amiens en 303, fait assassiner l'Empereur Constant Ier. Le 18 janvier 350, il se fait proclamer Empereur d'Occident. À Rome, ce païen convaincu fait restaurer les croyances anciennes tout en ménageant les autorités de la nouvelle Église chrétienne. Pendant son règne, il fait rebâtir les temples et célèbre avec faste de grands sacrifices nocturnes. Il crée un atelier monétaire dans sa ville natale. Le grand Empire romain vit ses dernières décennies et le pouvoir attise les convoitises ; Magnence est menacé par Constance II qui le fait battre en retraite. Vaincu à la bataille de Mons Seleucus, il se suicide à Lyon le 11 août 353.
En 367, l'Empereur Valentinien Ier s'installe dans la cité afin d'organiser un système de défense maritime (Tractus Armoricanus et Nervicanus) et y proclame Auguste son fils Gratien. En 368, Amiens est le point de départ de l'opération qui vise à rétablir l'ordre romain en Bretagne.
En 383, la ville se rend à Maxime, proclamé empereur par les légions de Bretagne.
Au début du Ve siècle, des peuples germaniques mettent à sac la cité ; les Huns l'auraient eux aussi dévastée. À partir de 435, les Francs occupent la ville. La ville devient la résidence principale de Clodion le Chevelu, plus ancien roi connu de la dynastie des Mérovingiens et arrière-grand-père de Clovis, qui y meurt en 448.

### Moyen Âge
Hormis une mention de Grégoire de Tours évoquant les abords du castrum, une charte de 779 citant Amiens comme l'une des premières places du royaume franc et une autre charte, de 850, attestant d'un ensemble épiscopal composé d'au moins deux églises, seules les données archéologiques permettent d'esquisser la ville durant les six siècles qui suivent la fin de l'époque romaine. Amiens conserve alors le cadre architectural antique : l'enceinte qui ferme la ville, la voirie et quelques édifices civils comme l'amphithéâtre qui devient la principale forteresse. La fouille de la place du marché n'a livré que des fonds de cabane pour l'époque carolingienne. Un récit des années 950 dessine une cité organisée en deux pôles, l'un autour de la turris du comte, l'autre autour de la turris de l'évêque.

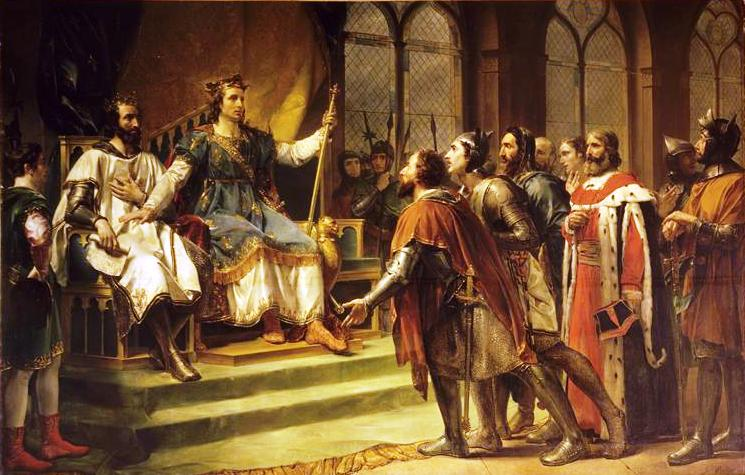
Saint Louis médiateur par Georges Rouget (1820).

En 859, la ville est pillée par les Vikings. En 881/882, ces derniers occupent de nouveau la ville et la transforment en une base militaire avant de l'incendier. Lors de la minorité du duc Richard Ier de Normandie, s'opposant à la mainmise sur la Normandie par le roi de France et la donation de divers fiefs à Arnould de Flandres, l'un de ses fidèles, le Normand Sygtryg, revenu d'Angleterre et d'Irlande avec Hrolf Turtain, leva des flottes pour dévaster les côtes du comté de Flandres et pénétra jusqu'à Beauvais, Amiens et Noyon, afin de soulever les colonies vikings locales contre le comte de Flandres.
La ville est reconstruite et connaît, grâce à la paix retrouvée, un nouvel essor dès le début du XIe siècle.
Vers 1095, Amiens bénéficie d'une ébauche d'organisation municipale ; la commune est jurée en 1113 et reconnue par le roi. En 1115, Louis VI le Gros est présent pour soutenir l'évêque Geoffroy et les habitants contre le comte Enguerrand de Boves qui refuse de reconnaître l'institution communale.
Place essentielle entre l'Île-de-France et le comté de Flandre, la ville est réunie à la couronne par Philippe Auguste en 1185. Ce dernier rencontre et épouse dans la ville Ingeburge de Danemark en 1193. Amiens voit de nouvelles fortifications s'étendre vers le nord et les quartiers industrieux textiles aux multiples moulins se développer. Les traces de ces quartiers sont encore visibles de nos jours dans le quartier Saint-Leu.
En 1218, la foudre détruit les archives de l'évêché et celles du chapitre, et anéantit la cathédrale romane qui avait été reconstruite après les invasions vikings. C'est au cœur de cette cité qui connaît la stabilité politique et la richesse qu'est construite, dès 1220, la plus grande cathédrale gothique du monde.
Au cours des XIIe et XIIIe siècles, Amiens est l'une des principales « villes drapantes » et développe un important commerce de la pastel des teinturiers (appelée waide en picard). Le bleu d'Amiens fait la fortune de la ville et participe au financement des travaux de la cathédrale. Cette prospérité vaut à Amiens le surnom de « pays de l'or bleu ».
Au cours des XIIIe et XIVe siècles, la ville est le théâtre de grands événements. Le 23 janvier 1264, dans la cathédrale encore en construction, Saint Louis rend un arbitrage célèbre en faveur du roi d'Angleterre Henri III connu sous le nom de Dit d'Amiens. En 1279, le roi de France Philippe III le Hardi et le roi d'Angleterre Édouard Ier paraphent le traité d'Amiens qui met fin au conflit entre Capétiens et Plantagenêt. En 1329, dans la cathédrale, le roi d'Angleterre Édouard III prête hommage au roi de France Philippe VI de Valois. Le 17 juillet 1385, Charles VI y épouse Isabeau de Bavière.
La guerre de Cent Ans a de graves répercussions sur le territoire si proche de l'Angleterre. En 1358, la bataille d'Amiens oppose les partisans de Charles II de Navarre — dont font partie les bourgeois d'Amiens — aux troupes de Charles V. Non loin de là, les batailles de Crécy (1346) et d'Azincourt (1415) ensanglantent les terres picardes. En 1423, le traité d'Amiens scelle une triple alliance entre le duc de Bedford, Philippe III de Bourgogne et Jean V de Bretagne pour lutter contre Charles VII.
De la fin du XIVe au milieu du XVe siècle, l'économie amiénoise est en difficulté. La guerre entre la France et l'Angleterre met à mal les échanges commerciaux fructueux entre Amiens et les villes d'outre-Manche ; le renforcement des remparts grève les finances et la concurrence de la draperie étrangère provoquent un déclin du commerce.
En 1435, par le traité d'Arras, la ville est cédée à la Bourgogne avant de retourner à la couronne en 1477 sur la volonté de Louis XI. Le souverain réaffirme alors les libertés communales d'Amiens et lui accorde la devise qu'elle conserve toujours : Liliis tenaci vimine jungor (Un lien puissant m'unit au lys).
Dans le dernier tiers du XVe siècle, Amiens trouve un nouvel élan économique grâce à la sayetterie, une draperie légère. Les marchands amiénois développent un important négoce de tissus avec l'Artois et le Hainaut. Les laines viennent de toute la Picardie et les étoffes se débitent au Portugal, en Suisse, en Italie jusqu'aux Antilles. Le roi autorise deux foires annuelles dans la ville, de sorte que non seulement elle s'accroisse mais également que n'augmente pas la fuite des devises du royaume vers Anvers et Bruges.

### Époque moderne

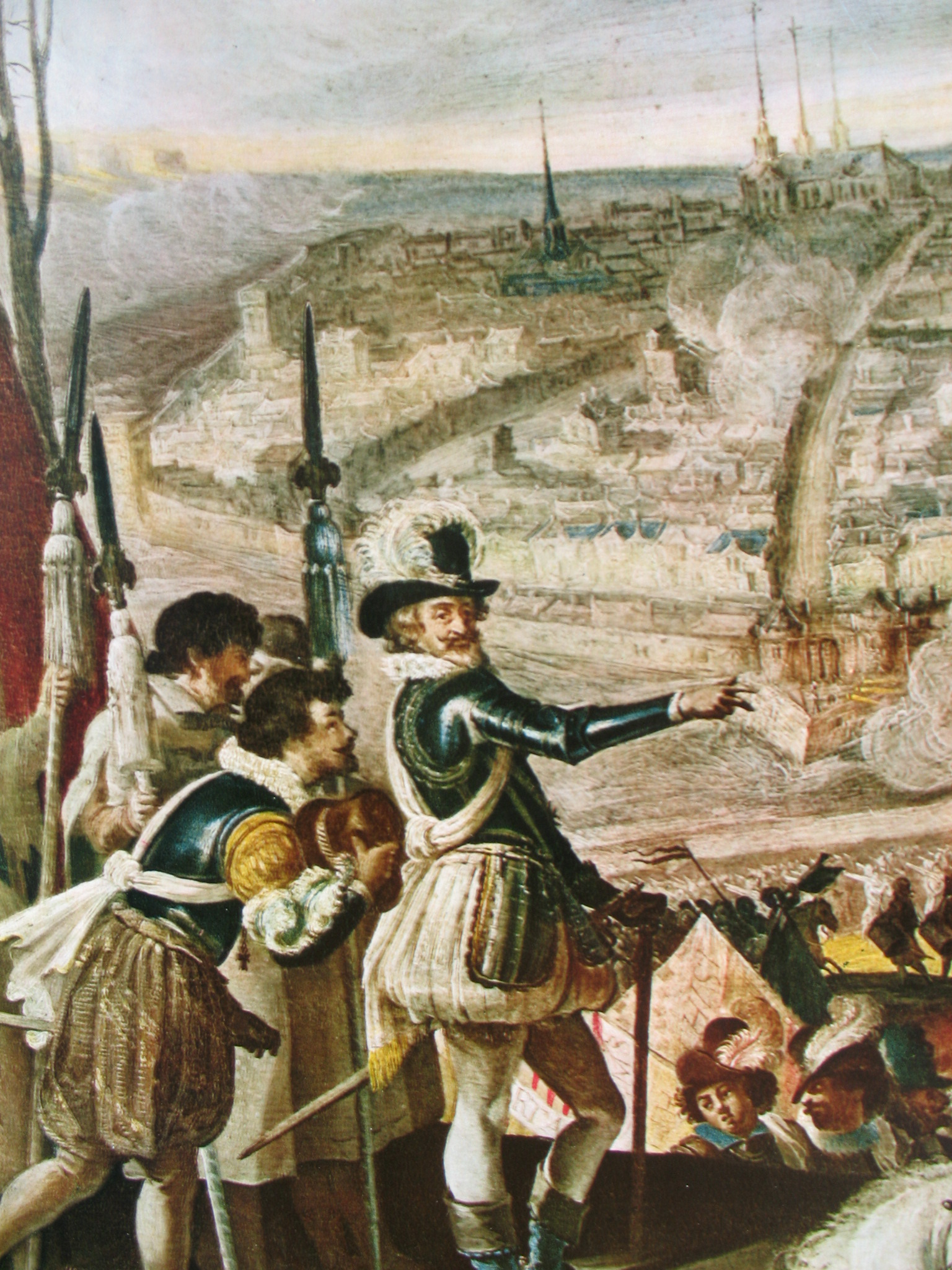
Henri IV (roi de France) au siège d'Amiens (Anonyme, musée de Versailles).

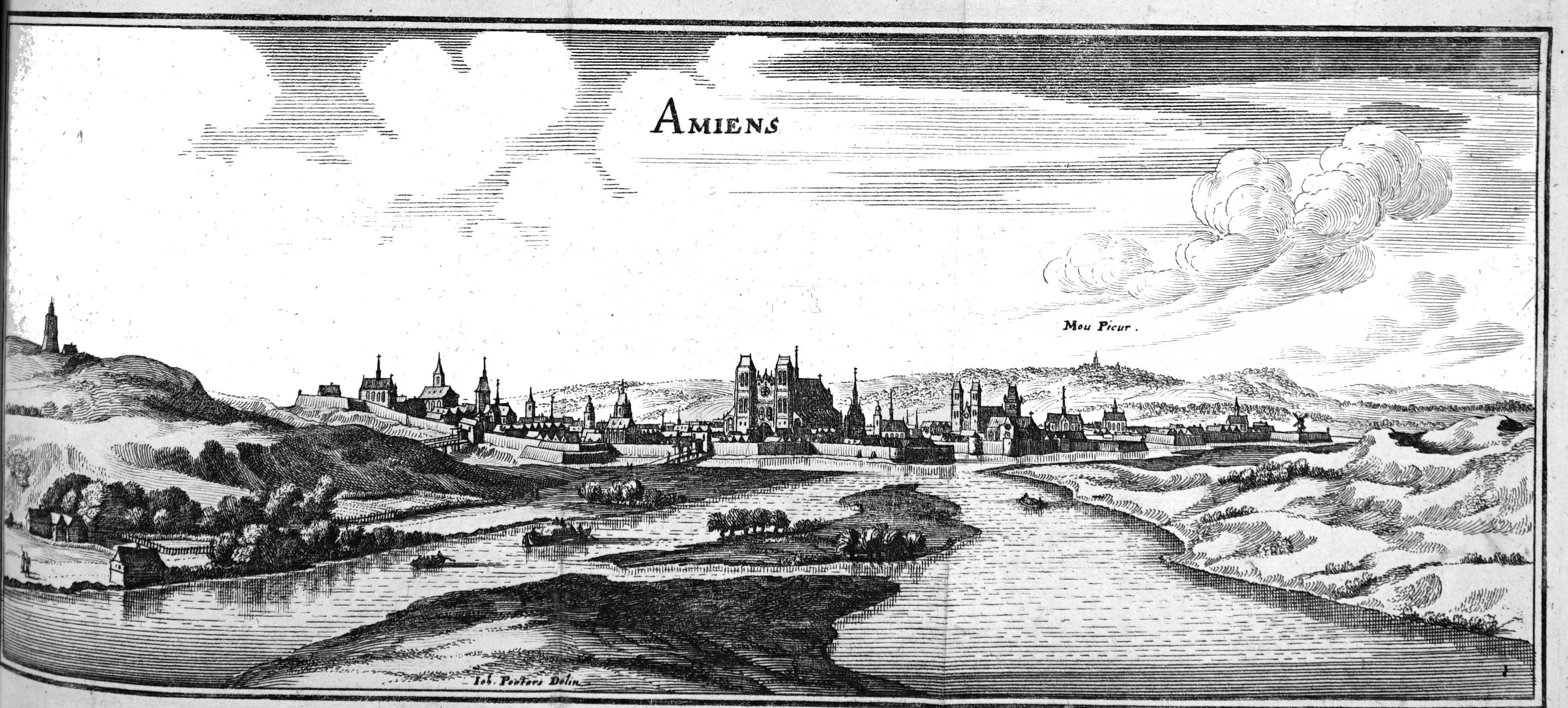
Sur un dessin de Jan Peeters publié dans Topographia Galliæ, 1656, bibliothèque Carnegie (Reims)

Vers 1520, charmé de la réception qui lui a été faite à Amiens, François Ier fait construire le Logis du Roy en vue d'y passer une partie de l'année. Situé en face de l'actuel palais de justice, il demeure l'un des rares exemples d'architecture de la Renaissance dans la ville.
Pendant la Réforme protestante, de nombreux troubles éclatent et des combats ont lieu jusque dans la cathédrale. En 1588, les notables amiénois adhèrent solennellement à la Ligue catholique ; ils ne reconnaissent Henri IV qu'en 1594.
Le 11 mars 1597, les espagnols attaquent les amiénois par surprise : des soldats déguisés en paysans viennent devant les portes des remparts avec des noix et des pommes. Des amiénois affamés ouvrent alors les portes et les espagnols s'emparent de la ville par la ruse. Après les six mois du siège d'Amiens, Henri IV reprend la cité, met fin à ses privilèges et impose la construction d'une vaste citadelle qui pénalisera son développement. Son successeur, Louis XIII, séjourne à plusieurs reprises à Amiens pendant la guerre de Trente Ans. En 1636, puis en 1640, accompagné du cardinal de Richelieu, il y installe son quartier général pendant les sièges de Corbie et d'Arras. À l'issue du conflit, la Picardie est dévastée et la peste sévit. La Paix des Pyrénées repousse la frontière du royaume plus au Nord ; Amiens perd sa place de ville frontalière.
Bien qu'émaillé de guerres et de conflits, le XVIIe siècle n'en est pas moins fécond sur le plan littéraire et artistique. La ville voit naître des penseurs et des artistes célèbres en leur temps, comme l'académicien Vincent Voiture, Charles du Fresne du Cange, Nicolas Blasset ou Nicolas Cornet. Le collège d'Amiens jouit d'une belle renommée et les écoles fleurissent.
Au XVIIIe siècle, Amiens bénéficie d'une longue période de paix propice à son développement économique. Les édiles amiénois engagent de grands travaux d'urbanisme ; les remparts disparaissent peu à peu pour laisser place à de larges boulevards, une promenade et un plan d'eau sont aménagés à La Hotoie (1746), sept fontaines publiques sont mises en service (1753-1758), le château d'eau est édifié (1755), l'hôtel de ville est doté d'une nouvelle façade (1760), le théâtre municipal est bâti (1780), etc.
Le mouvement des Lumières trouve un écho favorable à Amiens où émerge un intérêt grandissant pour les sciences et la technique. En 1746, Jean-Baptiste Gresset crée l'Académie des sciences, des lettres et des arts d'Amiens, une société savante toujours active de nos jours. En 1751, le Jardin du Roy (l'actuel Jardin des plantes d'Amiens) ouvre ses portes et des cours de botanique y sont dispensés. Les productions artistiques et littéraires sont abondantes tout au long du siècle. En 1767, Jean-Jacques Rousseau reçoit un accueil triomphal lors de son passage dans la ville. En 1782, l'amiénois Pierre Choderlos de Laclos signe l'un des chefs-d'œuvre de la littérature française, Les liaisons dangereuses.
C'est à cette époque que l'industrie de la ville prend sa plus grande extension. En 1666, Colbert donne à l'industrie textile d'Amiens des règlements qui vont contribuer à sa croissance et son rayonnement. En 1701, les marchés espagnols et américains s'ouvrent aux produits amiénois.
En 1756, Alexandre Bonvallet fonde sa manufacture dans le faubourg Saint-Maurice et introduit avec succès le gaufrage et l'impression sur étoffe. En 1762, Honoré Matifas introduit à Amiens, la fabrication de velours de coton. Quatre ans plus tard, le titre de manufacture royale est accordé à Jean-Baptiste Morgan pour sa production de velours d'Utrecht et de velours de coton. La ville est alors le centre d'un commerce considérable et produit toutes sortes d'étoffes : serges, indiennes, camelots, baracans, droguets, velours d'Utrecht, etc. Cette production est expédiée dans toute la France, aux Pays-Bas, aux Provinces-Unies, en Allemagne, en Espagne, en Amérique, dans les Antilles françaises, etc. En 1785, l'importation des textiles anglais et la mode nouvelle des cotonnades provoquent un coup de frein économique qui entraîne le chômage de milliers d'amiénois.

### Époque contemporaine

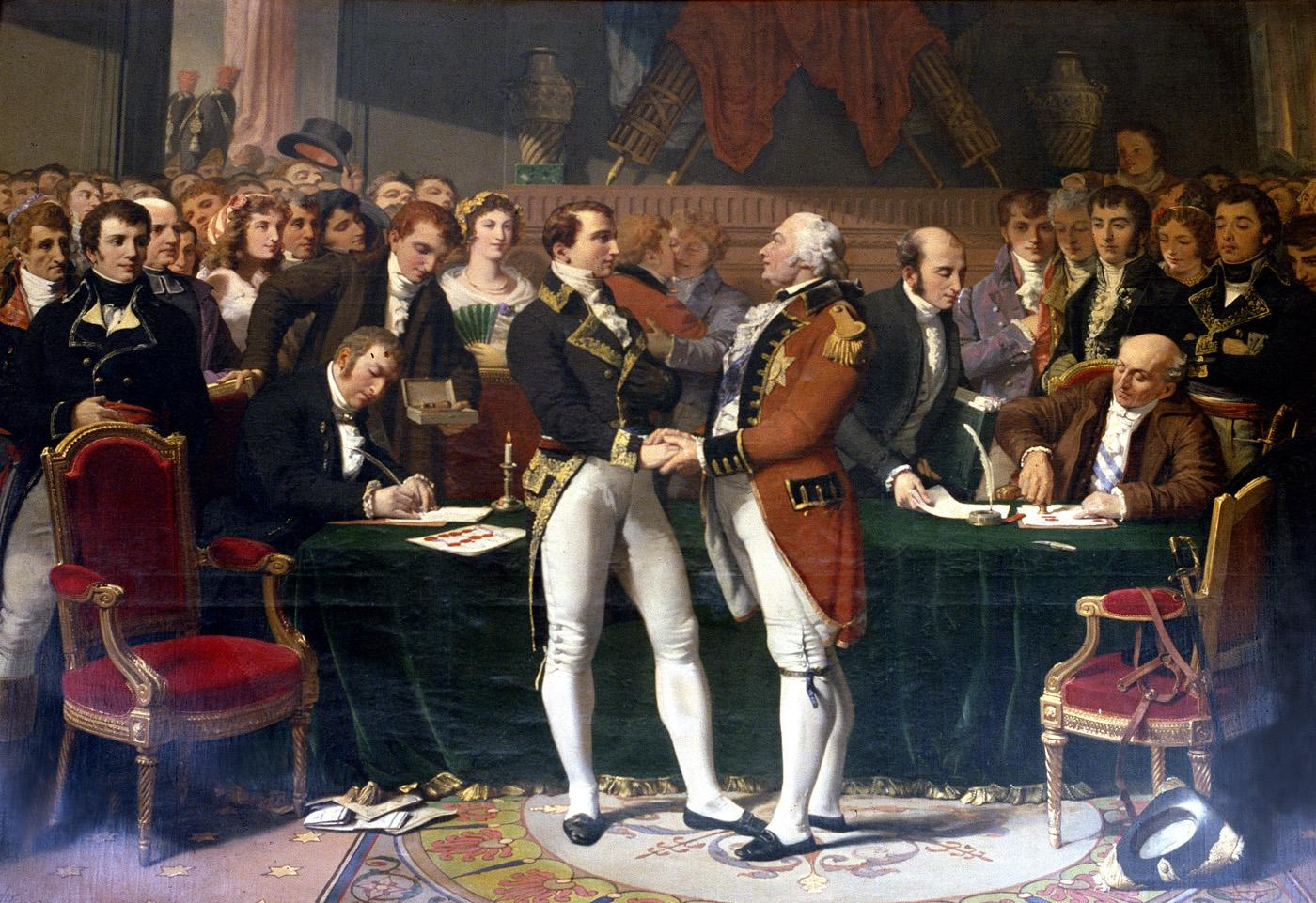
La Paix d'Amiens par Jules-Claude Ziegler (1853)

La période révolutionnaire, bien qu'émaillée de conflits et d'émeutes frumentaires (1789, 1795), est relativement calme à Amiens. En mars 1790, la commune devient le chef-lieu du département de la Somme.
Les périodes du Consulat et du Premier Empire renforcent la position de la ville. Le 25 mars 1802, le Royaume-Uni et la France signent à l'hôtel de ville la Paix d'Amiens ; ce traité de paix met un point final à la Deuxième Coalition contre la France. En 1803, Napoléon Bonaparte et Joséphine de Beauharnais séjournent à Amiens. En 1804, la Cour d'appel d'Amiens est créée. En 1806, le Lycée d'Amiens succède à l'École centrale créée pendant la Révolution. La même année, une école pratique de santé est fondée. En 1808, l'Académie d'Amiens est instaurée tandis que des facultés de lettres et de sciences ouvrent leurs portes.
Au XIXe siècle, Amiens tire profit de la révolution industrielle et conserve une reconnaissance internationale pour sa production textile. Encore fortement marquée par son caractère médiéval, la ville s'étend et se modernise. Sous la Restauration et la monarchie de Juillet, la ville est un perpétuel chantier, préfigurant l'haussmanisation. Dans les années 1820, les remparts sont démontés totalement pour laisser place à de larges boulevards qui ceinturent le centre-ville. Cette démolition donne notamment naissance au quartier bourgeois d'Henriville. Des rues radiales convergeant vers le centre sont percées de 1830 à 1848. La rue de la République est créée et devient la rue du pouvoir et du savoir avec l'érection de la bibliothèque communale (1826) et l'agrandissement de la préfecture (1838). Les activités industrielles sont repoussées à la périphérie, dans le quartier Saint-Leu et les faubourgs Saint-Maurice et de Hem. L'industrie amiénoise se perfectionne et s'organise autour d'une « Société industrielle », créée en 1836 pour la stimuler et en améliorer la production.
Le chemin de fer est exploité rapidement à Amiens. La première ligne est construite en 1846, avec la première gare dite gare du Nord ; elle permet de relier la ville à Paris. Une deuxième ligne est ouverte à partir de 1847, vers Boulogne-sur-Mer, avec la gare Saint-Roch. Ce progrès modifie la géographie de la ville, qui tourne désormais le dos au fleuve, à l'instar de l'hôtel de ville qui transfère son entrée de la place au fil, vers l'actuelle rue des Trois-Cailloux.
Le Second Empire est une période de prospérité dans cette ville bonapartiste avec l'expansion de l'industrie et du réseau ferré. En 1867, les lignes Amiens-Laon et Amiens-Rouen sont mises en service. La ville connaît une forte croissance démographique en passant de 52 000 à 63 000 habitants entre 1851 et 1872. De 1855 à 1867 est construit l'actuel musée de Picardie. C'est le premier bâtiment spécialement construit en France pour être un musée.
Pendant la guerre franco-prussienne de 1870, la Somme est envahie par les Prussiens, on se bat pour Amiens qui est finalement occupée.
Les années 1870 voient l'émergence du courant républicain, incarné localement par Jules Barni, Frédéric Petit et surtout René Goblet qui devient le chef du gouvernement français en 1886.
En 1872, l'écrivain Jules Verne s'installe à Amiens. Impliqué dans la vie publique et politique locale, il devient conseiller municipal en 1888. Il est l'un des initiateurs du cirque municipal, inauguré en 1889. Décédé en 1905 à son domicile, il est inhumé au cimetière de La Madeleine.
En 1891 est créé le réseau de l'ancien tramway d'Amiens, tout d'abord en traction hippomobile puis en traction électrique à compter de 1899. Ce réseau fonctionne jusqu'aux destructions de la bataille de France en 1940.
À la fin XIXe siècle, l'essor industriel de la « capitale française du velours » attire une population venue des campagnes. La Société Industrielle fait construire un lotissement, avec lavoir, école et église entre la gare Saint-Roch et le Boulevard du Port pour affermir l'alliance de la main-d'œuvre et du capital entre 1869 et 1879. La famille Cosserat fait construire des maisons route d'Abbeville pour loger les ouvriers de leurs usines textile.

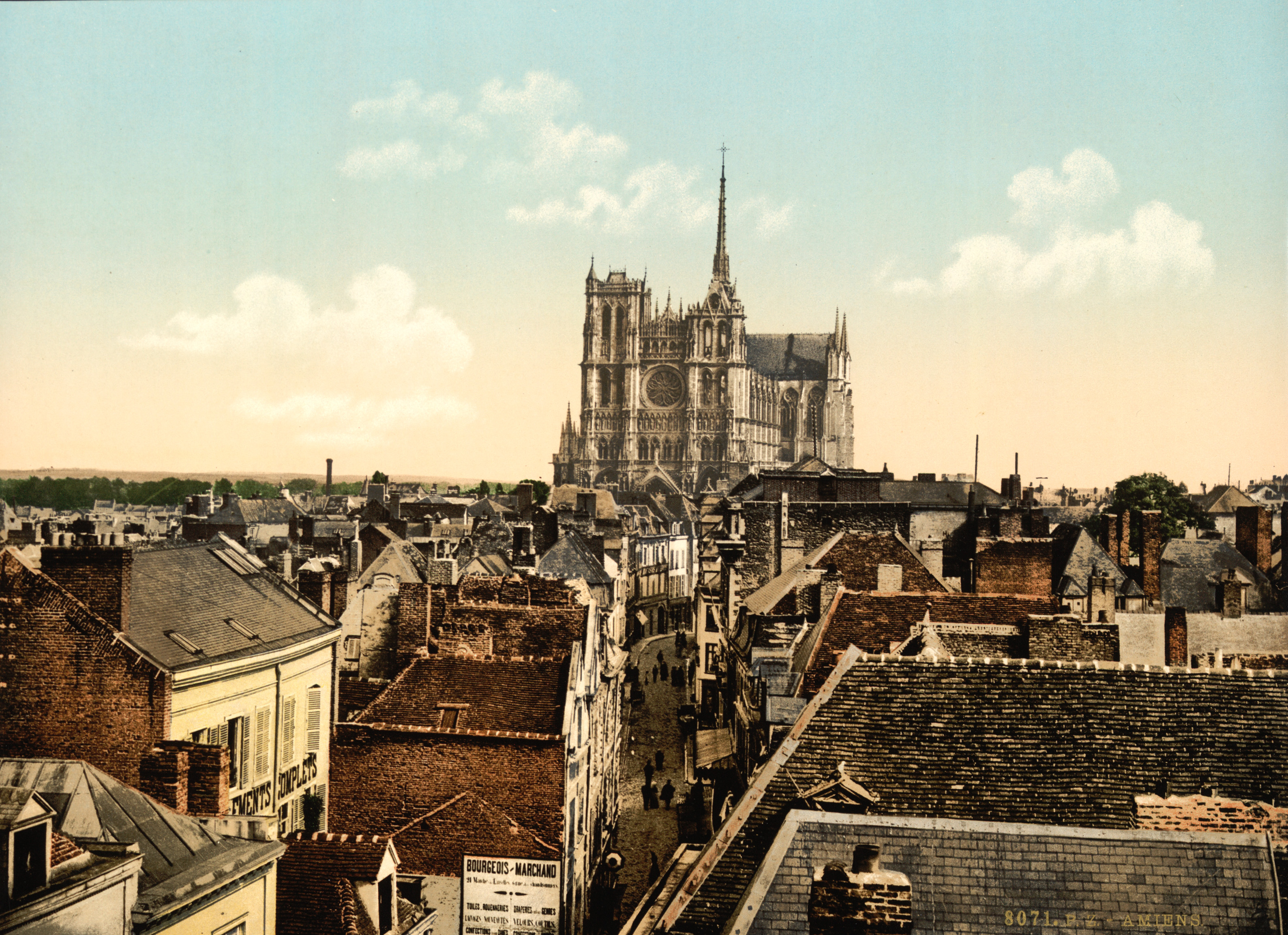
Vue de la cathédrale depuis le Beffroi en 1895.
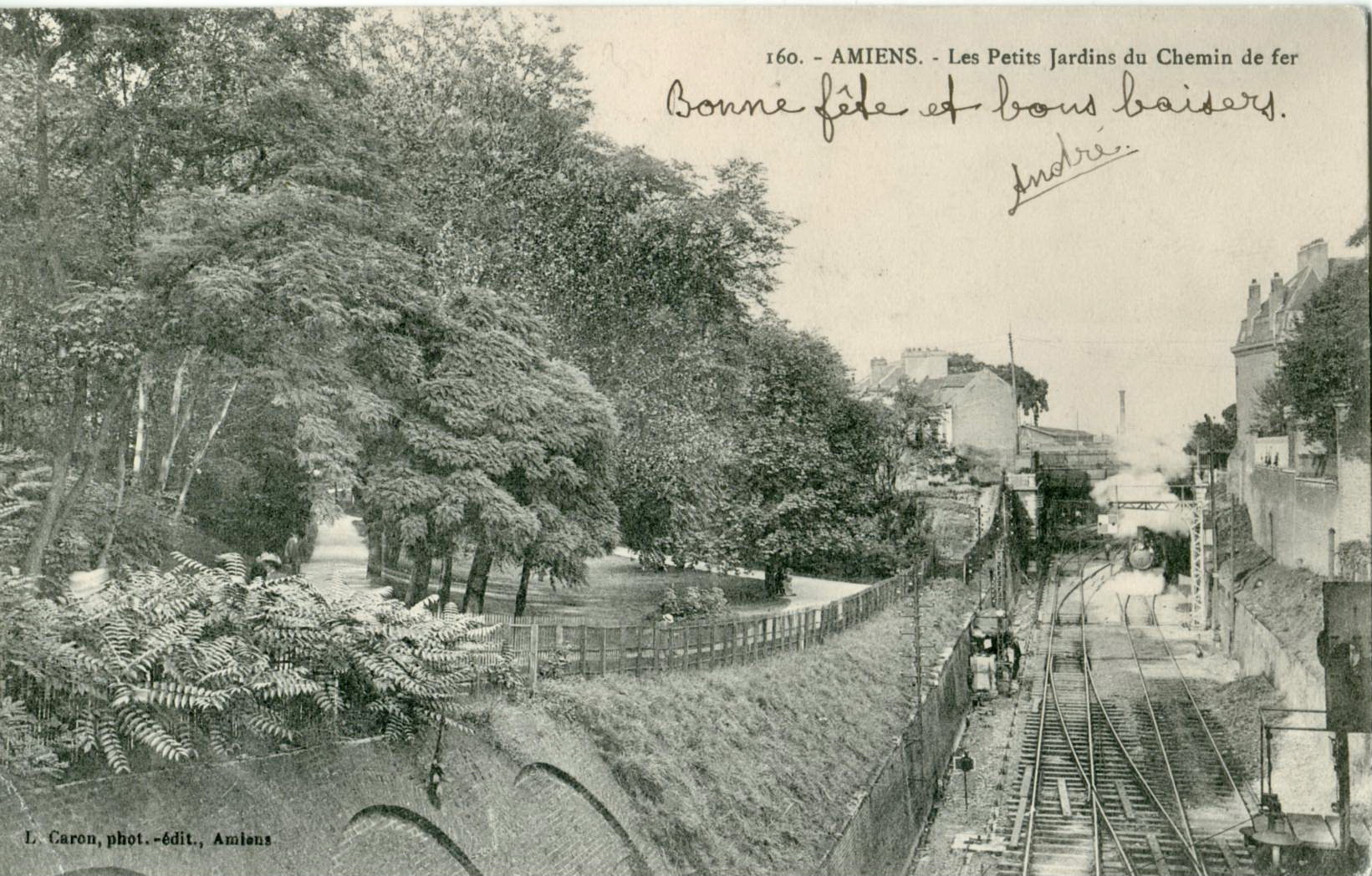
Au XIXe siècle, le chemin de fer occupe l'emplacement des anciens remparts de Philippe Auguste.
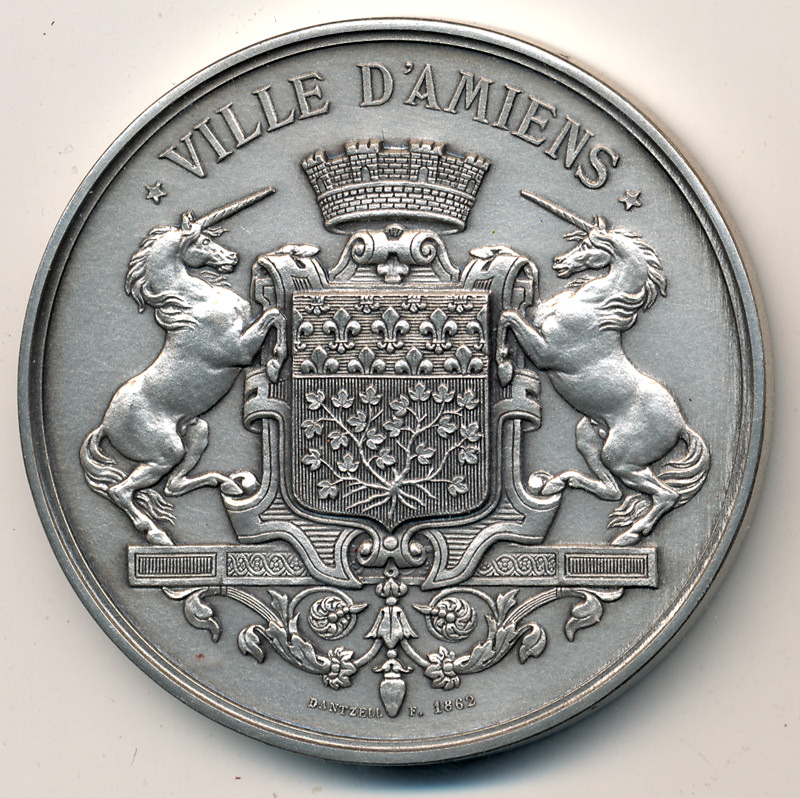
Médaille de la ville avec son blason, 53 mm, signée Dantzell 1862.
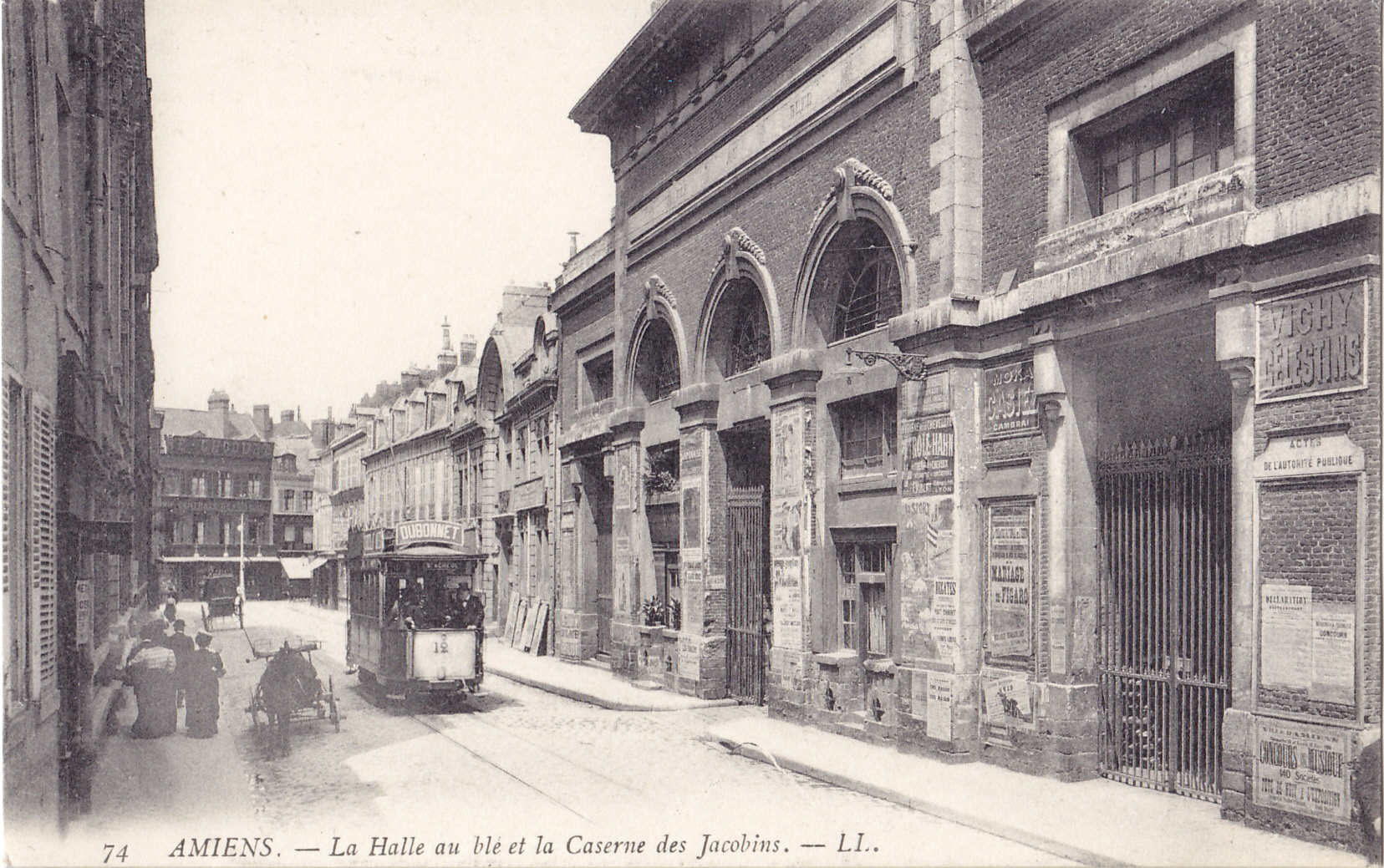
Tramway devant la Halle aux blés, dans les toutes premières années du XXe siècle.

### Depuis 1900

#### De la Belle Époque à la Première Guerre mondiale
Au début du XXe siècle, Amiens est la dixième ville française la plus peuplée. Devant la nécessité de loger les nouveaux arrivants, la ville enrichit son patrimoine et valorise particulièrement son centre. Amiens s'étend d'abord vers le Sud puis au Nord en préservant des traces de son passé avec un plan conservant l'empreinte des enceintes successives. C'est durant cette période que de nombreuses maisons dites « amiénoises » sont construites. Elles participent, encore de nos jours, à l'identité de la ville.
Les Nouvelles Galeries ouvrent en 1895 rue des Trois-Cailloux et concurrencent le petit commerce. En 1902, l'enseigne amiénoise de prêt-à-porter Devred 1902 installe son premier magasin dans cette rue commerçante emblématique.
Le 13 octobre 1906, la CGT tient un congrès historique qui adopte la Charte d'Amiens, acte constitutif du syndicalisme français affirmant son indépendance vis-à-vis des partis politiques.
La capitale picarde est alors une cité animée, riche d'activités sportives et culturelles. En 1906, l'exposition internationale que la ville organise accueille 1,3 million de visiteurs. En 1913, 100 000 spectateurs assistent au Grand Prix automobile de France. Une grande activité intellectuelle règne dans la ville avec plusieurs sociétés savantes influentes, une presse variée et un théâtre renommé. Les fêtes traditionnelles, populaires ou aristocratiques sont nombreuses.
En 1913, la ville compte 38 entreprises de confection. Les quartiers Saint-Leu, Saint-Pierre ainsi que le faubourg de Hem, où prédomine l'industrie textile, contrastent avec la prospérité du centre-ville et de la ville haute en concentrant la pauvreté et les logements insalubres.
Avec la déclaration de guerre de 1914, Amiens, que le déterminisme géographique place en position de protéger Paris, subit de plein fouet les affres de la guerre.

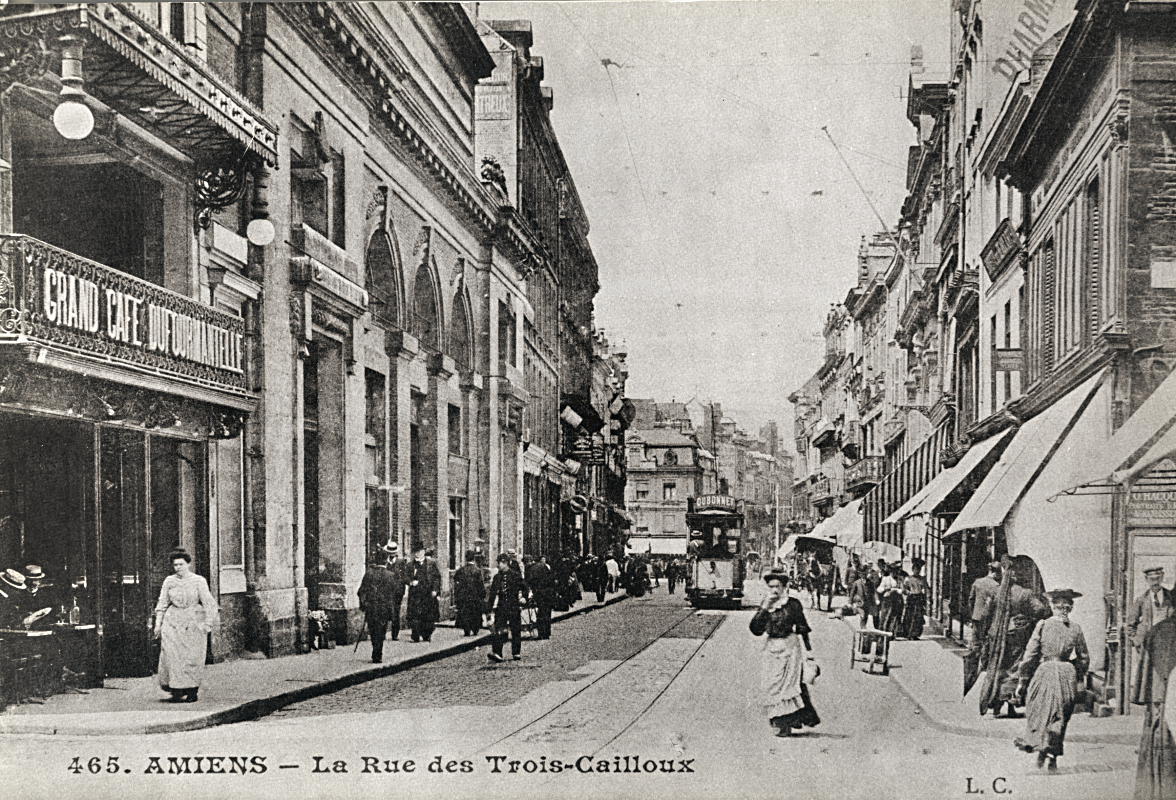
La rue des Trois-Cailloux vers 1907.
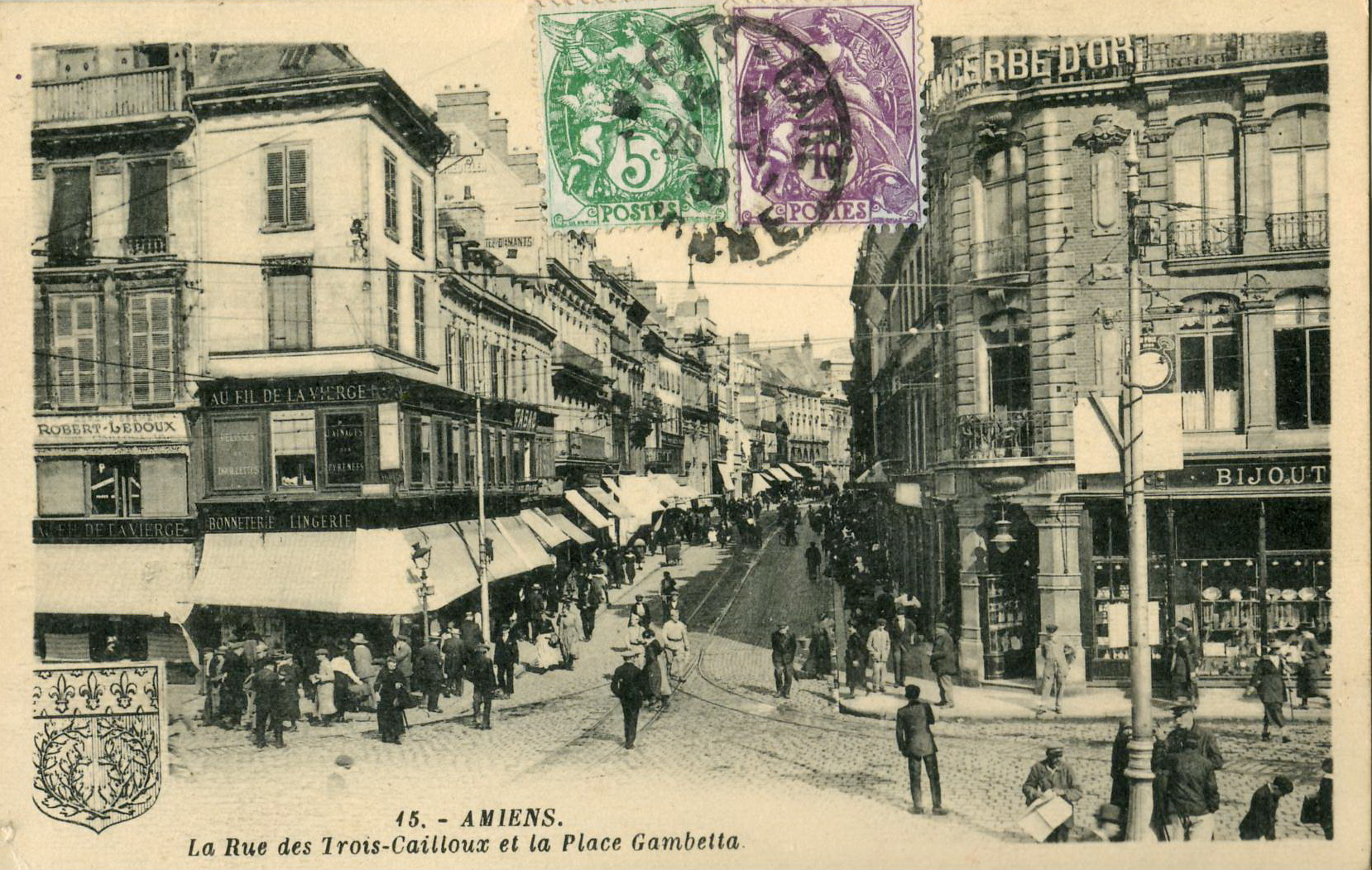
Autre vue de la rue des Trois-Cailloux, quelques années après.
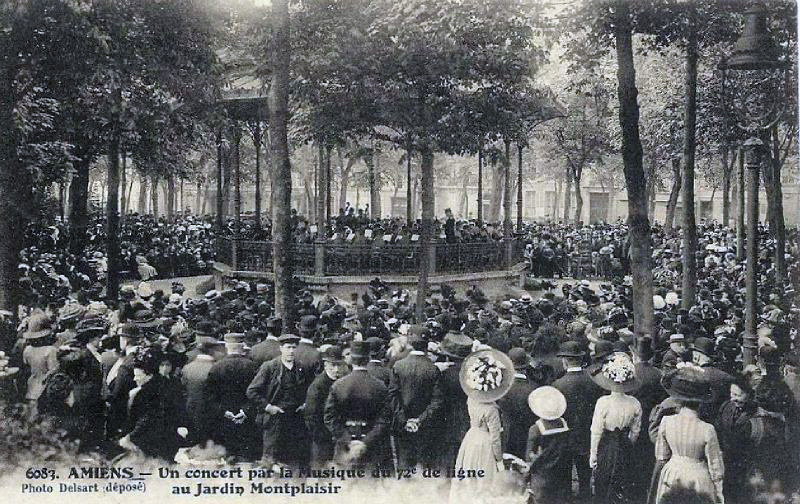
Un concert au kiosque Montplaisir vers 1908.
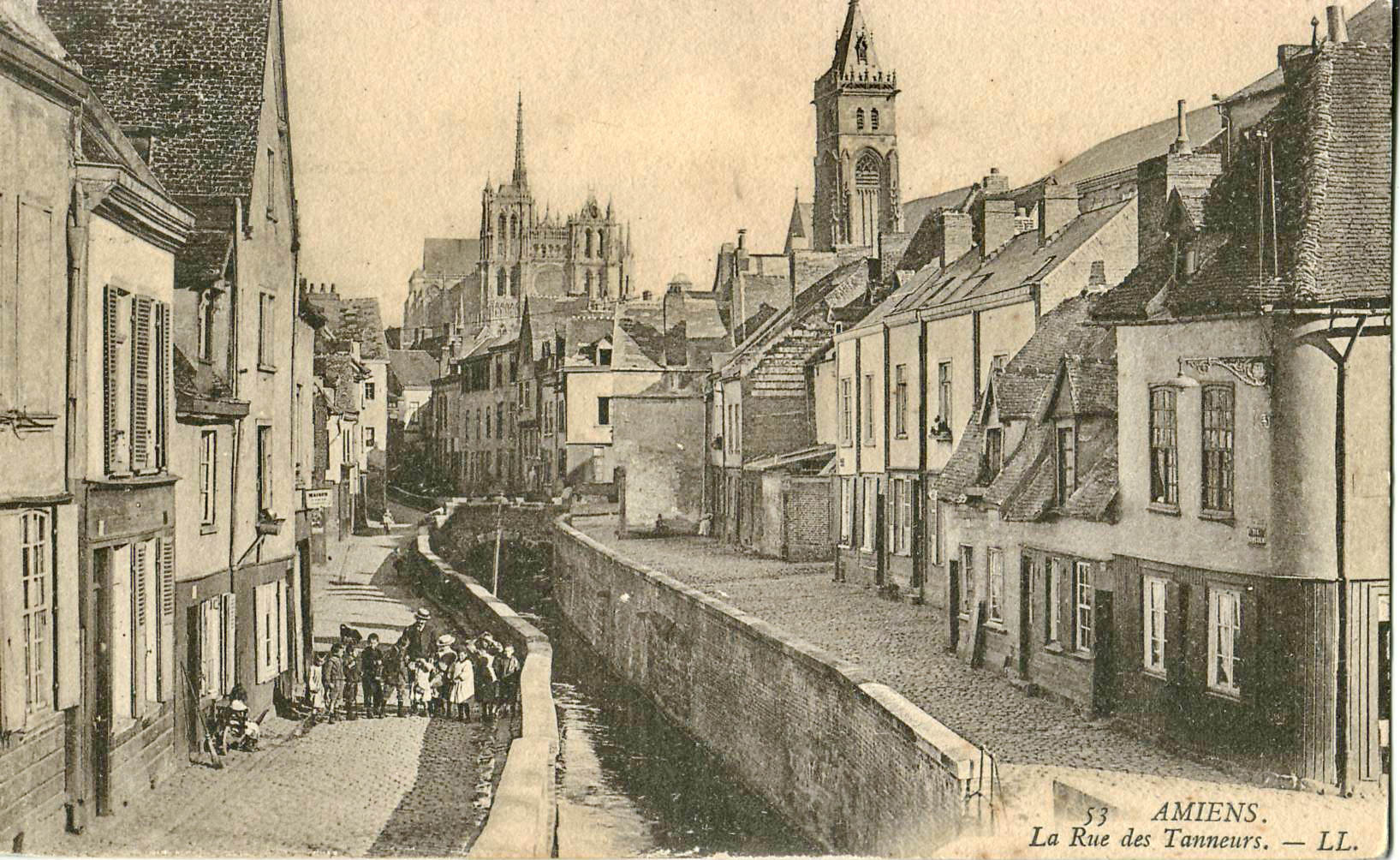
La rue des Tanneurs.
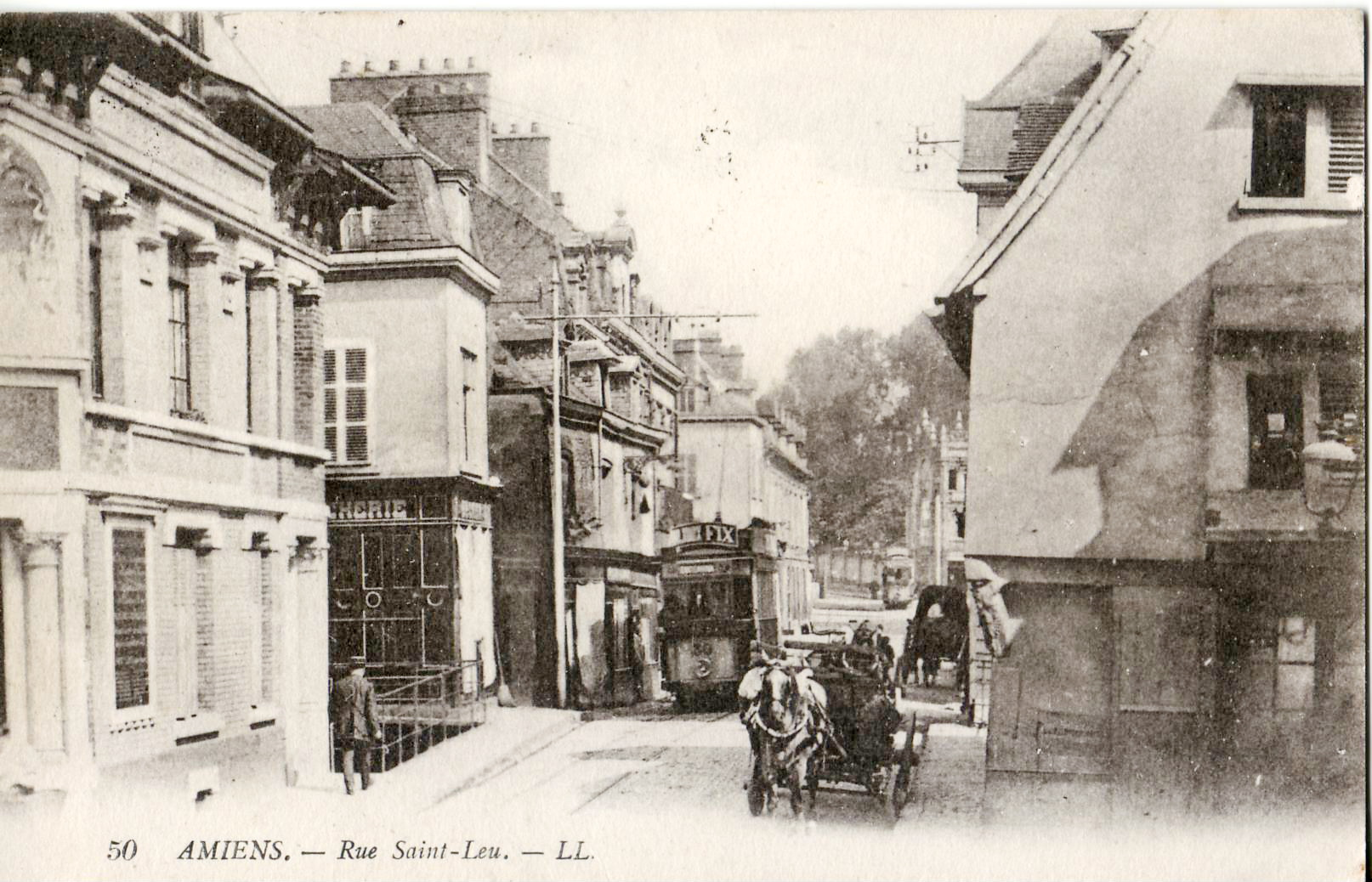
La rue Saint-Leu.
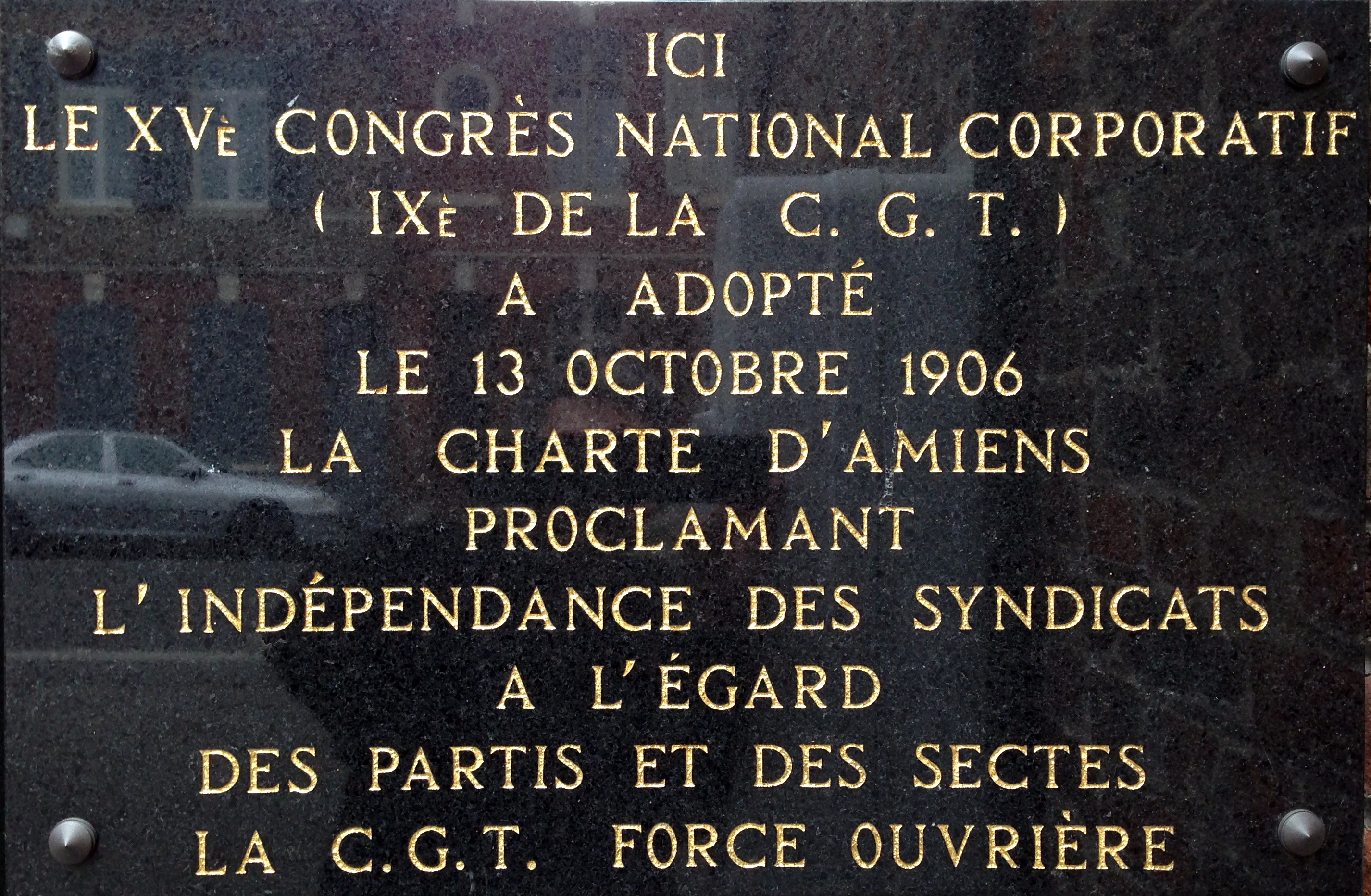
Plaque de la charte d'Amiens à l'entrée de l'école primaire « Noyon », rue Rigollot.

#### La Première Guerre mondiale
Plus grande ville à l'arrière du front de l'Ouest, Amiens tient une place stratégique tout au long de la Première Guerre mondiale. Occupée quelques jours par l'armée allemande en 1914, la capitale de la Somme passe de 93 000 habitants à l'entrée en guerre à 110 000 pendant le conflit en raison de la présence des troupes alliées.
Entre 1914 et 1918, la ville accueille des combattants du monde entier : Français, Britanniques, Australiens, Néo-Zélandais, Canadiens, Sud-Africains, Indiens, Chinois… La vie y est intense et les activités nombreuses : industrielles dans les usines de guerre, sanitaires avec les hôpitaux, médiatique avec la réalisation de journaux en langue anglaise, sportive avec l'essor du football au contact des troupes anglo-saxonnes, divertissantes pour les soldats en permission.
La ville traverse des moments difficiles avec l'accueil des réfugiés belges et français, les évacuations de populations, les restrictions et les privations (gaz, charbon, pain, etc.). Face aux bombardements réguliers, la municipalité met en place la protection des monuments historiques dès 1915. La même année, le camouflage moderne est inventé à Amiens ; un atelier de 200 personnes est chargé de fabriquer des leurres pour tromper l'aviation ennemie (arbres ou vaches factices, faux chars, fermes fictives, etc.).
En 1916, à l'est d'Amiens, se déroule la Bataille de la Somme, l'affrontement le plus sanglant de la Grande Guerre avec 1,2 million de victimes. La mémoire collective garde un souvenir profond de cet événement qui reste le plus meurtrier de l'histoire britannique ; une journée de commémoration se tient sur les principaux lieux de mémoire du Commonwealth dans la Somme tous les 1er juillet. La Journée de l'ANZAC est célébré chaque 25 avril à Amiens et dans d'autres communes du département.
Durant le conflit, la cathédrale Notre-Dame sert de point de ralliement aux soldats en quête de recueillement et de paix. Expédiées depuis Amiens, les lettres à leurs familles sont souvent accompagnées de photos ou de cartes postales. Les images de cathédrale d'Amiens et de son Ange Pleureur sont ainsi envoyées dans le monde entier, à des millions d'exemplaires.
Fin mars 1918, une vague de bombardements intense détruit la gare du Nord, les Nouvelles Galeries et la Halle aux blés. Elle entraîne l'évacuation de la population ; la municipalité se réfugie alors à Neufchâtel-en-Bray.
En mars 1918, les Allemands lancent l'opération Michael, qui est stoppée par la brigade de cavalerie canadienne (Lord Strathcona's Horse - Royal Canadians) le 4 avril à Villers-Bretonneux et Moreuil. En août, le corps expéditionnaire britannique du maréchal Douglas Haig dirige la bataille d'Amiens. L'attaque est destinée à libérer une large partie de la ligne de chemin de fer entre Paris et Amiens.
À la fin du conflit, le bilan des victimes civiles est de 152 tués et 213 blessés, celui des dégâts matériels est de 731 immeubles complètement détruits et près de 3 000 endommagés, auxquels s'ajoutent les pillages.
En 1919, Amiens est décorée de la Croix de guerre 1914 – 1918. La même année, un plan de reconstruction est engagé par Louis Duthoit. En 1924, l'État rejette la demande de dommages de guerre formulée par la municipalité. Une reconstruction moins ambitieuse débute en 1925, dont témoignent quelques façades Art déco.

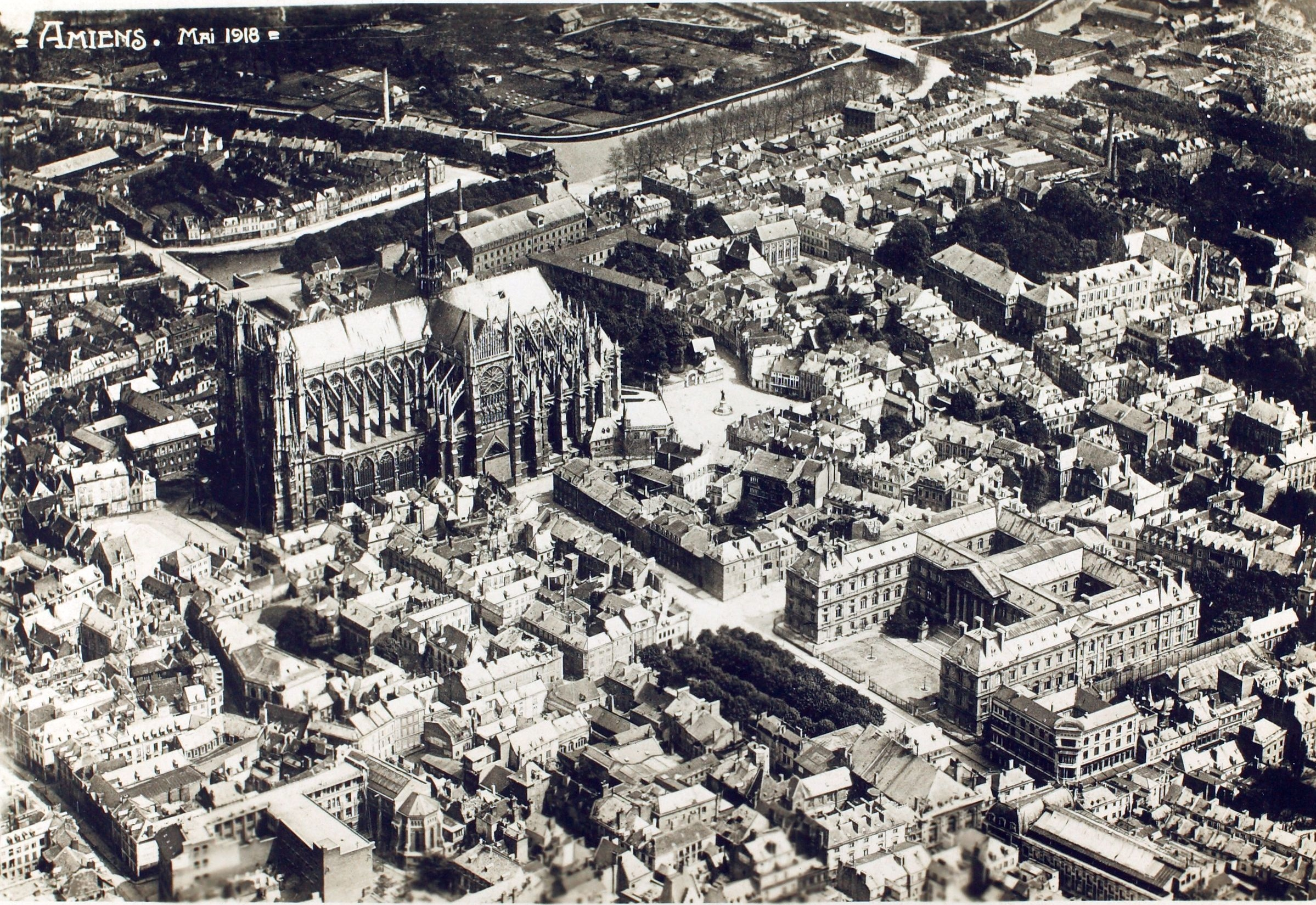
Vue générale d'Amiens en mai 1918 durant l'opération Michael.
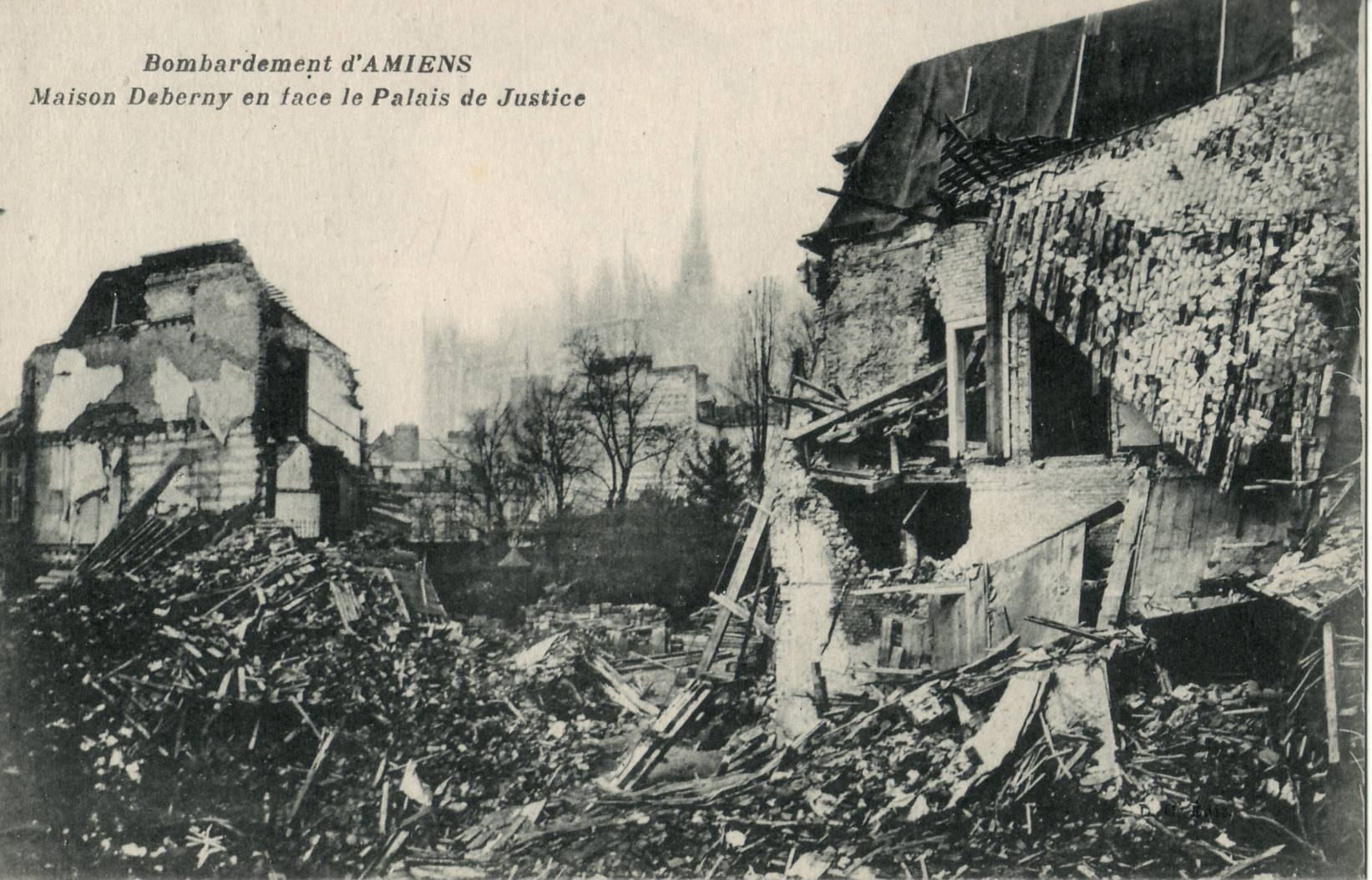
Ruines de la maison Deberny (face au palais de justice).
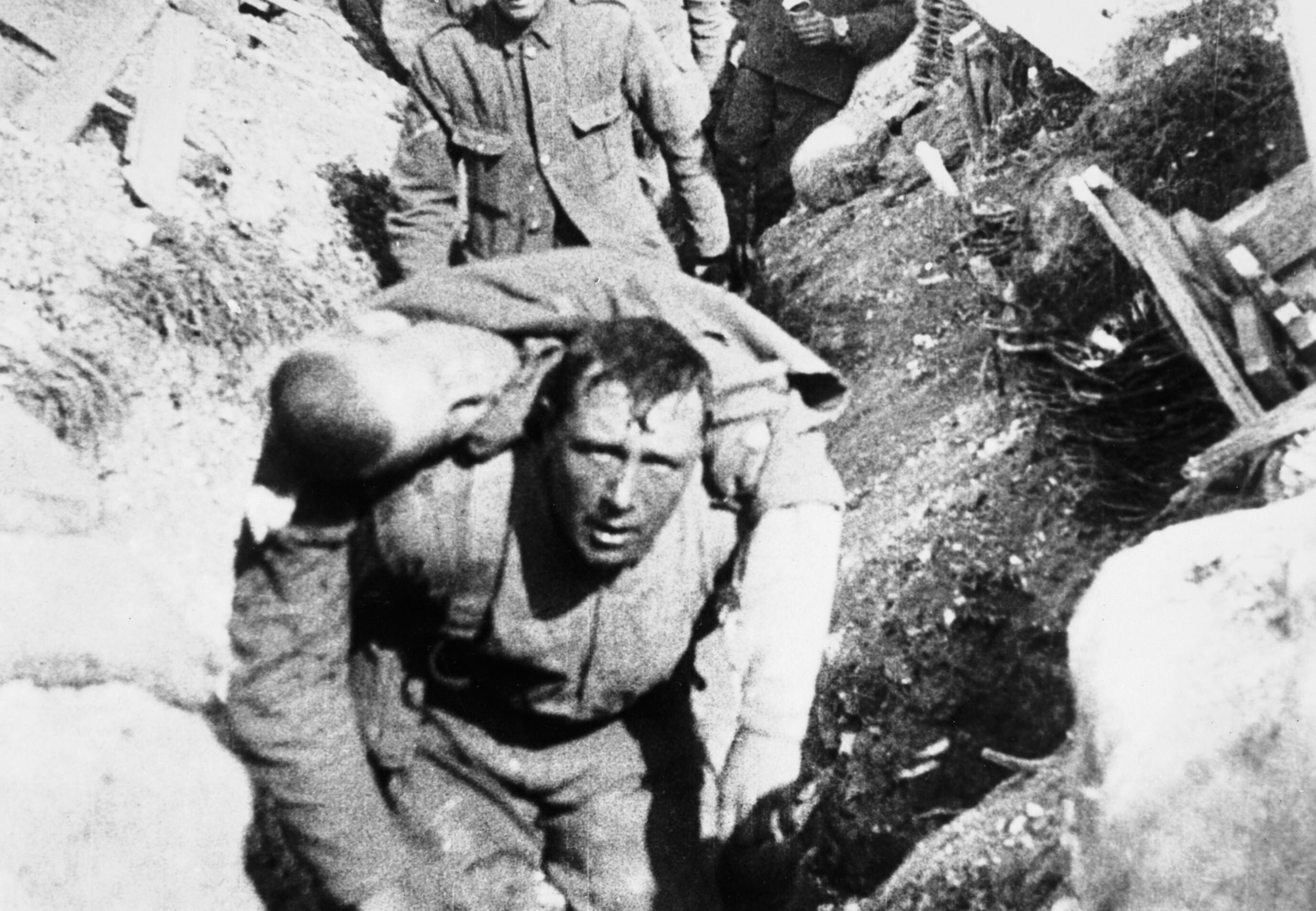
Soldats britanniques dans les tranchées le 1er juillet 1916.
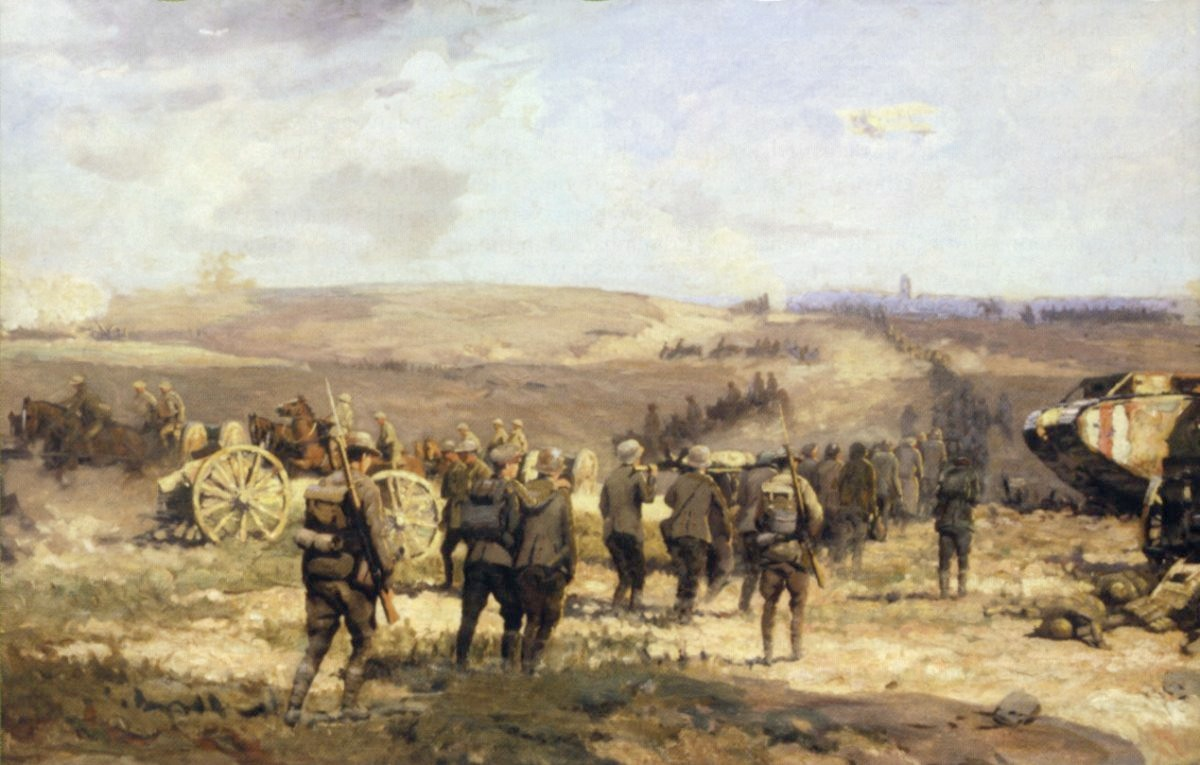
Le 8 août 1918, toile de William Longstaff présentant une scène de la bataille d'Amiens.

#### La Seconde Guerre mondiale
Alors que la reconstruction du centre-ville, déjà fortement touché lors du premier conflit mondial, n'est pas terminée, la ville est à nouveau sinistrée par les nombreux bombardements de la Seconde Guerre mondiale, en 1940, en particulier au début de juin, lors de la bataille d'Amiens : le 20 mai, la 1re Panzerdivision est aux abords de la ville. Les Allemands pénètrent progressivement dans la cité et deux autres divisions blindées apportent leur appui à l'offensive. Les unités françaises et britanniques résistent, installées dans des positions au sud d'Amiens, et tirent au canon sur la ville le 5 juin. Une dernière offensive des blindés allemands en supériorité numérique, engagée du 6 au 8 juin, vient à bout du verrou franco-britannique, la ville tombe définitivement le 8 et la Wehrmacht peut poursuivre sa percée en direction de son prochain objectif, Paris. Toutefois, les pertes allemandes sont élevées : près de 200 chars. En dépit de ces âpres combats, la cathédrale et quelques quartiers ont été épargnés, dont ceux d'Henriville et de Saint-Leu.
En 1942, les premiers plans de reconstruction sont échafaudés par les officiels allemands, et par Pierre Dufau.
Le 4 janvier 1944, à l'initiative des Allemands, une rafle est organisée qui aboutit à l'arrestation de 21 juifs amiénois, rejoints par d'autres juifs du département. D'abord détenus au camp de Drancy, la plupart sont déportés à Auschwitz-Birkenau par le convoi no 66. De ce convoi, il n'y a qu'une seule survivante amiénoise à la fin du conflit : il s'agit de Renée Louria, qui relate son terrible destin dans le Courrier picard en mai 1945.
Le 18 février 1944, l'aviation britannique vise la prison lors de l'opération Jéricho, puis les voies ferrées. Le bombardement de la Pentecôte 1944 par plus de 450avions, qui a pour cible principale le nœud ferroviaire près de la gare du Nord, est l'un des plus meurtriers, avec 146 morts et plusieurs centaines de blessés.
L'armée britannique libère la ville le 31 août 1944. En sauvant le pont Beauvillé de la destruction, et à la suite d'intenses combats à la Citadelle, les FFI facilitent la poursuite de l'avancée des armées alliées vers le Nord.
Amiens sort du conflit détruite à 60 %.

#### L'après-guerre
La ville est reconstruite à l'après-guerre sur les plans de Pierre Dufau : son plan de reconstruction et d'aménagement est cependant adopté dès juillet 1942. Il repose sur la volonté d'améliorer la circulation par l'élargissement des rues et la densification des îlots. La place Gambetta est aménagée par l'architecte Alexandre Courtois, la place de la gare est conçue par Auguste Perret, comprenant sa fameuse Tour, Dufau se concentrant quant à lui sur la place du Marché et la place de la Cathédrale.
Le vent de contestation qui souffle sur la France et dans le monde à la fin des années 1960, touche également Amiens. D'abord, une manifestation opposée à la guerre du Viêt Nam est organisée le 21 octobre 1967. Ensuite, alors que la Maison de la Culture avait accueilli le ministre de l'Éducation nationale Alain Peyrefitte à la mi-mars 1968, à l'occasion d'un colloque sur l'éducation, les étudiants amiénois emboîtent le pas des événements parisiens en défilant les 6 et 7 mai. La ville s'illustre en particulier par une contestation très active des étudiants en art.
Les ouvriers du département de la Somme et ses nombreuses villes industrielles rejoignent le mouvement de contestation le 17 mai, tandis que le lendemain, les cheminots de Longueau bloquent les aiguillages. Les ouvriers de Ferodo occupent leur usine à partir du 20 mai pour cinq semaines.
Sans connaître d'affrontements comparables aux nuits parisiennes, la ville est rapidement paralysée : l'absence de collecte des déchets ménagers donne aux rues des odeurs nauséabondes, et le département est à court d'essence à partir du 22. Face à ce mouvement de gauche, l'extrême-droite ne reste pas absente : alors que des militants avaient lancé un engin explosif sur la permanence communiste de la ville le 23 décembre 1967, des membres d'Occident s'opposent aux étudiants le 21 mai, devant le cinéma Picardy. Dans la nuit du 27 au 28 mai, les étudiants tentent de prendre la maison de la Culture. Au lendemain de l'allocution de De Gaulle, ses partisans amiénois défilent le 31 mai, tandis que la reprise s'engage la semaine suivante. La loi Faure promulguée, l'université d'Amiens est créée le 26 octobre suivant.

#### Depuis les années 1970
Dans les années 1970, la ville achète peu à peu les maisons du quartier Saint-Leu et le rénove dans les années 1980. Dans les années 1990, le parc Saint-Pierre est réaménagé et une partie de l'université de Picardie s'installe dans de nouveaux bâtiments, au pied de la cathédrale, tandis que le quartier Nord fait l'objet d'aménagements importants. Ces quinze dernières années[Quand ?], la ville s'est également développée à travers le quartier commercial de la Vallée des vignes, au sud de la ville.
Depuis 2006, un vaste programme de réaménagement du quartier de la gare, le projet Gare la Vallée, est en cours. En 2030, 1 000 logements nouveaux auront été construits via ce projet.
Depuis juin 2008, la vaste transformation architecturale de la place de la Gare permet de faciliter l'accès à la gare aux personnes à mobilité réduite et d'assurer une continuité piétonne entre l'hôtel de ville et cette dernière, au prix d'une polémique sur la qualité de la mise en valeur de l'œuvre de Perret.

### Vie militaire
Unités ayant été stationnées à Amiens :
- État-major de la 2e région militaire, avant 1913 - (jusqu'à ?)
- État-major du 2e corps d’armée, avant 1906 - 1913 (jusqu'à ?)
- État-major de la 3e division d’infanterie, avant 1913 - 1928
- État-major de la 4e division d’infanterie, avant 1913 - (jusqu'à ?)
- État-major de la 3e division de cavalerie, avant 1913 - (jusqu'à ?)
- État-major de la 3e division d’infanterie motorisée, 1928- (jusqu'à ?)
- État-major de la 1re brigade de spahis[g], avant août 1939 - (jusqu'à ?)
- État-major du 3e groupement de cavalerie[h], avant août 1939 - (jusqu'à ?)
- 51e régiment d’infanterie, août 1939
- 72e régiment d’infanterie, avant 1906 - 1913 (jusqu'à ?)
- 8e bataillon de chasseurs à pied, 1906
- 2e légion de gendarmerie, 1906
- État-major de la 8e division d’infanterie, jusqu'à sa dissolution en 1993
- 8e régiment de commandement et de soutien, jusqu'à sa dissolution en 1993

## Politique et administration

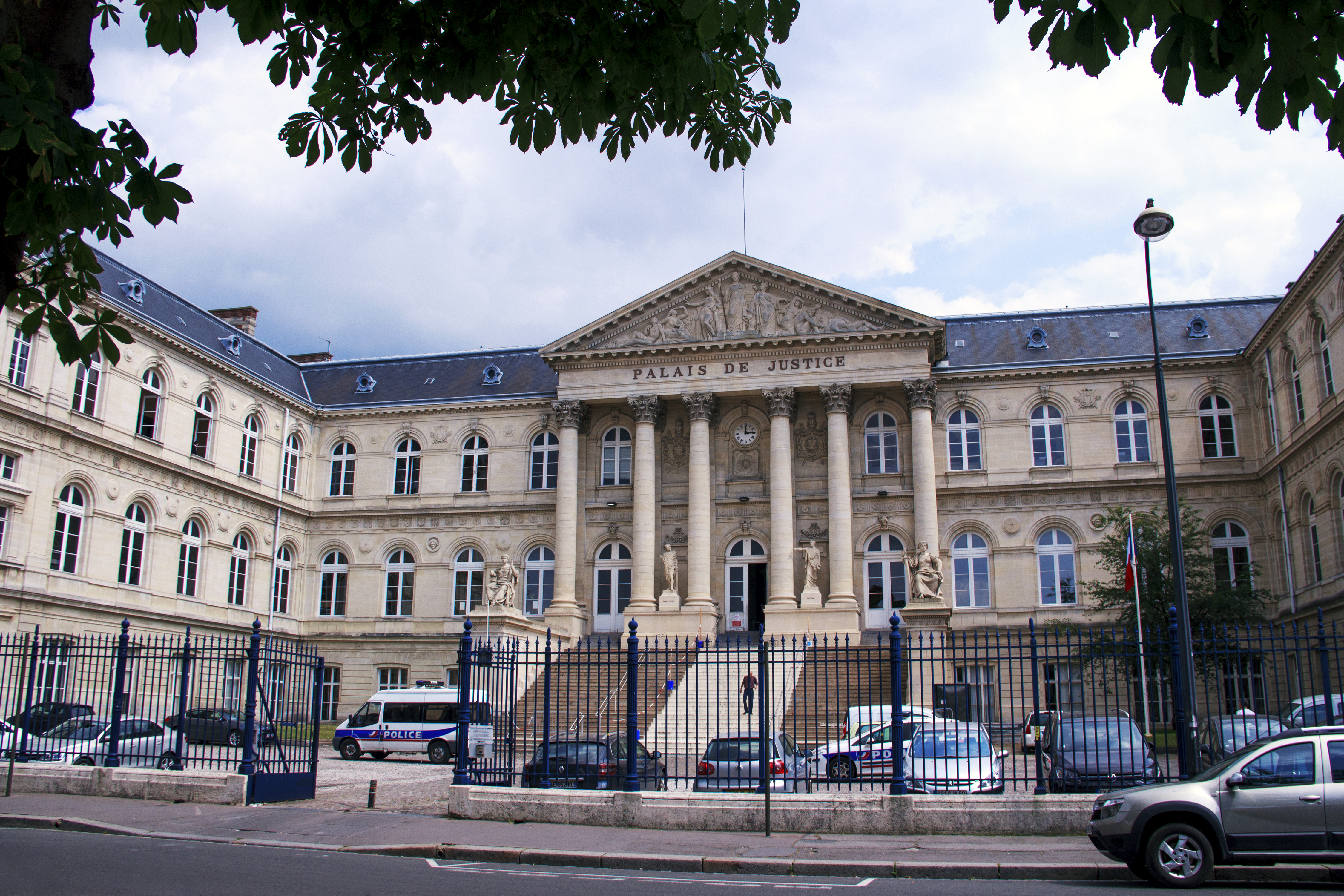
Le palais de justice d'Amiens.

### Rattachements administratifs et électoraux

#### Rattachements administratifs
La commune est le chef-lieu de l'arrondissement d'Amiens et du département de la Somme.
De 1801 à 1973, la ville était divisé entre les 4 cantons d'Amiens-1 à Amiens-4. En 1973, cette répartition est modifiée et sont créés les cantons d'Amiens 1er (Ouest), Amiens 2e (Nord-Ouest), Amiens 3e (Nord-Est), Amiens-4-Est, Amiens-5-Sud-Est, Amiens-6-Sud et Amiens 7e (Sud-Ouest). En 1985 est créé le Canton d'Amiens 8e (Nord). Dans le cadre du redécoupage cantonal de 2014 en France, cette circonscription administrative territoriale a disparu, et le canton n'est plus qu'une circonscription électorale.

#### Rattachements électoraux
Pour les élections départementales, la ville est depuis 2014 le bureau centralisateur de sept cantons :
| Canton            | communes membres |
| Canton d'Amiens-1 | entièrement inclus dans la commune d'Amiens |
| Canton d'Amiens-2 | formé d'une partie d'Amiens et des communes d'Allonville, Bertangles, Cardonnette, Coisy, Montonvillers, Poulainville, Querrieu, Rainneville, Saint-Gratien, Villers-Bocage |
| Canton d'Amiens-3 | formé d'une partie d'Amiens et des communes d'Aubigny, Bussy-lès-Daours, Camon, Daours, Lamotte-Brebière, Rivery, Vecquemont                                                |
| Canton d'Amiens-4 | formé d'une partie d'Amiens et des communes de Blangy-Tronville, Cachy, Gentelles, Glisy, Longueau, Villers-Bretonneux                                                      |
| Canton d'Amiens-5 | formé d'une partie d'Amiens et des communes de Boves, Cagny |
| Canton d'Amiens-6 | formé d'une partie d'Amiens et des communes de Dury, Hébécourt, Rumigny, Sains-en-Amiénois, Saint-Fuscien                                                                   |
| Canton d'Amiens-7 | formé d'une partie d'Amiens et des communes de Pont-de-Metz, Saleux, Salouël, Vers-sur-Selles                                                                               |

Pour l'élection des députés, Amiens est divisée entre deux des cinq circonscriptions législatives :
- Première circonscription de la Somme (dont les anciens cantons d'Amiens II Nord-Ouest, Amiens IV Est, Amiens VIII Nord) ;
- Deuxième circonscription de la Somme (dont les anciens cantons d'Amiens III Nord-Est, Amiens V Sud-Est, Amiens VI Sud, Amiens VII Sud-Ouest).

### Intercommunalité
La ville est le siège de la communauté d'agglomération dénommée Amiens Métropole, qui est un établissement public de coopération intercommunale (EPCI) à fiscalité propre créé en 2000, auquel la commune a transféré certaines de ses compétences, et qui succédait au district du Grand Amiens, créé en 1994.

### Tendances politiques et résultats

#### Récapitulatif de résultats électoraux récents
| Scrutin             | Scrutin             | 1er tour | 1er tour  | 1er tour | 1er tour | 1er tour | 1er tour | 1er tour | 1er tour  | 1er tour | 1er tour | 1er tour | 1er tour | 2d tour     | 2d tour     | 2d tour     | 2d tour     | 2d tour     | 2d tour     | 2d tour     | 2d tour     | 2d tour     |
| Scrutin             | Scrutin             | 1er      | 1er       | %        | 2e       | 2e       | %        | 3e       | 3e        | %        | 4e       | 4e       | %        | 1er         | 1er         | %           | 2e          | 2e          | %           | 3e          | 3e          | %           |
| ------------------- | ------------------- | -------- | --------- | -------- | -------- | -------- | -------- | -------- | --------- | -------- | -------- | -------- | -------- | ----------- | ----------- | ----------- | ----------- | ----------- | ----------- | ----------- | ----------- | ----------- |
| Municipales 2014    | Municipales 2014    |          | UCD       | 44,79    |          | PS       | 24,65    |          | FN        | 15,55    |          | FG       | 8,87     |             | UCD         | 49,75       |             | PS          | 33,80       |             | FN          | 15,81       |
| Européennes 2014    | Européennes 2014    |          | FN        | 24,38    |          | LR       | 16,36    |          | UDI-MODEM | 14,36    |          | PS       | 12,75    | Tour unique | Tour unique | Tour unique | Tour unique | Tour unique | Tour unique | Tour unique | Tour unique | Tour unique |
| Régionales 2015     | Régionales 2015     |          | UCD       | 29,90    |          | FN       | 27,44    |          | PS        | 23,12    |          | EELV     | 7,26     |             | UCD         | 71,68       |             | FN          | 28,32       | Pas de 3e   | Pas de 3e   | Pas de 3e   |
| Présidentielle 2017 | Présidentielle 2017 |          | EM        | 28,01    |          | LFI      | 24,87    |          | RN        | 18,42    |          | LR       | 14,58    |             | EM          | 72,63       |             | FN          | 27,37       | Pas de 3e   | Pas de 3e   | Pas de 3e   |
| Législatives 2017   | 1re                 |          | LREM      | 35,58    |          | LFI      | 28,93    |          | FN        | 13,29    |          | LR       | 8,87     |             | LFI         | 55,31       |             | LREM        | 44,69       | Pas de 3e   | Pas de 3e   | Pas de 3e   |
| Législatives 2017   | 2e                  |          | LREM      | 40,55    |          | LFI      | 16,10    |          | FN        | 10,47    |          | UDI      | 10,36    |             | LREM        | 60,00       |             | LR          | 40,00       | Pas de 3e   | Pas de 3e   | Pas de 3e   |
| Européennes 2019    | Européennes 2019    |          | LREM      | 25,56    |          | RN       | 20,48    |          | EELV      | 12,68    |          | LFI      | 10,51    | Tour unique | Tour unique | Tour unique | Tour unique | Tour unique | Tour unique | Tour unique | Tour unique | Tour unique |
| Municipales 2020    | Municipales 2020    |          | UCD       | 29,89    |          | UGE      | 25,50    |          | DVD       | 11,06    |          | MR       | 9,89     |             | UCD         | 45,79       |             | UGE         | 35,95       |             | DVD         | 18,25       |
| Régionales 2021     | Régionales 2021     |          | LR        | 33,87    |          | UGE      | 32,45    |          | RN        | 16,13    |          | LREM     | 12,23    |             | LR          | 46,39       |             | UGE         | 37,01       |             | RN          | 16,60       |
| Présidentielle 2022 | Présidentielle 2022 |          | LFI       | 31,27    |          | LREM     | 30,05    |          | RN        | 17,88    |          | REC      | 5,10     |             | LREM        | 67,86       |             | RN          | 32,14       | Pas de 3e   | Pas de 3e   | Pas de 3e   |
| Législatives 2022   | 1re                 |          | LFI-NUPES | 51,11    |          | LREM     | 18,60    |          | RN        | 14,47    |          | LR       | 4,39     |             | LFI-NUPES   | 75,12       |             | RN          | 24,88       | Pas de 3e   | Pas de 3e   | Pas de 3e   |
| Législatives 2022   | 2e                  |          | LFI-NUPES | 34,15    |          | LREM     | 28,77    |          | RN        | 14,07    |          | UDI      | 8,47     |             | LFI-NUPES   | 50,37       |             | LREM        | 49,63       | Pas de 3e   | Pas de 3e   | Pas de 3e   |

La vie politique de la ville est dominée pendant toute la IVe République et jusqu'aux années 1980 par la gauche : la municipalité est dirigée par Maurice Vast (SFIO) de 1944 à 1953 puis Camille Goret de 1953 à 1959 (SFIO) puis à nouveau par Maurice Vast de 1959 à 1971. Cependant en 1965, ce dernier évolue vers le centre et s'allie à la droite pour remporter les élections municipales.
Le PCF, bien implanté depuis le Front populaire, voit son influence croître pendant la Résistance. De 1945 à 1958, les électeurs désignent deux députés communistes, Louis Prot et René Lamps. Ce dernier est réélu député sans discontinuer de 1962 à 1978 et maire de la ville de 1971 à 1989. En 1971, Amiens devient ainsi la seule capitale régionale gérée par un maire communiste.
La fin des années 1980 voit l'essoufflement d'une partie de la gauche et l'émergence du centrisme incarné par Gilles de Robien, maire de la ville de 1989 à 2002 puis de 2007 à 2008 et député de la Somme de 1986 à 2002. L'élection de Brigitte Fouré (UDI) aux élections municipales de 2014 confirme cette tendance. En 2014, Amiens est la commune française la plus peuplée dirigée par le centre droit.
Lors du second tour des élections municipales de 2014 à Amiens,, la liste UDI-UMP-MoDem menée par Brigitte Fouré obtient la majorité absolue des suffrages exprimés, avec 19 062 voix (50,38 %, 42 conseillers municipaux élus dont 34 communautaires) lors d'une triangulaire où elle a largement devance les listes menées respectivement par, : 

- Thierry Bonté, soutenu par le maire sortant Gilles Demailly (PS-PCF-EELV-MRC-PRG, 12 788 voix, 33,80 %, 9 conseillers municipaux élus dont 8 communautaires ;

-  Yves Dupille (FN, 5 981 voix, 15,80 %, 4 conseillers municipaux élus dont 3 communautaires).

Lors de ce scrutin, 46,59 % des électeurs se sont abstenus.
En avril 2016, l'amiénois Emmanuel Macron fonde à Amiens son mouvement politique, En marche !. Un an plus tard, lors de l'élection présidentielle française de 2017, il est élu président de la République française, arrivant largement en tête dans la ville au 1er et 2d tour du scrutin. Barbara Pompili, députée de la Somme et secrétaire d'État chargée de la Biodiversité, est la première membre du gouvernement à le soutenir officiellement.
Au second tour des élections municipales de 2020 à Amiens, la liste UDI-LR-LREM-MoDem-Agir menée par la maire sortante Brigitte Fouré obtient la majorité des suffrages exprimés, avec 9 777 voix (45,79 %, 40 conseillers municipaux élus dont 35 communautaires), lors d'une triangulaire où elle devance largement celles menées respectivement par, : 

- Julien Pradat (LFI-EÉLV-PCF-PS-G.s-PP, 7 676 voix, 35,95 %, 10 conseillers municipaux élus dont 9 communautaires) ;

- Renaud Deschamps (DVD, 3 897 voix, 18,25 %, 5 conseillers municipaux élus dont 4 communautaires).

Lors de ce scrutin marqué par la pandémie de Covid-19 en France, 69,40 % des électeurs se sont abstenus.
Lors du premier tour de l'élection présidentielle de 2022, Jean-Luc Mélenchon (LFI) arrive en tête dans la commune, devançant Emmanuel Macron. Au second tour, Emmanuel Macron devance par 67,86 % contre 32,14 la Frontiste Marine Le Pen, lors d'un scrution où 32,44 % des électeurs se sont abstenus.

### Administration municipale
Le nombre d'habitants au dernier recensement étant compris entre 100 000 et 149 999, le nombre de membres du conseil municipal est de 55.

### Liste des maires
| Période        | Période                       | Identité         | Étiquette                   | Qualité |
| -------------- | ----------------------------- | ---------------- | --------------------------- | --- |
| septembre 1944 | mai 1953                      | Maurice Vast     | SFIO                        | Résistant, dirigeant de l'entreprise d'huiles et graisses Igol. Conseiller général d'Amiens 7e (Sud-Ouest) (1945 → 1967) . |
| mai 1953       | mars 1959                     | Camille Goret    | SFIO                        | Avocat |
| mars 1959      | mars 1971                     | Maurice Vast     | SFIO puis DVG allié à l'UNR | Industriel Conseiller général d'Amiens 7e (Sud-Ouest) (1945 → 1967) |
| mars 1971      | mars 1989                     | René Lamps,      | PCF                         | Résistant, instituteur et professeur d'enseignement général de collège Député de la Somme (1re circ.) (1962 → 1978) Conseiller général de Domart-en-Ponthieu(1959 → 1976) |
| mars 1989      | juin 2002                     | Gilles de Robien | UDF-PR puis UDF             | Agent d'assurance et agent de crédit. Président d'Amiens Métropole (1994 → 2008) Démissionnaire à la suite de sa nomination au gouvernement |
| juin 2002      | mars 2007                     | Brigitte Fouré   | UDF                         | Maître de conférences en droit privé. Conseillère régionale de Picardie (1993 → 2008) Démissionnaire au retour de Gilles de Robien. |
| mars 2007      | mars 2008                     | Gilles de Robien | UDF puis NC                 | Président d'Amiens Métropole (1994 → 2008) |
| mars 2008      | avril 2014                    | Gilles Demailly  | PS                          | Enseignant-chercheur spécialiste de la chimie des sucres Ancien président de l'Université de Picardie Président d'Amiens Métropole (2008 → 2014) |
| avril 2014     | octobre 2024.                 | Brigitte Fouré,  | UDI (NC) puis LREM          | Maître de conférences en droit privé. Conseillère générale d'Amiens-5-Sud-Est(2010 → 2014) Conseillère régionale des Hauts-de-France (2015 → ) Vice-présidente du conseil régional des Hauts-de-France (2016 → ) Vice-présidente d'Amiens Métropole (2014 → ) Démissionnaire |
| octobre 2024,  | En cours (au 24 octobre 2024) | Hubert de Jenlis | Ren.                        | Assureur Conseiller départemental d'Amiens-6 (2015 → ) Vice-président du conseil départemental de la Somme (2015 → ) Vice-président du SDIS-80 (2021 → ) |

### Distinctions et labels

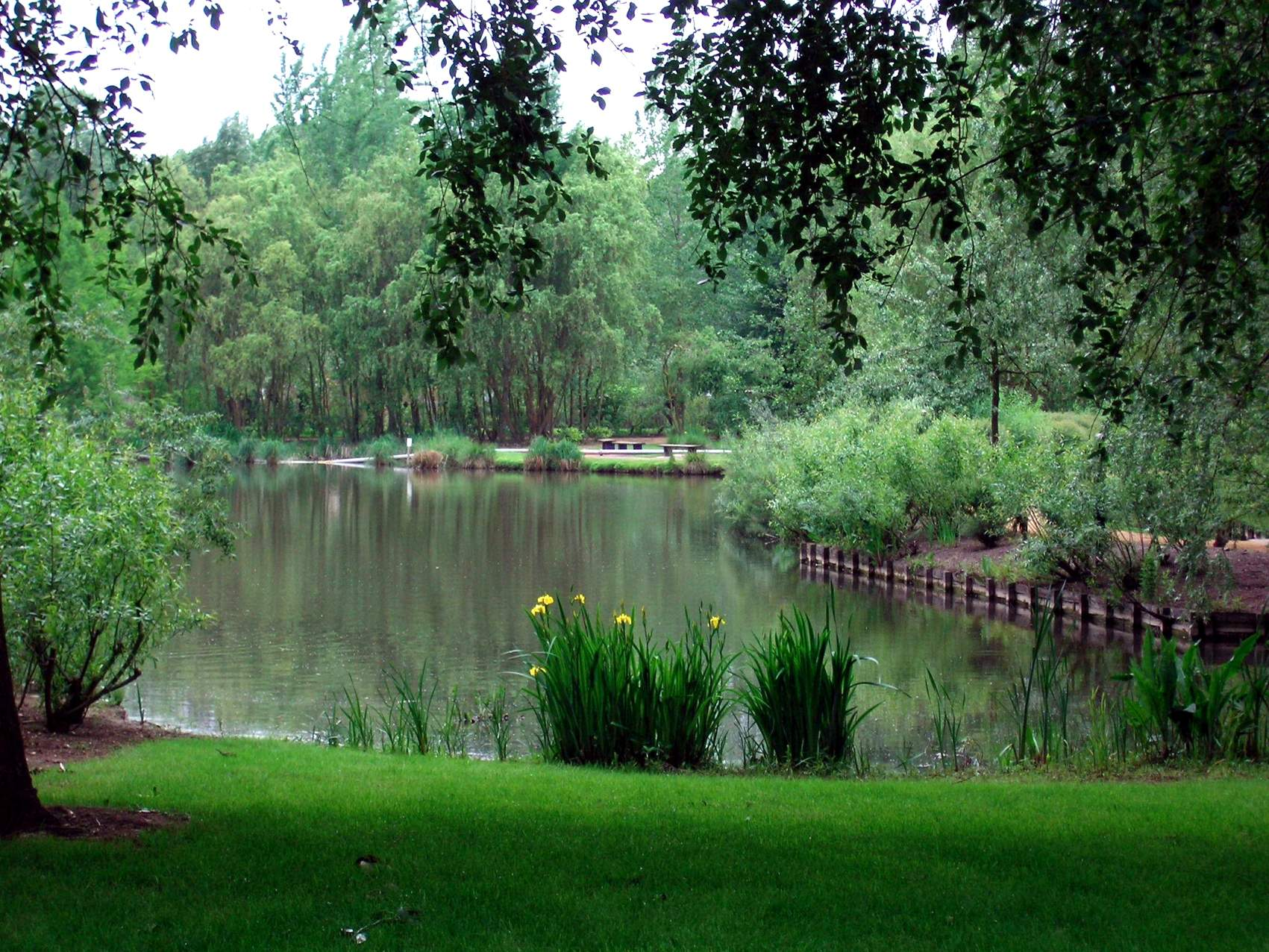
La nature en ville...

Amiens est labellisée « Ville d'Art et d'Histoire » depuis 1992. Depuis 2013, ce label est étendu à celui de « Pays d'Art et d'Histoire » avec l'ensemble des communes de la métropole.
La ville a été primée depuis 2013 d'une quatrième fleur au Concours des villes et villages fleuris, toujours renouvelée en 2020.
En 2018, Amiens devient l'une des dix-huit premières villes au monde à obtenir le label Ramsar. Sous l'égide de l'UNESCO, ce label atteste l'importance internationale des zones humides de la ville (le fleuve Somme, les hortillonnages, les étangs et marais).
Classé parmi les dix « villes les plus vertes de France » par l'UNEP (7e lors du premier palmarès (2014), 10e lors du second palmarès (2017)), le territoire amiénois est reconnu pour la qualité de son « patrimoine vert ».
En 2020, la ville a également obtenue le prix national de la diversité végétale, décerné par Val'Hor, une organisation interprofessionnelle rassemblant les professionnels de l'horticulture, de la fleuristerie et du paysage. « Ce prix met en valeur une ville et un village labellisés quatre fleurs qui ont fait un effort de diversité végétale pour tirer tout le parti de la richesse botanique ».

### Jumelages et partenariats internationaux
Selon la base officielle du ministère des Affaires étrangères en date du 1er mai 2017, Amiens est jumelée avec cinq communes :
- Dortmund (Allemagne) depuis 1960. C'est le premier jumelage franco-allemand officialisé en France[144]. Les échanges sont culturels et artistiques ;
- Görlitz (Allemagne) depuis 1971 ;
- Darlington (Royaume-Uni) depuis 1973 ;
- Mianyang (Chine) depuis 1997. En 1997, un accord de coopération et une charte de jumelage sont signés. En 2014, ils sont renouvelés avec pour objectif de rapprocher les deux villes sur les plans économique, culturel et scientifique[145] ;
- Tulsa (États-Unis) depuis 2006.

Par ailleurs, la ville a signé des contrats de partenariats avec plusieurs communes afin d'encourager la mobilité des jeunes en Europe et à l'international :
- Turin (Italie) depuis 2016 ;
- Esch-sur-Alzette (Luxembourg) depuis 2016 ;
- Dortmund (Allemagne) depuis 2016 ;
- Naplouse (Palestine) depuis 2016 ;
- Liège (Belgique) depuis 2016 ;
- Rotterdam (Pays-Bas) depuis 2016.

Enfin, elle participe aux partenariats signés par la communauté d'agglomération :
- Santa Catarina (Cap-Vert) depuis 2010 : les villes sont notamment partenaires dans le domaine de l'eau et de l'assainissement ;
- Lviv (Ukraine) depuis 2010 : projet d'échange d'apprentis et de professeurs dans les métiers de bouche et de l'hôtellerie ;
- Province de Driouch (Maroc) depuis 2011 : appui à la scolarisation des filles en milieu rural.

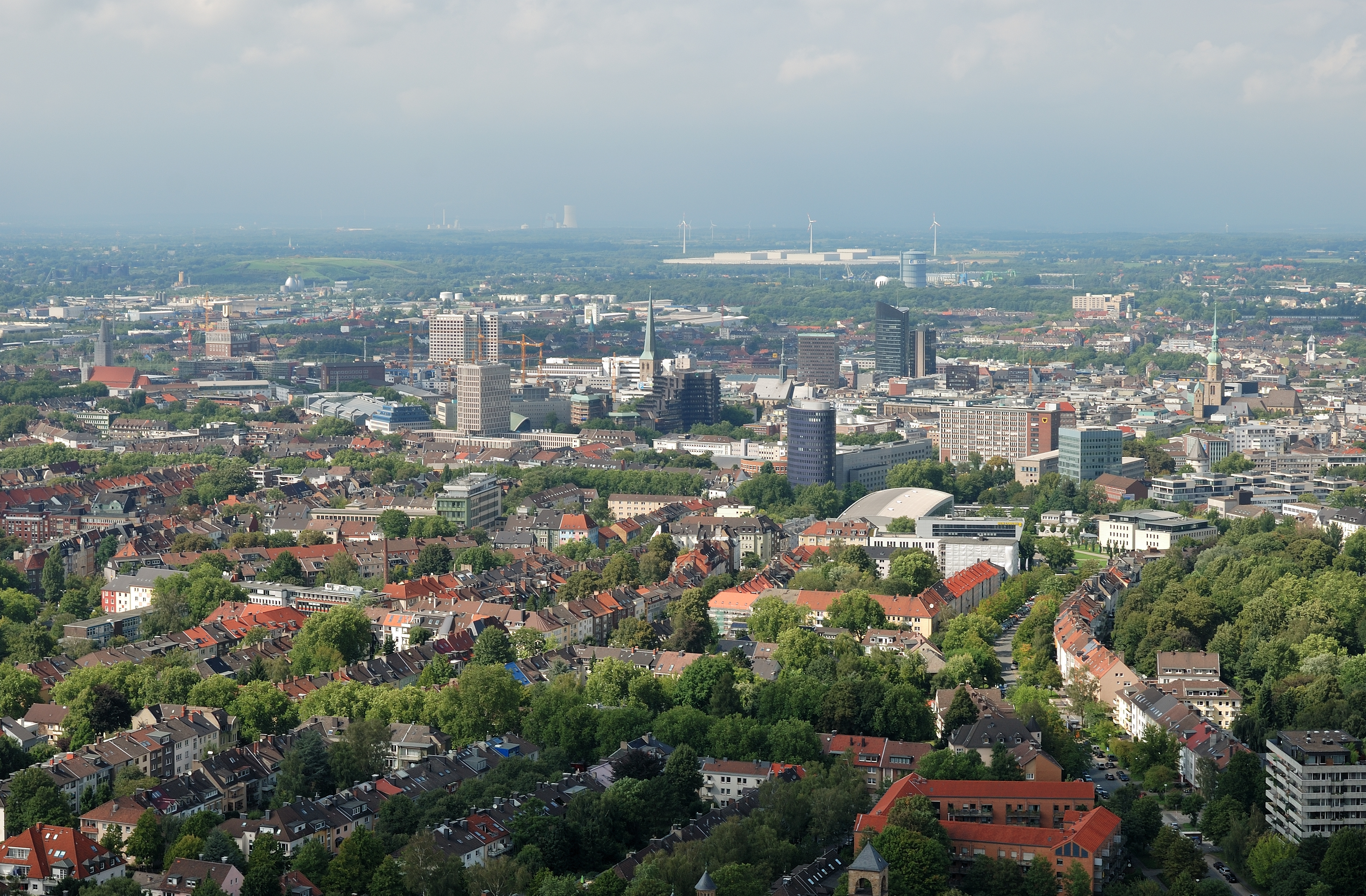
Dortmund, Allemagne.
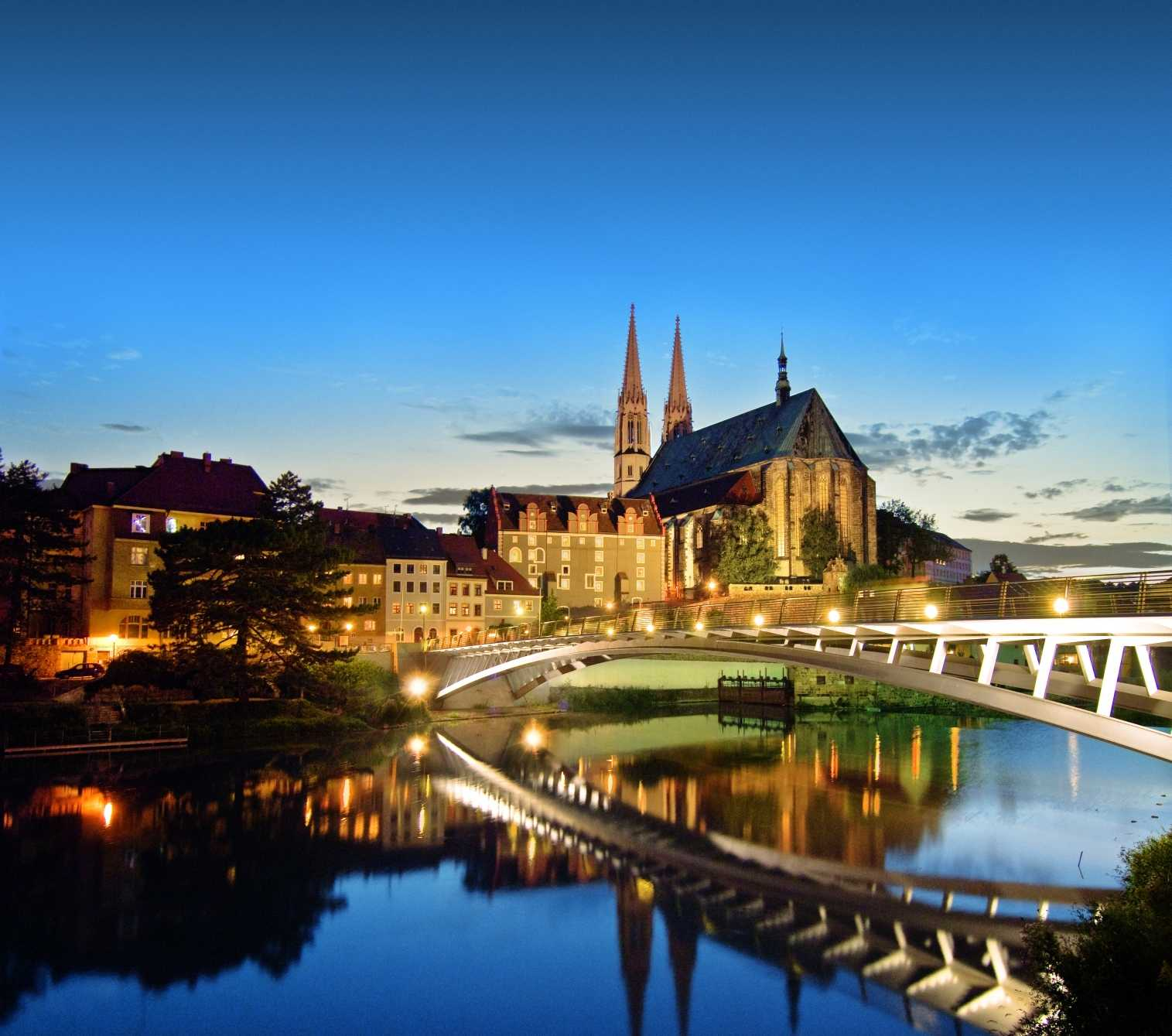
Görlitz, Allemagne.
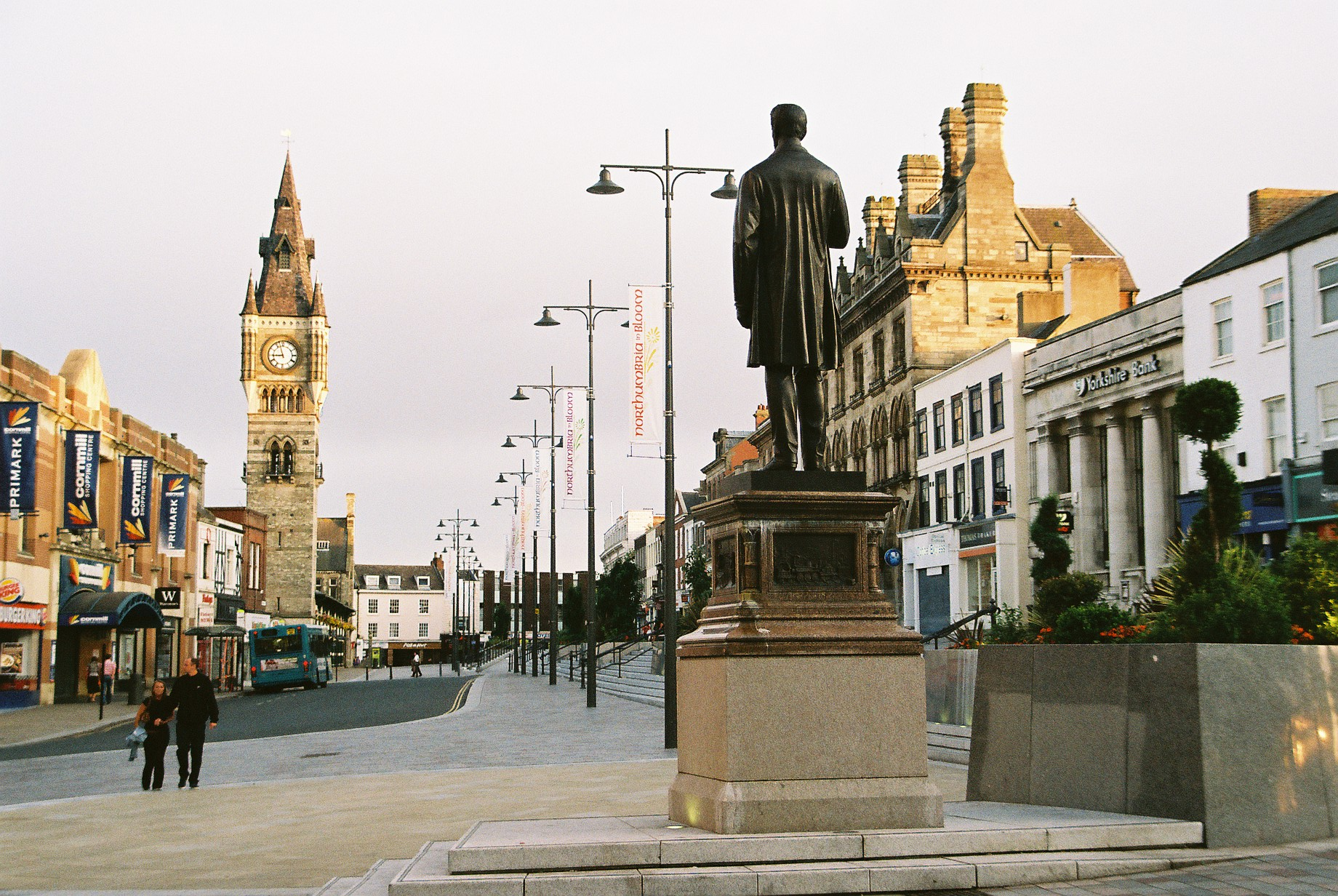
Darlington, Royaume-Uni.
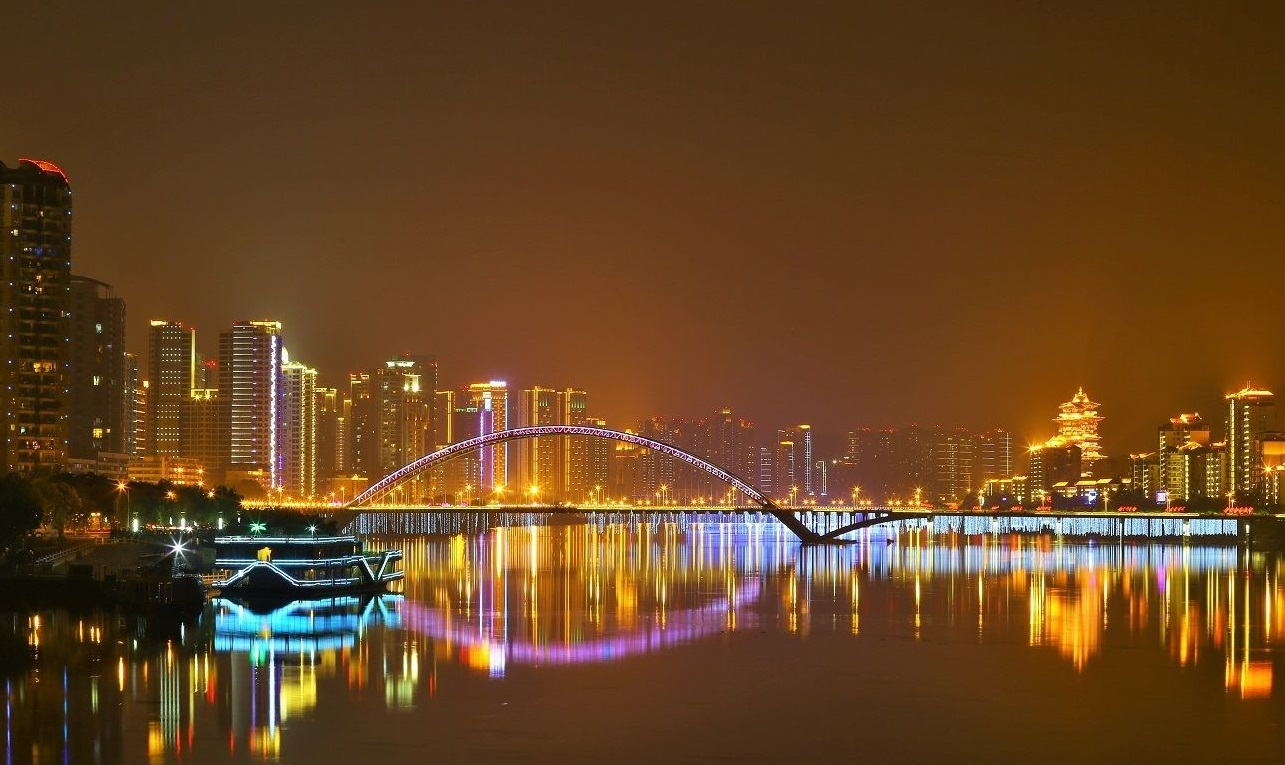
Mianyang, Chine.
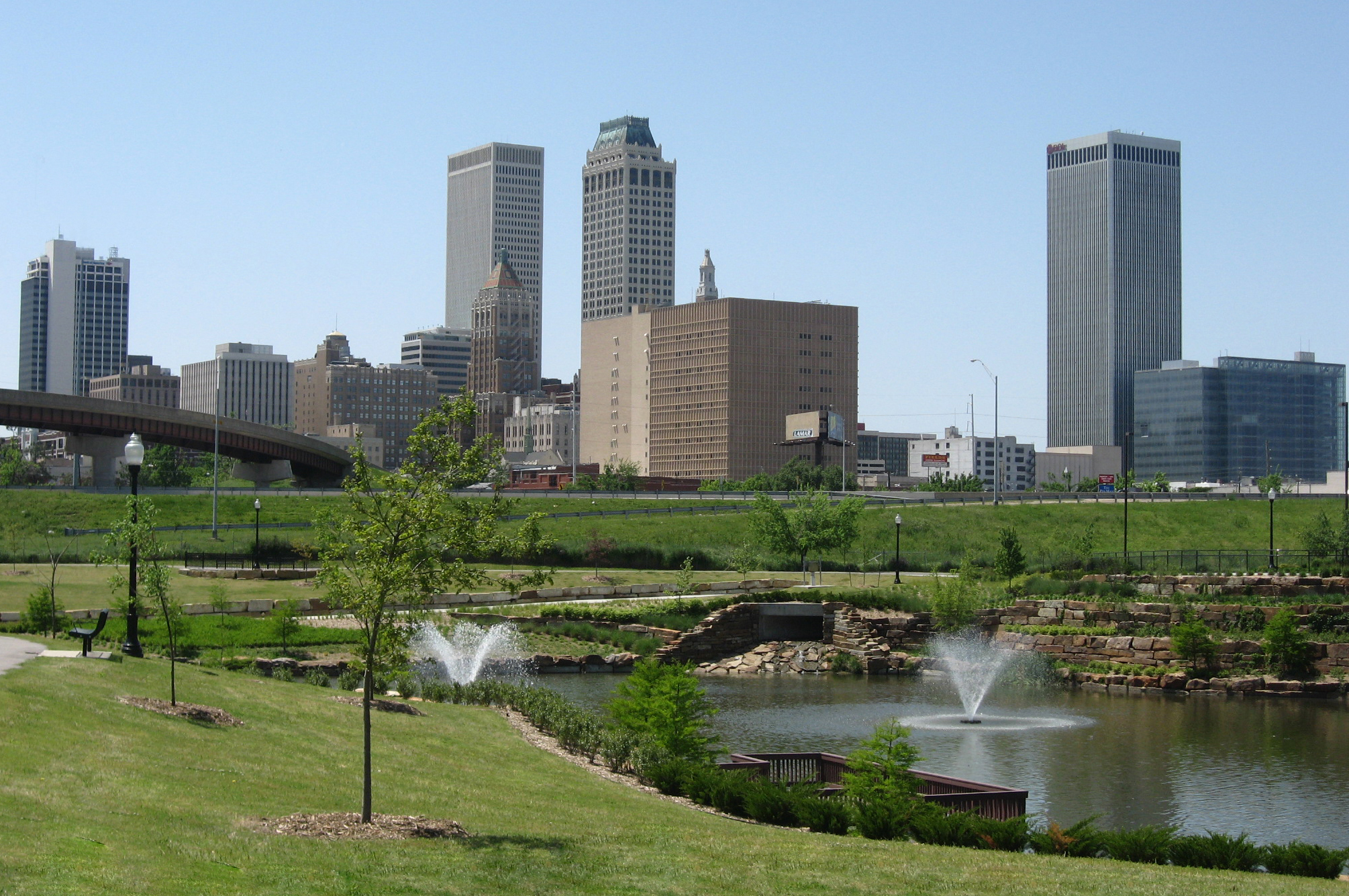
Tulsa, États-Unis.

## Équipements et services publics

### Enseignement

#### Enseignement primaire et secondaire
Les établissements éducatifs de la commune relèvent de l'académie d'Amiens qui évolue sous la supervision de l'Inspection académique la Somme.
Au 1er septembre 2010, 10 658 enfants étaient scolarisés dans les écoles publiques amiénoises : 4 341 en école maternelle, 6 317 en école élémentaire.
En 2011, l'agglomération amiénoise regroupe 46 écoles maternelles, 6 écoles élémentaires et 54 écoles primaires dont 11 sont privées. Elle dispose de 9 collèges publics et de 6 collèges privés. Amiens compte 24 lycées :
- lycées professionnels : l'Acheuléen, Édouard-Branly, Édouard-Gand, La Providence (privé), Montaigne, Romain-Rolland, Sacré-Cœur (privé), Saint-Martin (privé), Saint-Rémi (privé) et Saint-Riquier (privé) ;
- lycées généraux et technologiques : Robert-de-Luzarches, La Hotoie, Jean-Baptiste-Delambre, La Providence (privé), Sacré-Cœur (privé), Saint-Martin (privé), Saint-Rémi (privé), Saint-Riquier (privé) et Sainte-Famille (privé) ;
- lycées généraux : Louis-Thuillier, Madeleine-Michelis (ancien lycée de jeunes filles, créé en 1883 par Marie Hugonin, épouse de Charles Eugène Bertrand, mère de Paul Bertrand et nièce de Flavien Hugonin, évêque de Bayeux et Lisieux - le discours inaugural fut prononcé par Jules Verne) ;
- lycées technologiques : Édouard-Branly et Édouard-Gand.

#### Enseignement supérieur

Logo de l'université de Picardie.

La métropole amiénoise accueille une des plus importantes populations étudiantes de France. En 2015, la ville compte 27 600 étudiants et 800 chercheurs qui se répartissent dans une quarantaine d'établissements d'enseignement supérieur, 34 laboratoires, 10 unités associées au Centre national de la recherche scientifique ou à l'Institut national de la santé et de la recherche médicale.
- La citadelle d'Amiens

Initié par l'État, ce projet estimé à 117 millions d'euros consiste au regroupement de plusieurs unités de formation et de recherches de l'université de Picardie (facultés de lettres, langues, histoire-géographie, et de l'École supérieure du professorat et de l'éducation mais aussi de l'administration, de la bibliothèque universitaire, ainsi que d'une cafétéria sur un nouveau site universitaire situé à la Citadelle, ensemble de 18 hectares aux portes du centre-ville. Le projet a été confié à l'architecte italien Renzo Piano.
Parallèlement, les facultés de médecine et de pharmacie s'installeront sur le campus au sud de la ville, à proximité du centre hospitalier.
- L'université de Picardie Jules-Verne (UPJV) a son siège à Amiens et comprend des enseignements dans de nombreux domaines :
  - UFR de médecine et de pharmacie (rue des Louvels),
  - UFR de droit-sciences-politiques, d'économie (au pied de la cathédrale),
  - IAE Amiens au Pôle Universitaire Cathédrale,
  - UFR de sciences (dans le quartier Saint-Leu),
  - UFR de staps (Amiens Sud)
  - UFR de sciences humaines et sociales et philosophie,
  - UFR d'histoire-géographie, de lettres, de langues (Citadelle),
  - IUT gestion des entreprises et des administrations, informatique, génie mécanique et productique, génie civil, génie biologique et techniques de commercialisation (sur le campus d'Amiens Sud),
  - UFR des arts site de la Teinturerie (dans le quartier Saint-Maurice),
  - Formation continue et formation en ligne ou e-learning (centre-ville),
- École supérieure du professorat et de l'éducation (Citadelle)
- Classes préparatoires aux grandes écoles :
  - Scientifiques : Maths Sup MPSI, PCSI, BCPST, Maths Spé MP, MP*, PC, PC*, BCPST, PSI, TSI au lycée Louis-Thuillier, TSI au lycée Édouard-Branly
  - Économiques et commerciales : ECS (Économique et Commerciale option Scientifique) et ECT au lycée Louis-Thuillier, ECE (Économique et Commerciale option Économique) au lycée Madeleine-Michelis, ECT (Économique et Commerciale option Technologique) au lycée Édouard-Gand
  - Littéraires : hypokhâgne et khâgne au lycée Louis-Thuillier
- CNAM : Conservatoire national des arts et métiers de Picardie
- UniLaSalle Amiens : École supérieure d'ingénieurs en électrotechnique et en électronique
- ESC Amiens (Sup de Co)
- ESAD : École supérieure d'art et de design
- BTS audiovisuel au lycée Robert-de Luzarches
- CFPPA - UFA du Paraclet : Centre de formation professionnelle et de promotion agricole et Centre de formation sur l'eau et les milieux aquatiques
- École de technicien en analyses biomédicales (IFTAB)
- Écoles d'infirmières et d'infirmiers (IFSI C.H.U et IFSI Philippe-Pinel)
- École de sages-femmes Michel-Vitse
- École de masseur-kinésithérapeute (IFMK)
- École de manipulateurs en électroradiologie (IFMEM)
- École de travailleurs sociaux : formation préparatoire aux diplômes d'État d’éducateurs spécialisés, assistants de service social, éducateur de jeunes enfants, et autres professions du secteur social. Centre de formation continue pluridisciplinaire des professionnels du secteur social et médico-social (Association pour la Professionnalisation, la Recherche, l'Accompagnement, le Développement en Intervention Sociale : APRADIS Picardie)
- IMN : Institut des métiers du notariat
- Centre national de formation de la fonction publique territoriale (CNFPT) pour la Picardie (site Friant)
- EPSI : École d’ingénierie informatique
- IDRAC : École supérieure de commerce
- IFAG : École supérieure de management
- SUP’ DE COM : École supérieure de communication
- WIS - Web International School : École du web

### Santé

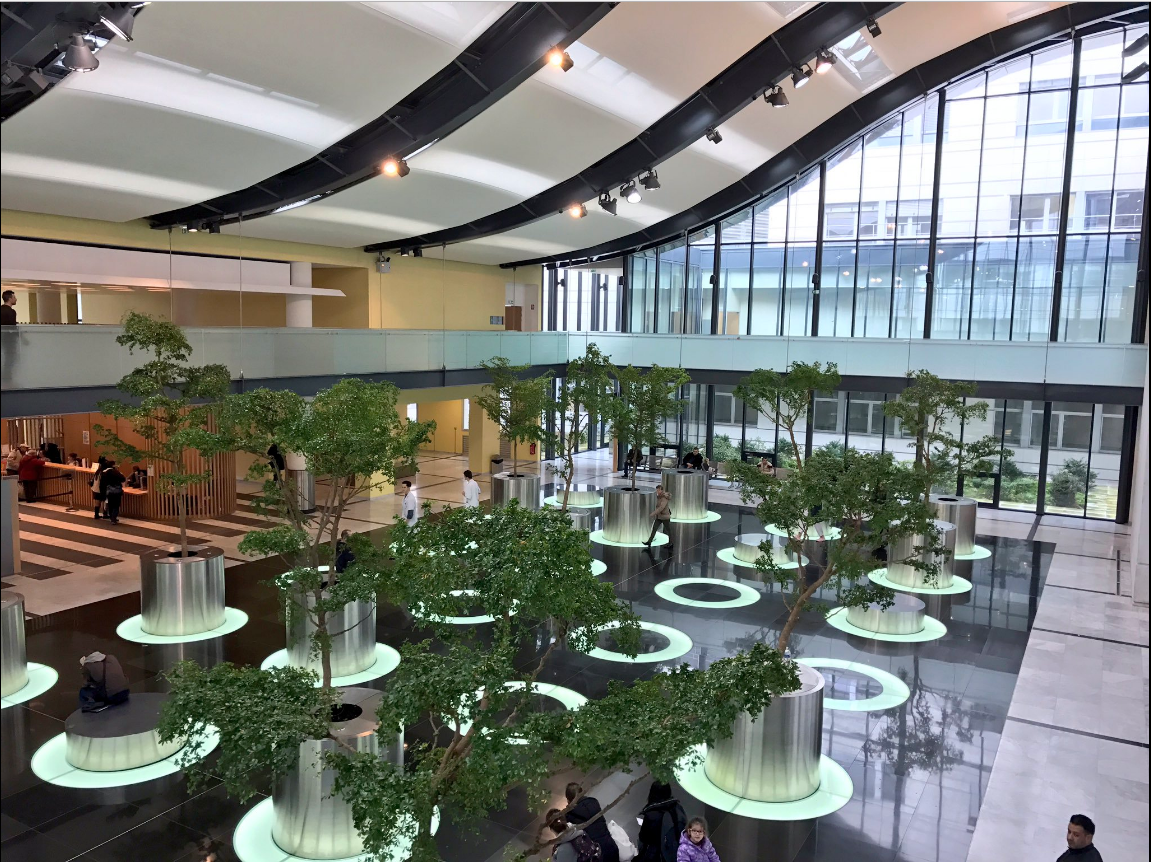
Hall du CHU Amiens-Picardie.

Le CHU Amiens Picardie est un établissement public de santé de référence et de recours au niveau régional. À ce titre, il propose une offre de qualité à dimension hospitalo-universitaire dans les trois missions constitutives d'un CHU : le soin, l'enseignement et la recherche.
Afin de renforcer son positionnement en tant que pôle d'excellence, le CHU Amiens Picardie s'est engagé dans une politique de regroupement géographique de ses différentes activités au sud de l'agglomération.
Ainsi, avant 2014, le CHU Amiens Picardie était organisé autour de quatre sites :
- hôpital Sud, avenue René-Laënnec ;
- hôpital Nord, place Victor-Pauchet ;
- centre Saint-Victor, 354 bis boulevard de Beauvillé ;
- centre de gynécologie obstétrique, 124 rue Camille-Desmoulins.

Depuis 2014, les quatre sites sont progressivement réunis sur le site actuel de l'hôpital Sud, à l'exception des unités de long séjour pour personnes âgées qui restent au Centre Saint-Victor.
Ce regroupement représente le plus gros chantier hospitalier de France et l'un des plus importants en Europe (plus de 630 millions d'euros pour la 1re phase de travaux).
À l'issue des travaux, la surface totale du CHU d'Amiens sera de 172 000 m2. Il comptera trois plots d'hospitalisation de 400 lits chacun.
Le CHU est le plus gros employeur de la région Picardie. À l'issue du regroupement, 6 700 employés, 1 300 étudiants et 1 250 consultants s'y rendront chaque jour.
Afin de maintenir une offre de santé au nord de la ville, l'Espace Santé Maurice-Ravel a ouvert ses portes à l'angle de la rue du même nom, en juin 2016. Ce centre de santé de 1 100 m2 accueille des médecins généralistes, des spécialistes du CHU (cardiologue, un service de gynécologie-obstétrique, psychologues, dentiste, masseurs-kinésithérapeutes, etc.) ainsi que SOS Médecins avec une permanence des soins (7 jours sur 7 et 24 heures sur 24).
Parallèlement au CHU, il existe trois cliniques privées importantes, issues du regroupement d'anciennes cliniques réparties dans la ville. Ces établissements de soins et d'hospitalisation médicale, chirurgicale et obstétricale se sont réunis pour créer un pôle hospitalier privé dans le quartier de la Vallée des Vignes, au sud de la ville.
- Polyclinique de Picardie, 43 rue Alexandre Dumas,
- Clinique de l'Europe, 5 allée des Pays-Bas,
- Groupe Santé Victor Pauchet, 2 avenue Irlande.

La ville est également dotée d'équipements d'excellence tels que SimUSanté, plus grand centre polyvalent de simulation en santé en Europe.
Le CHU d'Amiens figure à la 11e place dans le palmarès 2013 des hôpitaux et cliniques du magazine Le Point. Dans ce classement, le CHU se distingue dans la chirurgie de la cheville (3e), la prothèse de hanche (5e), la chirurgie du pied (7e), la pédiatrie (14e).
Dans ce même classement, le Groupe Santé Victor-Pauchet, doté d'un solide « pôle mère-enfant », obtient une 5e place au tableau des cliniques pour les cancers gynécologiques et une 8e place pour les cancers du sein.
En 2005, le CHU d'Amiens s'illustre internationalement grâce au professeur Bernard Devauchelle, natif de la ville, qui réalise avec son équipe la première greffe partielle de visage au monde,.

### Justice, sécurité, secours et défense
Amiens est marquée par une forte tradition judiciaire avec la présence historique de sa cour d'appel, ainsi que de toutes les juridictions de premier et deuxième degré de l'ordre judiciaire. La cour d'appel d'Amiens a compétence sur les trois départements de la Somme, l'Aisne et l'Oise.
La ville dispose également d'une maison d'arrêt, en grande partie détruite durant la Seconde Guerre mondiale à la suite de raids aériens lancés dans le cadre de l'Opération Jéricho puis reconstruite après-guerre et toujours en activité.
Plus récemment, Amiens est devenue le siège :
- de la cour nationale de l'incapacité et de la tarification de l'assurance des accidents du travail[156] ;
- d'un tribunal administratif dont les jugements peuvent faire l'objet d'un appel devant la cour administrative d'appel de Douai ;

Les quartiers Nord d'Amiens sont classés depuis 2012 en zone de sécurité prioritaire, avec renforcement des effectifs de la police nationale. En effet, cette partie d'Amiens « souffre plus
que d’autres d’une insécurité quotidienne et d’une délinquance enracinée » et « connaît depuis quelques années une dégradation importante de ses conditions de sécurité », ce qui a été identifié comme tel par le Ministère de l'Intérieur du Gouvernement Jean-Marc Ayrault, permettant ainsi à ce territoire de bénéficier de policiers supplémentaires.

## Population et société

### Démographie
La population d'Amiens a connu une forte augmentation depuis le milieu du XIXe siècle : sa population a doublé entre 1850 et 1960, passant de 50 000 à 100 000 habitants, soit un gain de 50 000 habitants sur cette période de 110 ans, et en gagnant environ 30 000 autres depuis (sur 50 ans seulement cette fois).

#### Évolution démographique
L'évolution du nombre d'habitants est connue à travers les recensements de la population effectués dans la commune depuis 1793. Pour les communes de plus de 10 000 habitants les recensements ont lieu chaque année à la suite d'une enquête par sondage auprès d'un échantillon d'adresses représentant 8 % de leurs logements, contrairement aux autres communes qui ont un recensement réel tous les cinq ans,.

En 2022, la commune comptait 134 780 habitants, en évolution de +0,77 % par rapport à 2016 (Somme : −1,26 %, France hors Mayotte : +2,11 %).
| 1793   | 1800   | 1806   | 1821   | 1831   | 1836   | 1841   | 1846   | 1851   |
| ------ | ------ | ------ | ------ | ------ | ------ | ------ | ------ | ------ |
| 40 000 | 41 279 | 39 853 | 41 107 | 45 001 | 46 129 | 47 117 | 49 591 | 52 149 |

| 1856   | 1861   | 1866   | 1872   | 1876   | 1881   | 1886   | 1891   | 1896   |
| ------ | ------ | ------ | ------ | ------ | ------ | ------ | ------ | ------ |
| 56 587 | 58 780 | 61 063 | 63 747 | 66 896 | 74 170 | 80 288 | 83 654 | 88 731 |

| 1901   | 1906   | 1911   | 1921   | 1926   | 1931   | 1936   | 1946   | 1954   |
| ------ | ------ | ------ | ------ | ------ | ------ | ------ | ------ | ------ |
| 90 758 | 90 920 | 93 207 | 92 780 | 91 576 | 90 211 | 93 773 | 84 761 | 92 506 |

| 1962    | 1968    | 1975    | 1982    | 1990    | 1999    | 2006    | 2011    | 2016    |
| ------- | ------- | ------- | ------- | ------- | ------- | ------- | ------- | ------- |
| 105 433 | 117 888 | 131 476 | 131 332 | 131 872 | 135 501 | 136 105 | 133 327 | 133 755 |

| 2021    | 2022    | - | - | - | - | - | - | - |
| ------- | ------- | - | - | - | - | - | - | - |
| 133 625 | 134 780 | - | - | - | - | - | - | - |

#### Pyramide des âges
La population de la commune est relativement jeune.
En 2020, le taux de personnes d'un âge inférieur à 30 ans s'élève à 45,8 %, soit au-dessus de la moyenne départementale (36,2 %). À l'inverse, le taux de personnes d'âge supérieur à 60 ans est de 19,9 % la même année, alors qu'il est de 26,5 % au niveau départemental.
En 2020, la commune comptait 63 675 hommes pour 70 492 femmes, soit un taux de 52,54 % de femmes, supérieur au taux départemental (51,51 %).
Les pyramides des âges de la commune et du département s'établissent comme suit.
| Hommes | Classe d’âge | Femmes |
| ------ | ------------ | ------ |
| 0,6    | 90 ou +      | 1,5    |
| 4,7    | 75-89 ans    | 7,3    |
| 11,4   | 60-74 ans    | 13,8   |
| 16     | 45-59 ans    | 16,3   |
| 18,9   | 30-44 ans    | 17,6   |
| 30,1   | 15-29 ans    | 28,4   |
| 18,3   | 0-14 ans     | 15,1   |

| Hommes | Classe d’âge | Femmes |
| ------ | ------------ | ------ |
| 0,6    | 90 ou +      | 1,8    |
| 6,7    | 75-89 ans    | 9,4    |
| 17,2   | 60-74 ans    | 18,1   |
| 19,8   | 45-59 ans    | 19,1   |
| 18,2   | 30-44 ans    | 17,5   |
| 19,4   | 15-29 ans    | 18     |
| 18,2   | 0-14 ans     | 16,2   |

### Sports
Récompensée, en 1969 puis en 1999, comme la ville la plus sportive de France par le magazine l'Équipe, la ville compte en 2015 plus de trois cents associations sportives et 25 000 licenciés sportifs évoluant dans soixante-douze disciplines différentes.
La culture sportive locale est dominée par le football et les sports utilisant une crosse (principalement le hockey sur glace mais aussi roller hockey, hockey sur gazon et floorball). La ville d'Amiens possède l'un des meilleurs clubs d'athlétisme de France[réf. souhaitée], l'Amiens Université Club (AUC). Certains athlètes se sont illustrés au niveau international et européen comme Marie Collonvillé.
Toutefois, la ville se distingue, au gré des époques, en remportant des titres internationaux et nationaux dans plusieurs disciplines : natation, football américain, tennis de table, etc.
Le club de football de la ville se nomme Amiens Sporting Club, abrégé en « Amiens SC » ou « ASC » : il a évolué en Ligue 1 de 2017 à 2020 puis a été rétrogradé en ligue 2 à la suite de l'arrêt du championnat de Ligue 1 à la 28e journée.

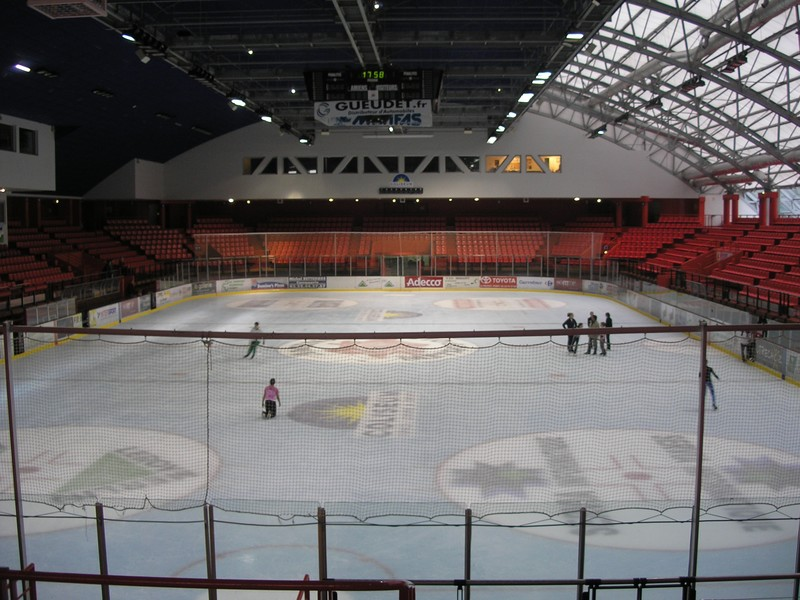
La grande patinoire du Coliseum.
Le stade de la Licorne.
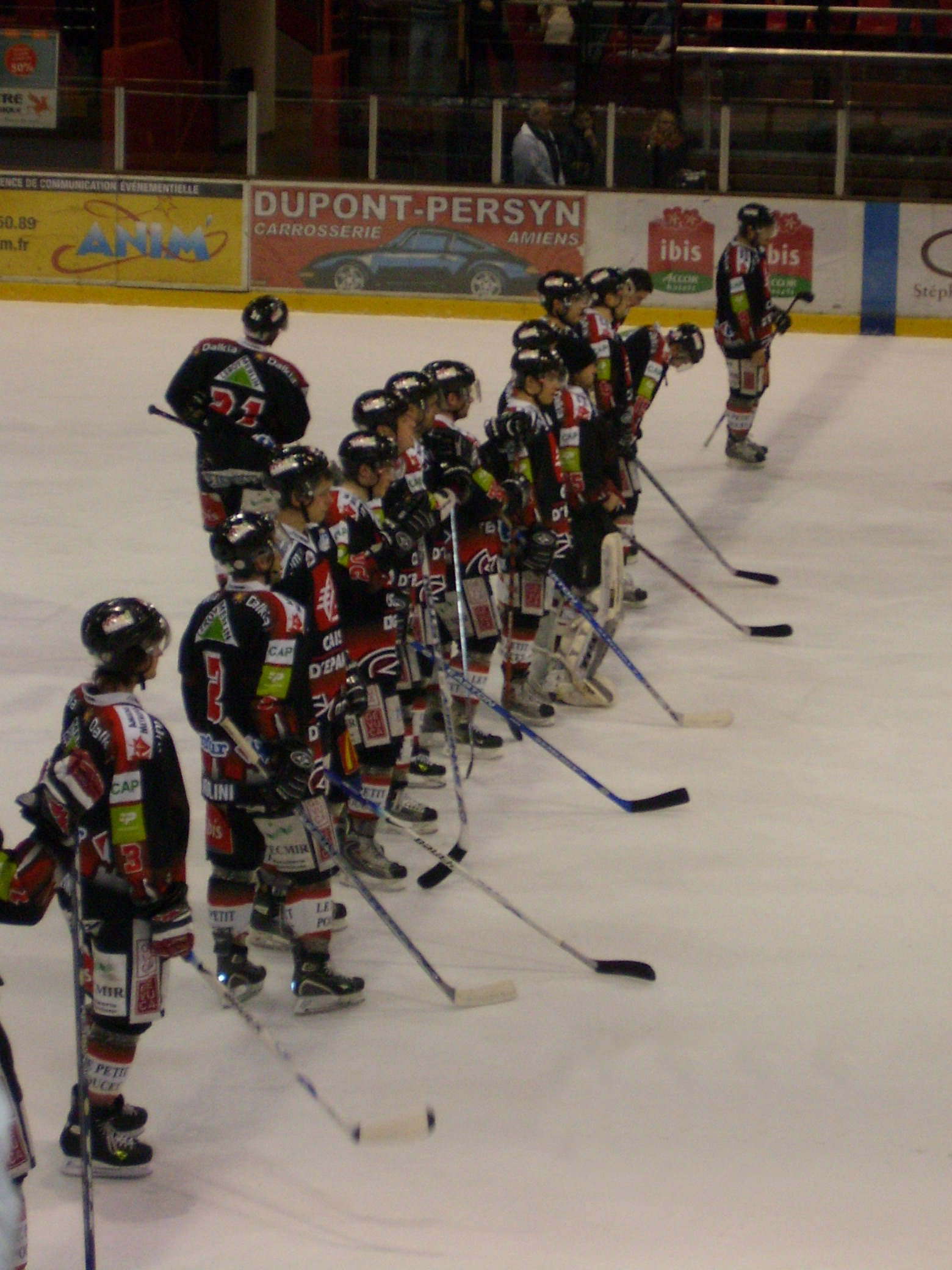
Les Gothiques d'Amiens.
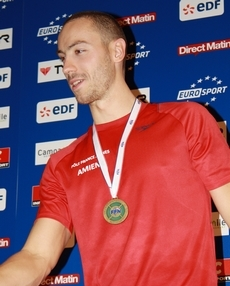
Jérémy Stravius, licencié au club d'Amiens Métropole Natation.

### Manifestations culturelles et festivités
Tout au long de l'année, Amiens est le siège de nombreuses manifestations culturelles, traditionnelles ou économiques. La ville accueille notamment 4 festivals internationaux : le Festival international du film d'Amiens, les Rendez-Vous de la Bande Dessinée d'Amiens, le Festival Art, villes et paysage - Hortillonnages et le Festival international des arts de la rue.

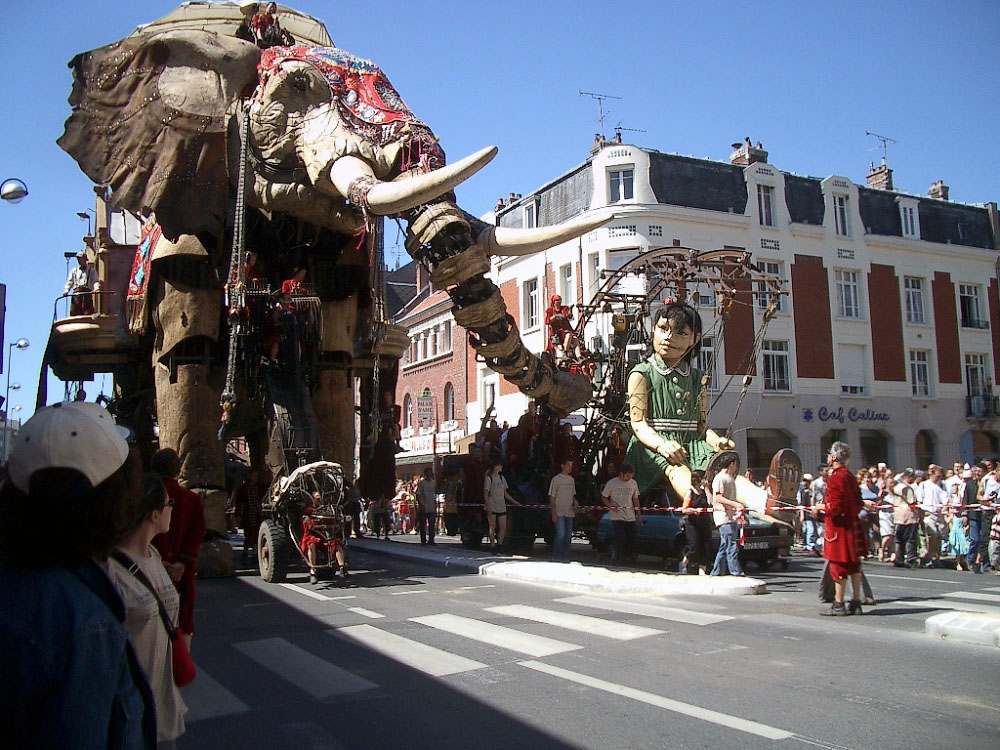
La compagnie Royal de luxe pendant la dans la ville en 2005.

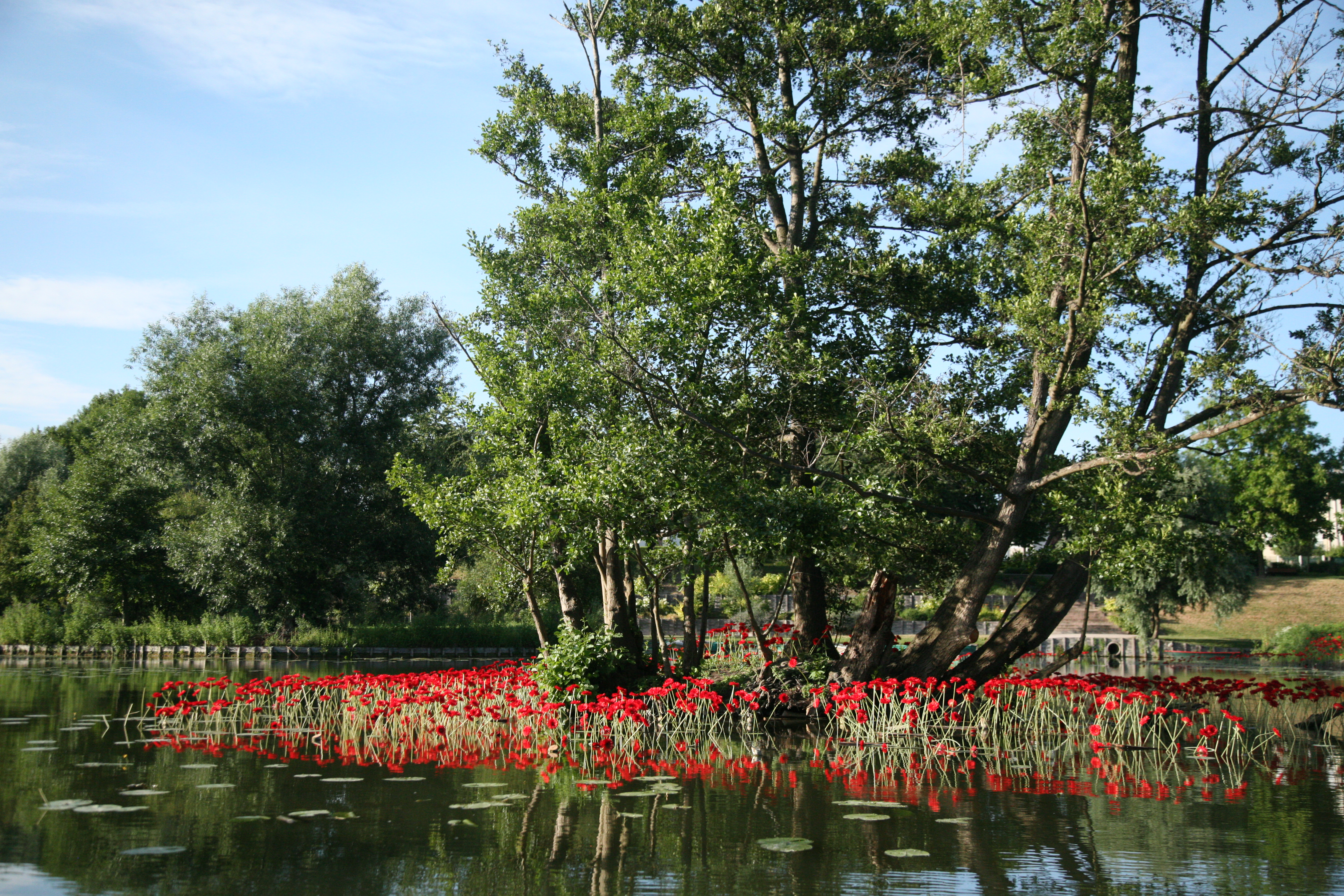
Le Festival Art, villes et paysage dans les Hortillonnages

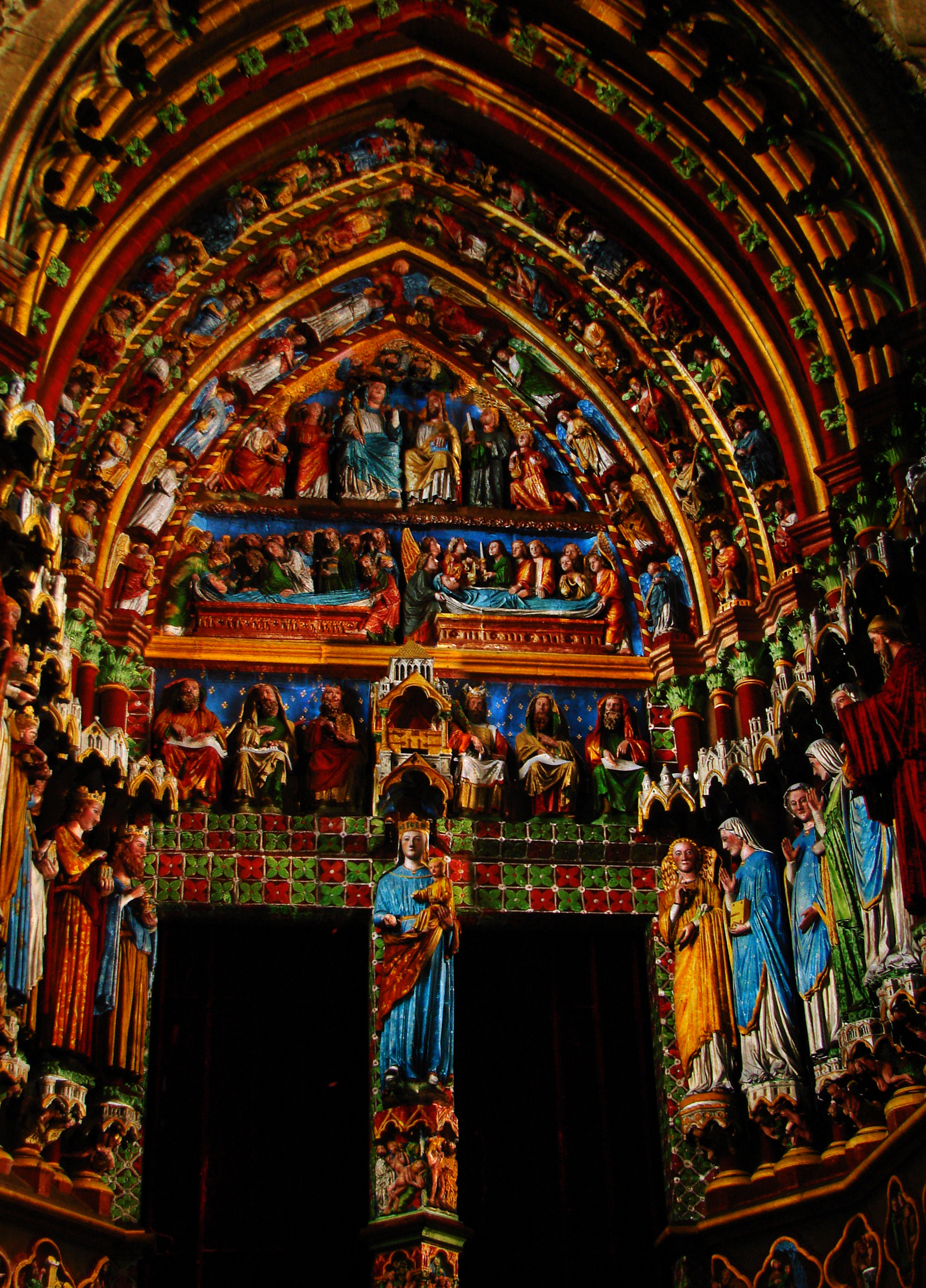
Détail du spectacle son et lumière Amiens, la cathédrale en couleurs.

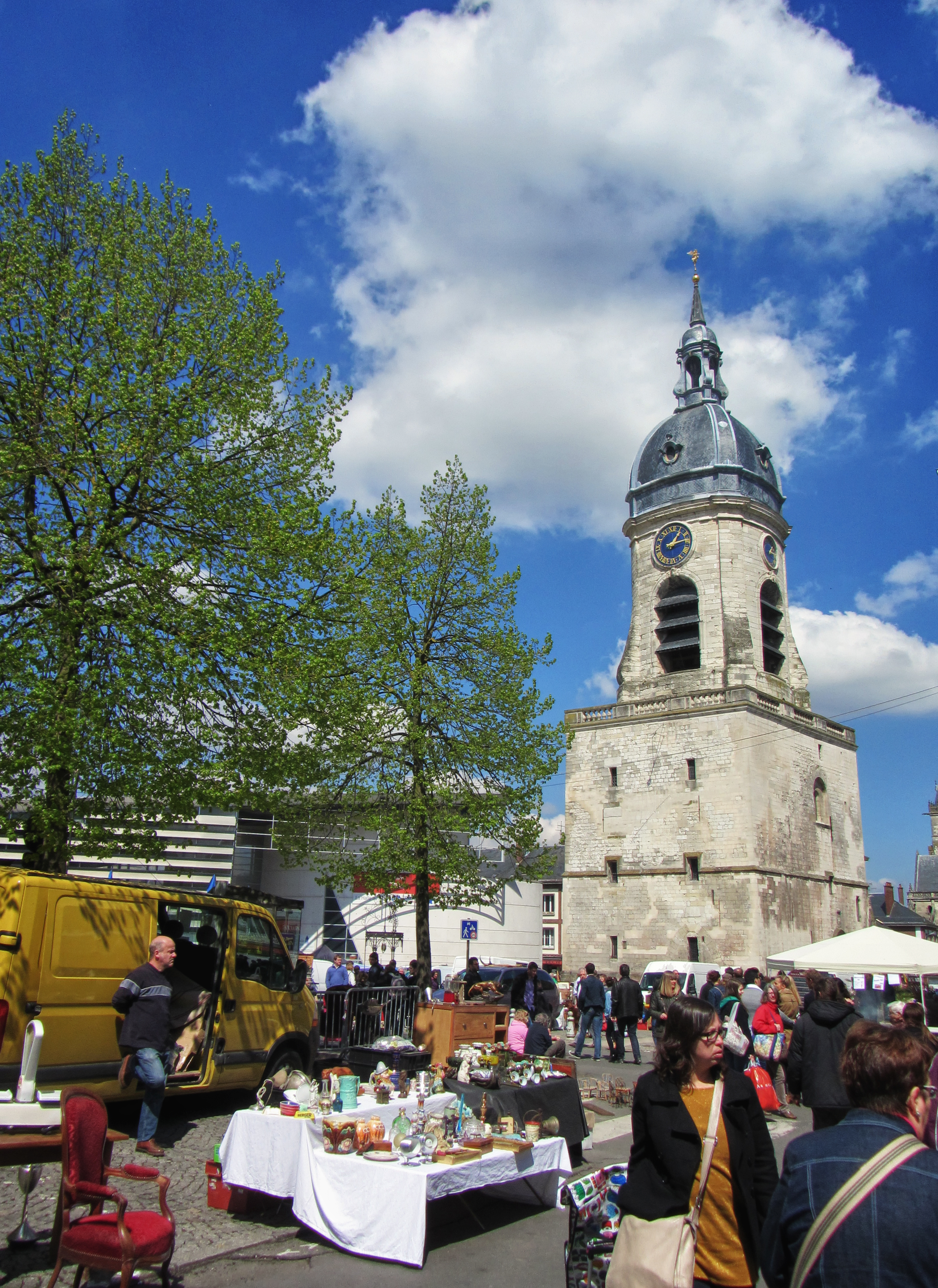
La Grande Réderie d'Amiens

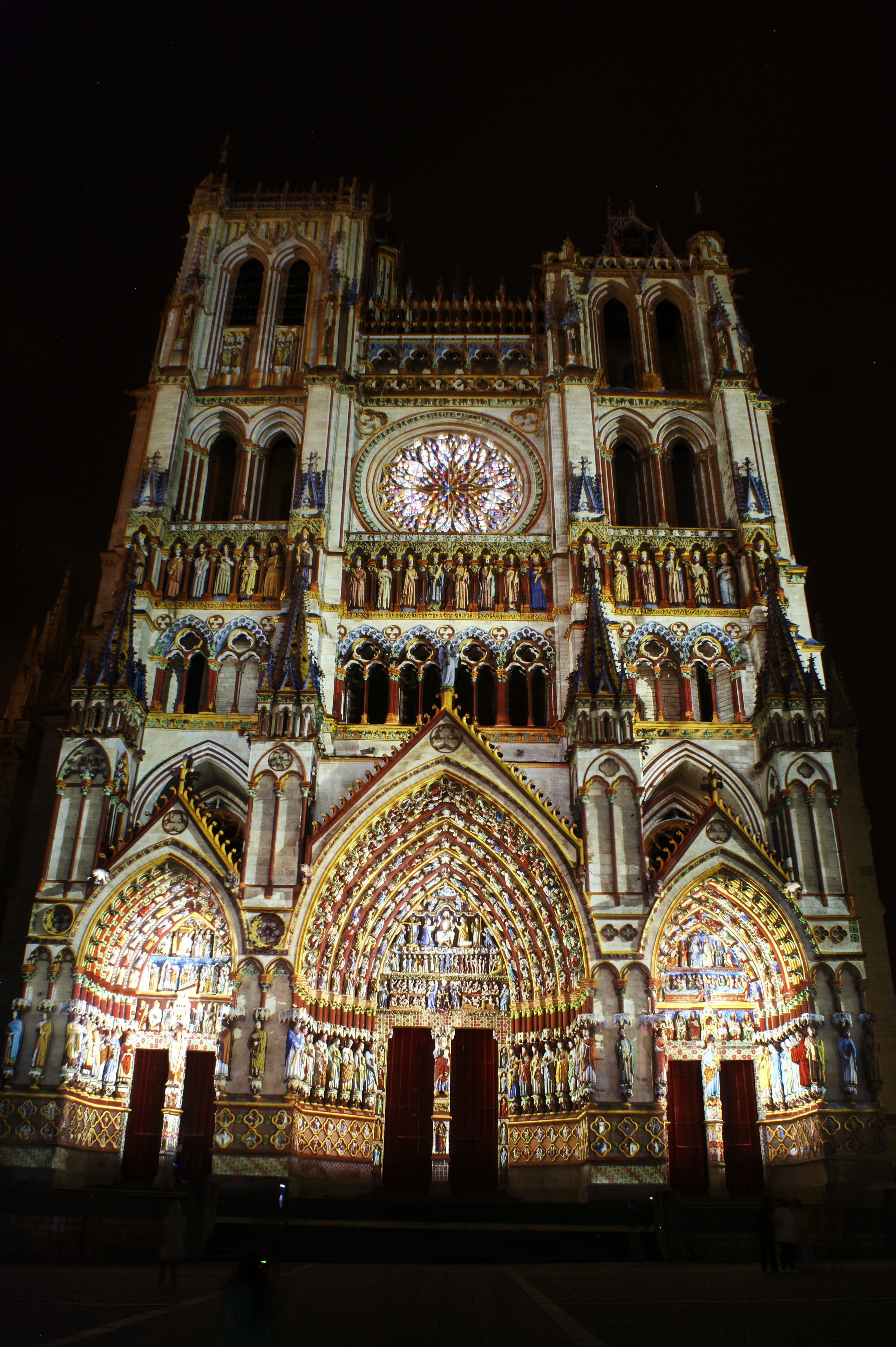
Amiens, la cathédrale en couleurs.

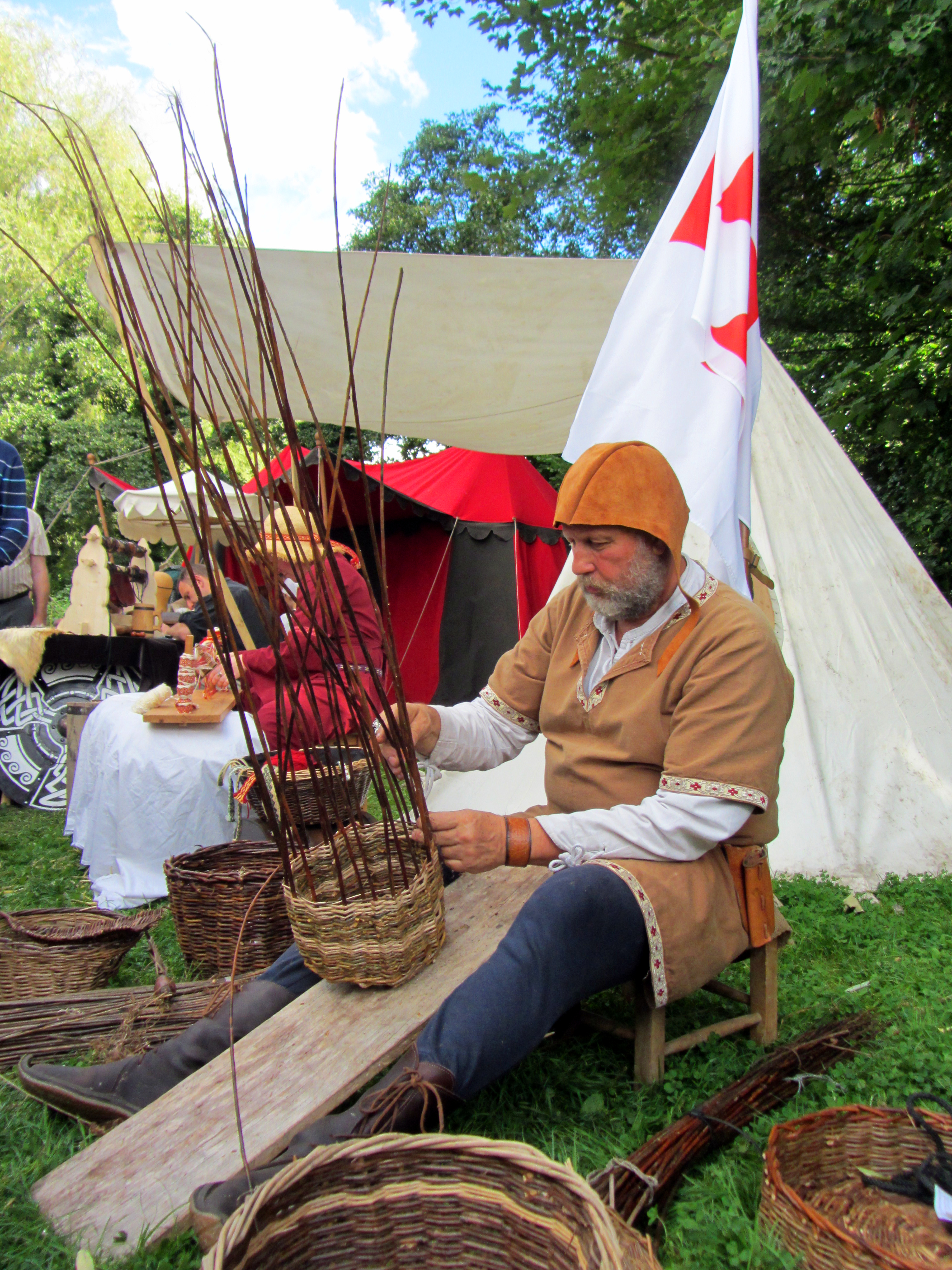
La Fête au bord de l'eau

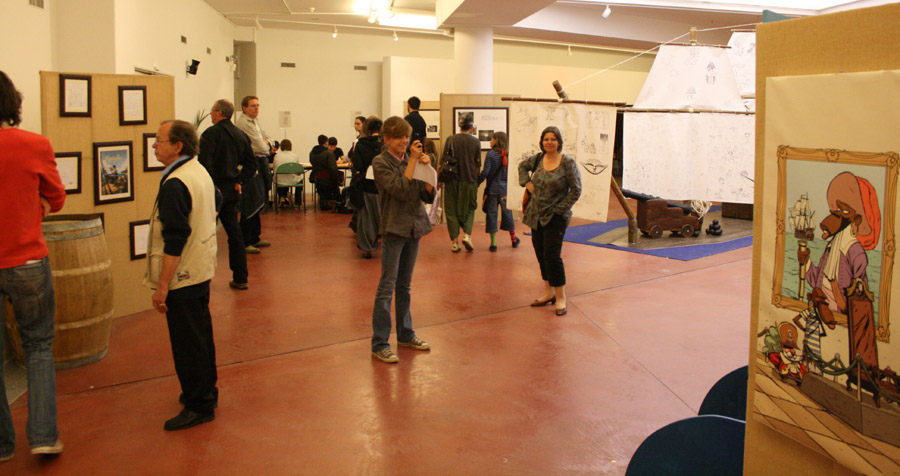
Les 13e Rendez-Vous de la Bande Dessinée en 2008.

Les Gilles de Binche en inauguration du Marché de Noël en 2013.

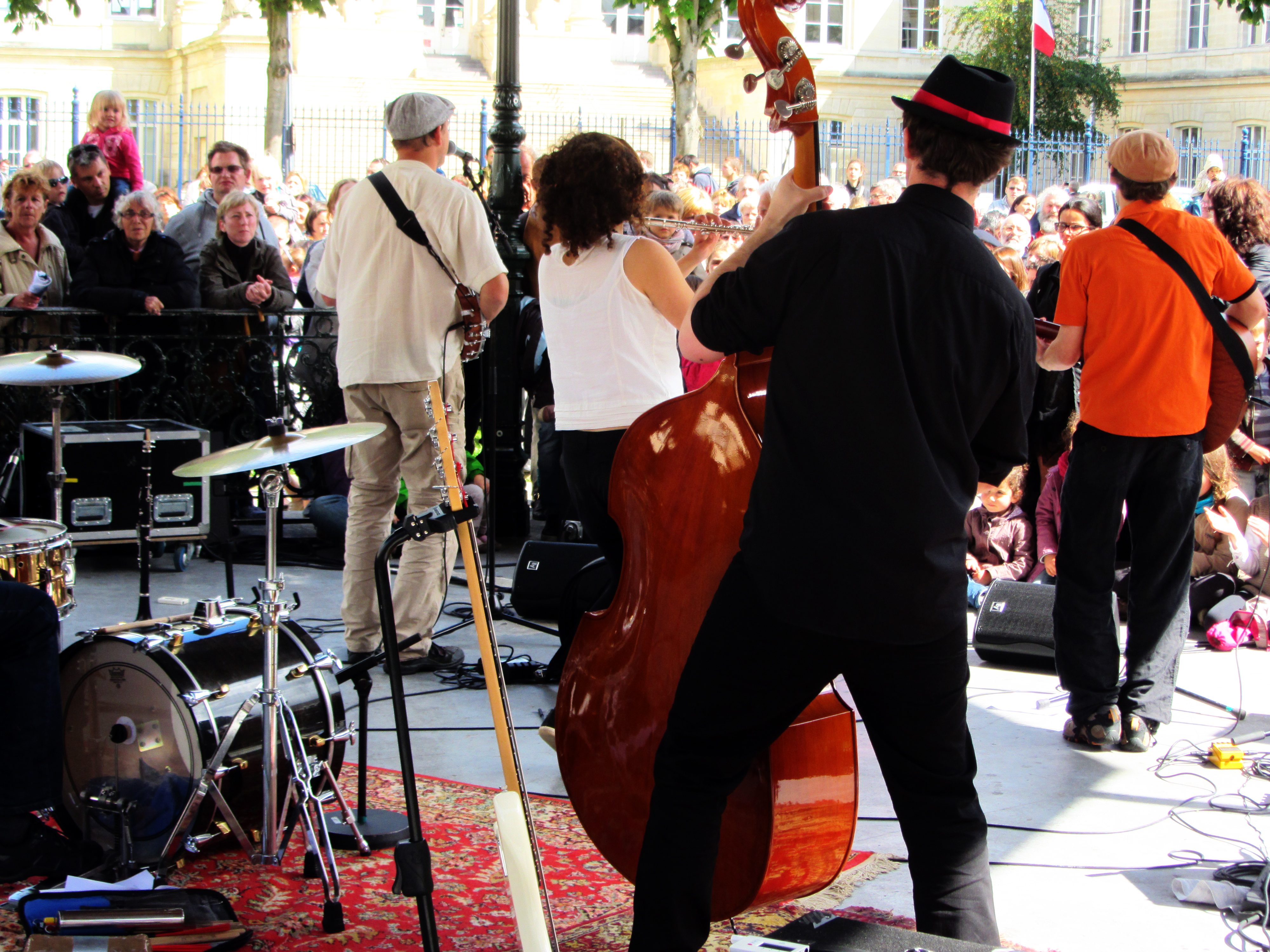
L'opération Un été en musique sous le kiosque Jules Bocquet.

### Médias

#### Presse écrite et magazines d'information
Les principaux journaux amiénois sont :
- Le Courrier picard, principal quotidien régional, fondé en 1944. Son siège social se situe au 5 boulevard du Port d'Aval (il tirait à 64 587 exemplaires en 2013)[174] ;
- Fakir, journal indépendant, fondé à Amiens en 1999 par François Ruffin[175].

Depuis le 7 février 1996, la communauté d'agglomération Amiens Métropole distribue gratuitement un hebdomadaire d'information locale : le JDA (Journal des Amiénois). Cette publication qui paraît chaque mercredi est distribuée dans tous les foyers du territoire métropolitain et mise à disposition dans les lieux publics (tire à environ 95 000 exemplaires) ainsi que sur le site internet de la ville dans sa version numérique. Au fil du temps, le journal a évolué, passant par différentes formules. Réalisée par la direction de la communication d'Amiens Métropole, la formule la plus récente date du 16 janvier 2015. En complément du JDA qui s'attache à l'information sur l'ensemble du territoire de l'agglomération, la ville a également publié des mensuels d'information spécifiques à la ville qui n'existent plus à ce jour[Quand ?] : Amiensville puis Amiens Forum (d'avril 2009 à juin 2014 pour ce dernier).
Les Amiénois ont, entre autres sources d'information sur leur territoire, la publication mensuelle du conseil départemental de la Somme, Vivre en Somme. Depuis 2006, le comité régional de tourisme de Picardie publie tous les six mois Esprit de Picardie, un magazine touristique sur le territoire picard.
De janvier 1982 à novembre 2015, le conseil régional de Picardie siégeant à Amiens a également édité un magazine mensuel, Agir en Picardie (174 numéros). Depuis octobre 2016, Hauts-de-France, le journal de notre Région, mensuel édité par le conseil régional des Hauts-de-France lui succède.
Plusieurs revues et magazines spécialisés sont également distribués gratuitement dans les lieux publics : L'Audacieux Magazine (magazine tendances et art de vivre), Bon Temps (revue culturelle trimestrielle), L'Écho des Amphis (mensuel d'information étudiant), Entreprises 80 (mensuel de la chambre de commerce et d'industrie d'Amiens-Picardie), Night Clubbing Magazine (magazine de la vie nocturne à Amiens), Picardie la Gazette (hebdomadaire économique), Stemp Magazine Amiens (magazine culturel), Style & Co Amiens (magazine déco, tendances et art de vivre).

#### Audiovisuel

##### Chaînes TV

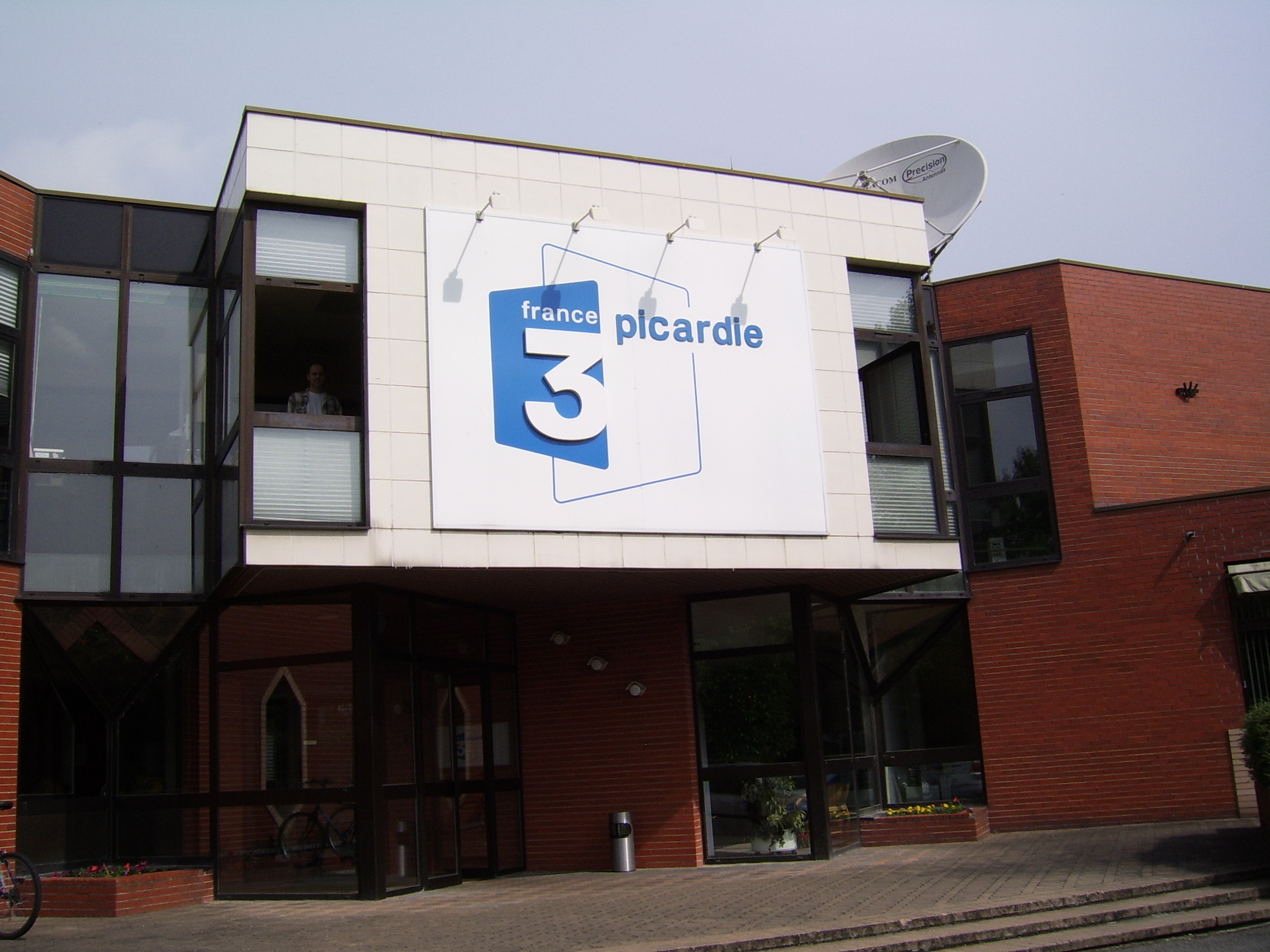
Siège de France 3 Picardie.

Depuis le 10 avril 1967, la chaîne France 3 émet un décrochage local qui propose les journaux télévisés de France 3 Picardie. Son siège se situe rue Roger-Martin-du Gard, au nord de la ville.
Depuis le 6 mars 2017, Wéo Picardie, chaîne de télévision généraliste locale, émet depuis le siège du Courrier picard à destination des habitants des départements de l'Aisne, de l'Oise et de la Somme.
La ville compte également une chaîne locale, Canal Nord, créée au milieu des années 1980 dans les quartiers nord, aujourd'hui étendue à toute la ville via le réseau SFR (anciennement Wibox).
Entre 2009 à 2011, Amiens possédait une Web TV locale, TV Amiens.

##### Radios locales
La plupart des radios nationales diffusent leurs programmes dans l'agglomération amiénoise.
On peut rajouter à celles-ci une présence de radios locales :
- France Bleu Picardie sur 100.2 FM, la principale radio locale publique de la Picardie. Elle retransmet notamment les matchs de l'Amiens SC.
- RCF Hauts de France en DAB+, la radio chrétienne généraliste régionale[180].
- Radio Campus Amiens sur 87.7 FM, la seule radio associative d'Amiens.
- Evasion Somme sur 97.7 FM, une radio commerciale. Elle a racheté en 2014 Radio Galaxie, la radio locale de Péronne.
- Les radios régionales lilloises Métropolys (90.0 FM) et Contact FM (94.2 FM) sont présentes sur Amiens.
- Europe 2 (93.6 FM), NRJ (99.0 FM) et Chérie FM (101.0 FM) proposent des décrochages locaux pour leurs auditeurs amiénois.

##### Les radios de laDAB+
Le 6 décembre 2022 l'ARCOM a autorisé l'exploitation du réseau DAB+ sur Amiens sur 2 multiplex, « Amiens Étendu » et « Multiplex local »
Deux autres multiplex (8B et 8C) sous le nom (multiplex métropolitains 1 & 2) sont mis en service début février 2024.

#### Télécommunications
La ville d'Amiens est couverte :
- En ADSL, avec cinq centraux téléphoniques, dont la majorité sont dégroupés par SFR, Free, Bouygues Telecom et Completel[182].
- En câble par Wibox/Cityplay depuis 2002[183]. Le 31 août 2016, Wibox cède le réseau d'Amiens au Groupe SFR-Numericable[184] ;
- En fibre optique par Wibox/Cityplay depuis 2007[185] et par Orange depuis 2013[186] ;
- En 4G, avec 93 antennes 4G installées (en 2020) par Orange (27), Bouygues Telecom (25), SFR (24), et Free (17)[187].
- En 5G, il y a 71 antennes 5G actives sur 32 sites, déployé par les mêmes quatre opérateurs, au 4e trimestre 2022[188].

### Cultes
Les Amiénois disposent de lieux de culte chrétien, musulman, israélite et bouddhique.

#### Catholicisme

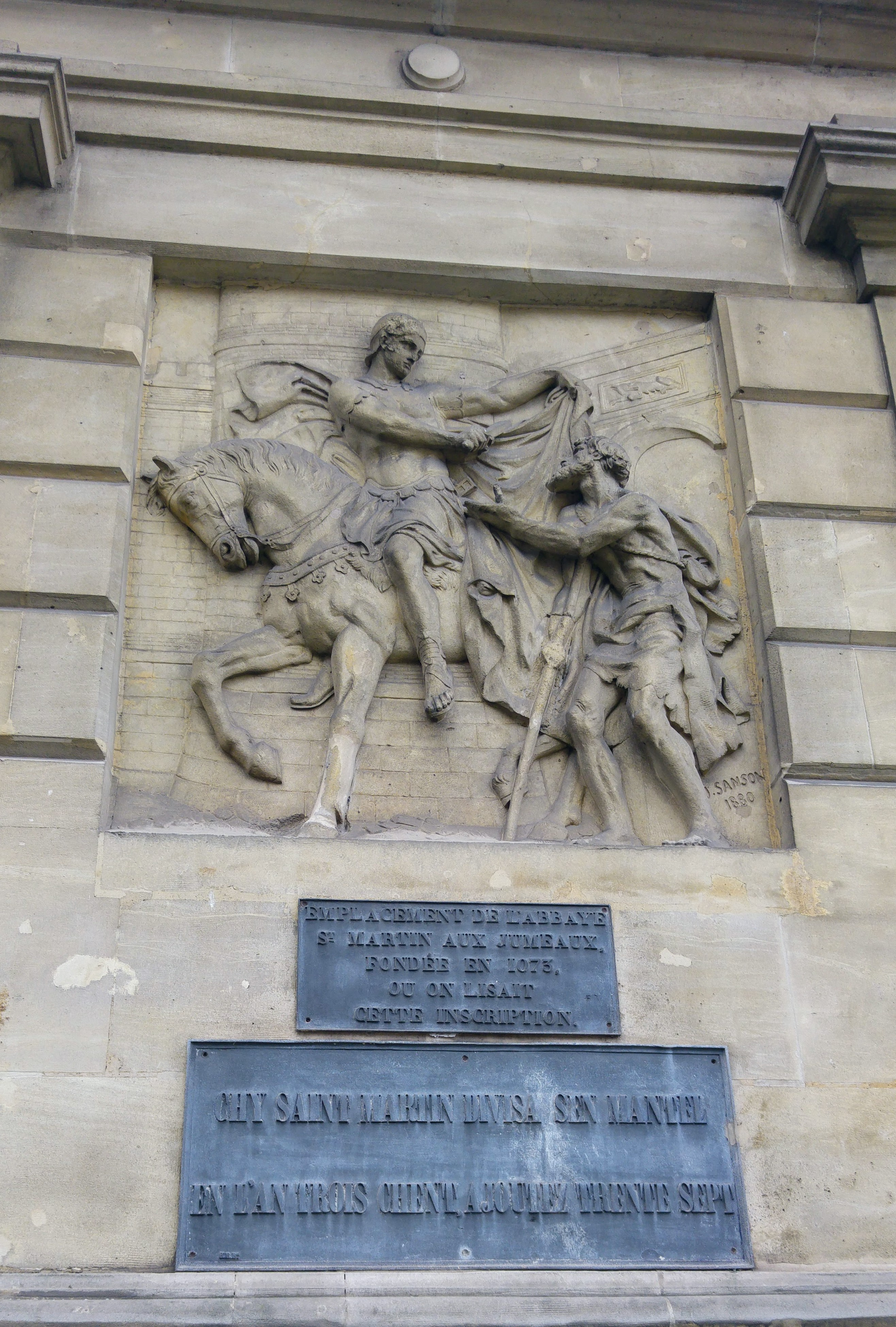
Représentation de saint Martin partageant son manteau avec un mendiant à Amiens. Détail du palais de justice d'Amiens.

La grande majorité des lieux de culte d'Amiens sont liés au culte catholique comme l'atteste la présence de la cathédrale Notre-Dame d'Amiens qui domine la ville depuis le XIIIe siècle. Bien avant la cathédrale gothique, existait à cet endroit une autre cathédrale construite au IVe siècle. Selon la tradition, la dépouille de saint Firmin, premier évêque et saint patron de la ville, y avait été transportée vers l'an 303. Les épisodes de la vie de saint Martin qui se déroulent à Amiens, où il aurait accompli son célèbre geste de charité en 334 et se serait fait baptiser en 354, attestent également la présence d'une communauté chrétienne dans la cité, dans la première moitié du IVe siècle. Entre 1096 et 1099, Pierre l'Ermite (appelé aussi Pierre d'Amiens) est le principal prédicateur de la première croisade qui permet aux chrétiens venus d'Occident de s'emparer de Jérusalem et d'y fonder de nombreuses communautés.
Étape du pèlerinage de Saint-Jacques-de-Compostelle depuis le Moyen Âge, la cathédrale est inscrite sur la liste du patrimoine mondial de l'UNESCO sous le titre officiel de « Chemins de Saint-Jacques-de-Compostelle en France ». Notre-Dame d'Amiens est également une étape du pèlerinage du mont Saint-Michel menant à l'abbaye du Mont-Saint-Michel.
L'évêché, siège du diocèse d'Amiens, se trouve rue Saint-Fuscien ; la commune est structurée en sept paroisses, chacune centrée sur une ou plusieurs églises. Amiens accueille en outre plusieurs communautés religieuses comme l'ordre du Carmel ou les Petites sœurs des pauvres.

##### Édifices religieux catholiques
- Cathédrale Notre-Dame, place Notre-Dame ;
- Église Saint-Acheul, chaussée Jules-Ferry ;
- Église Saint-Firmin-le-Martyr, 137, rue du Faubourg-du-Hem ;
- Église Saint-Germain-l'Écossais, rue Saint-Germain ;
- Église Sacré-Cœur, rue de Mareuil ;
- Église Saint-Honoré dite « église de Beauvais »[190], esplanade Édouard-Branly ;
- Église Saint-Jacques, rue Saint-Jacques ;
- Église Saint-Jean-Baptiste d'Amiens, rue Lescouvé, dans le quartier du petit Saint-Jean ;
- Église Saint-Léger, place André-Battel de Longpré-lès-Amiens ;
- Église Saint-Leu, rue Saint-Leu ;
- Église Saint-Martin, rue Morgan ;
- Église Saint-Maurice, rue Turgot ;
- Église Saint-Paul, rue de l'Île-de-France ;
- Église Saint-Pierre, chaussée Saint-Pierre ;
- Église Saint-Pierre, rue Jean-de-La-Fontaine, dans le quartier de Montières ;
- Église Saint-Rémi, rue des Cordeliers ;
- Église Saint-Roch, rue de l'Abbaye ;
- Église Sainte-Anne, rue Vulfran-Warmé ;
- Église Sainte-Jeanne-d'Arc, route de Rouen ;
- Église Sainte-Marie-Madeleine, rue Malesherbes, dans le quartier de Renancourt ;
- Église Sainte-Thérèse, rue Albert-Camus ;
- Église du Cœur Immaculé-de-Marie, rue de Cagny.

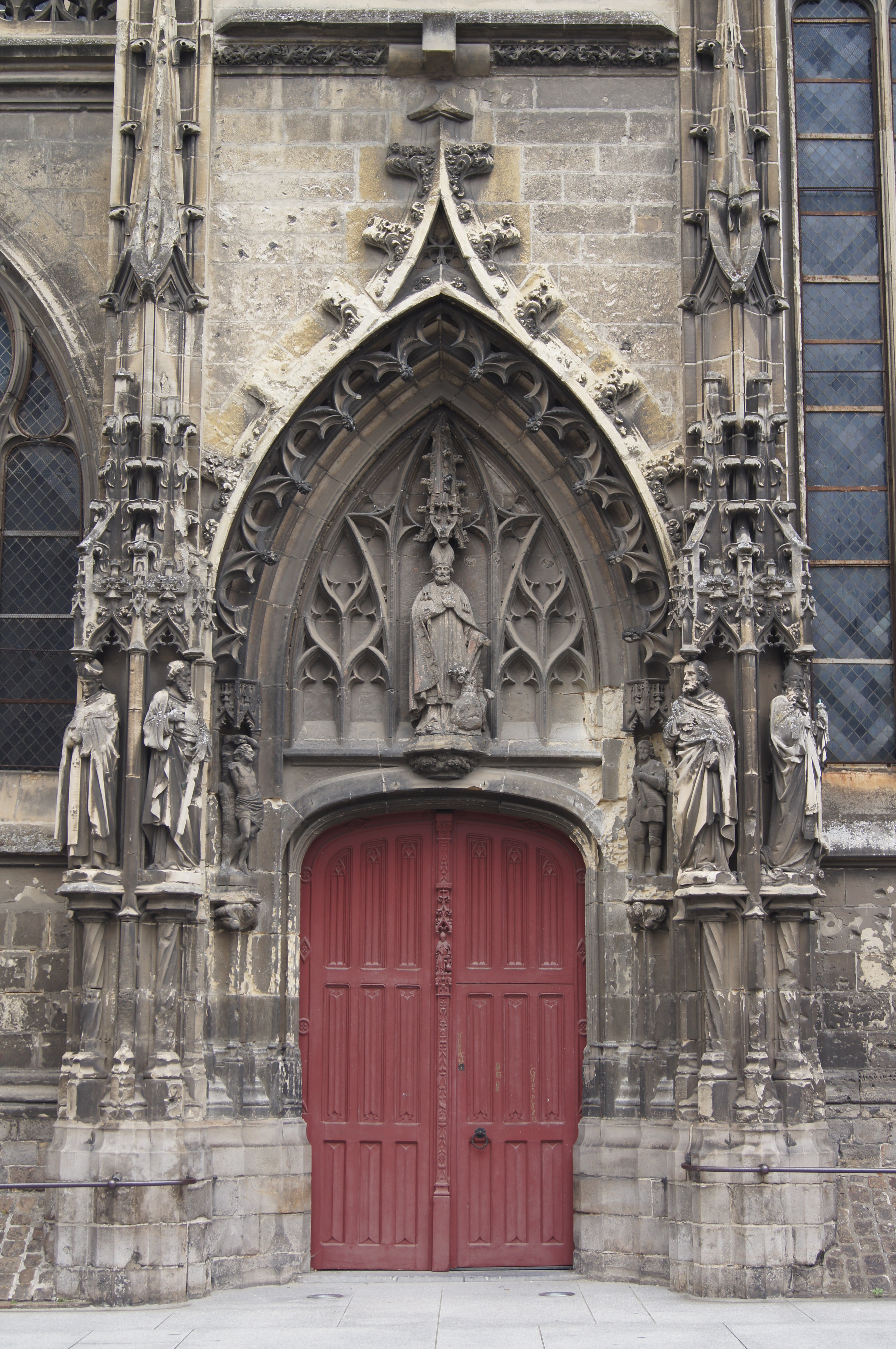
Portail de l'église Saint-Germain-l'Écossais.
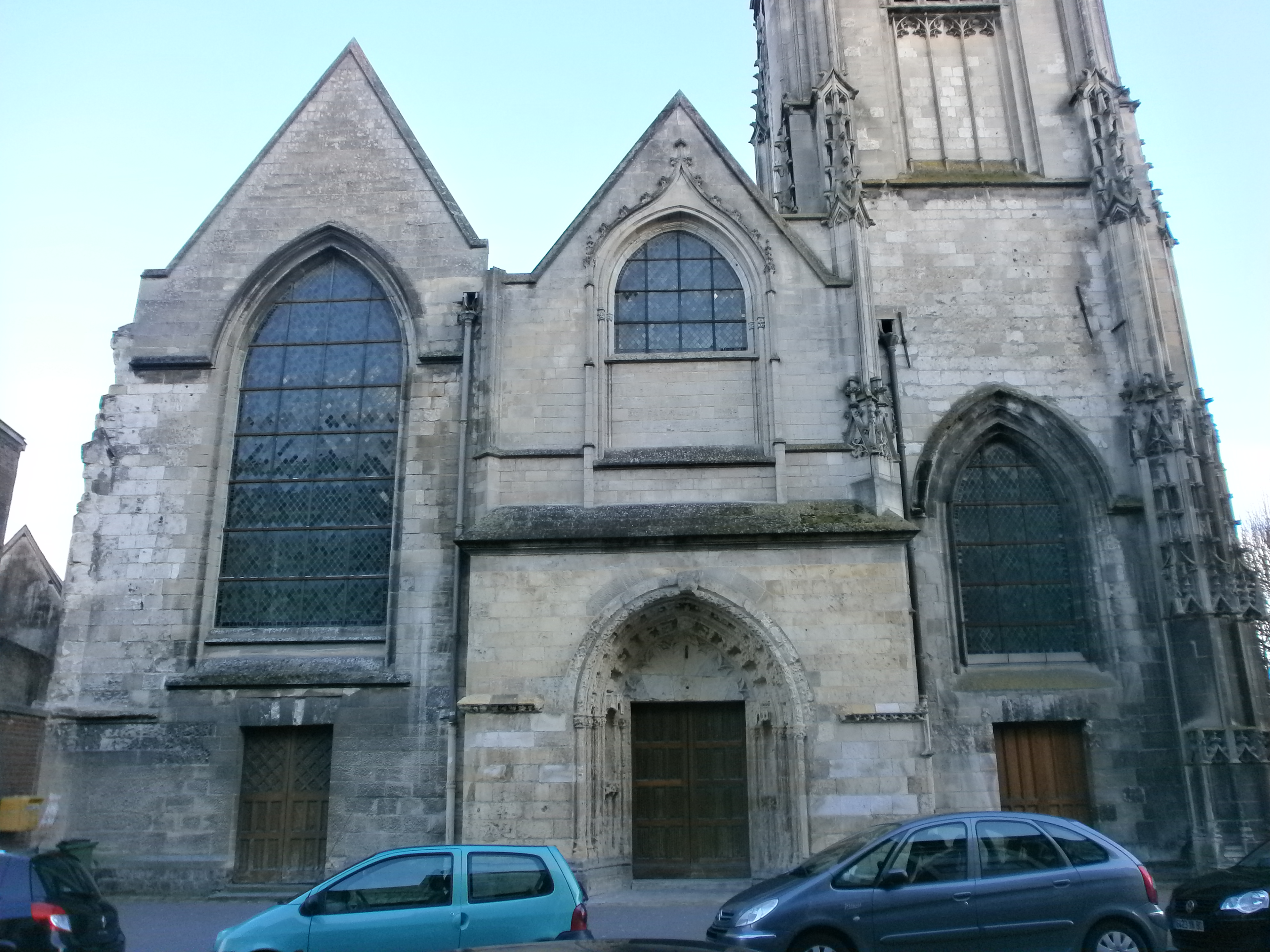
Façade de l'église Saint-Leu.
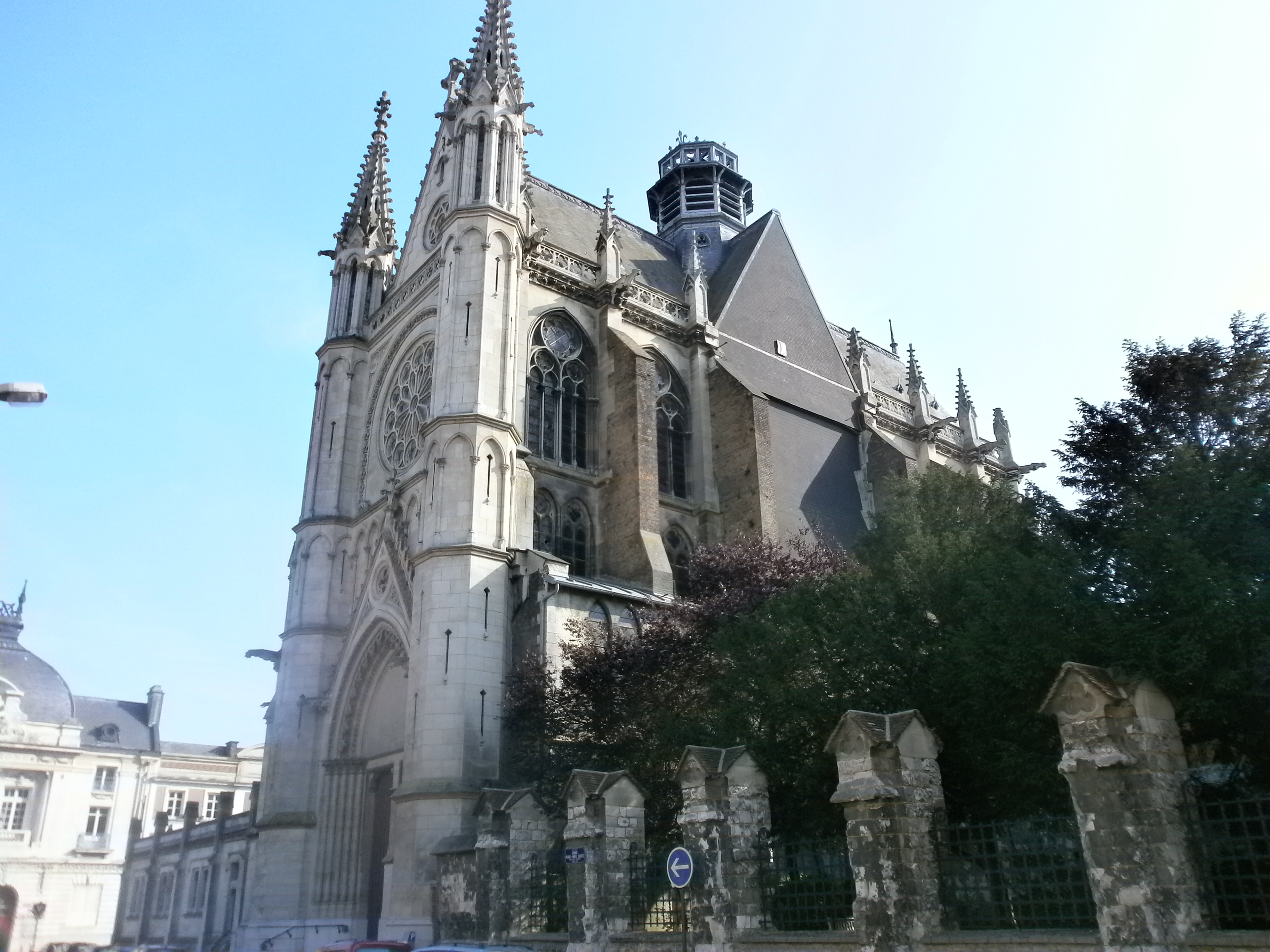
Église Saint-Rémi.
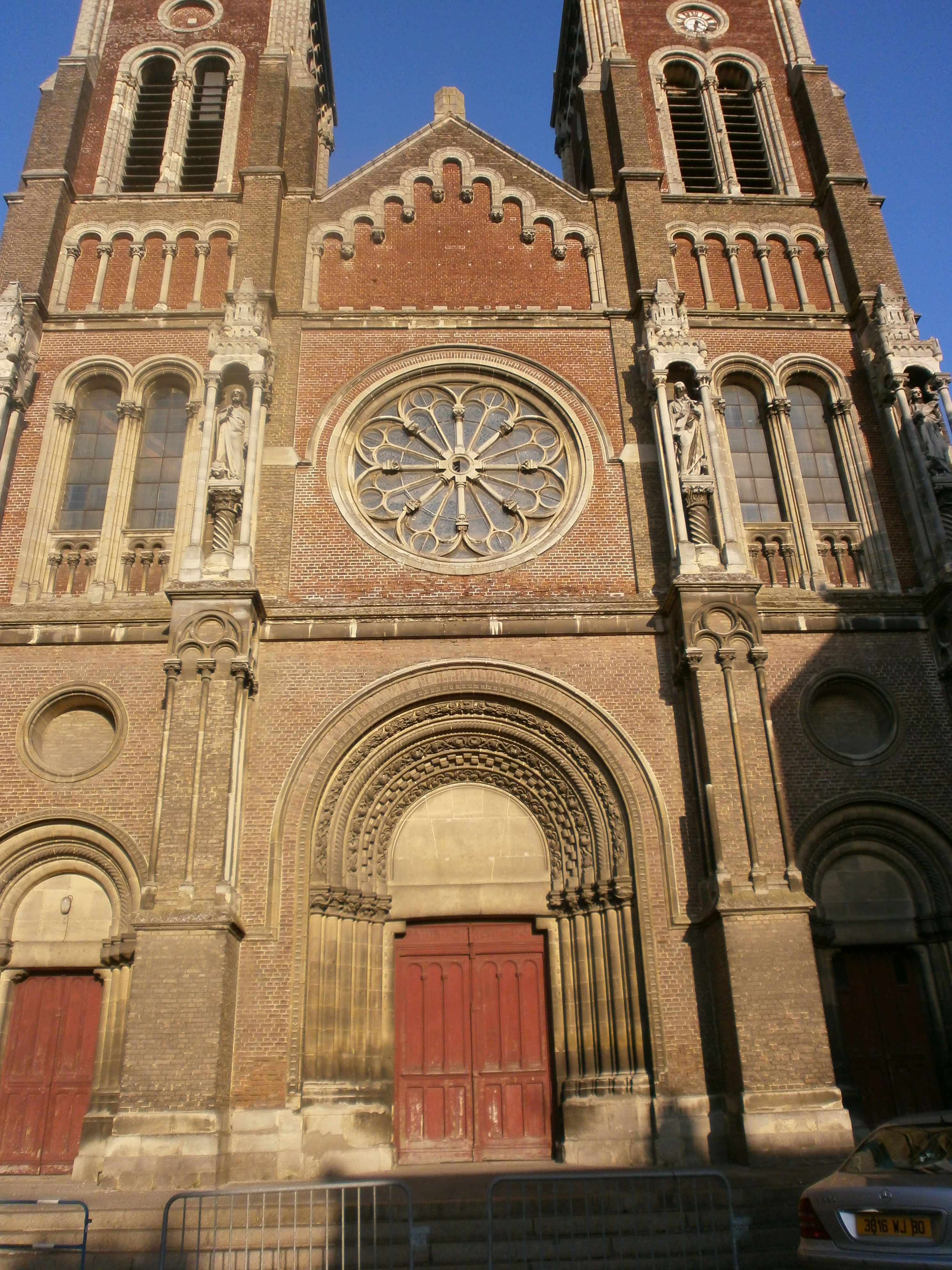
Église Sainte-Anne.
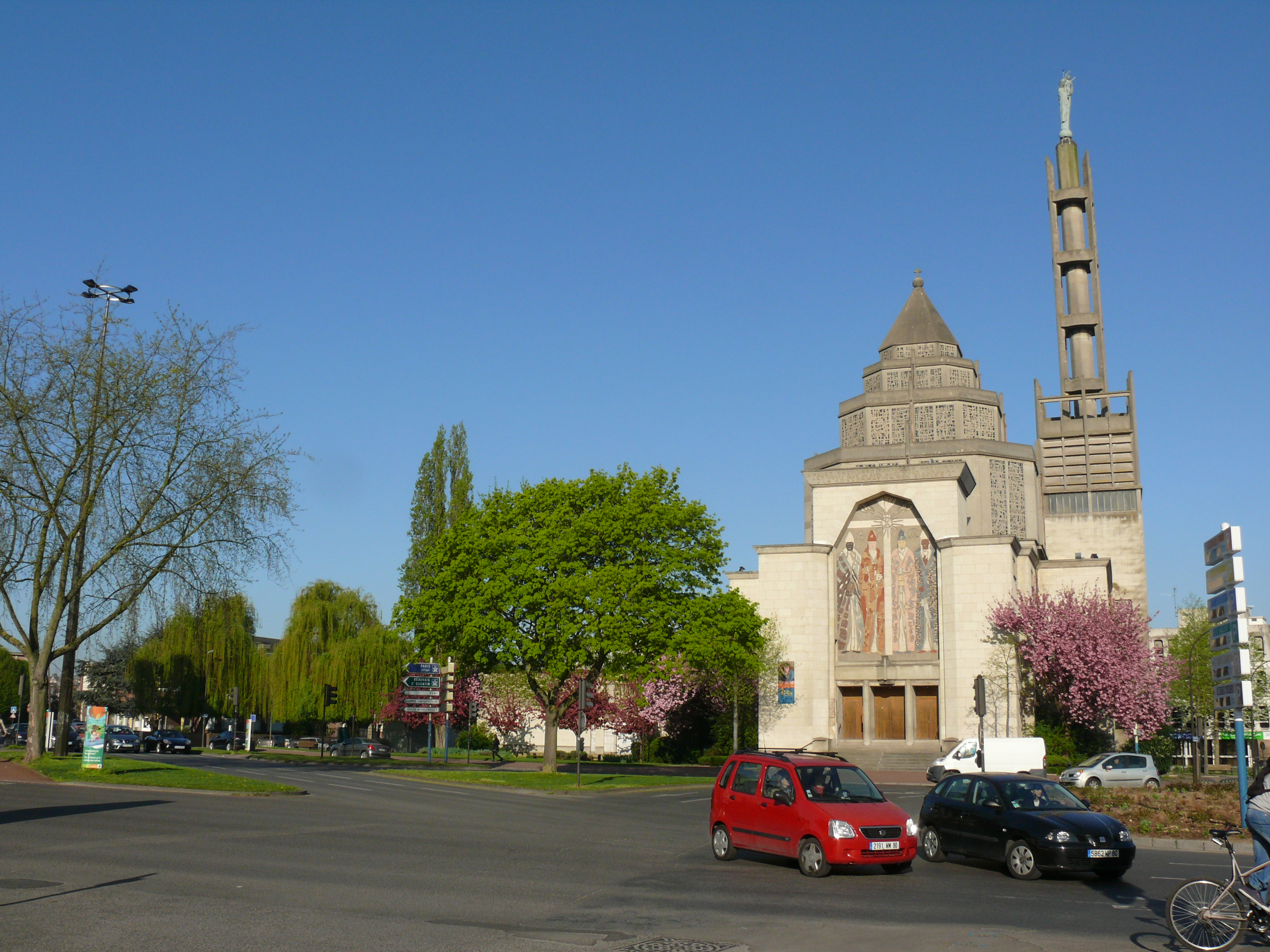
Église Saint-Honoré.

##### Chapelles
- Chapelle du Bon Pasteur (1er du nom), rue Daire, elle appartenait au Conseil général de la Somme. Louée à la Fraternité sacerdotale Saint-Pie-X de 1983 à 2007, elle fut vendue avec l'ensemble immobilier dont elle dépendait à la région en mai 2007.
- Chapelle Saint-Vincent-de-Paul, rue Jules Barni, ancien grand séminaire. les offices sont menés par la Fraternité sacerdotale Saint-Pie-X selon la forme tridentine du rite romain (ou forme extraordinaire du rite romain).
- Chapelle centre spirituel Saint-François-de-Sales, rue Saint-Fuscien.
- Chapelle de l'aumônerie Saint-Victor, boulevard de Beauville
- Chapelle des Catéchismes, place Saint-Michel.
- Chapelle des Macchabées, place Saint-Michel.
- Chapelle Sainte-Philomène, rue des Augustins.
- Chapelle de l'école du Sacré-Cœur, rue de l'Oratoire
- Chapelle des familles, hôpital Nord, rue Terral.
- Chapelle ancien orphelinat du Petit Saint-Jean, rue des deux ponts.
- Chapelle du lycée Saint-Rémi, rue des Crignons.
- Chapelle maison Notre-Dame, rue Lamartine.
- Chapelle des Petites Sœurs des Pauvres, rue Just Hauy.
- Chapelle des Ursulines, rue Emile Zola
- Chapelle de la Sainte-Famille, rue Charles De Foucauld.
- Chapelle du couvent des Visitandines, avec oratoire, rue Saint-Fuscien.
- Chapelle Notre-Dame de Grâce (ferme) rue Saveuse.
- Église du Carmel, rue Saint-Fuscien.
- Couvent des Bénédictines, rue de la République
- Abbaye Saint-Jean-des-Prémontrés d'Amiens
- Couvent des Cordeliers d'Amiens, rue Lardière
- Couvent des sœurs grises d'Amiens, rue Henriette Dumuin.
- Couvent du Saint-Esprit d'Amiens.
- Couvent des Ursulines d'Amiens.
- Couvent des Clarisses d'Amiens.

#### Orthodoxie
- La communauté orthodoxe dispose d'un lieu de culte, l'église Saint-Acheul, chaussée Jules-Ferry.

#### Protestantisme

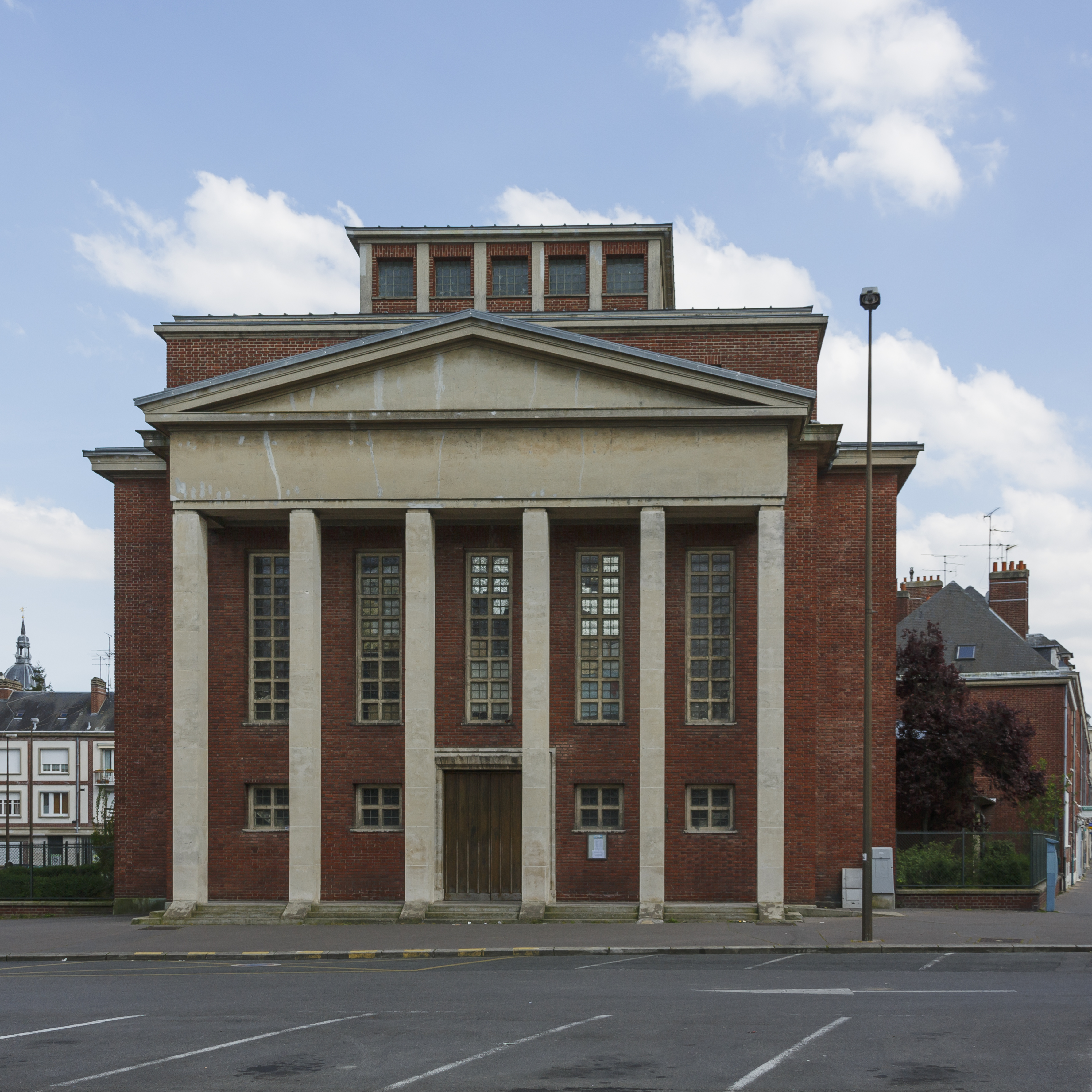
Temple protestant d'Amiens.

Le temple protestant d'Amiens, inauguré en 1845 et reconstruit après-guerre, est géré par une communauté réformée membre de l'Église protestante unie de France. Le temple est situé 24 rue Jean Catelas.

#### Evangélisme
- le temple de l'Église évangélique, rue Lardière ;
- le temple de l'Église évangélique baptiste, rue Roland Douay ;
- le temple de l'Église adventiste du septième jour, rue Calvin ;
- l'Église de Jésus-Christ des saints des derniers jours (les Mormons), située rue Robert Schuman ;
- Salle du royaume des Témoins de Jéhovah, rue Émile Lesot.

#### Judaïsme

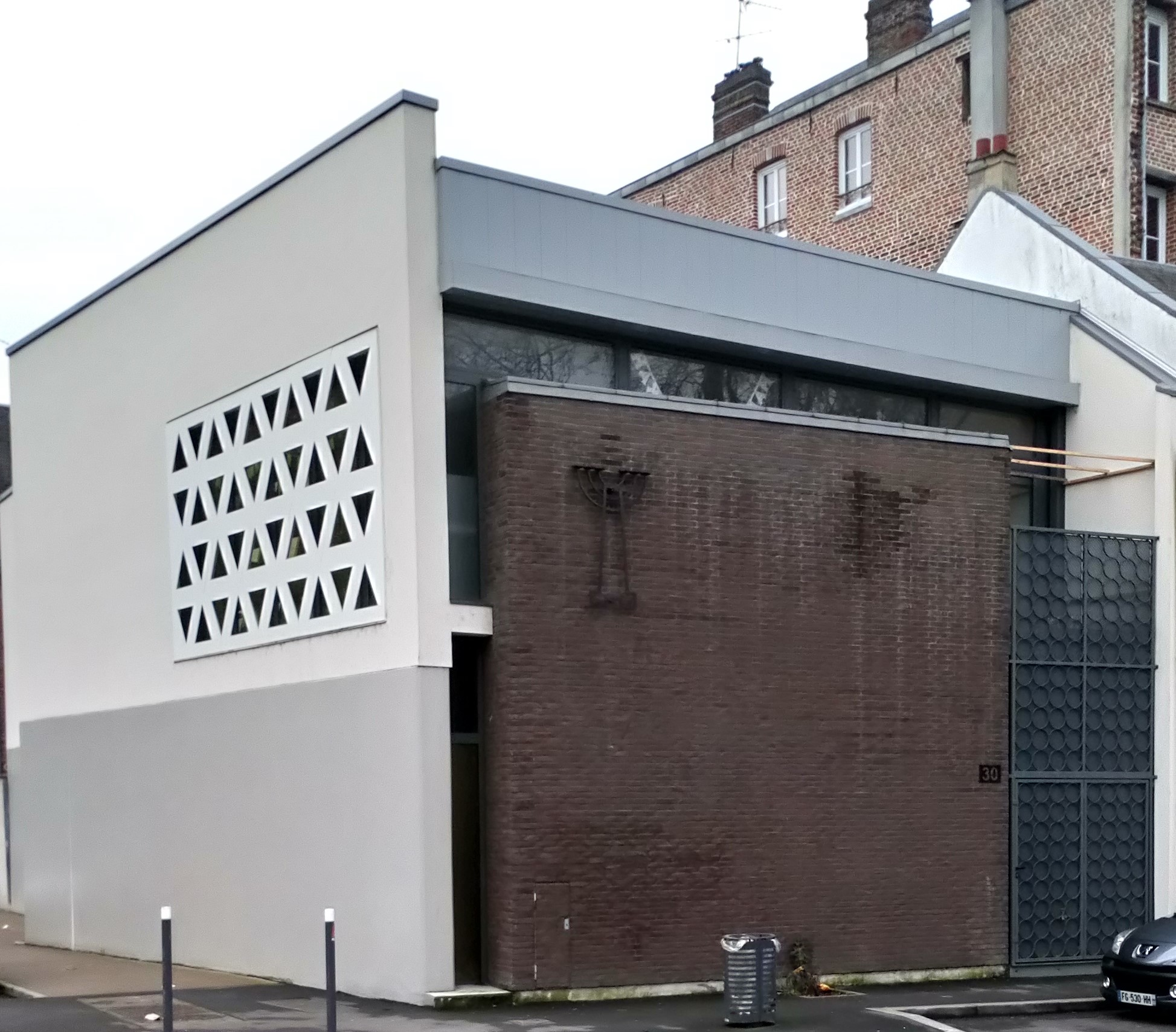
Synagogue d'Amiens.

La synagogue d'Amiens est administrée par le consistoire central israélite de France. La communauté israélite dispose de cette synagogue située rue du Port d'Amont, près du Pont-Beauvillé.

#### Islam
La communauté musulmane dispose de sept mosquées. Certaines de ces mosquées sont en phase de déménagement :
- la mosquée Al Badr d'Amiens, dans le quartier nord (Le Pigeonnier) ;
- la mosquée Al Fath d'Amiens, dans le quartier Saint-Pierre ;
- la mosquée Al Mohsinine d'Amiens, allée de l'Île-de-France à Étouvie ;
- la mosquée An Nour d'Amiens, boulevard du Port.

#### Bouddhisme
- Le culte bouddhiste est présent via le centre Zen Sōtō, rue Vulfran Warmé. Il est affilié à l'association Zen Internationale, fondée par Taisen Deshimaru.

## Économie
À la fois pôle industriel et pôle de services, Amiens bénéficie d'un vivier de main d'œuvre important, d'un bassin d'emplois de plus de 350 000 habitants et de nombreuses formations professionnelles.
Preuve de son dynamisme, le magazine l'Entreprise a élu Amiens « Ville la plus attractive de France » pour les entreprises (catégorie moins de 200 000 habitants) en 2009 et 2007. Elle a terminé seconde en 2010, 2008 et 2006.
Les atouts de la ville sont notamment un immobilier d'entreprise développé et une fiscalité dans la moyenne des villes françaises. En outre, sa position géographique la place au centre du triangle « Paris - Londres - Bruxelles », c'est-à-dire au cœur de l'Europe la plus riche et peuplée avec 80 millions d'habitants dans un rayon de 300 km autour de la ville.
Le magazine Challenges a par ailleurs désigné Amiens « Ville la mieux gérée de France » (catégorie grandes villes de plus de 100 000 habitants) en 2011, 2010 et 2008.

### Revenus de la population et fiscalité

#### Budget et fiscalité 2020
En 2020, le budget de la commune était constitué ainsi :
- total des produits de fonctionnement : 152 417 000 €, soit 1 115 € par habitant ;
- total des charges de fonctionnement : 139 949 000 €, soit 1 023 € par habitant ;
- total des ressources d'investissement : 62 798 000 €, soit 459 € par habitant ;
- total des emplois d'investissement : 62 987 000 €, soit 461 € par habitant ;
- endettement : 77 537 000 €, soit 567 € par habitant.

Avec les taux de fiscalité suivants :
- taxe d'habitation : 17,97 % ;
- taxe foncière sur les propriétés bâties : 27,76 % ;
- taxe foncière sur les propriétés non bâties : 15,52 % ;
- taxe additionnelle à la taxe foncière sur les propriétés non bâties : 0,00 % ;
- cotisation foncière des entreprises : 0,00 %.

Chiffres clés Revenus et pauvreté des ménages en 2019 : médiane en 2019 du revenu disponible, par unité de consommation : 18 820 €.

#### Pour mémoire
En 2010, le revenu fiscal médian par ménage était de 22 539 €, ce qui plaçait Amiens au 27 177e rang parmi les 31 525 communes de plus de 39 ménages en métropole.
En 2009, la proportion de foyers fiscaux imposables était de 48,1 %.

### Emploi
En 2009, la population âgée de 15 à 64 ans s'élevait à 93 256 personnes, parmi lesquelles on comptait 66,5 % d'actifs dont 54,9 % ayant un emploi et 11,6 % de chômeurs.
On comptait 81 405 emplois dans la zone d'emploi, contre 72 058 en 1999. Le nombre d'actifs ayant un emploi résidant dans la zone d'emploi étant de 51 539, l'indicateur de concentration d'emploi est de 158,0 %, ce qui signifie que la zone d'emploi offre trois emplois pour deux habitants actifs.
Répartition de l'emploi[Quand ?]
|                                             | Tertiaire | Industrie | Construction | Agriculture |
| ------------------------------------------- | --------- | --------- | ------------ | ----------- |
| Amiens                                      | 79,3 %    | 17,4 %    | 3,0 %        | 0,2 %       |
| Moyenne nationale                           | 71,5 %    | 18,3 %    | 6,1 %        | 4,1 %       |
| Source des données : Insee[réf. nécessaire] |           |           |              |             |

L'agriculture est très peu représentée parmi les emplois amiénois avec 0,2 %, tout comme le secteur de la construction qui représente 3,0 % des emplois. Contrairement à ces deux secteurs dont la part est inférieure à la moyenne nationale, le secteur tertiaire représente une part significative de la population active amiénoise, 19,8 %, et est plus importante qu'au niveau national. L'industrie regroupe 17,4 % des emplois.
La firme Goodyear Tire & Rubber a annoncé plus de 400 suppressions d'emplois en mai 2008 à l'usine d'Amiens, qui compte[Quand ?] 1 450 salariés ; en mars 2009, la direction a annoncé un nouveau licenciement collectif portant sur mille emplois.

### Entreprises et commerces

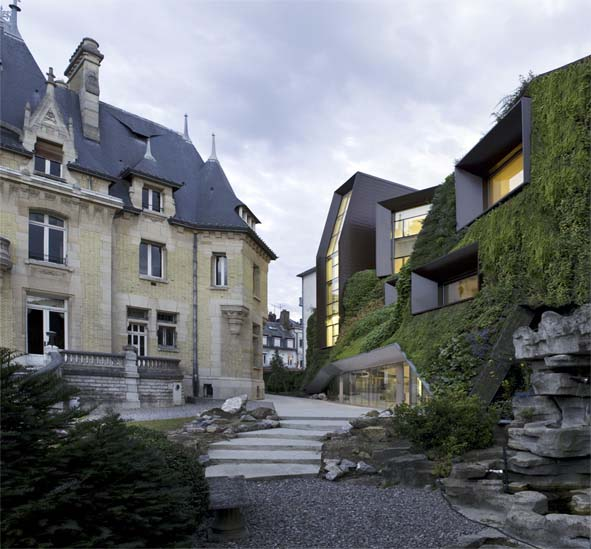
Chambre de commerce et d'industrie d'Amiens, Chartier-Corbasson architectes, Amiens en 2012

Au 31 décembre 2010, Amiens comptait 9 166 établissements : 69 dans l'agriculture-sylviculture-pêche, 402 dans l'industrie, 533 dans la construction, 6 111 dans le commerce-transports-services divers et 2 051 étaient relatifs au secteur administratif.
En 2011, 743 entreprises ont été créées à Amiens, dont 417 par des autoentrepreneurs.
Les éditeurs philatéliques Yvert et Tellier (catalogues de cotations) et l'Écho de la timbrologie (magazine) ont leur direction à Amiens, même si elles ont plusieurs de leurs services en région parisienne. Le groupe Gueudet, l'un des plus importants distributeurs automobiles en France, est implanté à Amiens depuis 1918.
L'industrie textile a assuré pendant des siècles la richesse de la ville mais a quasiment disparu. L'usine Lee Cooper France était fermé en 2010.
Depuis la fin de la Seconde Guerre mondiale, une bonne partie de l'économie de la ville était liée à l'équipement automobile et ferroviaire avec des sociétés comme Valeo, les pneus Goodyear et Sumitomo-Dunlop. Cette industrie demeure importante mais fragile. En 2003, Dunlop est rachetée par l'américain Goodyear, ces deux sociétés traversent fin 2007 et début 2008 une crise profonde, le siège central, aux États-Unis, ayant « proposé » aux ouvriers une modifications de leur temps de travail et du nombre de postes, qui fut refusé par le personnel à un fort pourcentage.
Procter et Gamble, s'est implanté à Amiens en 1964 pour y produire du savon et inaugure sa nouvelle unité de détergents en 1966. Établie sur plus de 45 ha, c'est l'une des plus grandes usines dans le monde pour les produits d'entretien du linge (Ariel, Dash, Bonux, Gama) et de la maison (Monsieur Propre, Febreze). Sa production est destinée à plus de 85 % à l'export.
Depuis le milieu des années 1990, la ville se convertit à l'économie d'internet et de la téléphonie. De nombreux centres d'appels (Intracall center, Coriolis France, Médiamétrie) ont ouvert principalement grâce à des aides de la ville, de la région ou de l'État. La société de service en informatique Unilog (puis Logica et maintenant CGI) a installé un centre de service à Amiens (le CSA maintenant FGDC Amiens).

Amiens est le siège de la Chambre régionale de commerce et d'industrie de Picardie. Elle est aussi le siège de la Chambre de commerce et d'industrie d'Amiens. Elle gère l'aéroport d'Amiens - Glisy.

### Tourisme
Située à l'interface des bassins de vie du bassin parisien et du Nord, Amiens est une destination touristique accessible pour quelques jours. Elle profite de la proximité de la Baie de Somme (55 km), haut lieu touristique inscrit au Club des plus belles baies du monde et labellisé Grand site de France. Elle développe également un tourisme de mémoire en lien avec les sites proches de la Grande Guerre.
Première ville de France en nombre d'inscriptions au patrimoine de l'UNESCO, Amiens bénéficie d'un patrimoine riche et varié.
En 2017, l'agglomération amiénoise a connu 469 410 nuitées. Selon les chiffres de cette même année, les locomotives touristiques de la ville sont respectivement : la cathédrale (602 880 visiteurs), le parc zoologique (192 901 visiteurs) et les hortillonnages (132 142 visiteurs). Dans une moindre mesure, le parc de Samara, le musée de Picardie et la maison de Jules Verne constituent des valeurs sûres du tourisme local.

## Culture locale et patrimoine

### Lieux et monuments
La commune compte un patrimoine de 53 monuments protégés au titre des monuments historiques et 126 lieux et monuments répertoriés à l'inventaire général du patrimoine culturel ; et par ailleurs, 263 objets protégés au titre des monuments historiques et 122 objets répertoriés à l'inventaire général du patrimoine culturel. Les informations données ci-dessous ne sont relatives qu'à une brève sélection.

#### Cathédrale Notre-Dame d'Amiens
« C'est une femme adorable, cette cathédrale c'est une Vierge. […] Point de confusion vaine, ici, point d’exagération ni d'enflure. C'est l'empire absolu de l'élégance suprême. »
— Auguste Rodin
« La cathédrale d'Amiens mérite le nom qui lui est donné par M. Viollet-le-Duc, « le Parthénon de l'architecture gothique ». »
— John Ruskin dans La Bible d'Amiens
« Me voici maintenant à Amiens dont la cathédrale va m'occuper toute la journée, c'est une merveille […] un chef-d'œuvre prodigieux ! »
— Victor Hugo dans un courrier à sa femme en 1835
« Vous aurez peut-être alors comme moi la chance, […] de voir la cathédrale, qui de loin ne semble qu'en pierres, se transfigurer tout à coup, et, - le soleil traversant de l’intérieur, rendant visibles et volatilisant ses vitraux sans peintures, - tenir debout vers le ciel, entre ses piliers de pierre, de géantes et immatérielles apparitions d'or vert et de flammes. »
— Marcel Proust dans la préface de la Bible d’Amiens

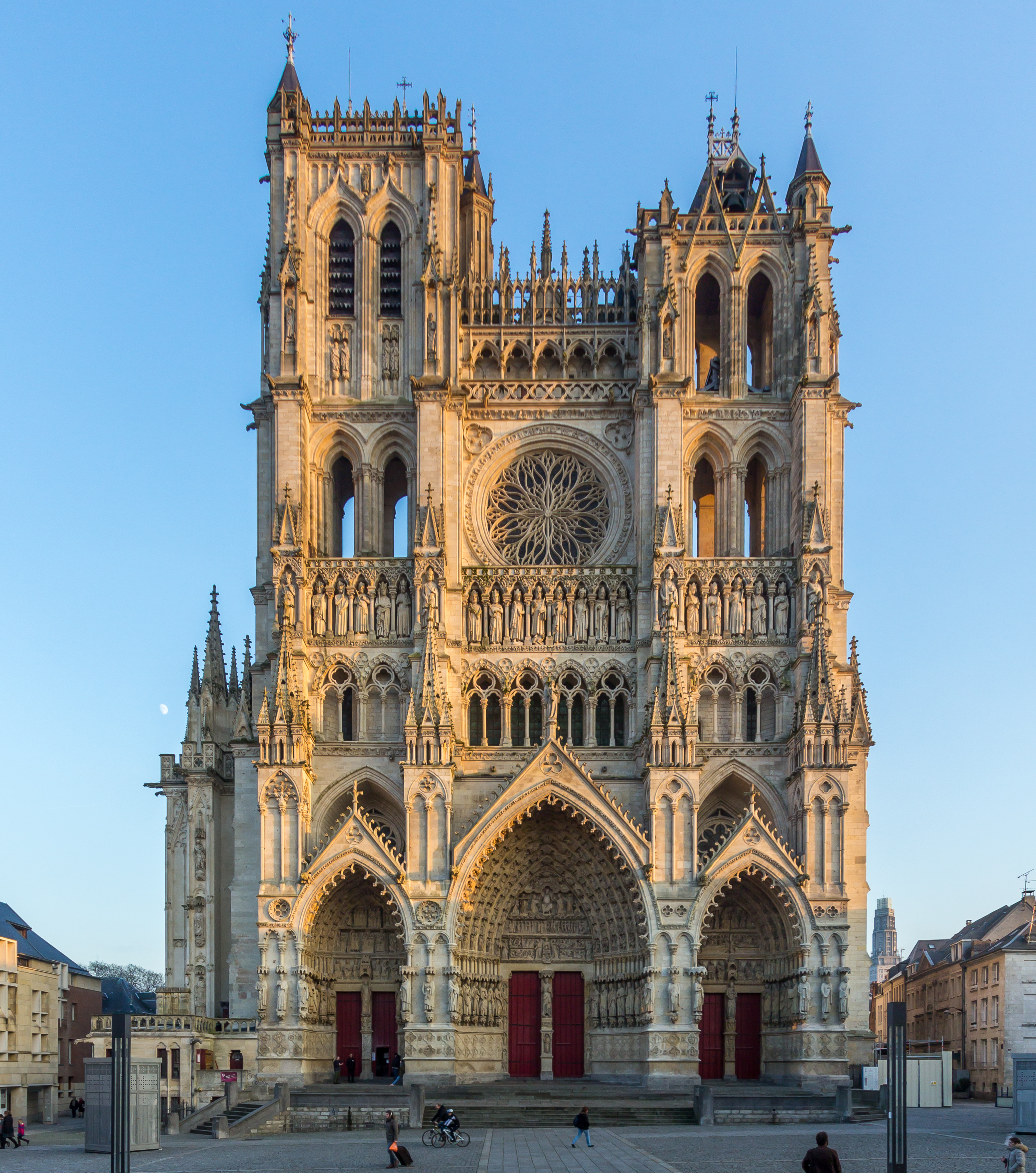
Façade de la cathédrale Notre-Dame.

La ville doit une renommée à sa cathédrale, chef-d'œuvre de l'art gothique. Inscrite une première fois au patrimoine mondial de l'UNESCO comme « chef-d'œuvre du patrimoine mondial » (1981), elle l'est une seconde fois comme monument étape des chemins de Compostelle (1998).
Plus vaste édifice religieux et médiéval de France par ses volumes intérieurs (200 000 m3), Notre-Dame d'Amiens pourrait contenir deux fois Notre-Dame de Paris. Elle mesure 145 mètres de long et sa flèche culmine à 112 mètres de haut. Les voûtes de la nef centrale atteignent 42,30 mètres (proche du maximum supportable pour cette architecture).
Datant du XIIIe siècle, sa construction est le fait de la richesse de la ville au Moyen Âge et de l'incendie de la cathédrale romane qui s'y situait auparavant. Trois architectes, dont Robert de Luzarches se sont succédé pour mener à bien le chantier.
Considérée comme l'édifice de référence de l'architecture gothique, la cathédrale présente également certains éléments du style gothique rayonnant et flamboyant. La rapidité de construction, à peine 70 ans pour le gros œuvre (1220 à 1269), explique cette homogénéité de style.
Sa façade est décorée de plus de 3 000 statues, gargouilles et chimères d'origine dans leur quasi-intégralité. Elle accueille également de nombreux ouvrages remarquables comme l'Ange pleureur, son labyrinthe intact de 234 mètres de long ou encore des bas-reliefs d'intérêt majeur.
Malgré les deux guerres mondiales du XXe siècle qui ont touché la ville, elle est restée intacte.
Depuis 1999, un spectacle son et lumière présente la polychromie originelle des façades, découverte à la suite du nettoyage par laser du monument.
Moment fort de la vie culturelle amiénoise, il est donné chaque été mais aussi à l'occasion des fêtes de fin d'année. En juin 2017, ce spectacle de colorisation est entièrement renouvelé et rebaptisé « Chroma ».

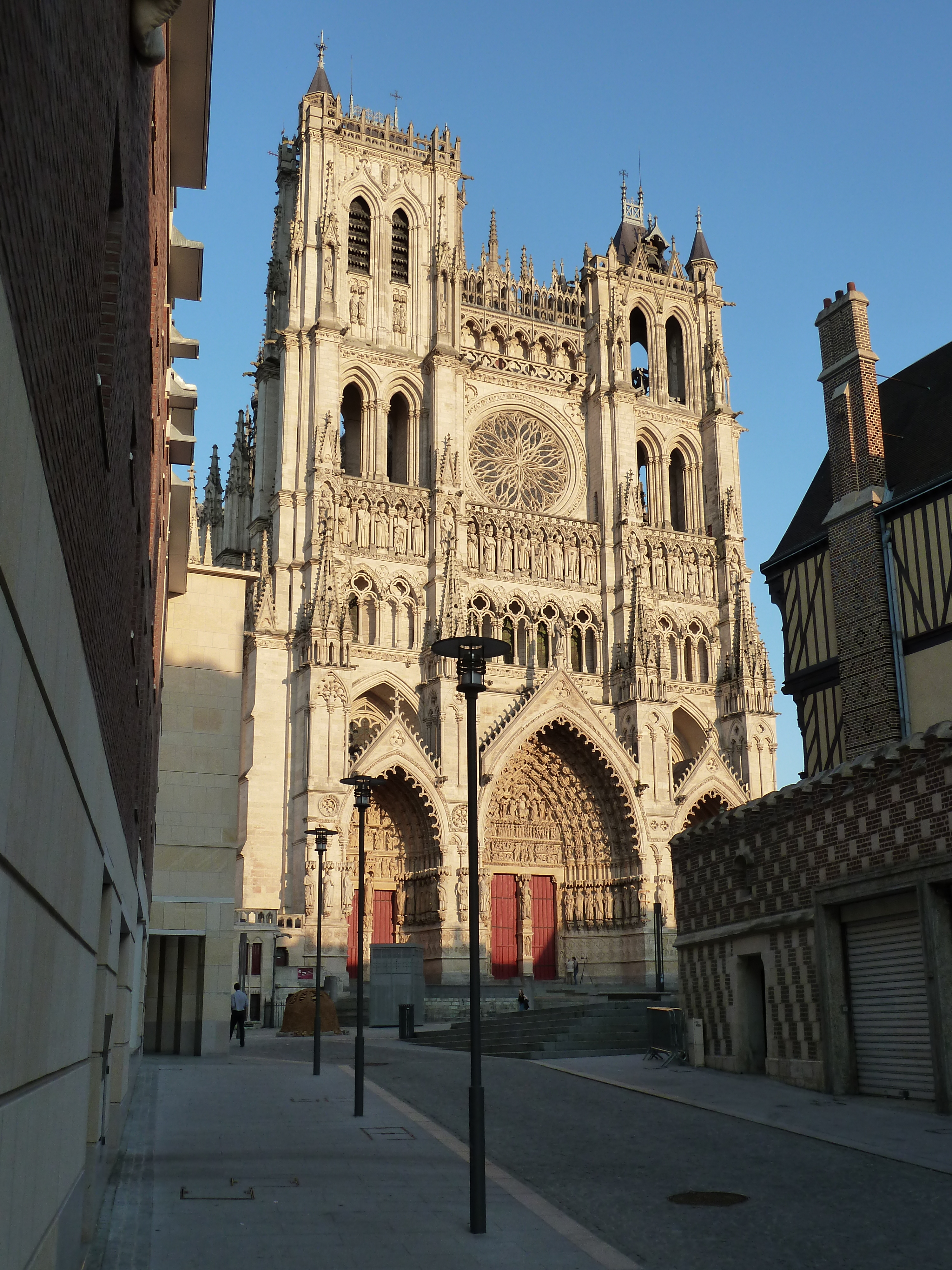
La cathédrale vue depuis la rue André.
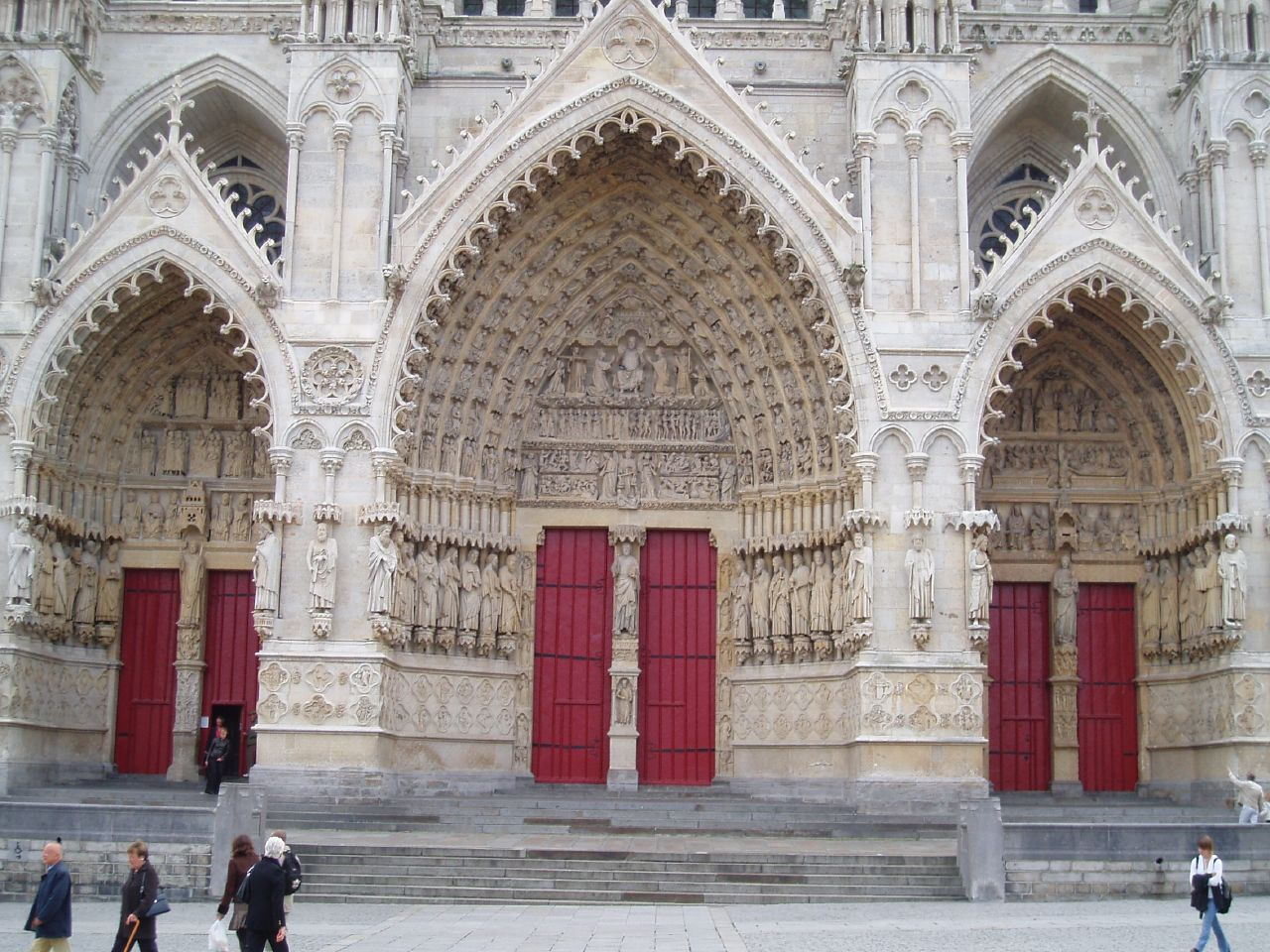
Entrée ouest.
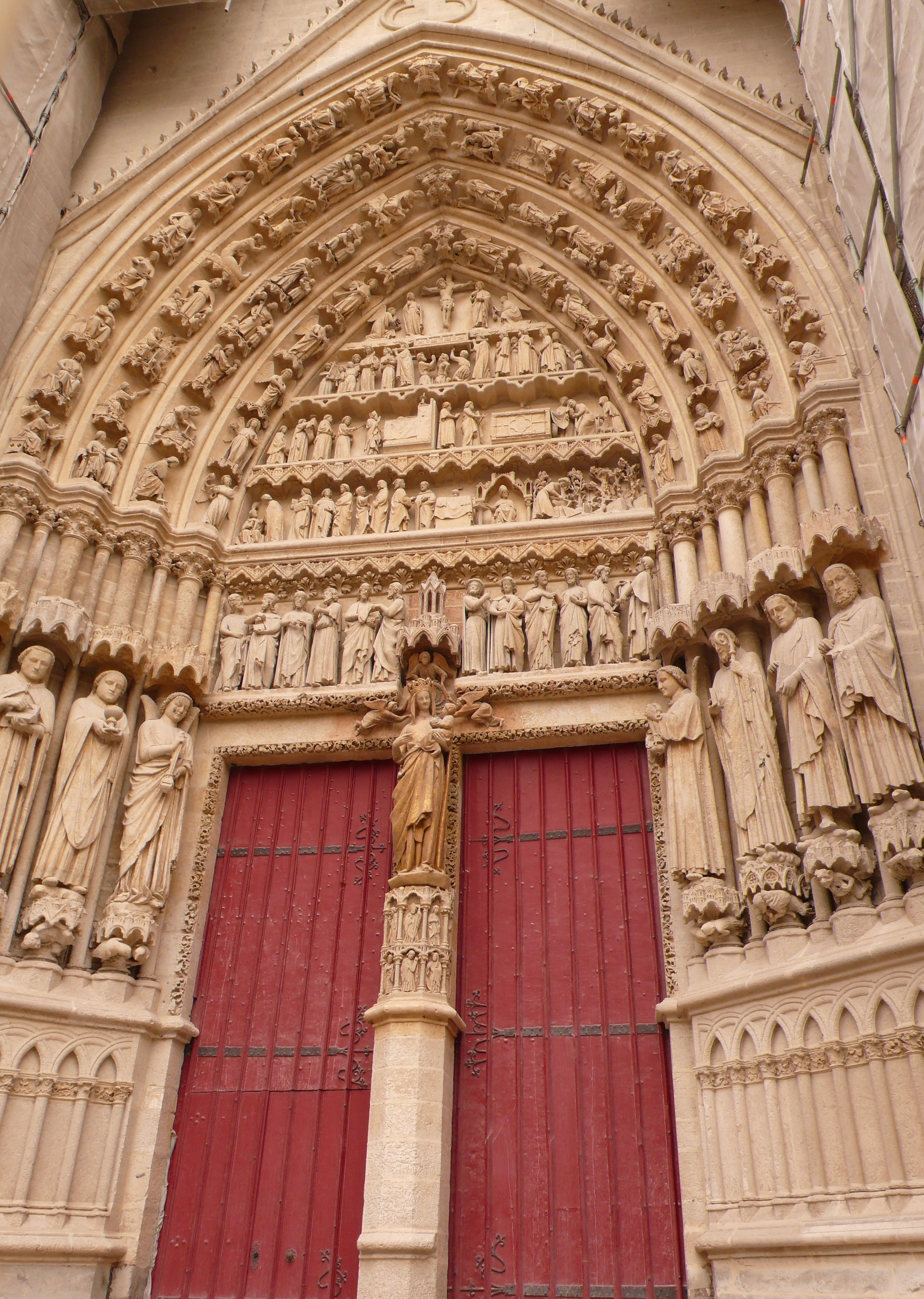
Entrée sud.
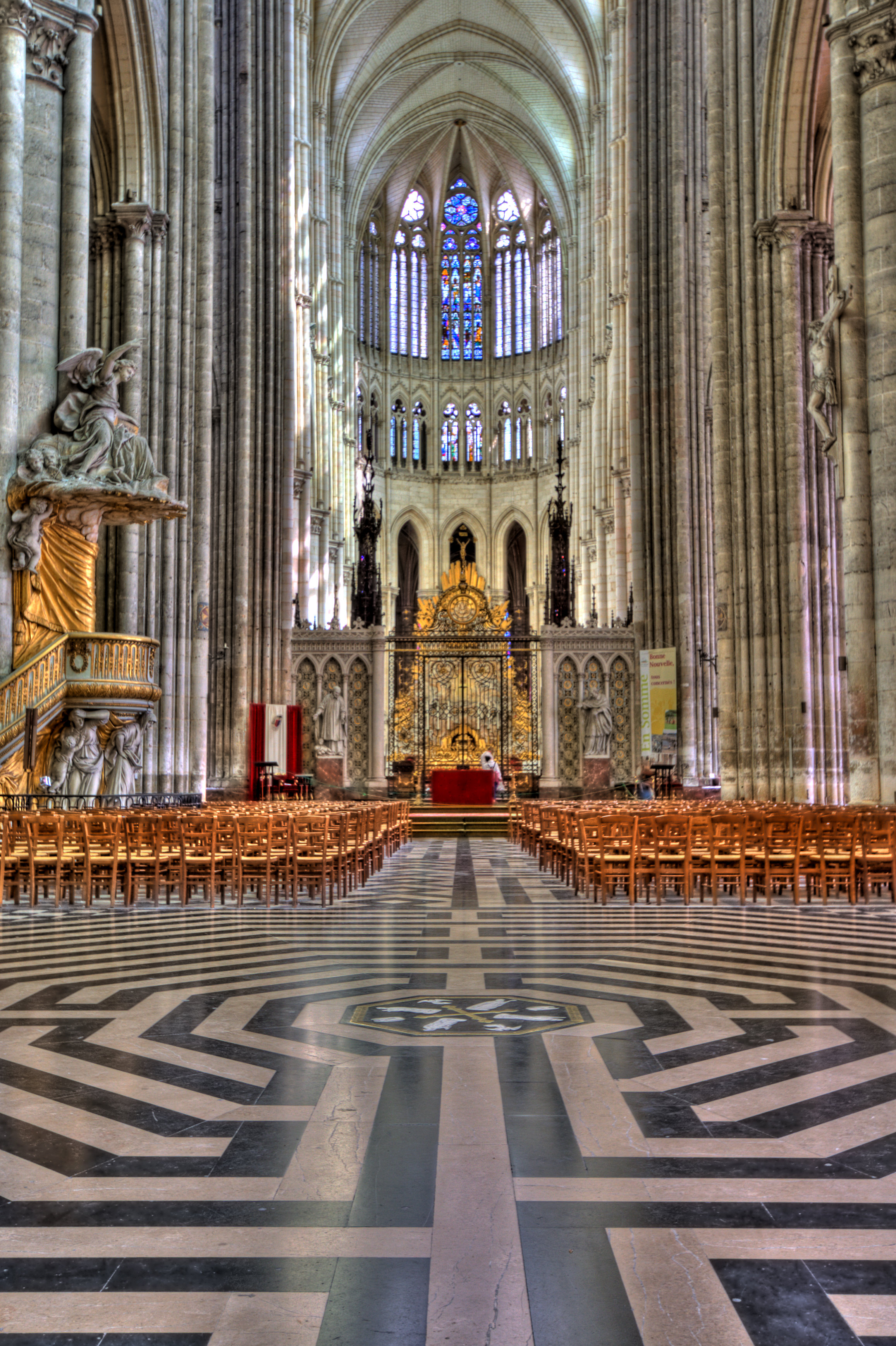
Le labyrinthe.
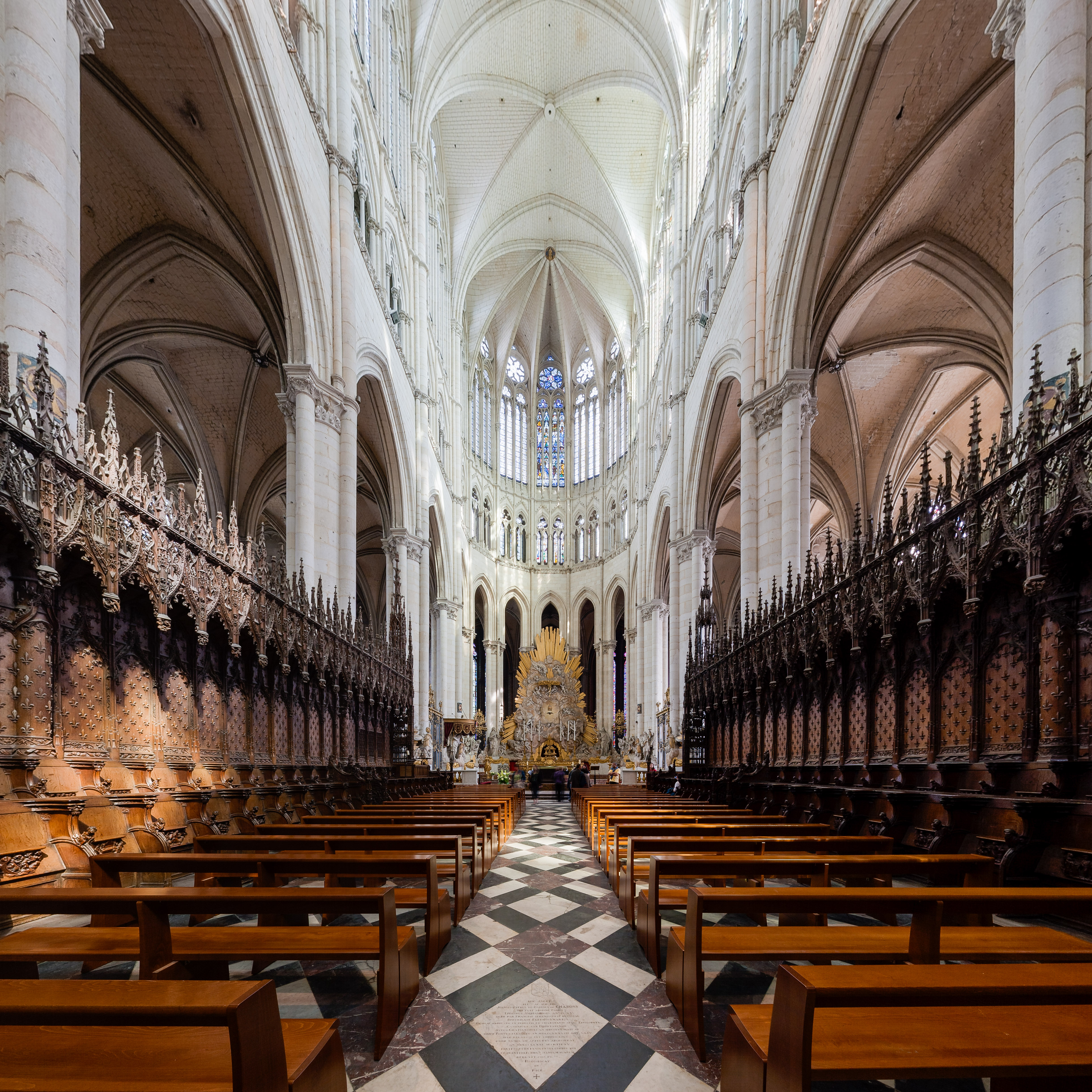
Le chœur.
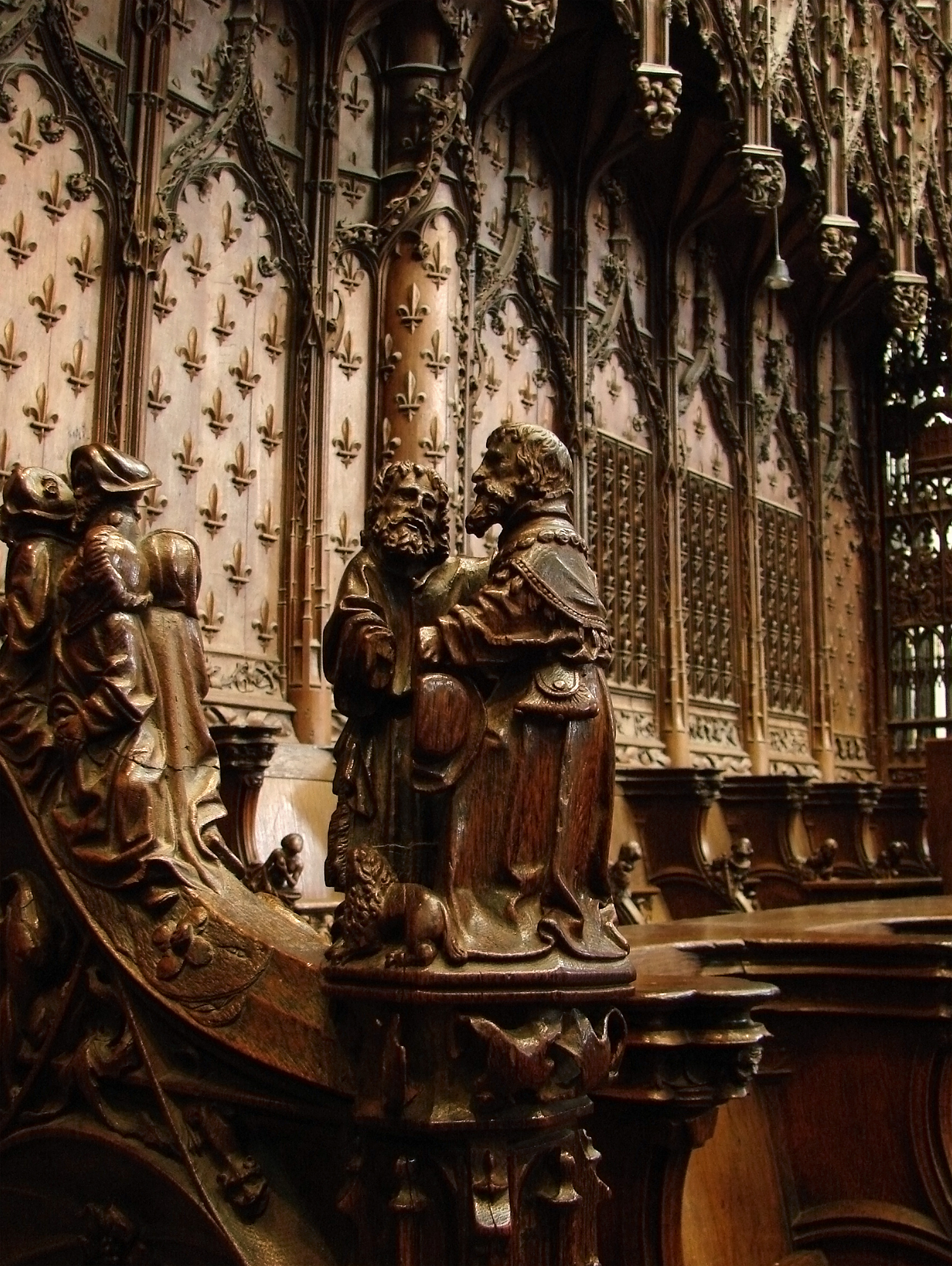
Les stalles.
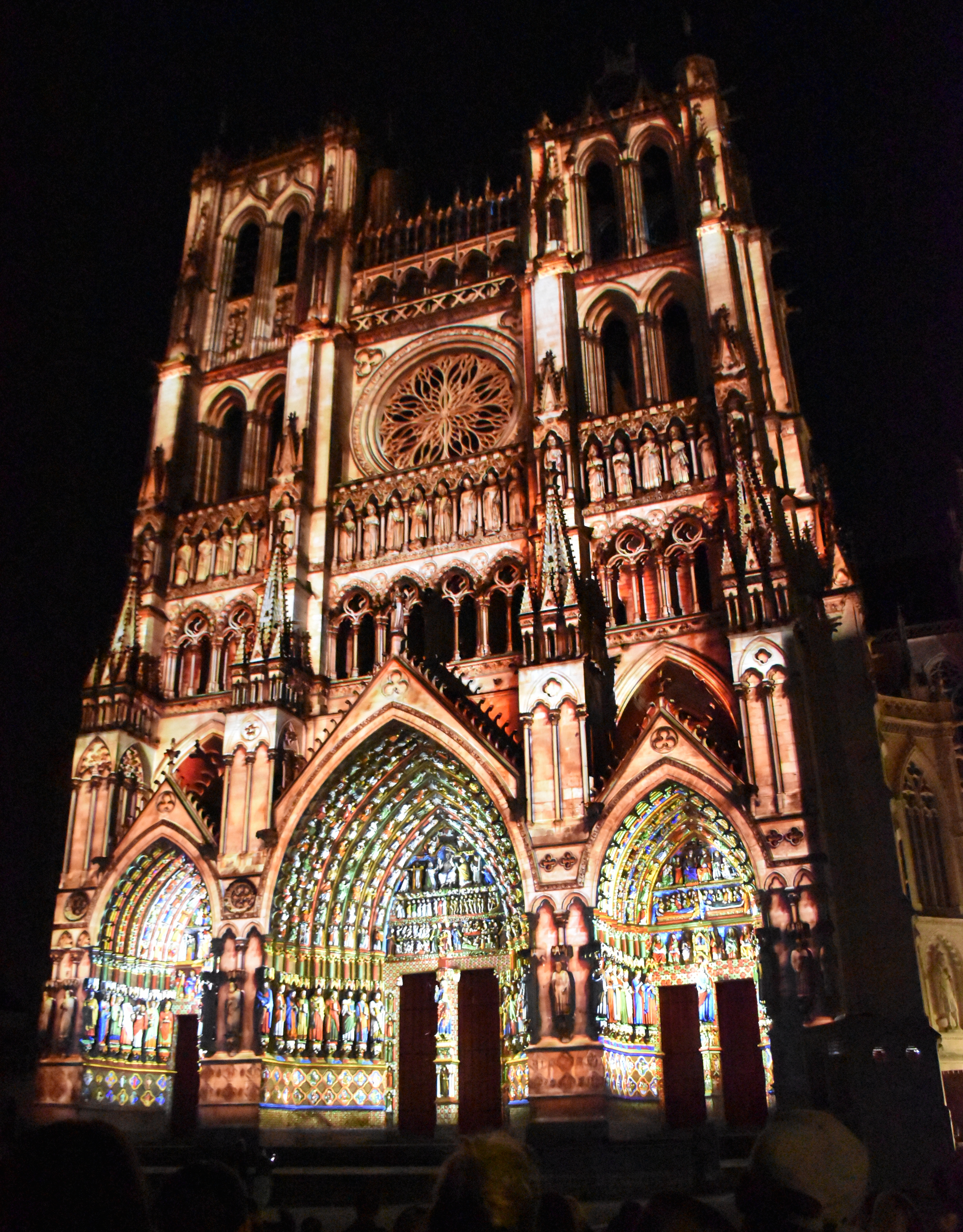
Lumière 2024 sur la façade.
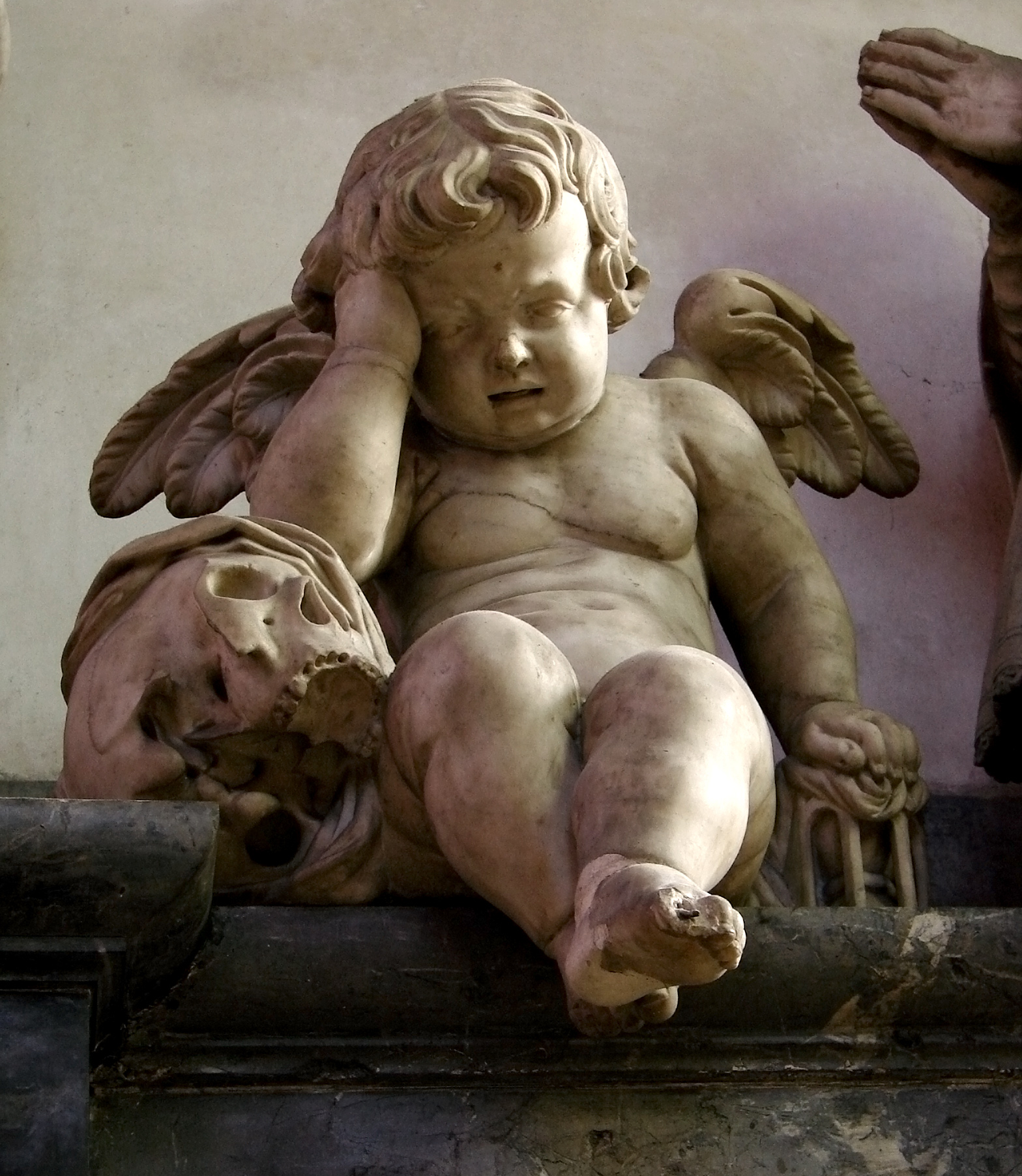
L'Ange pleureur.

#### Beffroi

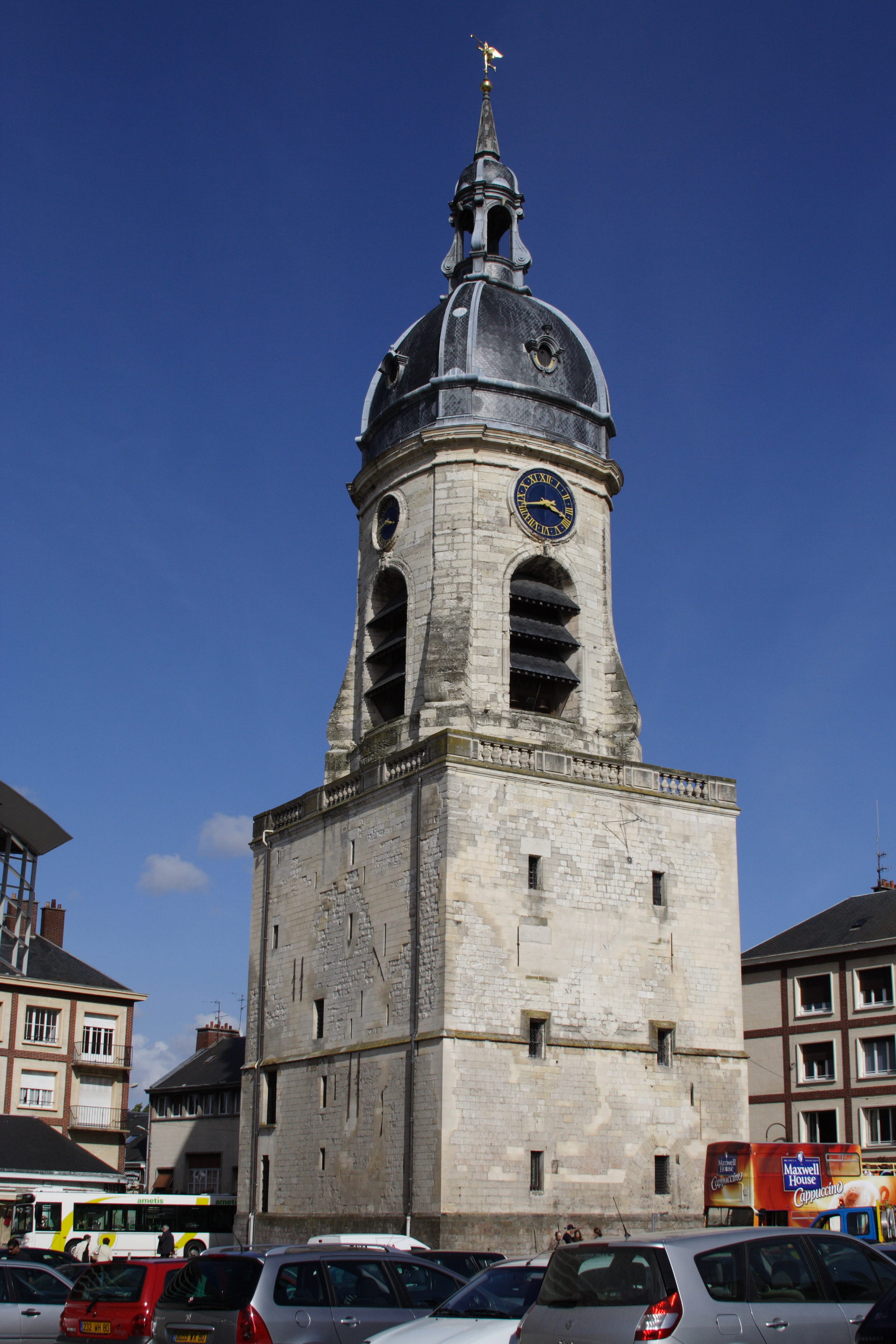
Le beffroi d'Amiens.

Classé au patrimoine mondial de l'UNESCO, comme la cathédrale Notre-Dame, le beffroi est également l'un des symboles de la capitale picarde.
Évoqué pour la première fois en 1244 le monument a été reconstruit en 1406 à base de pierres blanches alors qu'il était bâti en bois auparavant. De style gothique et jésuite, l'édifice permettait de veiller sur la ville en surveillant ses alentours. Il a également fait office de prison. Endommagé à la suite d'un bombardement lors de la Seconde Guerre mondiale, il s'est trouvé à l'abandon avant d'être entièrement rénové en 1989.
Situé sur la place au Fil, place centrale de la ville avant l'arrivée du train et l'essor de la rue des Trois-Cailloux, le beffroi jouxte les Halles et l'arrière de l'hôtel de ville. D'une hauteur de 52 mètres, il sonne chaque heure de la journée.
Les Amiénois le surnomment, en picard, Ch'Bédouf.

#### Cirque Jules-Verne
« Le nouveau cirque est une œuvre d'art […]. C'est le plus beau, sans conteste, c'est aussi le plus complet par ses aménagements et son outillage qui a été édifié en France et à l'étranger. »
— Jules Verne, extrait du discours d'inauguration du 23 juin 1889.

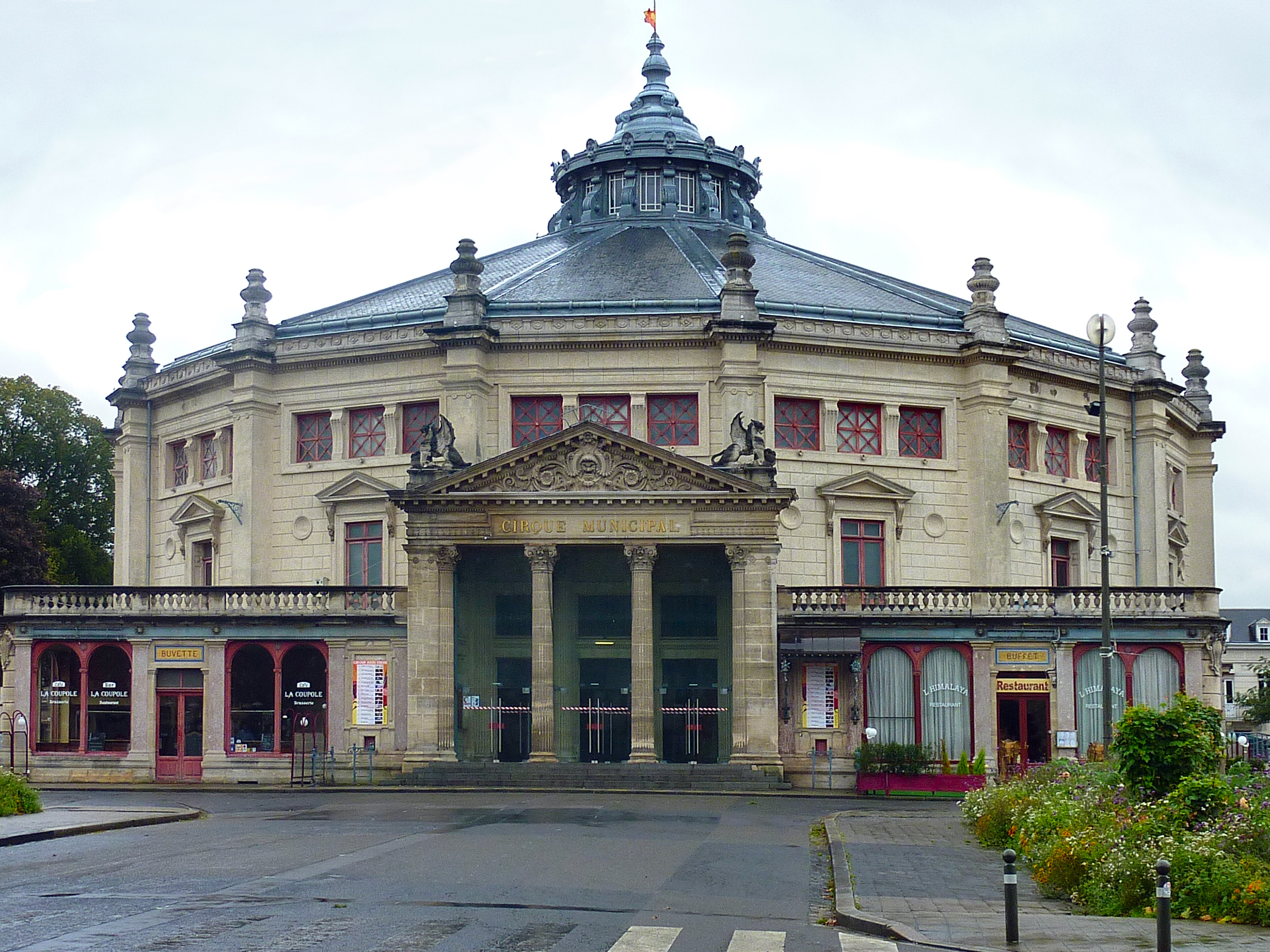
Le cirque municipal Jules-Verne.

Plus grand cirque en dur de France, le cirque Jules-Verne est le symbole d'une tradition circassienne ancrée localement depuis le milieu du XIXe siècle.
Inauguré le 23 juin 1889 par Jules Verne, il succède à un cirque en bois édifié en 1874. L'auteur amiénois, conseiller municipal chargé des fêtes et célébrations, en est l'un des principaux partisans et chargé du suivi des travaux.
Avec sa forme polygonale à 16 côtés, d'un diamètre de 44 mètres, il s'inspire du cirque d'été de Paris. L'architecte Émile Ricquier fut chargé de sa construction sous la supervision de Charles Garnier.
Si son usage est essentiellement consacré aux arts du cirque, le bâtiment accueille de nos jours de nombreux concerts, spectacles, galas sportifs et réunions publiques. Il a également servi de décor à Federico Fellini pour Les Clowns (1971), et à Jean-Jacques Beineix pour Roselyne et les Lions (1989).
En 2003, l'intérieur du cirque est entièrement rénové. En 2017, c'est l'extérieur de l'édifice qui bénéficie d'un ravalement complet.
Depuis le 1er janvier 2011, le cirque d'Amiens est labellisé Pôle national cirque et arts de la rue. Il est aussi le siège du cirque Arlette Gruss.

#### Maison Jules Verne
Située l'angle de la rue Charles-Dubois et du boulevard Jules-Verne, il s'agit de la maison dans laquelle Jules Verne et son épouse vécurent entre 1882 et 1900.
Acquise en 1980 par la ville, elle est labellisée Maisons des Illustres par le Ministère de la Culture. Elle est également inscrite à l'inventaire supplémentaire des monuments historiques.
Restauré en 2006, grâce au Centre International Jules Verne, cet hôtel particulier retrace la personnalité, les sources d'inspiration et les souvenirs de l'écrivain à travers l'exposition de plus de 700 objets.

#### Tour Perret
Symbole de la reconstruction d'Amiens et du savoir-faire national, la tour Perret a été construite dans le quartier de la gare, rasé par les bombardements de 1944.
Inaugurée en 1952, elle porte le nom de son concepteur, Auguste Perret. Elle fut classée monument historique dès 1975.
Culminant à 110 mètres, elle a longtemps été le plus haut gratte-ciel d'Europe de l'Ouest. Elle est visible à des dizaines de kilomètres autour de la ville.
Depuis 2005, un dispositif de mise en lumière lui confère l'aspect d'un phare le soir venu.

### Patrimoine environnemental

Logo utilisé par la société de développement local, Amiens Aménagement

Avec 281 hectares d'espaces verts, 300 hectares de forêts, 300 hectares d'hortillonnages, 30 hectares de marais, son fleuve et ses cours d'eau, Amiens se révèle être une ville verte et bleue.
La ville dispose de 8,5 hectares de surfaces fleuries en 2017. Amiens offre en outre un patrimoine arboré particulièrement riche ; ses 38 650 arbres (hors boisements), dont 17 000 d'alignement sur les voies publiques, lui ont permis de remporter le prix national de l'arbre.
Se présentant comme une ville soucieuse de l'environnement, Amiens a fait du lien entre la ville et la nature un des leviers de son projet de développement territorial.

#### Hortillonnages
Situés au cœur d'Amiens, sur 300 hectares, les Hortillonnages constituent une mosaïque de jardins flottants entourés de canaux (rieux en picard). Maraîchers ou d'agrément, ces jardins sur l'eau constituent le poumon vert de la ville.
Cultivés depuis 2 000 ans, ces îlots à la terre fertile furent conçus par les romains afin d'y cultiver des légumes pour les troupes de Jules César. Ils forment aujourd'hui une ceinture végétale de 2 000 parcelles aux abords du centre-ville. On y circule en barque à fond plat, appelée « barque à cornet », permettant d'accoster facilement sur les berges fragiles des parcelles cultivées.
Les fruits et légumes qui y sont produits sont vendus chaque samedi sur le « marché sur l'eau », dans le quartier Saint-Leu.
L'origine du mot vient du picard hortillon qui signifie maraîcher et dérive du latin hortillus, petit jardin.
En 2017, une étude d'inscription à la liste du patrimoine mondial de l'UNESCO est en cours, preuve du caractère exceptionnel du site.

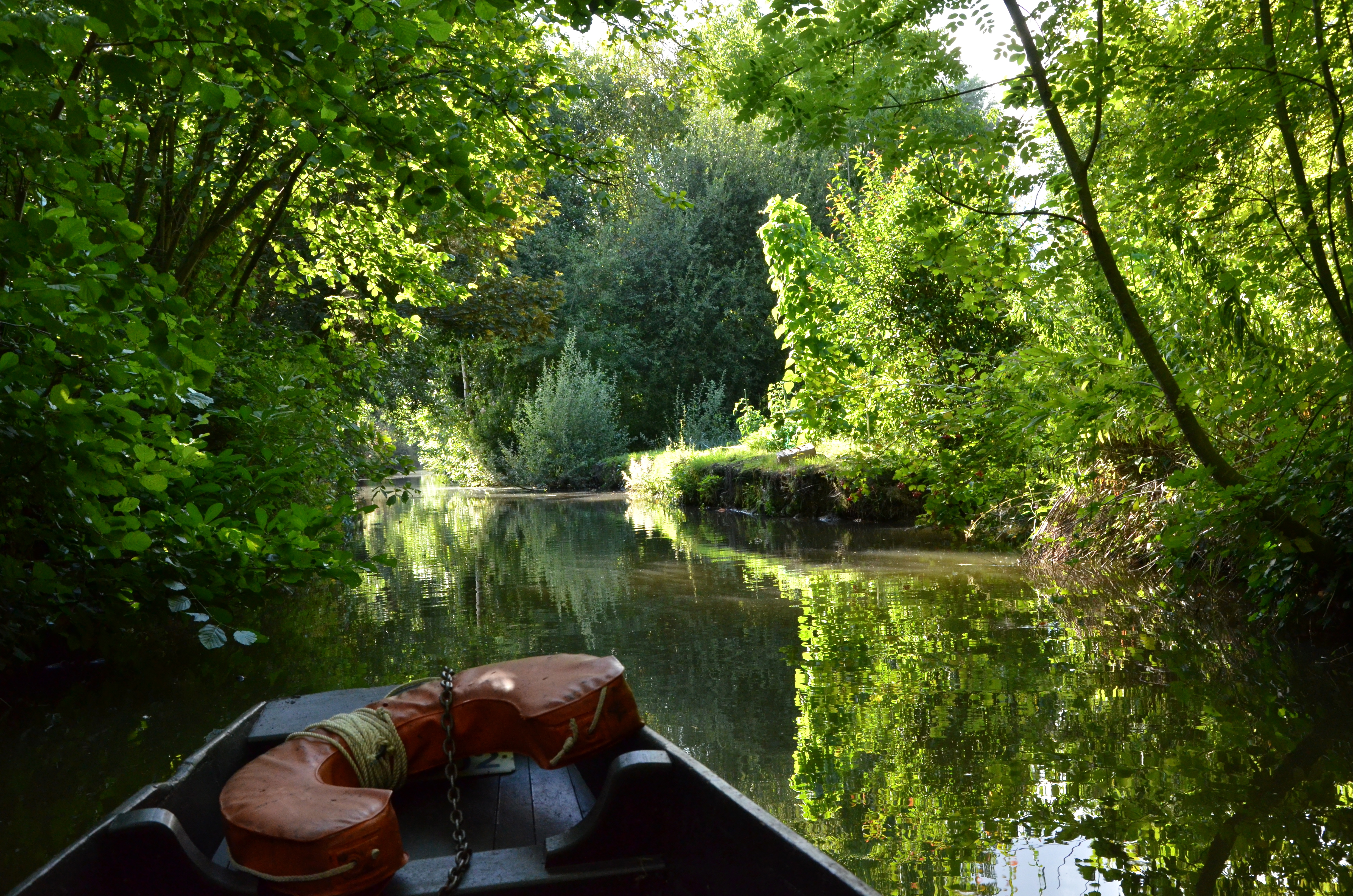
Barque.
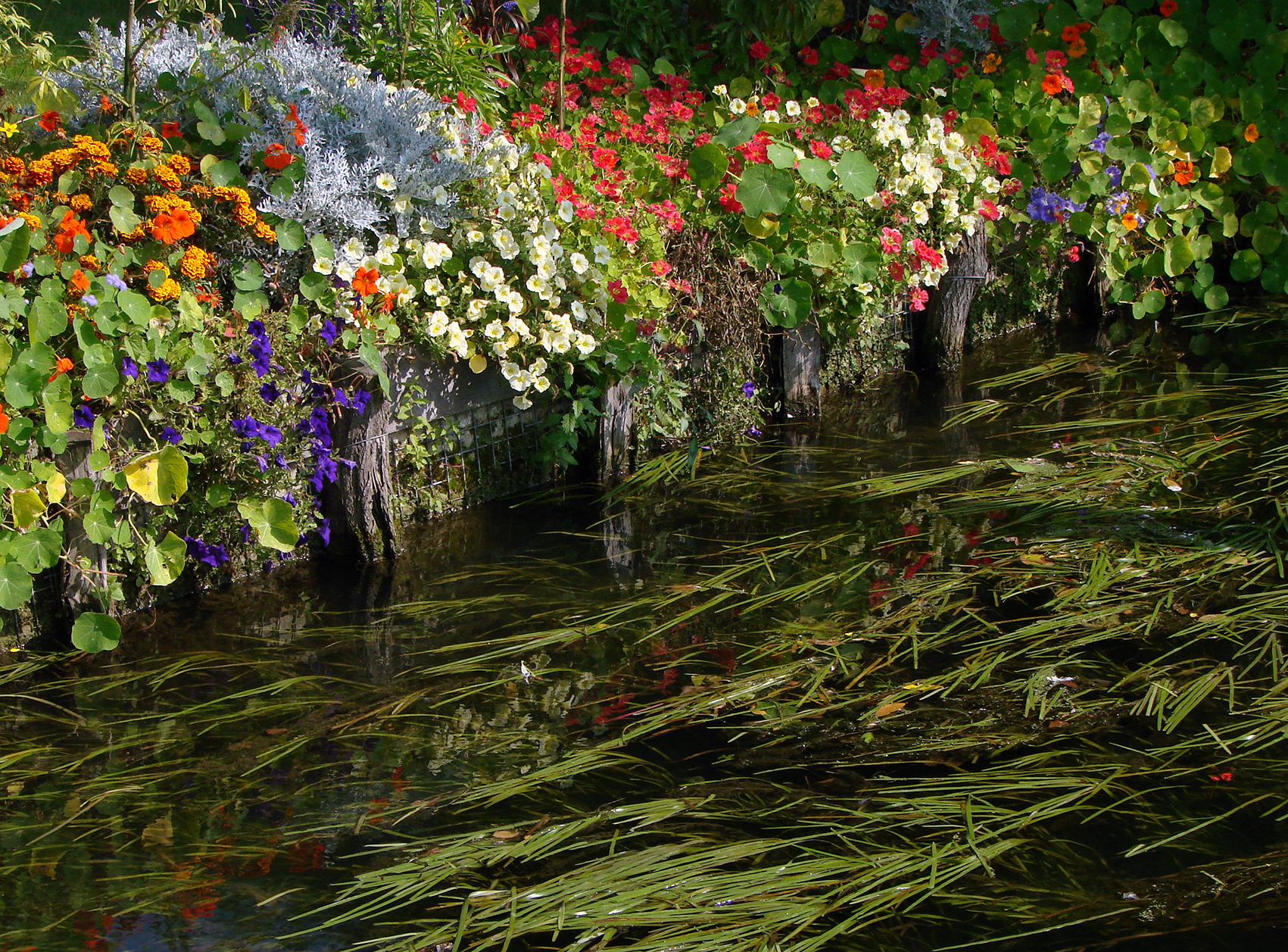
Hortillonnages.
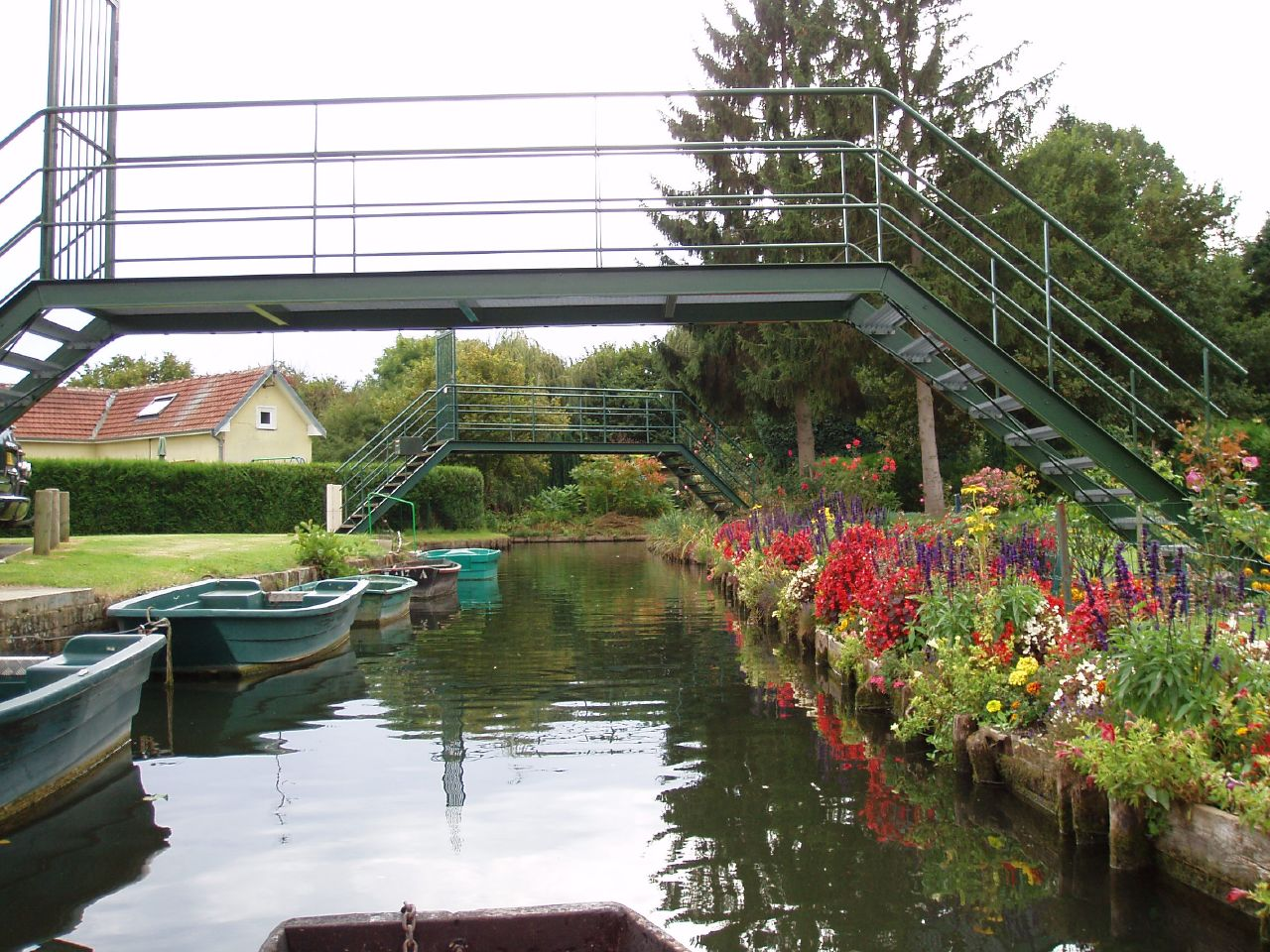
Ponts.
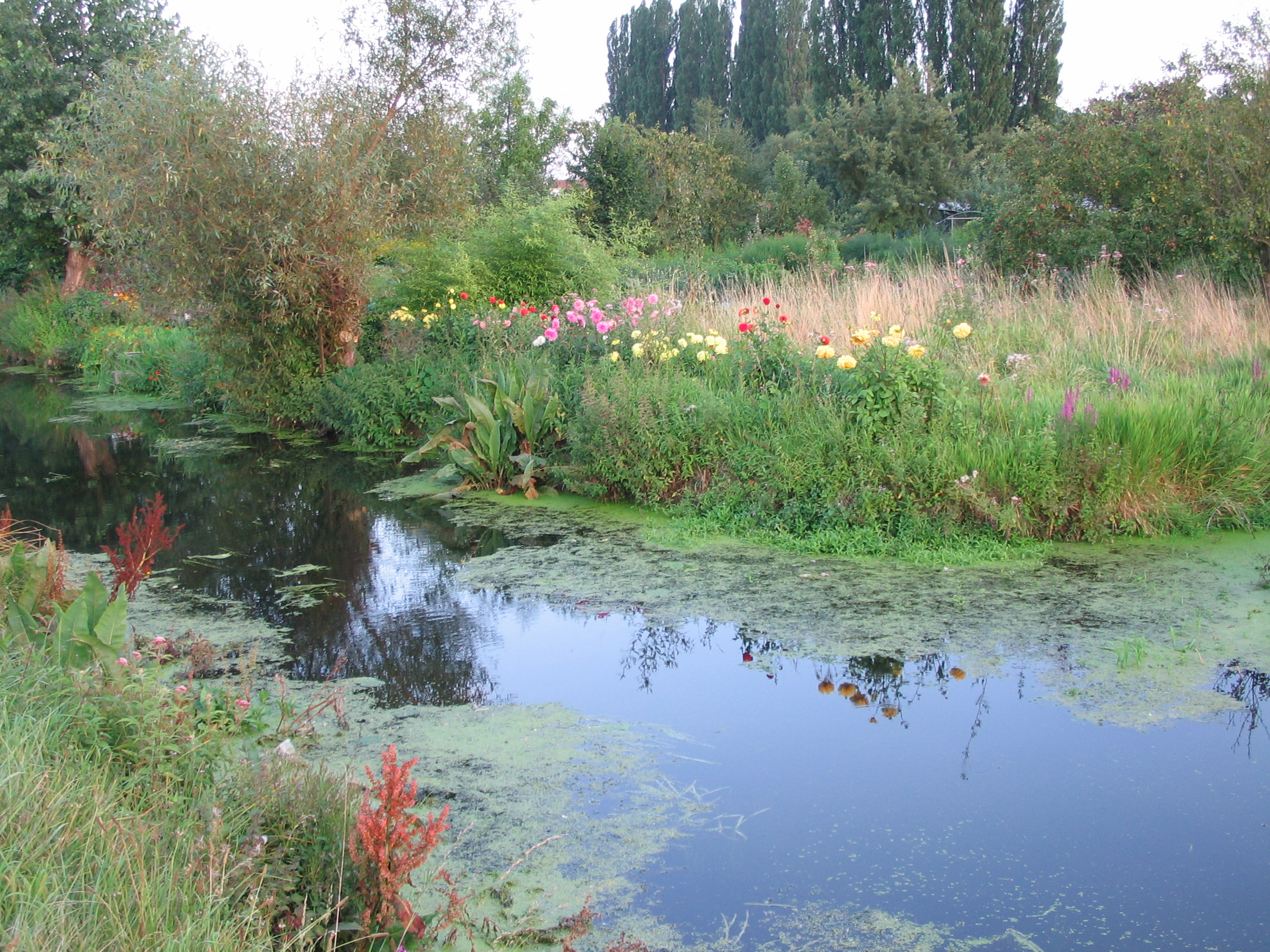
Hortillonnages.
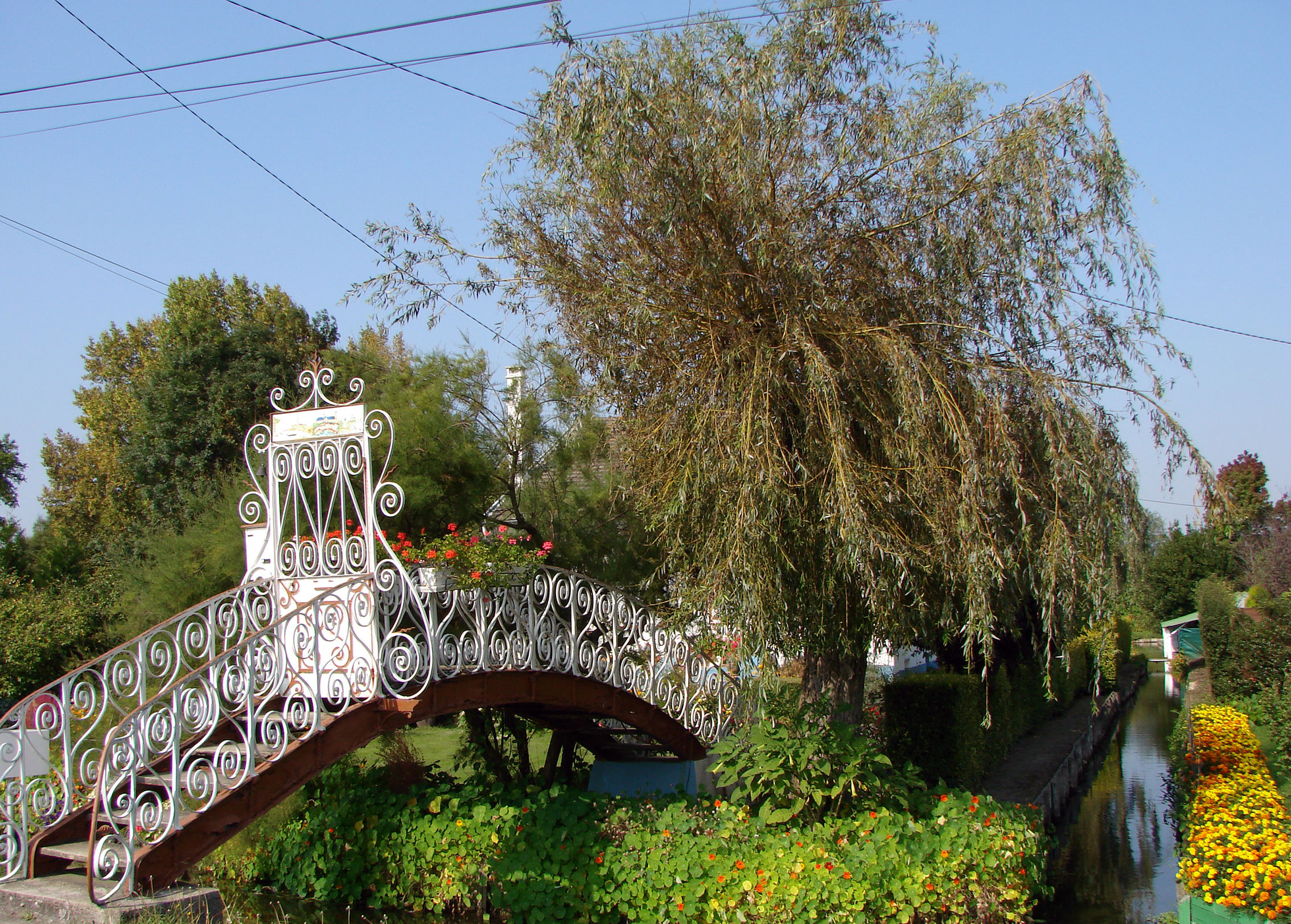
Passerelle.
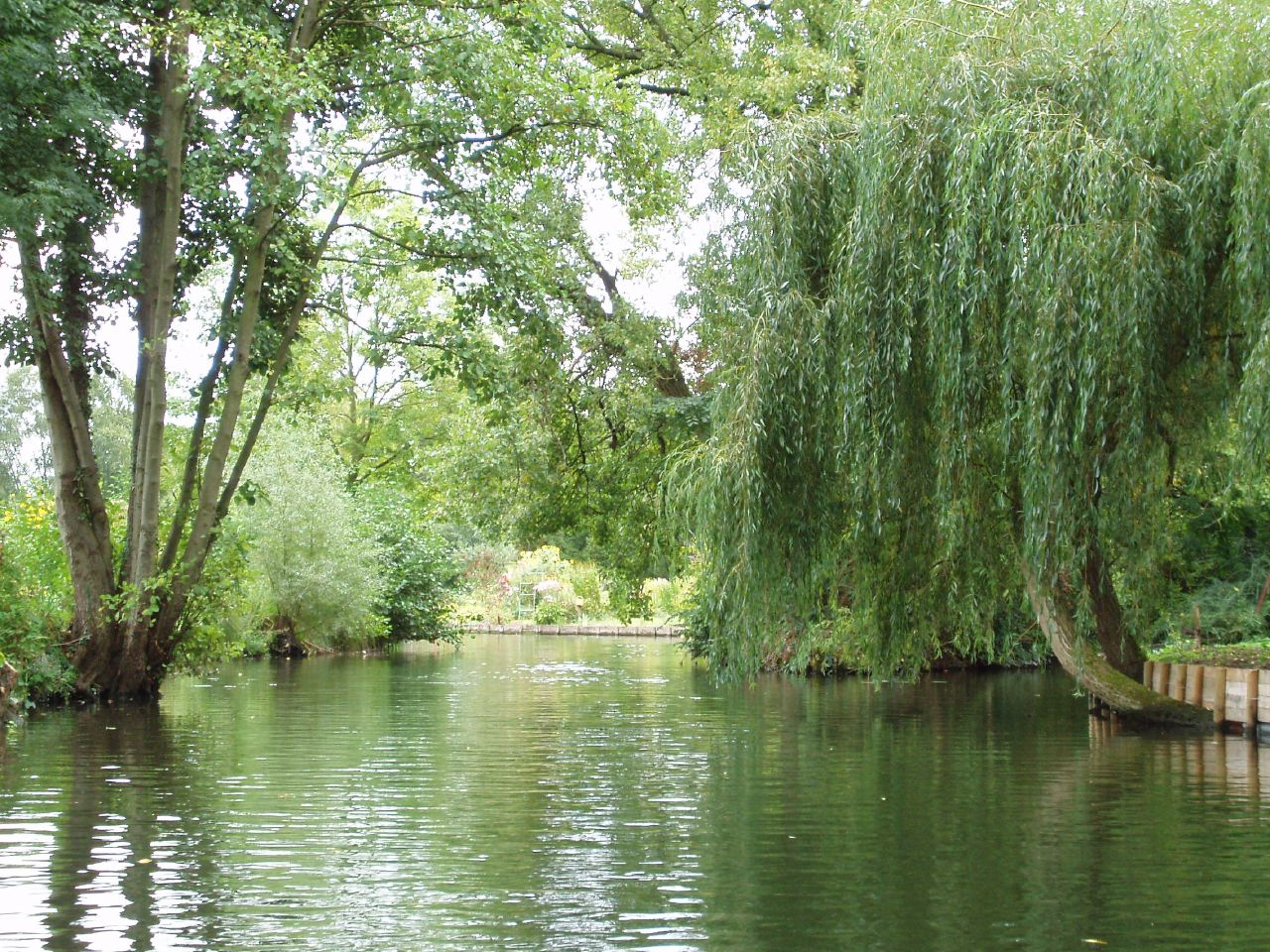
Hortillonages.
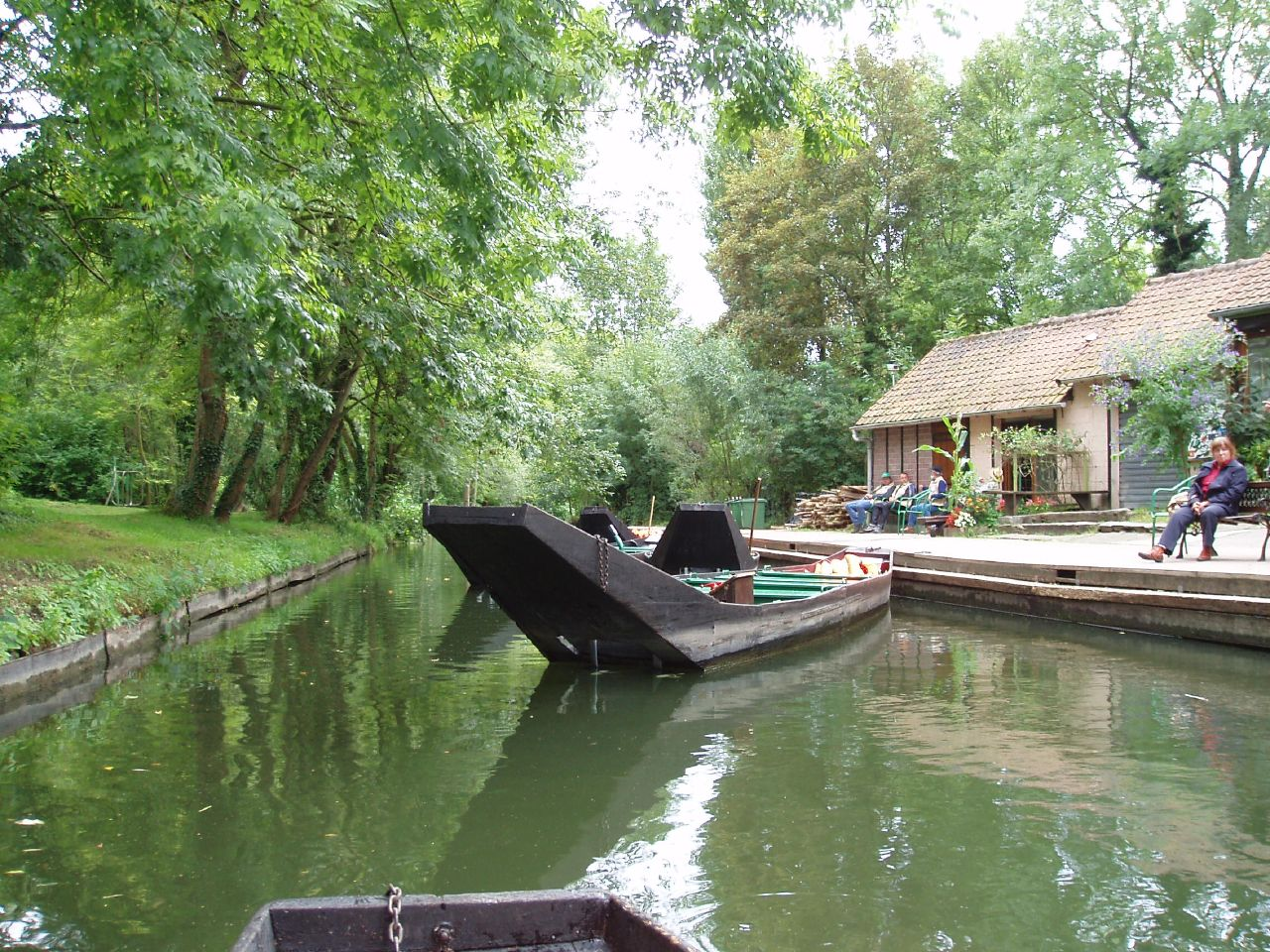
Barque.

#### Principaux parcs et jardins

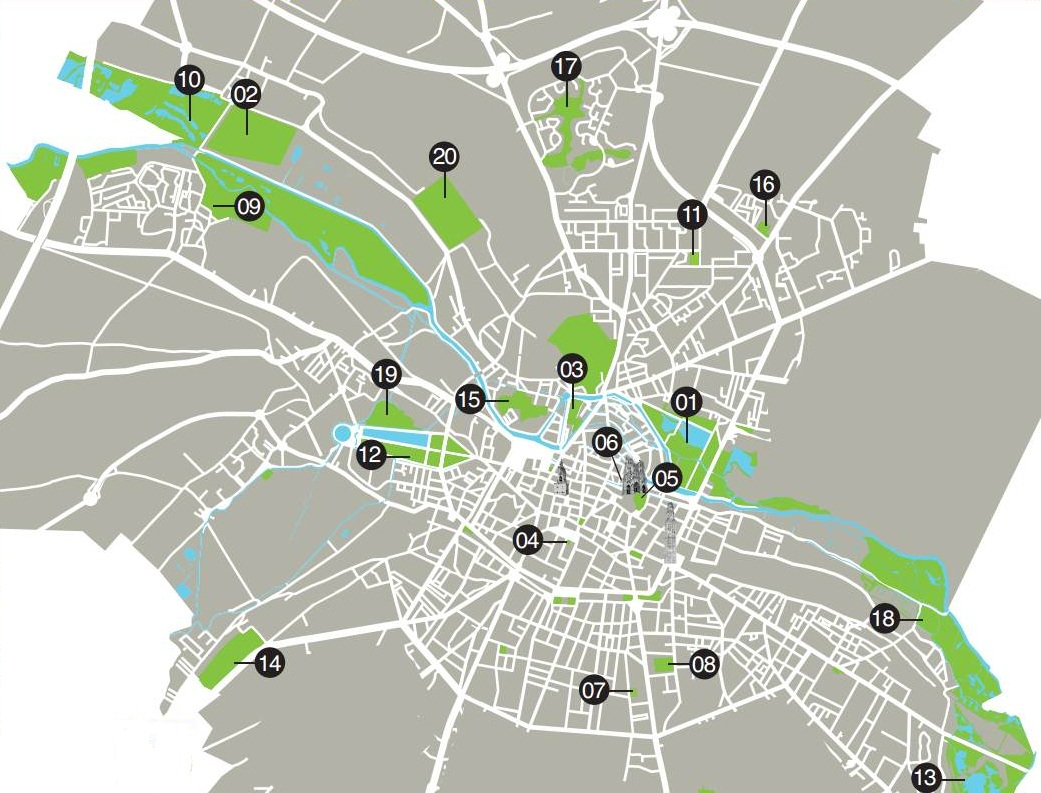
Les principaux parcs et jardins de la ville.

Le premier véritable parc public de la ville, le parc de la Hotoie, est créé en 1678. En 2017, Amiens compte 30 squares, 18 parcs, 16 jardins dont voici une liste non exhaustive :
1. Parc Saint-Pierre, entre le quartier Saint-Leu et les Hortillonnages, poumon vert de 22 hectares en cœur de ville qui a obtenu le prix du paysage en 2005[216]
2. Parc du Grand Marais, le long du canal de la Somme, à l'ouest de la ville. Couvrant plus de 25 hectares, ce parc dispose de nombreux équipements sportifs : stade de football américain, bowl de skate, terrain de football, structures ludiques.
3. Jardin des plantes appelé à l'origine « Jardin du Roy ». Créé en 1751, il est le plus ancien jardin d'Amiens - boulevard du Jardin-des-Plantes
4. Square Pierre-Marie-Saquez - rue des Cordeliers
5. Parc de l'Évêché d'Amiens, au pied de la cathédrale - place Saint-Michel
6. Jardin médiéval - impasse Joron
7. Square Beauregard - rue Louis-Thuillier
8. Parc Jean Rostand - rue Vulfran-Warmé
9. Parc du Château de Montières - rue Baudoin-d'Ailly
10. Parc du Petit Marais - avenue des Cygnes
11. Square Paul Gauguin - avenue de la Paix
12. Parc de la Hotoie. Créé en 1678, il est le plus ancien parc d'Amiens
13. Marais des Trois Vaches
14. Parc du Château blanc, route de Rouen
15. Bois Bonvallet
16. Square de la Rose-des-Vents - rue du Docteur-Fafet
17. Plaine Saint-Ladre
18. Parc Léon-Pille - rue de l'Agrappin
19. Zoo d'Amiens - esplanade de La Hotoie
20. Cimetière de la Madeleine - rue Saint-Maurice
21. Le square Saint-Denis
22. Square Montplaisir - place Joffre
23. Square Aimé-Césaire - boulevard de Belfort
24. Clos Alexandre, jardin floral et paysager privé
25. Cimetière Saint-Acheul, rue de Cagny
26. Jardin archéologique de Saint-Acheul, rue de Boutillerie

#### Zoo
Avant son ouverture en 1952, le zoo d'Amiens est un espace vert bordant le bassin du parc de la Hotoie. C'est le maire Maurice Vast qui décide d'aménager le site en 1949.
D'abord lieu de divertissement, le zoo précise ses missions de conservation, d'éducation et de recherche entre 1970 et 1980.
Entre 1990 et 2000, le zoo est rénové et devient membre permanent de l'EAZA (2001) et de l'ANPZ (2002).
Aujourd'hui, 400 animaux, représentant environ 85 espèces de tous les continents, cohabitent sur 7 hectares. Ils vivent dans des milieux privilégiant leur bien-être.
Comptant parmi les principaux sites touristiques de la ville, le parc zoologique a accueilli près de 186 000 visiteurs en 2015. Il ouvre gratuitement ses portes chaque 14 juillet.

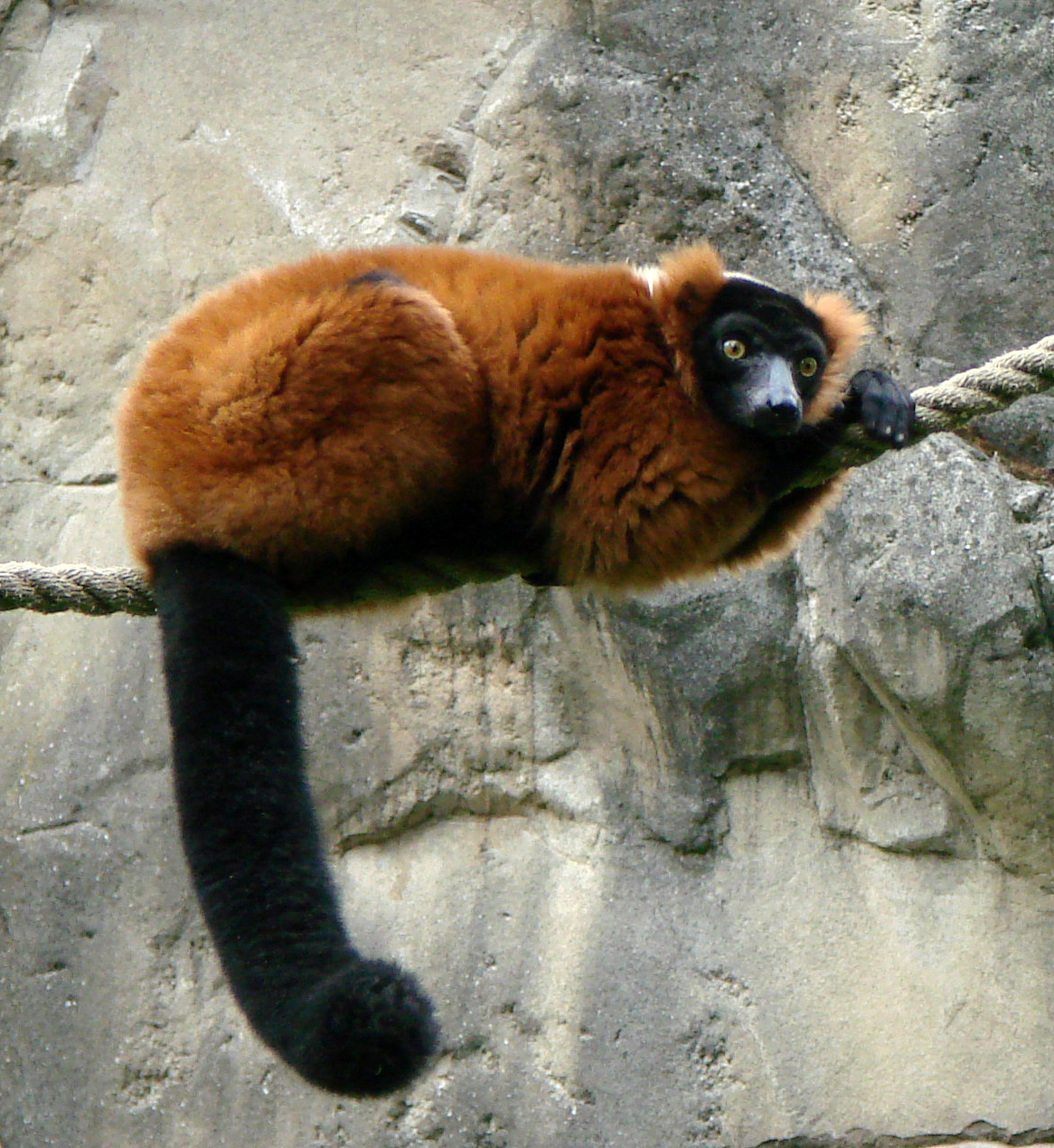
Maki vari roux (Varecia rubra).
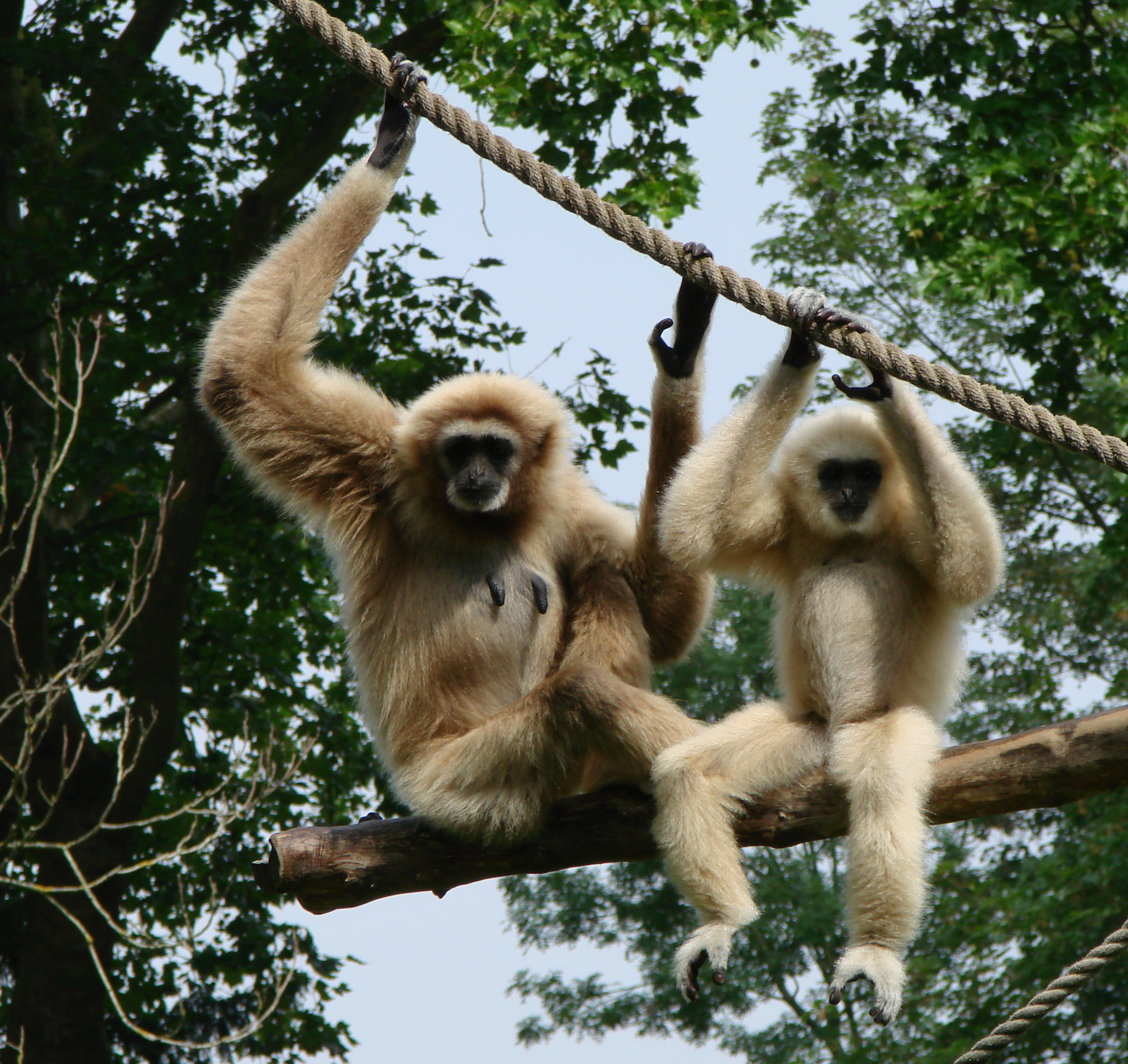
Gibbons à mains blanches (Hylobates lar).
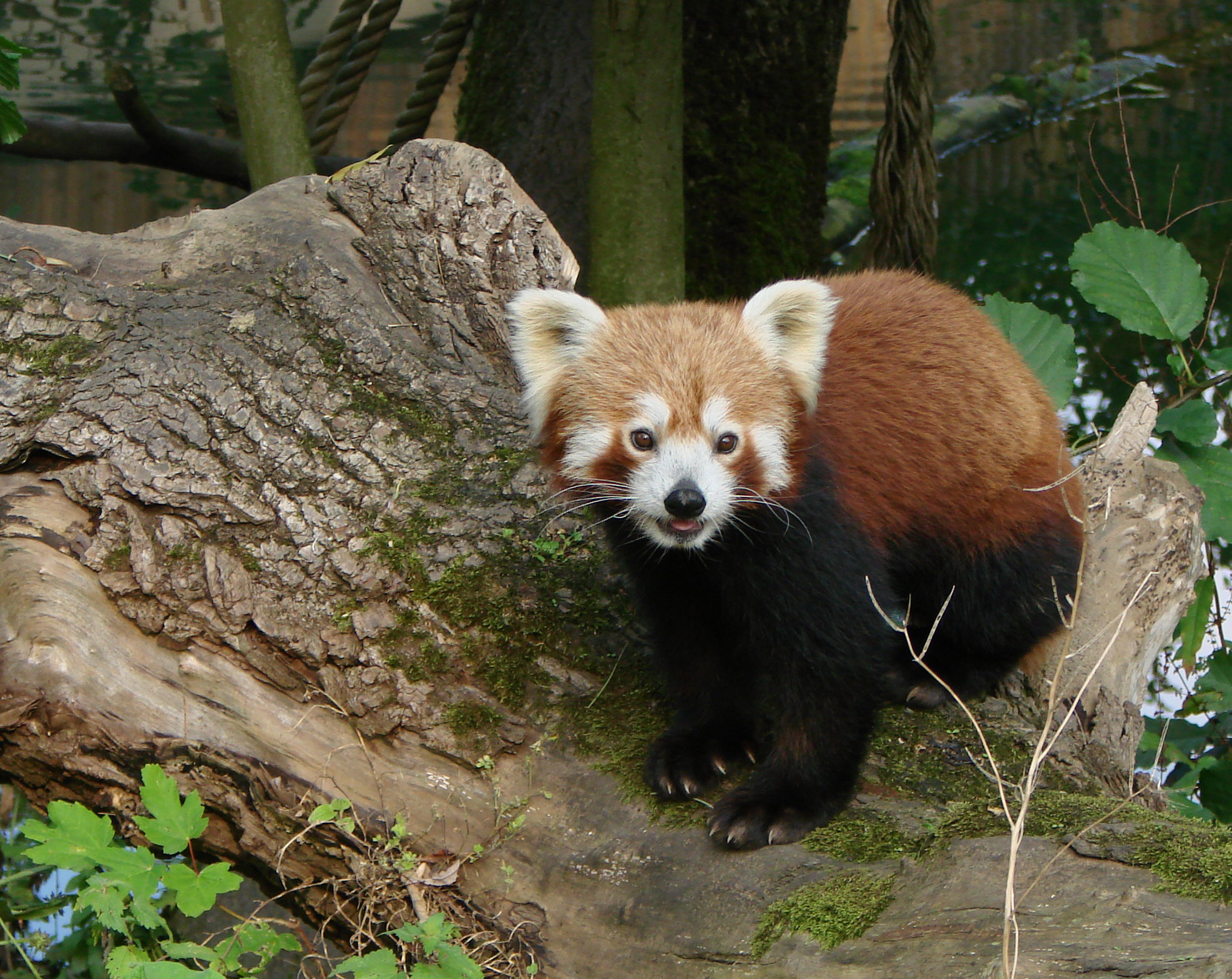
Panda roux (Ailurus fulgens).
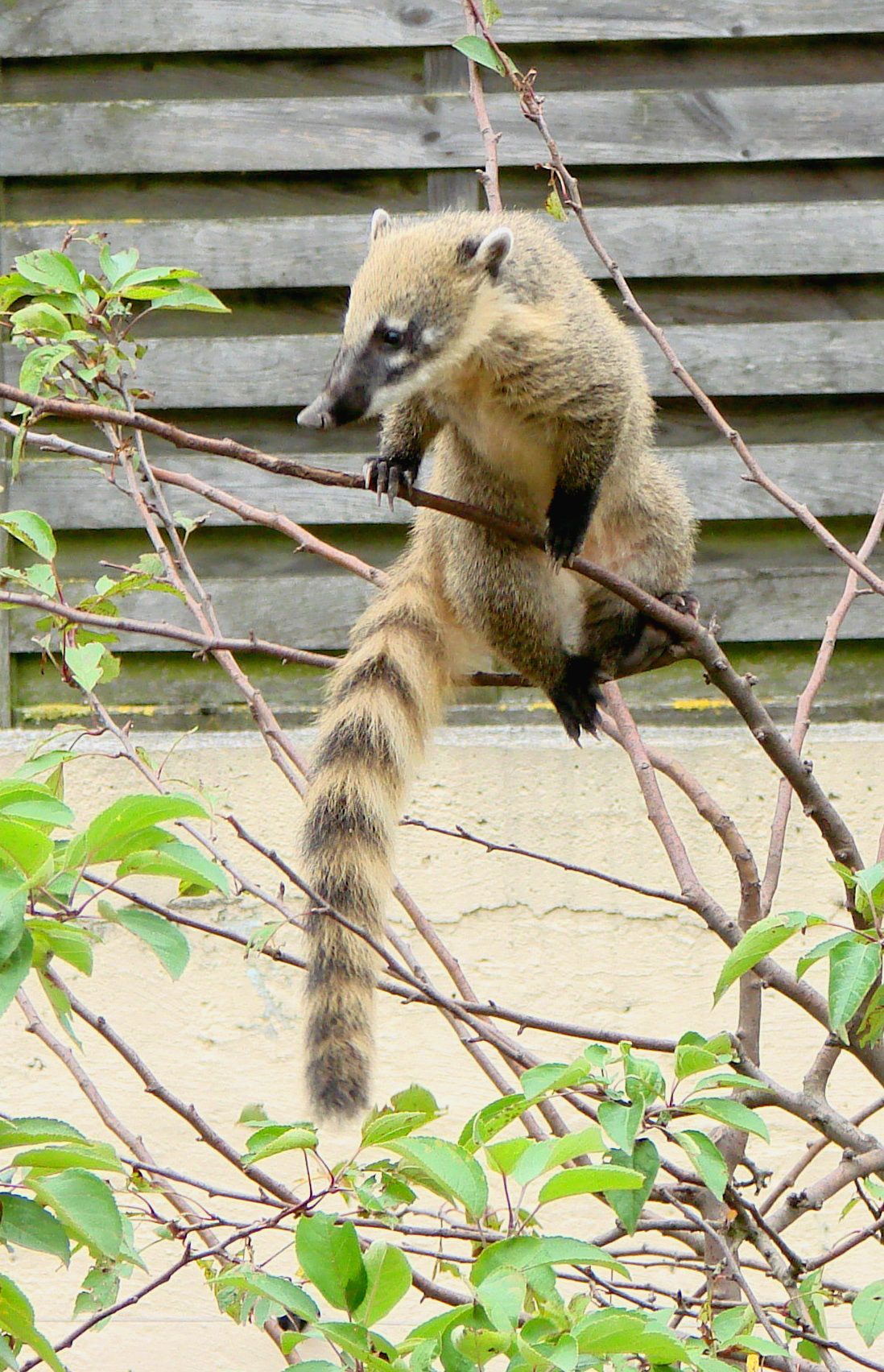
Coati roux (Nasua nasua).
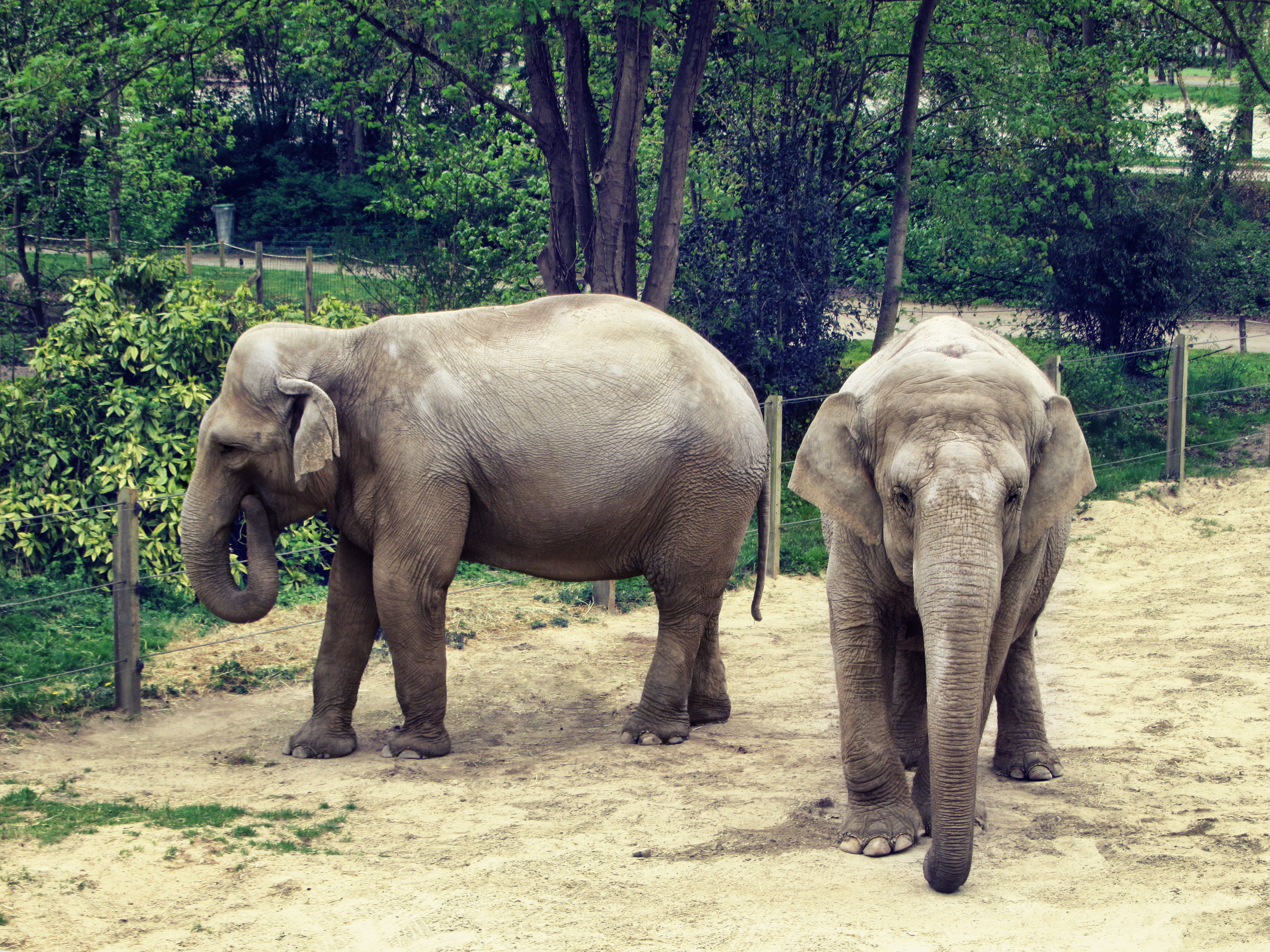
Jena et Praya, les deux éléphants d'Asie (Elephas maximus).
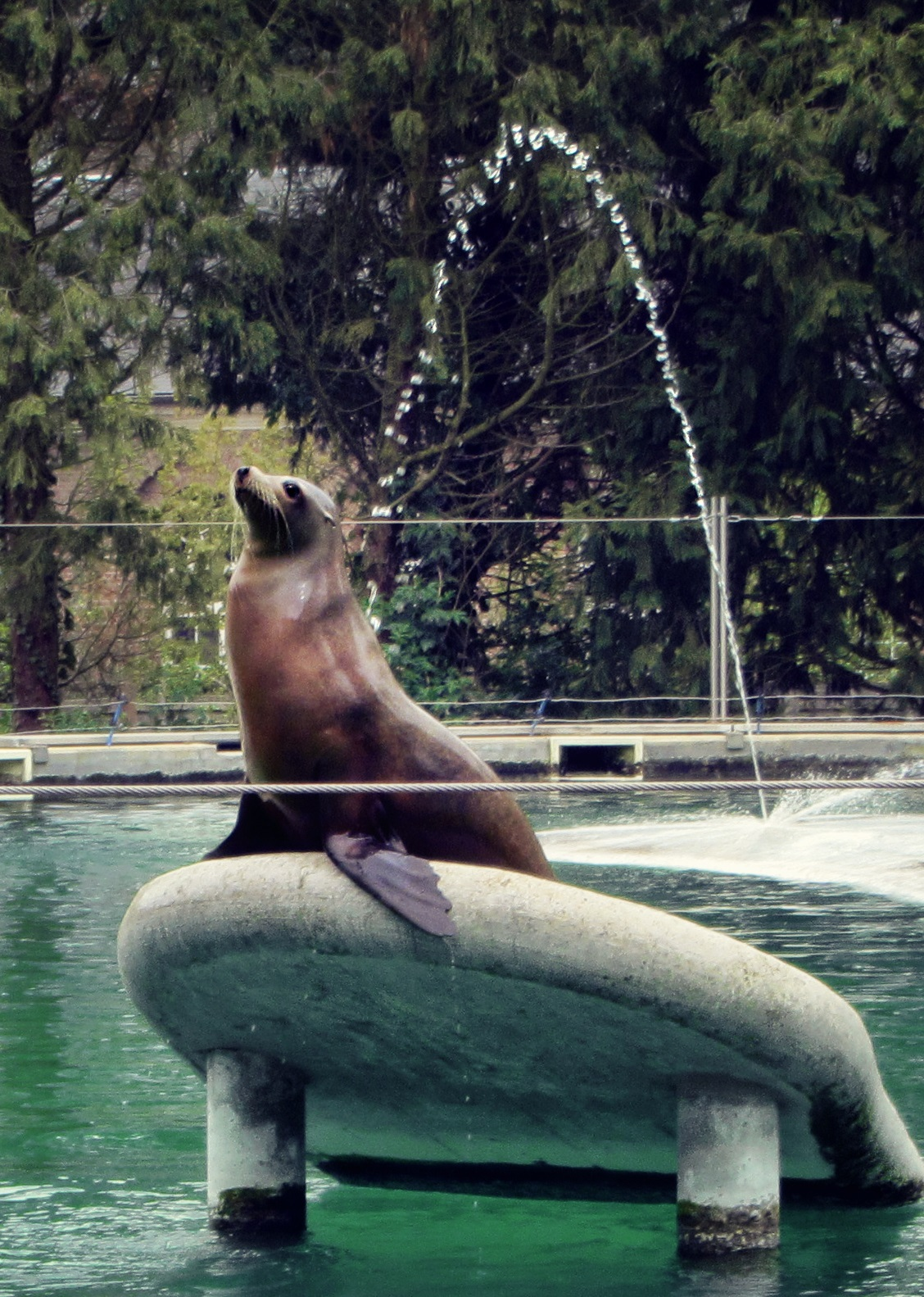
Otarie de Californie (Zalophus californianus).
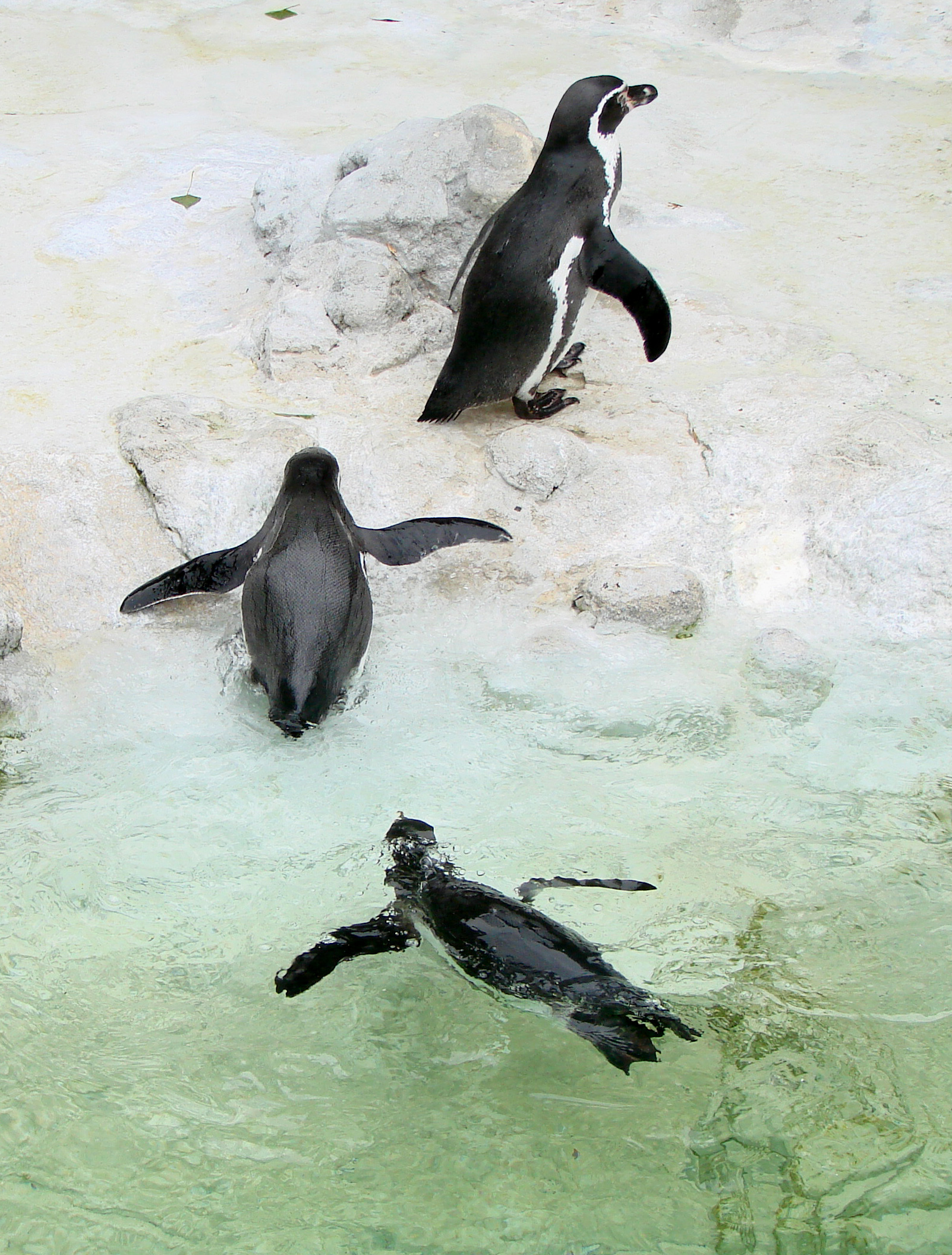
Manchots de Humboldt (Spheniscus humboldti).

### Patrimoine culturel

#### Musées
Amiens compte plusieurs musées ouverts au public et plusieurs lieux d'expositions. La ville a, par ailleurs, été fortement pressentie pour accueillir le Louvre II mais quelques voix s'opposèrent au projet, jugeant le patrimoine culturel amiénois suffisamment attractif en l'état. Ainsi, dans un courrier au président de la République Jacques Chirac, l'ancien ministre de la Culture Jack Lang écrivit : « Amiens a sa cathédrale, Lens en est dépourvue ».

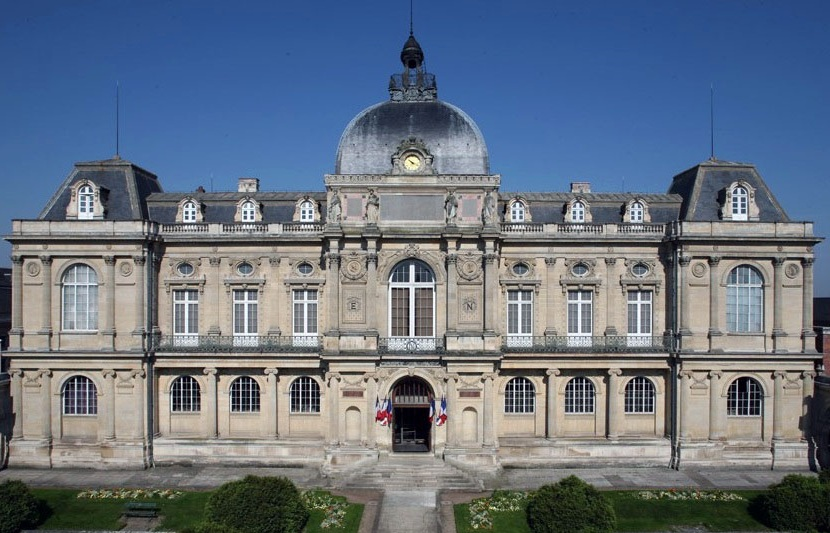
Musée de Picardie.

- Le musée de Picardie est un site fondamental dans l'histoire de la muséographie puisqu'il est le premier bâtiment à avoir été édifié en France pour servir de musée en tant que tel[220].

Bâti sous le Second Empire sur le modèle du Louvre de Napoléon III, il ouvre ses portes après la visite de l'empereur en 1867.
Considéré comme le modèle français du musée du XIXe siècle, il est surnommé le « Petit Louvre de la Province » et accueille très tôt de riches collections qui se répartissent aujourd'hui en quatre départements : l'archéologie au sous-sol, l'art médiéval au rez-de-chaussée, les Beaux-Arts aux rez-de-chaussée et premier étage, enfin l'art moderne et contemporain au premier étage. Des salles sont également consacrées aux expositions temporaires.
Le département des Beaux-Arts réunit, entre autres, des peintures de Van Dyck, Jordaens, Ruysdael, le Greco, de Ribera, Tiepolo, Guardi, Fragonard, Chardin, Boucher, Quentin de La Tour, Vouet, Corot et Courbet. Le fonds moderne et contemporain est représenté par Picasso, Picabia, Balthus, Dubuffet, Hélion, Bacon, Miró, Manessier, etc. L'accès au premier étage se fait par un escalier monumental dans un cadre consacré aux célèbres compositions murales de Pierre Puvis de Chavannes.

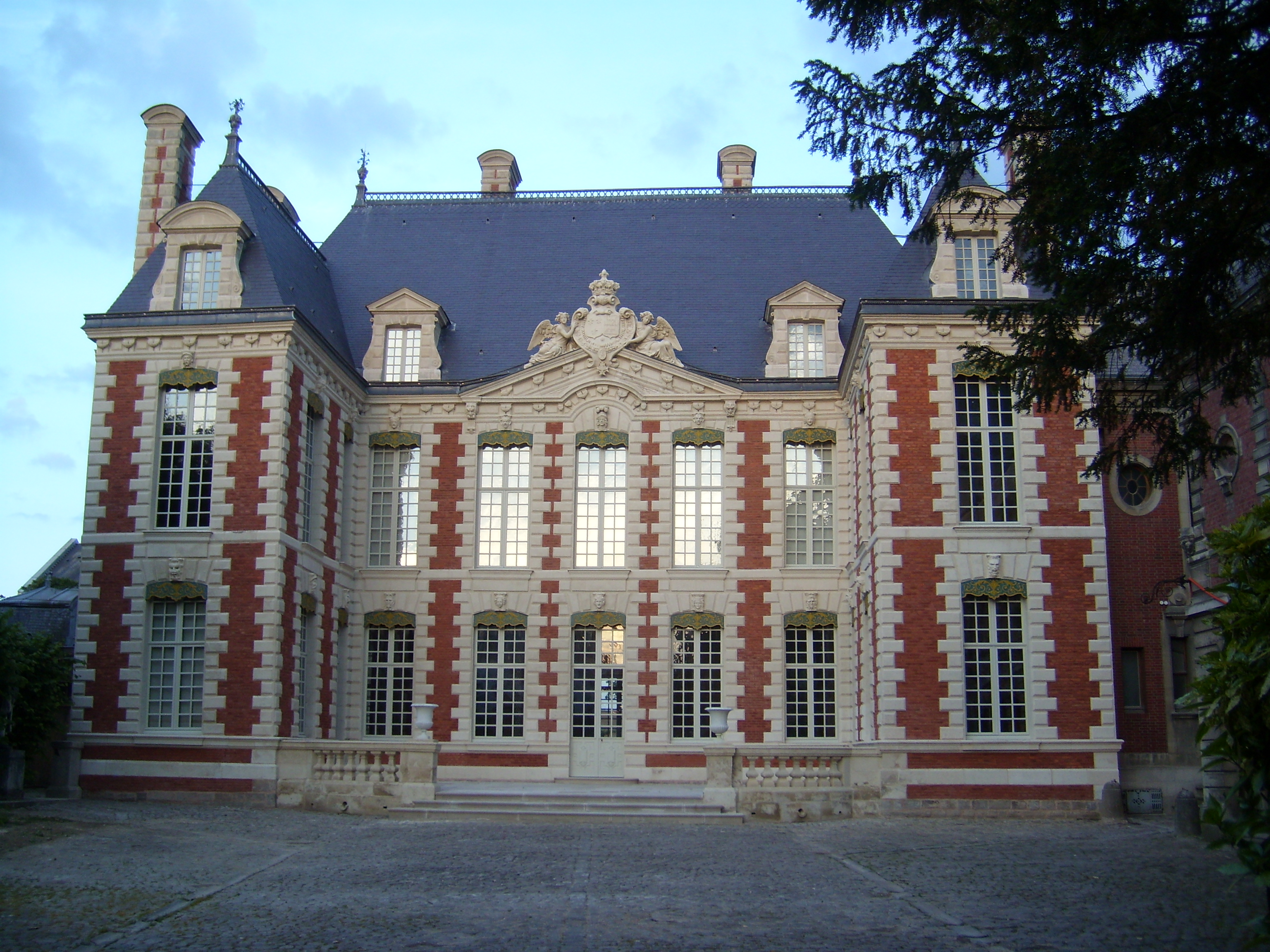
Musée de l'Hôtel de Berny.

- Le Musée de l'Hôtel de Berny est un musée d'art local et d'histoire régional.

D'architecture Louis XIII, le bâtiment fut construit en 1634 pour servir d'hôtel des trésoriers de France. Gérard de Berny, sénateur de la Somme, en fut son propriétaire dans la première moitié du XXe siècle. Il en restaura les façades et y installa ses collections.
Proche de la cathédrale, ce musée de France conserve un exceptionnel ensemble de boiseries, de meubles et d'objets d'art ainsi que les souvenirs (objets et tableaux) de personnalités amiénoises comme Jules Verne, Choderlos de Laclos, Édouard Branly, Jean Baptiste Gresset, Vincent Voiture, Joseph Pinchon ou le Maréchal Leclerc.
En cours de rénovation et de refonte de son projet muséographique, il est actuellement fermé au public.
.

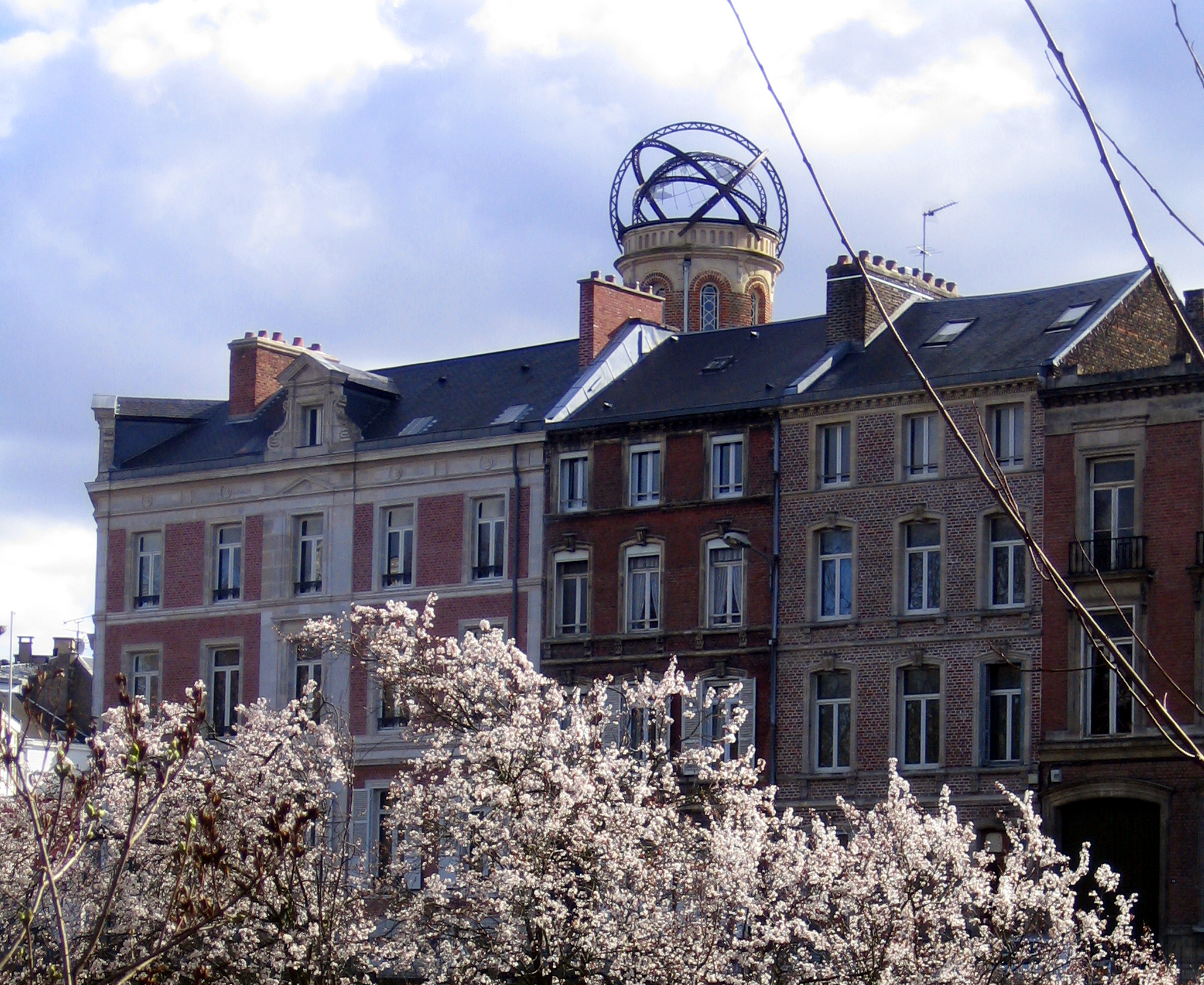
La maison de Jules Verne depuis le mail Albert-1er

- La Maison de Jules Verne, labellisée Maisons des Illustres, est la demeure de Jules Verne, écrivain le plus traduit au monde après Agatha Christie[225].

Entre 1882 et 1900, il vécut dans cet hôtel particulier du XIXe siècle et y écrit une partie de son œuvre.
La visite propose de pénétrer dans l'univers intime et créatif de l'auteur. Le lieu, en effet, conserve en grande partie son décor d'origine et ouvre la quasi-totalité de ses pièces, du rez-de-chaussée au grenier. Les collections permanentes sont présentées sur deux étages, dans les combles, la tour et le belvédère de la maison : environ 700 objets évoquent la personnalité, les sources d'inspiration et les souvenirs de Jules Verne.
Des visites costumées, des rencontres littéraires et des conférences thématiques y sont aussi organisées.
- La Maison de la culture d'Amiens (connue localement sous les acronymes MCA et MACU) a été inaugurée le 19 mars 1966 par André Malraux.

Établissement culturel majeur de la région, il dispose de deux salles d'expositions d'art contemporain, le hall Matisse et la salle Giacometti, qui accueillent des expositions de sculptures, photographies, arts plastiques.
- Le Fonds régional d'art contemporain de Picardie (FRAC Picardie), créé en 1983, a pour ambition la promotion de l'art contemporain via notamment des actions de diffusion.

Dès 1985, le FRAC Picardie a spécialisé son action dans le domaine du dessin et de ses dimensions contemporaines. Il s'intéresse aussi au support, sur et hors papier, puisque des artistes travaillent maintenant avec d'autres médiums comme la vidéo. Ce choix lui a permis d'acquérir une notoriété internationale.
Des noms majeurs de l'art contemporain figurent dans sa collection comme Basquiat, Dubuffet, Oppenheim, Twombly, Matta, Manessier, etc.
Depuis 2001, des réflexions sont engagées pour construire un nouveau bâtiment chargé d'accueillir le fonds et ses collections.

#### Salles de concert

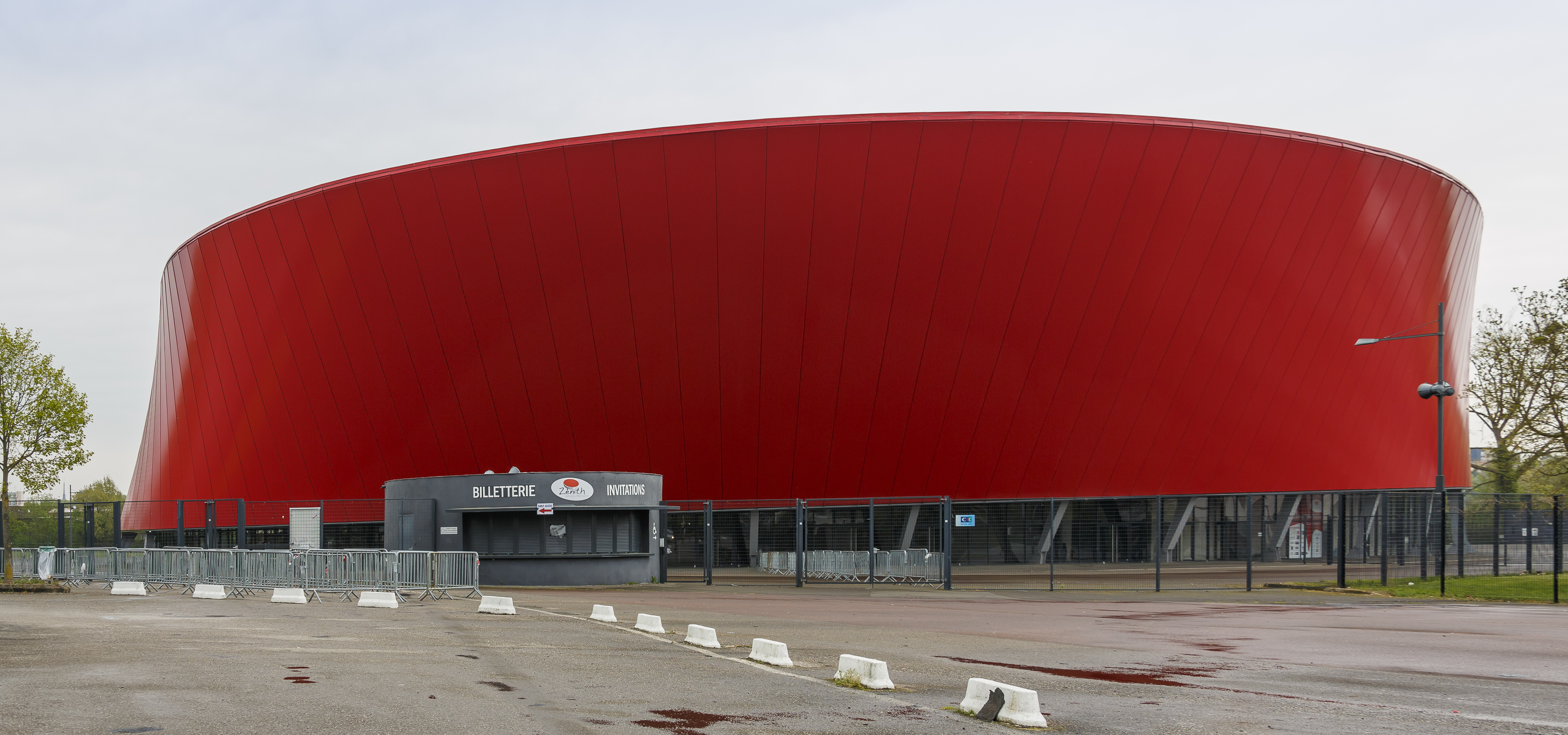
Zénith d'Amiens.

Plusieurs salles de concerts coexistent à Amiens, chacune ayant leurs propres orientations musicales. En voici un aperçu :
- Le Zénith d'Amiens a été inauguré en septembre 2008. D'une capacité de 6 000 places, il est l'œuvre de l'architecte italien Massimiliano Fuksas[231]. Détenteur du label Zénith, cet équipement permet d'accueillir des têtes d'affiches nationales et internationales. L'accessibilité du lieu par autoroute (A16, A29, A1) et les possibilités de stationnements gratuits lui permettent de rayonner de la Belgique à la région parisienne[232].
- La Mégacité est le parc des congrès et des expositions d'Amiens. Situé à proximité immédiate du Zénith d'Amiens et du stade de la Licorne, il dispose de deux auditoriums de 350 et 1 000 places[233] où des concerts et des spectacles humoristiques sont régulièrement programmés.
- Le cirque Jules-Verne, plus grand cirque en dur de France, dispose d'environ 1 700 places assises depuis sa rénovation en 2003. Il accueille, entre autres événements, des concerts.
- La Maison de la culture d'Amiens propose de nombreux spectacles vivants et des concerts. Elle gère aussi le New Dreams, une salle de 120 places assises ou 300 debout.
- L'Auditorium Henri-Dutilleux est l'auditorium du Conservatoire à rayonnement régional d'Amiens. Privilégiant la qualité acoustique, il offre 370 places sur trois niveaux. Il propose essentiellement des concerts de répertoire classique.
- La Lune des Pirates est la scène de musiques actuelles (SMAC) de la ville. Créée en 1987 dans un ancien entrepôt de bananes du quai Bélu, elle a une capacité de 250 places.

#### Théâtres

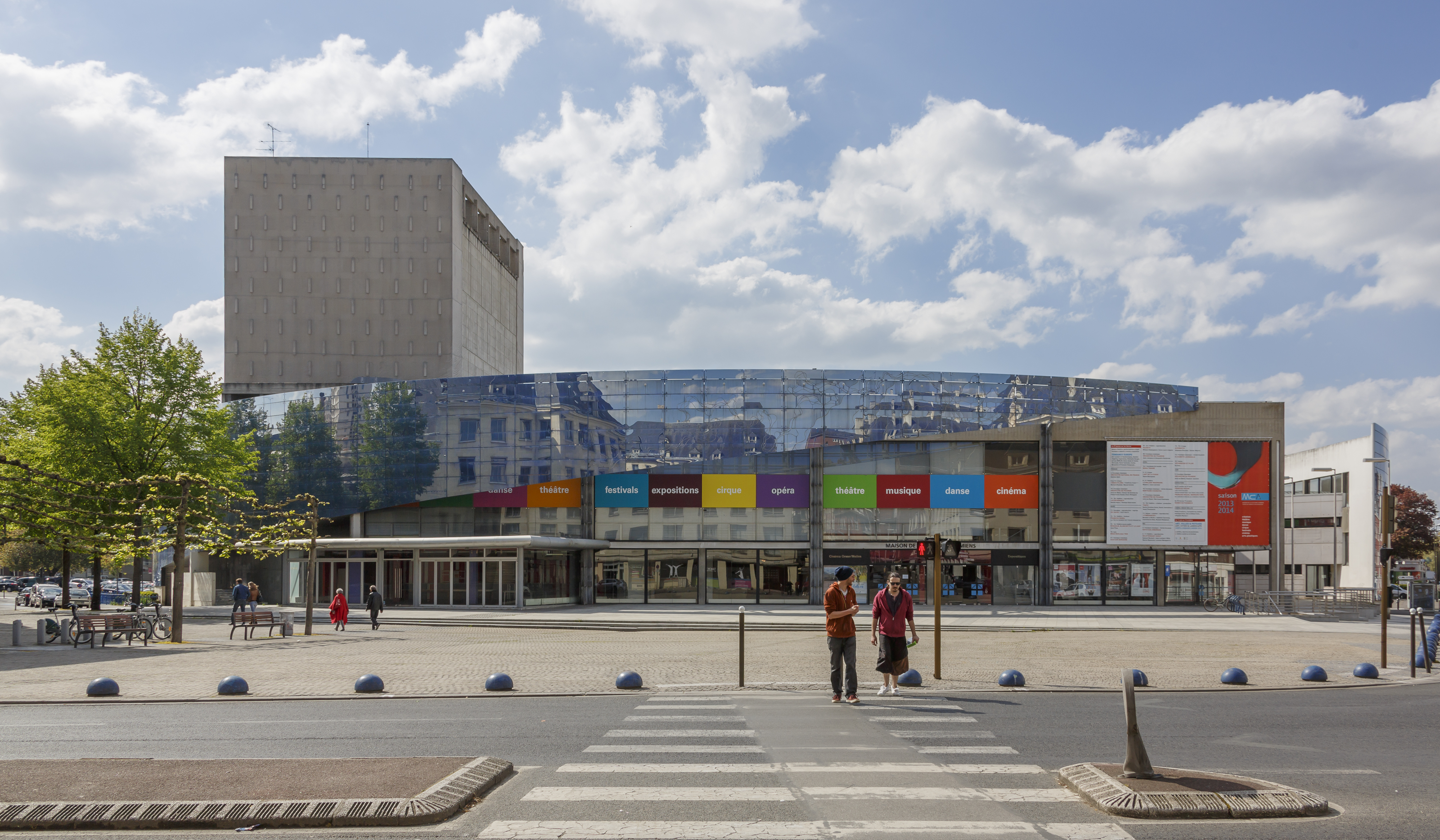
Maison de la culture d'Amiens.

La ville compte plusieurs lieux de diffusion théâtrale. En voici la liste des principaux :
- la Maison de la culture d'Amiens est labellisée scène nationale par le ministère de la Culture. Principal complexe culturel de la ville, sa mission couvre de nombreuses disciplines : théâtre, musique, danse, cinéma et arts plastiques. Elle regroupe notamment deux salles de théâtre : le Grand Théâtre (1 070 places) et le Petit Théâtre (300 places) ;
- la Comédie de Picardie (ComDePic) est l'un des principaux théâtres de la ville. Cette scène conventionnée a été créée en 1989 par le conseil régional de Picardie et propose une quinzaine de pièces chaque année. Le théâtre dispose d'une salle à l'italienne de 400 places et abrite sa propre compagnie ;
- la Maison du Théâtre a été créée en avril 1988 dans le quartier historique de Saint-Leu. Ses activités vont de la création à la diffusion, en passant par la formation théâtrale. Tournée vers le théâtre contemporain, elle héberge des compagnies théâtrales et leurs créations[234] ;
- le théâtre de marionnettes Chés cabotans d'Amiens, fondé en 1933, est l'héritier des quelque quatre-vingts théâtres de cabotans qui ont fait d'Amiens la capitale française de la marionnette à fils au XIXe siècle[235]. Depuis 1997, un théâtre est consacré à Chés cabotans d'Amiens et à Lafleur, son populaire héros. Il est situé au cœur du quartier Saint-Leu.

#### Centres culturels
En 2014, Amiens Métropole compte 9 centres culturels qui couvrent une bonne partie du territoire métropolitain : six dans différents quartiers d'Amiens, trois dans les communes voisines de Longueau, Camon et Glisy. Ces structures de proximité qui œuvrent dans le domaine de l'art et de la création sont ouvertement orientées « salles de spectacle ». Ouvertes à tous, elles proposent une programmation éclectique : des pièces de théâtre et des concerts, des spectacles jeune public et de danse, des projections de films, des expositions, des rencontres et débats, etc. En 2013, elles ont accueilli 48 000 personnes.
Voici la liste des centres installés dans les différents quartiers de la ville :
- La Briqueterie, collectif d'associations et d'artistes, est un lieu de création pluridisciplinaire. Elle est installée, depuis 2001, sur le site de l'ancienne caserne militaire Friant dans le quartier Elbeuf[237]. Elle accueille et organise dans le cadre de sa programmation des résidences d'artistes, des expositions, des spectacles (théatre, jeune public,...), des projections cinéma, des performances ainsi que des concerts. À cet effet, elle dispose d'une salle pouvant accueillir 200 personnes, d'une salle d'exposition, de bureaux et d'ateliers de création.
- le centre culturel Jacques-Tati est implanté au cœur du quartier Pierre-Rollin[238]. Inauguré en janvier 2008, le théâtre Jacques-Tati compte 198 places assises[239] et accueille des pièces de théâtre, des spectacles jeune public, des concerts, etc. ;
- le centre culturel Léo-Lagrange se situe dans le quartier Saint-Germain[240]. Lieu de diffusion d'expositions, de spectacles (musique, théâtre, danse, cirque) et de rencontres, il dispose d'une salle de 85 places assises nommée La chapelle ;
- le CSC est installé au cœur du quartier Étouvie[241]. Parmi ses missions figure la diffusion d'expositions et de spectacles. À cet effet, il dispose d'une salle de 150 places assises ;
- l'Étoile du Sud est implantée dans le quartier Victorine-Autier[242]. Ce centre culturel est spécialisé dans les cultures urbaines et a la particularité de disposer d'un studio d'enregistrement assisté par ordinateur (MAO) ;
- le Safran est implanté dans le quartier Nord d'Amiens. Cette scène conventionnée « pluridisciplinaire et d'expérimentation » offre une programmation diversifiée[243] : théâtre, spectacles jeune public, danse, expositions. Sa salle de théâtre dite Gérard-Philipe compte 220 places[244]. Le Safran accueille également un complexe musical, la Cité Carter, qui dispose de studios de répétition, propose des séances d'enregistrement et organise des concerts de musiques actuelles dans sa salle de 250 places.

#### Bibliothèques
En 2013, les bibliothèques constituent un réseau de 28 équipements répartis sur l'ensemble du territoire de la métropole. Le cœur de ce réseau est la bibliothèque Louis-Aragon, située rue de la République. Édifiée entre 1823 et 1826, c'est l'une des plus anciennes bibliothèques municipales de France. Elle a connu plusieurs campagnes de travaux, notamment entre 1982 et 1993, qui l'ont dotée de nouveaux espaces : deux auditoriums, un espace jeunesse, une médiathèque et une artothèque.
L'inscription et l'emprunt sont gratuits pour tous les Amiénois dans l'ensemble des bibliothèques. Un bibliobus assurent également la desserte des quartiers et des communes de l'agglomération, ainsi que le portage de documents pour les personnes à mobilité réduite.

#### Cinémas
En 2017, la ville compte trois cinémas :
- le Cinéma Gaumont Amiens (12 salles, 2 700 places) a été inauguré en septembre 2005. Situé à deux pas de la gare d'Amiens, il dispose notamment d'un grand hall et d'une salle de 600 places. Un parking de 500 places est situé sous le cinéma. Il est l'œuvre des architectes Philippe Chaix et Jean-Paul Morel et sa décoration intérieure a été confiée à Christian Lacroix[247]. En 2011, ce multiplexe a comptabilisé 887 000 entrées[248]. En 2017, sa fréquentation s'établissait autour de 800 000 entrées[249] ;
- le Ciné Saint-Leu (1 salle de 250 places) a été inauguré en octobre 2000[250], après la fermeture du cinéma Le Régent situé à proximité de la gare. Cinéma d'art et d'essai, il fait partie des équipements culturels du pôle « Cathédrale ». Sa programmation éclectique offre la possibilité de voir les films en version originale ;
- le Studio Orson-Welles (1 salle de 180 places située au sein de la maison de la culture d'Amiens). Également cinéma d'art et d'essai géré par la MCA, il propose des films d'auteur ainsi que des rétrospectives de grands noms du septième art, anciens ou contemporains[251].

### Amiens et la musique

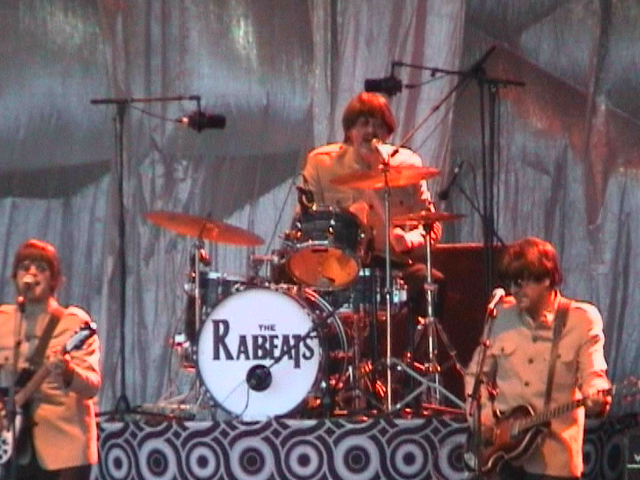
The Rabeats.

La ville dispose d'un conservatoire à rayonnement régional, qui succède à l'école de musique d'Amiens. Depuis 1891, il est le siège d'une importante activité musicale, encadrée par 70 professeurs.
Depuis 1985, la musique classique est représentée par l'Orchestre de Picardie et son pendant universitaire. On peut également citer l'Harmonie Saint-Pierre, fanfare de 70 musiciens, devenue institution locale depuis sa création en 1894.
Le chœur et la chorale sont aussi représentés par le Chœur régional de Picardie, le Chœur universitaire et le Chœur de France Picardie.
Créé en 1986, le label français de jazz Label Bleu a son siège dans la ville.
Depuis leur création, les structures La Lune des Pirates (1987) ou la Cité Carter (1994) apportent aussi leur soutien à la scène musicale locale. À titre d'exemple, la Cité Carter produit chaque année une compilation présentant les groupes qui répètent en son sein.
Dans les années 2000, le vivier du rock amiénois s'organise autour du collectif Amiens Burning et voit émerger des groupes tels que The Beyonders, Molly's, Sobo, The Void.
Dans les années 2010, deux chanteurs amiénois sont finalistes de The Voice, populaire télé-crochet de TF1 : Olympe (2013) et MB14 (2016).
En 2018, le groupe Madame Monsieur de l'amiénois Jean-Karl Lucas représente la France au Concours Eurovision de la chanson, avec le titre Mercy.
Actuellement, plusieurs artistes musicaux sont liés à la ville. Ils évoluent dans des styles aussi variés que la chanson française (Albin de la Simone), les musiques du monde (Rokia Traoré), le hip-hop (Disiz, Naza), l'électro (The Name), la pop (Madame Monsieur, The Rabeats, Videoclub), le heavy metal (Anorak, DSK, Vakarm), le rock (Les Fatals Picards, Structures), la fanfare (Zic Zazou, l'Arrach'Fanfarre), le jazz (Rodolphe Lauretta).

### Amiens et la littérature

#### Amiens dans la littérature
- Au début du roman Manon Lescaut de l'Abbé Prévost, c'est à Amiens que le chevalier des Grieux fait la connaissance de Manon Lescaut.
- Dans le roman Les Trois Mousquetaires d'Alexandre Dumas, d'Artagnan à la poursuite de Milady de Winter passe par Amiens et y dort à l'auberge du Lys d'or.

#### Les écrivains amiénois
Au fil des siècles, la ville voit naître des écrivains majeurs.
Dans la première moitié du XVIIe siècle, Vincent Voiture, poète et épistolier, est la coqueluche des Précieuses grâce à la fluidité de son style. En 1634, il est élu membre de la première Académie française.
En 1678, Charles du Fresne, sieur du Cange, surnommé « le Varron français », publie son Glossarium en 3 tomes. Ce glossaire de latin médiéval fait encore autorité aujourd'hui.
En 1750, Jean Baptiste Gresset, membre de l'Académie française, dramaturge et poète célébré en son temps fonde l'Académie d'Amiens. Encore active de nos jours, il en demeure le « président perpétuel ».
En 1782, l'Amiénois Choderlos de Laclos met en scène une noblesse dépravée dans son roman Les Liaisons dangereuses. Considéré comme l'un des chefs-d'œuvre de la littérature du XVIIIe siècle, l'ouvrage fait le tour du monde et connaît une adaptation cinématographique oscarisée.
« Me voilà tout à fait citoyen d'Amiens. Il me semble que j'y suis né. J'y vis très heureux, bien à l'aise pour travailler. Amiens est une ville sage, d'humeur égale, et la société y est aimable et lettrée. On y est près de Paris, assez près pour en avoir les reflets, sans le bruit et l'agitation insupportables. »
— Jules Verne

Signature de Jules Verne.

Au XIXe siècle, une vie littéraire brillante a cours dans la ville autour de l'Académie des sciences, des lettres et des arts d'Amiens, de l'historien Albéric de Calonne ou encore de la famille Yvert.
Cependant, le plus illustre personnage de la vie littéraire amiénoise de cette époque reste Jules Verne. Celui-ci anime l'activité intellectuelle de la cité picarde, donnant des bals et des fêtes tandis que sa femme tient un salon réputé.
En 1872, il devient membre de l'Académie d'Amiens avant d'en être élu directeur en 1875 et en 1881. Cette nouvelle fonction lui offre l'occasion de prononcer plusieurs discours de bienvenue, notamment pour l'un de ses amis, le caricaturiste amiénois Gédéon Baril.
En 1875, il prononce un discours intitulé « Une ville idéale : Amiens en l’an 2000 » où il se met en scène déambulant dans une ville d'Amiens avant-gardiste. Depuis, la ville a bâti un parcours touristique à partir de ce texte.
Fortement engagé dans la vie locale, Jules Verne est nommé conseiller municipal de la ville de 1888 à 1904 et en fréquente assidûment les lieux culturels (bibliothèque, théâtre, etc.). Il rédige de nombreux rapports sur le théâtre et apporte son soutien à la construction du cirque municipal qui porte aujourd'hui son nom.
Amiens n'apparaît pas explicitement dans ses romans mais on y trouve néanmoins des éléments caractéristiques de la ville comme la cathédrale et le fleuve. C'est le cas pour la ville imaginaire de Ragz dans « Le secret de Wilhem Storitz ». Dans la nouvelle « Une fantaisie du docteur Ox », les habitants de la ville imaginaire de Virgamen, les Virgamenois, font directement référence aux amiénois et à leur caractère jugé prudent.
Décédé en son domicile du quartier Henriville en 1905, il marque profondément la ville de sorte qu'aujourd'hui de nombreux lieux, monuments et événements y portent son nom. Il repose au cimetière de La Madeleine.
« Telle qu'elle est avec son sourire si particulier, combien j’aime la Vierge Dorée, avec son sourire de maîtresse de maison céleste ; combien j’aime son accueil à cette porte de la cathédrale, dans sa parure exquise et simple d’aubépines. »
— Marcel Proust (à propos du portail de la Vierge dorée de la cathédrale d'Amiens)
En 1885, John Ruskin publie La Bible d'Amiens qui est traduite en français, largement annotée et préfacée par Marcel Proust. L'ouvrage consacré à Notre-Dame d'Amiens est l'occasion pour Proust de rappeler son admiration pour l'auteur anglais et la cathédrale d'Amiens.
« Je voudrais donner au lecteur le désir et le moyen d'aller passer une journée à Amiens en une sorte de pèlerinage ruskinien. Ce n'était pas la peine de commencer par lui demander d'aller à Florence ou à Venise, quand Ruskin a écrit sur Amiens tout un livre. »
— Marcel Proust
Dans la deuxième moitié du XIXe siècle, Jules Barni, député de la Somme, agrégé de philosophie et brillant germaniste traduit l'œuvre d'Emmanuel Kant permettant sa diffusion en France.
En 1889, Paul Bourget publie Le Disciple, roman d'analyse considéré comme son œuvre majeure. En 1894, il est élu à l'Académie française.
Né dans le quartier Sainte-Anne en 1885, Roland Dorgelès publie Les Croix de bois en 1919. Écrit d'après ses notes prises au front, le roman remporte le Prix Femina la même année. Pressenti pour l'obtention du Prix Goncourt, il est devancé par À l'ombre des jeunes filles en fleurs de Marcel Proust, 6 voix contre 4. En 1929, il devient membre de l'Académie Goncourt avant d'en être élu président de 1954 jusqu'à sa mort en 1973. Il est à l'origine de l'expression « drôle de guerre », passée à la postérité.
En 1926, l'Amiénois Henri Deberly, obtient le prix Goncourt avec Le Supplice de Phèdre, un roman inspiré par sa ville.
En 1940, prisonnier de guerre au camp d'Amiens, Léopold Sédar Senghor écrit pour partie les poèmes du recueil Hosties noires qui paraît en 1948.
En 1955, Vladimir Volkoff s'installe à Amiens. En 1982, cet arrière petit-neveu du compositeur Tchaïkovski reçoit le Grand prix du roman de l'Académie française.
En 1957, en s'évadant de la citadelle de Doullens, Albertine Sarrazin rencontre l'homme de sa vie, l'amiénois Julien Sarrazin, qu'elle épousera un peu plus tard à la mairie de la ville. L'Astragale, roman très autobiographique publié en 1965, raconte son parcours et cette passion amoureuse. En 1977, huit ans après la mort d'Albertine, Julien Sarrazin se livre à son tour dans le récit autobiographique Contrescarpe.
En 1968, l'édition du Journal de Jean Colin d'Amiens permet de découvrir ce peintre-écrivain décédé en 1959 d'une paralysie générale, à l'âge de trente-deux ans.
En 2011, Grégoire Delacourt évoque ces années d'interne au sein du collège jésuite La Providence d'Amiens dans son premier roman L'Écrivain de la famille.
Au milieu des années 2010, deux jeunes auteurs liés à la ville connaissent un succès public et critique : Édouard Louis et François-Henri Désérable.

### Amiens et le cinéma
Plusieurs films ou scènes de films ont pour décor Amiens et ses environs. En voici une liste non exhaustive :
- 1914 : Manon Lescaut d'Herbert Hall Winslow ;
- 1946 : Jéricho d'Henri Calef avec Nadine Alari, Pierre Brasseur et Jacques Charon ;
- 1959 : La Tête contre les murs, film de Georges Franju, avec Pierre Brasseur et Jean-Pierre Mocky ;
- 1970 : Les Clowns de Federico Fellini tourné au Cirque Jules-Verne ;
- 1973 : La Rose de fer de Jean Rollin avec Françoise Pascal, Hugues Quester et Natalie Perrey ;
- 1976 : La Saga des Français : La Rumeur, film de Michel Pamart et Marcel Trillat ;
- 1980 : La Femme enfant, film de Raphaële Billetdoux, avec Klaus Kinski ;
- 1989 : Roselyne et les Lions de Jean-Jacques Beineix, avec Isabelle Pasco est lui aussi tourné au Cirque Jules-Verne ;
- 1991 : Les Équilibristes de Nikos Papatakis, avec Michel Piccoli tourné au Cirque Jules-Verne ;
- 1994 : Sister My Sister de Nancy Meckler avec Julie Walters et Joely Richardson ;
- 1997 : Arlette de Claude Zidi, avec Josiane Balasko et Christophe Lambert ;
- 1999 : Je suis né d'une cigogne, film de Tony Gatlif, avec Romain Duris ;
- 2000 : Elle et lui au 14e étage de Sophie Blondy, avec Guillaume Depardieu et Benoît Magimel (Tour Perret)[260] ;
- 2000 : Confort moderne de Dominique Choisy ;
- 2002 : Carnages de Delphine Gleize ;
- 2002 : Paris selon Moussa, film de Cheik Doukouré ;
- 2008 : Paul Rondin est…Paul Rondin, court-métrage de Frédéric Vin, avec François Berland ;
- 2008 : Blanche, court-métrage d'Eric Griffon du Bellay, avec Romane Bohringer et Clémence Poésy ;
- 2008 : Louise-Michel, film de Gustave Kervern et Benoît Delépine, avec Yolande Moreau et Benoît Poelvoorde tourné à la Tour Bleue (avant sa destruction), dans le quartier Étouvie ;
- 2008 : Française, film de Souad El-Bouhati, avec Hafsia Herzi ;
- 2009 : Ricky de François Ozon avec Alexandra Lamy ;
- 2010 : Copacabana, film de Marc Fitoussi, avec Isabelle Huppert ;
- 2012 : Les Fraises des bois, film de Dominique Choisy ;
- 2013 : La Tête la première, film d'Amélie Van Elmbt ;
- 2016 : Merci Patron !, film de François Ruffin ;
- 2019 : Jeanne, film de Bruno Dumont.
- 2022 : Tout fout le camp, film de Sébastien Betbeder.
- 2024 : Challenger, film de Varante Soudjian.

#### Clips vidéos
- 2017 : Chanteur malheureux de M. Pokora[261],[262] tourné sur la place René Goblet, la cathédrale et le Jardin de l'Évêché.
- 2018 : Comme un ours d'Alexis HK[263],[264] tourné dans les rues du quartier Saint-Acheul.

En outre, depuis 1980 s'y organise le Festival international du film d'Amiens (FIFAM).

### Amiens et la bande dessinée
Centre créatif important du 9e art, Amiens voit émerger au début des années 2000 une génération d'auteurs de bande dessinée parmi laquelle figurent Régis Hautière (nommé aux Eisner Awards), Pozla (Prix spécial du jury du Festival d'Angoulême), Noredine Allam, Greg Blondin, Damien Cuvillier (Prix coup de cœur à Quai des Bulles), Antoine Dodé (Prix Saint-Michel du public), Fraco, David François, Hardoc, Nicolas Hitori De.
La ville a également vu naître et résider de grands noms de la bande dessinée comme l'amiénois Joseph Pinchon (créateur du personnage de Bécassine), Paul Gillon (Grand prix de la ville d'Angoulême), Philippe Thirault ou Jean-Christophe Menu.
Acteur de cette dynamique autour de la BD, la structure « On a marché sur la bulle » organise les Rendez-vous de la Bande dessinée d'Amiens, l'un des plus grands festivals de bande dessinée en France. Active toute l'année sur le territoire, elle gère également un centre de ressources et compte un département éditorial avec les éditions de la Gouttière.
En outre, l'université d'Amiens délivre l'unique diplôme universitaire de « Création de bandes dessinées » en France.

### Culture régionale
Capitale historique de la Picardie, Amiens est le creuset d'une culture régionale forte et ancienne qui s'exprime aussi bien dans le langage que dans les arts, l'architecture, le sport ou les coutumes. Voici un court aperçu de ce patrimoine :
- Chés cabotans d'Amiens ou Les cabotins d'Amiens est un petit théâtre de marionnettes traditionnelles picardes fondé en 1933. Lafleur, le héros, est né vers 1811 à Saint-Leu, il parle exclusivement picard. Habillé traditionnellement d'un costume de laquais (velours rouge coiffé d'un tricorne), Lafleur est gai, dynamique, indépendant et débrouillard ; sa devise est : "bin mier, bin boère, pis n'rin foère!" (Bien manger, bien boire et puis ne rien faire).
- La langue picarde est reconnue langue régionale. Elle est parlée en France dans les régions Picardie et Nord-Pas-de-Calais, et en Belgique dans la Province de Hainaut. Diverses associations œuvrent pour la promotion et le développement de la culture picarde qui s'exprime dans le théâtre, la chanson, le conte mais aussi dans l'écriture : romans, revues, poésie… Depuis 1993, le Conseil régional de Picardie développe au sein de l'« Office Culturel Régional de Picardie » une politique culturelle en faveur de la langue et de la culture picardes. « L'Agence régionale de la langue picarde », créée en 2008, a son siège à Amiens[268]. Le Picard est enseigné à l'université d'Amiens.
- Les blasons populaires sont des surnoms ou des sobriquets donnés aux habitants des villes et des villages picards. Ces sobriquets (Surpitchet (pcd) en picard), que l'on appelle aussi noms jetés dans le nord de la France, viennent parfois de l'histoire de la ville, parfois d'un jeu verbal, parfois d'une moquerie des travers des habitants. Le sobriquet des habitants d'Amiens est : Chés Maqueus d'gueugues d'Anmien (les mangeurs de noix d'Amiens) en référence à un épisode de l'invasion espagnole. Le 11 mars 1597, les armées espagnoles élaborent un stratagème pour s'emparer de la ville : les soldats de Hernàn Tello de Portocarrero, gouverneur de Doullens, déguisés en paysans viennent devant les portes des remparts avec des noix. Les Amiénois affamés ouvrent alors les portes et les espagnols prennent la cité.

#### Spécialités gastronomiques
Ancienne terre agricole et maraîchère, la ville possède un patrimoine gastronomique riche. Voici un aperçu des spécialités :
- le pâté de canard d'Amiens : plus ancienne spécialité gastronomique de la ville, datant du Moyen Âge ;
- la soupe des hortillons : soupe printanière qui, comme son nom l'indique, trouve son origine dans les hortillonnages et à leur richesse légumière ;
- la ficelle picarde : créée à l'occasion d'une foire exposition à Amiens, elle consiste en une crêpe salée garnie de jambon et d'une sauce réduite à base de champignons. Elle est roulée sur elle-même, puis nappée de crème fraîche parfumée de muscade, poivre blanc, et parsemée de fromage râpé avant d'être gratinée au four ;
- la flamiche, « flamiche à porions » en picard : tourte à base de blancs de poireau, échalote, crème fraîche et vin blanc, percée d’une petite cheminée au centre du couvercle de pâte ;
- le bisteu ou bigalan : tourte de pommes de terre, aux oignons et au lard ;
- l'andouillette d'Amiens : boulette de porc mélangée à une panade et oignons ;
- les beignets d'Amiens dits « pets d'âne » : petits beignets ronds et frits, à base de fromage frais de chèvre et de moelle de bœuf ;
- le macaron d'Amiens : biscuit moelleux à base d'amande, de fruits et de miel, dont la renommée remonte au XVIe siècle ;
- les tuiles d'Amiens : fine lamelle ronde de chocolat agrémentée d'éclats d'amandes ;
- le gâteau battu, brioche à la mie jaune doré et à la texture aérée, elle est riche en œufs et en beurre ;
- le galopin : pain perdu à base de pain brioché cuit comme une grosse crêpe ;
- la rabotte picarde : pomme emballée et cuite dans une pâte feuilletée ;
- la dariole d'Amiens : pâtisserie très prisée au XVIIIe siècle, garnie d'une crème aux amandes ;
- le sucre d'orge d'Amiens.

### Récompenses
La ville est régulièrement distinguée par la presse nationale pour sa qualité de vie ainsi que ses innovations économiques et sociales. Elle a également obtenu de nombreux labels. En voici une liste non exhaustive :
| - 1re ville de France en nombre d'inscriptions au Patrimoine mondial de l'UNESCO - Capitale européenne de la jeunesse en 2020 (Amiens For Youth). - Top 10 des « villes les plus vertes de France » par l'UNEP (7e lors du premier palmarès (2014), 10e lors du second palmarès (2017), 4e lors du troisième palmarès (2020)) - Top 20 des « villes où vivre et travailler au vert » par Le Figaro (2020) - 4 Fleurs au concours des villes et villages fleuris. Seules dix villes de plus de 100 000 habitants sont ainsi labellisées en France. - « Prix national de l'arbre » au concours des villes et villages fleuris (2012) - Ville d'art et d'histoire depuis 1992. En 2013, cette certification s'est étendue à l'ensemble de l'agglomération. - 3e au « Trophées de la propreté urbaine » par l'AVPU (2016). Ce grand prix récompense les villes qui mènent les actions les plus remarquables en faveur de la propreté des espaces publics. - 6e au classement des « villes les plus fêtardes de France » par Lonely Planet (2013) - 7e au classement des « villes de France où il fait bon sortir » par L'Étudiant (2015) - Label « Territoire zéro déchet zéro gaspillage » par le ministère de l'Écologie - Label « Territoire à énergie positive pour la croissance verte » par le ministère de l'Écologie (2015) - Label « APIcité » par l'UNAF (2016) - « Ville la plus attractive de France pour les entreprises » (catégorie moins de 200 000 habitants) en 2009 et 2007 par L'Entreprise. Elle a terminé seconde en 2010, 2008 et 2006. - « Ville la mieux gérée de France » (catégorie grandes villes de plus de 100 000 habitants) en 2011, 2010 et 2008 par Challenges. - « Ville pionnière de l'internet » par l'association Villes Internet (2016). Ce prix récompense les 10 villes françaises les plus innovantes dans le domaine du numérique depuis 25 ans. - 4@ sur 5@ possibles par l'association Villes Internet (2017) - « Meilleur centre-ville commerçant » par la Fédération pour la promotion du commerce spécialisé (2019) - 1er « prix national pour la dynamisation du centre-ville » par La Gazette des communes (2016) - 1re ville française à avoir mis en place le paiement des factures sur internet (février 2010) - 1re greffe partielle de visage au monde au CHU d'Amiens (2005) - 5e ville de France dans l'économie de partage (étude Asterés, 2016) - Label « French Tech » sur le réseau thématique HealthTech (depuis 2016) - 1re université de France en sciences humaines et sociales pour l'insertion professionnelle par Le Monde (2014) - 9e université de France pour la réussite des étudiants par Le Monde (2014) - « Ville la plus sportive de France » en 1999 et 1969 par L'Équipe - Label « Ville active et sportive » par le ministère de la Jeunesse et des Sports (2017). Ce label récompense la richesse du sport local, la qualité des infrastructures sportives, l'organisation d'événements sportifs (200 en moyenne par an) et les initiatives engagées pour développer l'activité physique sur territoire - Label « Ville amie des enfants » par l'UNICEF (2013). Ce label valide la qualité des actions et des initiatives en direction des 0-18 ans - Label « Ville conviviale – ville solidaire » par la Fédération européenne des solidarités de proximité (2016). - Label « Ville en poésie » (2017). Ce label récompense la valorisation des initiatives de médiation et de diffusion de la poésie dans la ville - Label « Destination pour tous » par le ministère du Tourisme (2017). Elle est la 2e ville française à obtenir ce label qui récompense les villes ayant développé l'accessibilité pour au moins deux familles de handicap et proposant une offre touristique adaptée - Palme d'or de la « ville française la plus gay-friendly » par le Comité IDAHO (2010 et 2013). Amiens a reçu, à deux reprises, ce prix qui récompense la ville française la plus innovante en matière de prévention de l'homophobie. L'astéroïde (12100) Amiens porte son nom. |

### Personnalités liées à la commune

#### Principales personnalités

##### Avant 1500

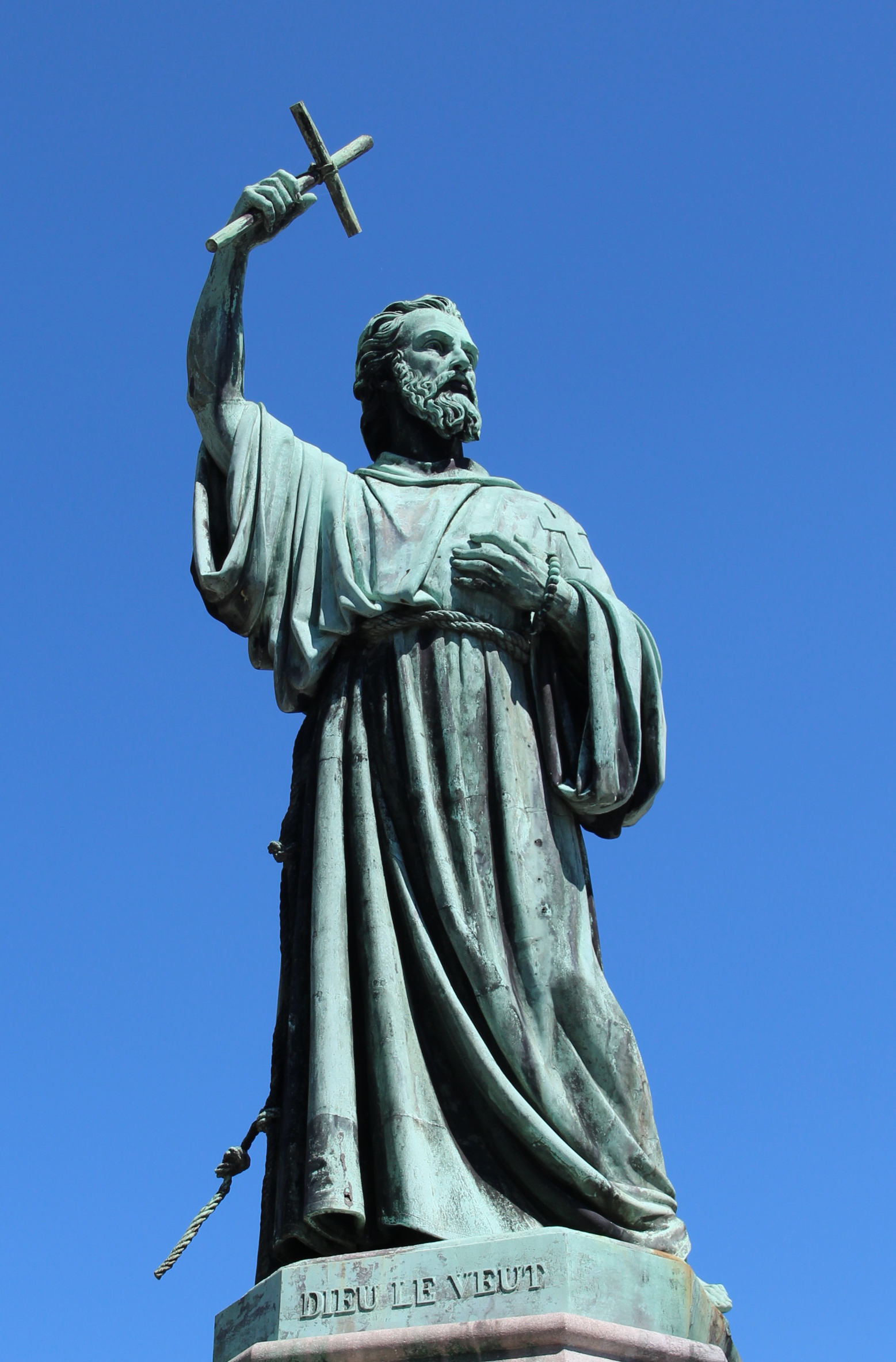
Statue de Pierre l'Ermite par Gédéon de Forceville, à proximité de la cathédrale.

- Magnence (303-11 août 353) usurpateur du titre impérial du 18 janvier 350 au 11 août 353
- Saint Anschaire (8 septembre 801 - 3 février 865 à Brême), dit Oscar ou Ansgar, évangélisateur de la Scandinavie, Ansgar est le saint patron du Danemark
- Pierre l'Ermite (? -1115), prédicateur de la première croisade
- André d'Ypres (avant 1428-1450), peintre et enlumineur ; on lui attribue La Crucifixion du Parlement de Paris
- Simon Marmion (1425-1489), peintre et enlumineur

##### Entre 1500 et 1699
- Michel de Vascosan (1500-1576), imprimeur du roi et de l'université de Paris, libraire
- Jean Bullant (1515-1578), architecte notamment du château d'Écouen
- François Dubois (1529-1584), peintre
- Jean Riolan (1539-1605), médecin, professeur d'anatomie et doyen de la Faculté de médecine de Paris
- François de Louvencourt (1569-1638), écrivain, poète et historien
- Nicolas Cornet (1592-1663), théologien catholique qui fut l'un des principaux adversaires du jansénisme
- Vincent Voiture (1597-1648), dit « le bel esprit », poète précieux et académicien
- Nicolas Blasset (1600-1659), sculpteur
- Charles du Fresne, sieur du Cange (1610-1688), historien et philologue
- Claude François, en religion frère Luc (1614-1685), peintre
- Jacques Rohault (1618-1672), physicien et prosélyte du mécanisme
- Nicolas Barré (1621-1686), religieux, béatifié en 1999 par Jean-Paul II[275]
- Charles Aubert de La Chesnaye (1632-1702), homme d'affaires le plus riche et plus grand propriétaire foncier de la Nouvelle-France
- Charles Varlet dit La Grange (1639-1692), comédien qui a appartenu à la troupe de Molière et en fut l'un des plus renommés
- Charles Cressent (1685-1768), maître ébéniste, principal représentant du style Régence
- Jean-Baptiste Dupuis (1698-1790), sculpteur
- Etienne de Fay (1669-1750), premier professeur sourd connu en France, architecte à l'abbaye de Saint-Jean

##### Entre 1700 et 1899

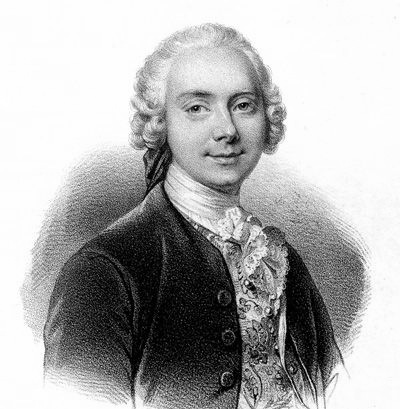
Jean-Baptiste Gresset.

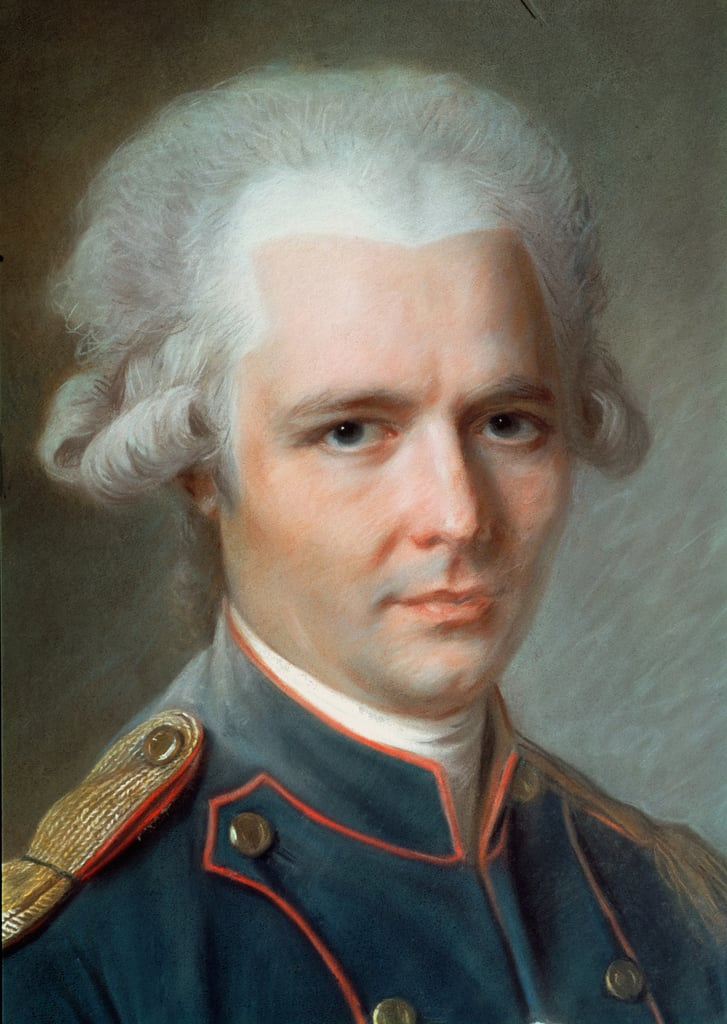
Choderlos de Laclos.

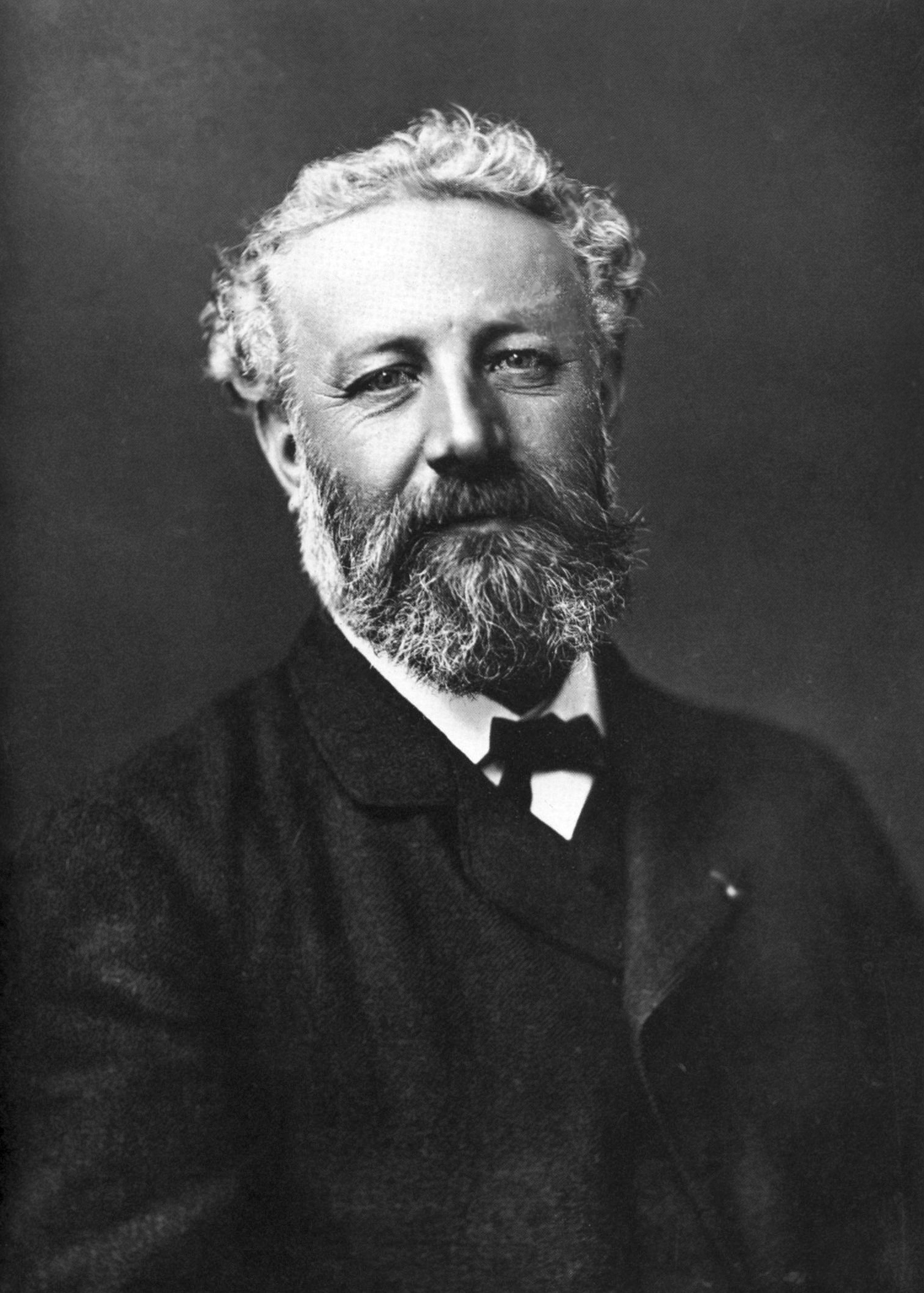
Jules Verne.

- Jean-Baptiste Gresset (1709-1777), poète (auteur de Vert-Vert et Le Méchant), membre de l'Académie française
- Jean-Baptiste Vaquette de Gribeauval (1715-1789), officier et ingénieur qui réforma l'artillerie de campagne de l’armée française
- Charles-Florimond Leroux (1716-1793), homme politique, député du tiers état aux états généraux de 1789.
- Abbé Dinouart (1716-1786), prédicateur, polémiste, compilateur ès sciences sacrées et apologiste du féminisme français
- Nicolas Caron (1719-1768), graveur français
- Noël-François De Wailly (1724-1801), grammairien
- Jean Charles Renouard (1727-1807), général de gendarmerie de la République y est né et décédé
- Jean-Baptiste Louis François Boulanger, seigneur Duhamel (dit le capitaine Duhamel), né à Amiens (paroisse Saint-Martin) le 6 février 1732[276], combat la Bête du Gévaudan en 1764-1765
- Élie Marie Pierron (1732-1800), général des armées de la République, né à Amiens et décédé à Paris
- Louis Antoine Vimeux (1737-1814), général de la Révolution et du Premier Empire, chevalier de l'ordre royal et militaire de Saint-Louis, commandeur de la Légion d'honneur, baron héréditaire, gouverneur de la place de Luxembourg (de 1802 à 1814)
- Jacques-Firmin Vimeux (1740-1828), sculpteur à la cathédrale d'Amiens[277]
- Choderlos de Laclos (1741-1803), écrivain, auteur des Liaisons dangereuses
- Antoine-Laurent Baudron (1742-1834), musicien et compositeur
- Pierre Morand du Puch cadet (1742-1822), général des armées de la Révolution, décédé à Amiens
- Jean-Baptiste Delambre (1749-1822), auteur de la définition du mètre
- Charles Dallery (1754-1835), ingénieur en mécanique, inventeur de la machine à vapeur à chaudière tubulaire
- Jacques-Polycarpe Morgan (1759-1843), général des armées de la République et de l'Empire, né à Amiens et décédé à Chamarande (Essonne)
- Charles Guillaume Alexandre Bourgeois (1759-1832), peintre, graveur, physicien et chimiste
- Pierre Amable Jean-Baptiste Trannoy (1772-1833), botaniste, médecin et hygiéniste
- François Marie Clément de la Roncière (1773-1854), général des armées de la République et de l'Empire (nom gravé sous l'arc de triomphe de l'Étoile : 11e colonne)
- Pierre-François-Marie-Auguste Dejean (1780-1847), général et entomologiste
- François-Alexandre Desprez (1778-1833), général des armées de la République et de l'Empire
- Louis-Alexandre Blin de Bourdon (1782-1849), homme politique,  maire d'Amiens, député de la Somme.
- Aimé et Louis Duthoit, sculpteurs du XIXe siècle qui ont, entre autres, aidé à la restauration de la cathédrale aux côtés de Eugène Viollet-le-Duc qui les qualifia pour cela de « derniers imagiers du Moyen Âge »
- Gédéon de Forceville (1799-1886), sculpteur
- Pierre Thuillier (1799-1859), peintre paysagiste associé à l'école de Barbizon
- Édouard de Morgan (1803-1867), homme politique né à Amiens, maire de Chaussoy-Epagny, député de la Somme de 1857 à 1867.
- Alphonse Sagebien (1807-1892), ingénieur, inventeur d'une roue hydraulique, conseiller municipal de 1878 à 1888
- Édouard Paris (1814-1874), traducteur en picard de l’Évangile selon Matthieu
- Charles Borély (1817-1884), peintre et conservateur du musée d'Amiens.
- Laurent Joseph Lejeune (1818-1895), officier de la marine française devenu contre-amiral et commandant de la mission navale française en Grèce en 1885
- Antoine Daveluy (1818-1866), saint catholique, évêque missionnaire en Corée
- Jules Barni (1818-1878), philosophe et homme politique, député de la Somme
- Eugène Jolibois (1819-1896), homme politique, préfet de la Savoie, député de la Charente-Maritime.
- Charles Joseph Pinsard (1819-1911), architecte et archéologue, réalise en 1859 la première photographie d'un objet préhistorique in-situ à Saint-Acheul
- Louis Léon Desjardins (1823-1914), peintre français
- Jean Antoine Dours (1824-1874), médecin militaire et entomologiste spécialiste des abeilles
- Pierre Puvis de Chavannes (1824-1898), peintre, décorations murales idéalistes (Panthéon, Sorbonne)
- Albert Dauphin (1827-1898), homme politique, ministre des Finances dans le gouvernement René Goblet
- René Goblet (1828-1905), journaliste et homme politique, chef du gouvernement, président du Conseil, ministre de l'Intérieur dans le gouvernement Charles de Freycinet, ministre des Affaires étrangères dans le gouvernement Charles Floquet
- Jules Verne (1828-1905), conseiller municipal de 1888 à sa mort, et avant tout un écrivain connu de tous ; il repose au cimetière de La Madeleine[k]
- Charles Tellier (1828-1913), inventeur du froid artificiel
- Adolphe Dutilleux (1829-1916), historien
- Gédéon Baril (1832-1906), caricaturiste
- Oscar-Edmond Ris-Paquot (1835-1912), artiste-peintre
- Frédéric Petit (1836-1895), ancien maire d'Amiens et ancien sénateur IIIe République de la Somme
- Edmond Pointin (1836-1903), peintre
- Jules Boquet (1840-1931), peintre
- Édouard Lucas (1842-1891), mathématicien, inventeur de jeux et casse-têtes mathématiques
- Édouard Branly (1844-1940), physicien, inventeur du cohéreur, le premier détecteur
très sensible d'ondes radioélectriques et médecin. Un lycée ainsi qu'un amphithéâtre de l'UniLaSalle Amiens portent son nom
- Victorine Autier (1840-1874), infirmière héroïque de la guerre de 1870
- Paul Bourget (1852-1935), écrivain et membre de l'Académie française
- Marie-Georges Picquart (1854-1914), général, ministre de la Guerre et homme politique français. Il joue un rôle central dans l'affaire Dreyfus et apporte la preuve de l'innocence d'Alfred Dreyfus
- Louis Thuillier (1856-1883), physicien et biologiste, né et études à Amiens, enterré au cimetière de La Madeleine
- Edmond Leroy dit Leroy-Dionet (1860-1939), artiste peintre
- Albert Roze (1861-1952), sculpteur
- Eugène Cosserat (1866-1931), mathématicien et astronome
- Lucien Lecointe (1867-1940), homme politique
- Victor Pauchet (1869-1936), chirurgien ; une clinique fondée en 1896 et une place portent son nom.
- Victor-Ferdinand Bourgeois (1870-1957)[278]
- Georges Hénocque (1870-1959), aumônier militaire catholique, résistant déporté
- Joseph Pinchon (1871-1953), dessinateur, père de Bécassine
- Charles Vérecque (1872-1933), journaliste et écrivain
- Gustave Dussart (1875-1952), sculpteur, mort à Amiens
- Renée Lafont (1877-1936), journaliste, écrivaine, traductrice, arrêtée puis assassinée par les franquistes près de Cordoue le 1er septembre 1936. Elle a été enterrée dans une fosse commune et son corps n'a jamais été retrouvé.
- Gustave Gueudet (1880-1970), dirigeant du Groupe Gueudet, chevalier de la Légion d'honneur, a beaucoup contribué au développement économique de la ville et de la région.
- Germaine Dulac (1882-1942), réalisatrice, théoricienne du cinéma
- Henri Deberly (1882-1947), écrivain, lauréat du prix Goncourt en 1926
- Clovis Brunel (1884-1971), philologue
- Roland Dorgelès (1885-1973), écrivain
- Clovis Trouille (1889-1975), peintre
- Jean Catelas (1894-1941), député d'Amiens en 1936, guillotiné le 24 septembre 1941 sous le régime de Pétain

##### Depuis 1900

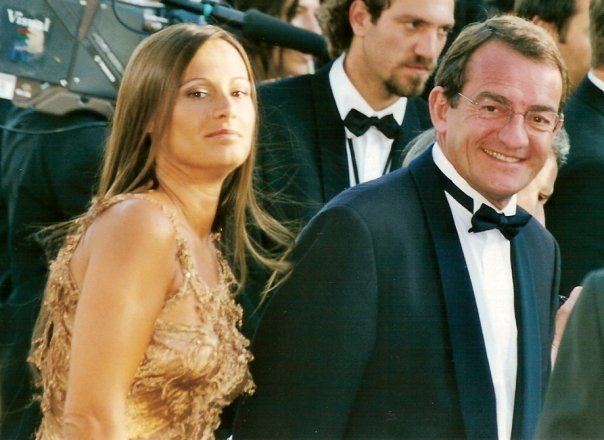
Jean-Pierre Pernaut et son épouse.

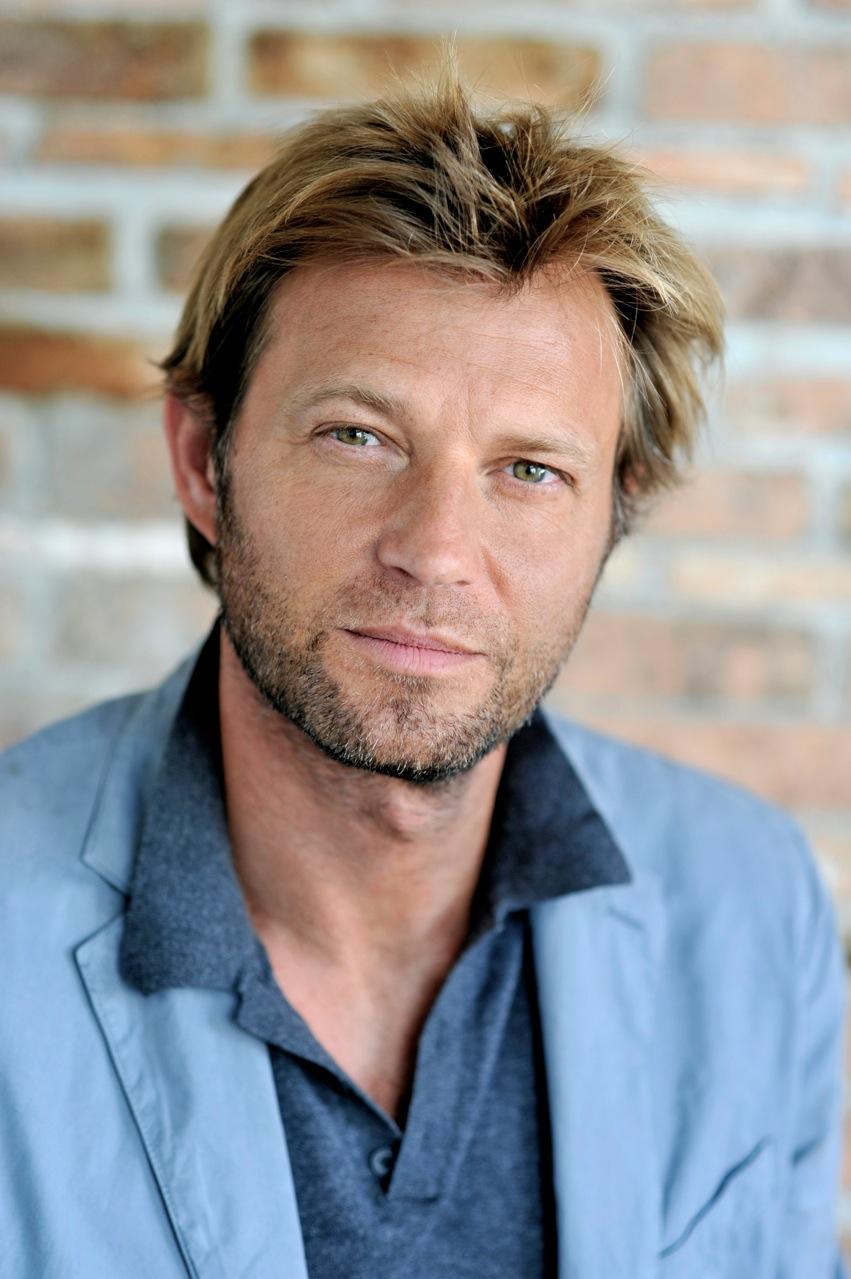
Laurent Delahousse en 2013.

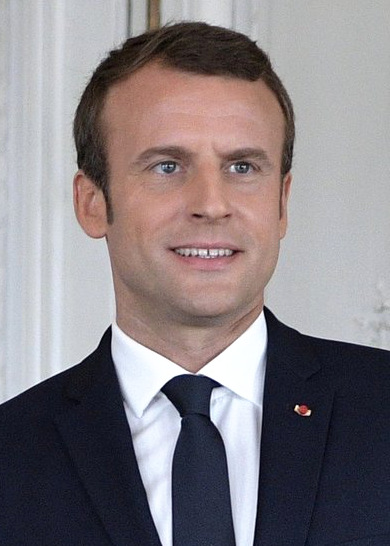
Emmanuel Macron en 2017.

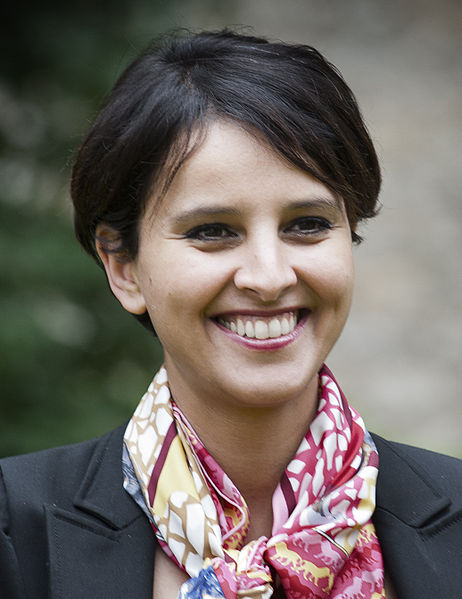
La ministre Najat Vallaud-Belkacem en juin 2012.

- Alfred Georges Regner (1902-1987), peintre, graveur
- Pierre Garet (1905-1972), homme politique
- Léon Lamotte (1912-2011), sculpteur
- Paul-Hémir Mezan (1912-1944), capitaine de la 1re DFL, Compagnon de la Libération, Mort pour la France le 18 juin 1944 à Celle sul Rigo
- François Spoerry (1912-1999), architecte, à l'origine de l'aménagement de la tour réalisé par Auguste Perret à Amiens
- Madeleine Michelis (1913-1944), résistante française lors de la Seconde Guerre mondiale
- Maurice Boitel (1919-2007), peintre, a vécu au 65, rue Richard de Fournival
- Lysiane Rey (1922-1975), actrice française née à Amiens
- Philippe Pinchemel (1923-2008), géographe, lauréat du prix Vautrin Lud (équivalent du prix Nobel pour la géographie)
- Roger Agache (1926-2011), archéologue, pionnier de l'archéologie aérienne
- Pierre Garnier (1928-2014), poète créateur du spatialisme
- Véronique Silver (1931-2010), actrice
- Michou (1931-2020), directeur du cabaret Michou à Paris
- Robert Opron (1932-2021), designer automobile
- Jan Vakowskaï (1932-2006), peintre
- Jacques Darras (1939-), poète, essayiste et traducteur
- Albert Hirsch (1940-), sculpteur, peintre
- Maxime Gremetz (1940-), homme politique français. Conseiller général d'Amiens-Ouest de 1970 à 1978, député de la Somme de 1978 à 1981, de 1986 à 1988 et de 1993 à 2011, député européen de 1979 à 1986 et de 1989 à 1994 et conseiller régional de Picardie de 2004 à 2010.
- Alain Mongrenier (1940-), peintre
- Sylvain Cambreling (1948-), chef d'orchestre
- Jean-Louis Crimon (1949-), journaliste, professeur et écrivain
- Olivier Blanchard (1949-), chef économiste au Fonds monétaire international, professeur au MIT
- Édith Arnoult-Brill (1949-2020), professeure de sciences sociales, membre et vice-présidente du Conseil économique, social et environnemental, y est morte.
- Jean-Pierre Pernaut (1950-2022), journaliste, animateur de télévision
- Bernard Devauchelle (1950-), professeur de médecine
- Jean-Louis Rambour (1952-), poète et écrivain
- Brigitte Macron (1953-), enseignante, mariée à Emmanuel Macron depuis le 20 octobre 2007 et, de ce fait, épouse du président de la République française
- Philippe Dessaint (1953-), journaliste, ancien directeur de FR3 Picardie
- Olivier Jardé (1953-), homme politique français. Conseiller général de Boves de 1994 à 2015 puis d'Amiens-7 depuis 2015 et député de la Somme de 2002 à 2012
- Geneviève Fioraso (1954 -), ministre de l'Enseignement supérieur et de la Recherche dans les gouvernements Jean-Marc Ayrault I et II, secrétaire d'État chargée de l'Enseignement supérieur et de la Recherche dans les gouvernements Manuel Valls I et II
- Ivar Ch'Vavar (1951 -), poète créateur de L'Invention de la Picardie
- Hervé Kempf (1957-), journaliste et écrivain
- Éric Carreel (1959-), ingénieur et entrepreneur
- Christophe Tison (1961-), journaliste et écrivain
- Catherine Sauval (1962-), comédienne, sociétaire de la Comédie-Française
- Christine François (1962-), réalisatrice
- Marc Zuili (1962-), flûtiste
- Frank Berton (1962-), avocat (notamment dans l'affaire d'Outreau, l'affaire Florence Cassez, l'affaire du Carlton de Lille)
- Liêm Hoang-Ngoc (1964-), économiste et homme politique
- Anne Brochet (1966-), actrice, lauréate du César du meilleur second rôle féminin en 1992
- Jean-Michel Dhuez, journaliste de radio
- Pascale Lazarus (1966-), compositrice
- Christophe Léotard (1966-), grand maître international d'échecs, champion du monde d'échecs par correspondance
- Jeanne Savary (1966-), comédienne. Connue pour ses rôles à la télévision (Caméra Café, Nestor Burma, En famille, etc.)
- Philippe Vasseur (1966-), comédien dans Hélène et les Garçons, le Miracle de l'amour, les Vacances de l'amour, il interprète le rôle de José
- Romain Joron (1968-), homme politique français. Député de la Somme de 2016 à 2017, né à Amiens
- Pierre Notte (1969-), dramaturge, metteur en scène et ancien secrétaire général de la Comédie-Française
- Éric Berger (1969-), acteur, célèbre notamment pour son rôle de Tanguy dans le film du même nom
- Laurent Delahousse (1969-), journaliste et animateur de télévision, a grandi à Amiens
- Albin de la Simone (1970-), musicien, auteur-compositeur-interprète
- Lionel Olenga (1972-), scénariste pour la télévision et le cinéma
- Léo Walter (1972-), député des Alpes-de-Haute-Provence né à Amiens.
- Mathieu Delahousse (1973-), journaliste et grand reporter
- François Ruffin (1975-), homme politique, journaliste et réalisateur
- Marie Guévenoux (1976-), femme politique
- Emmanuel Macron (1977-), président de la République française
- Najat Vallaud-Belkacem (1977-), ministre des Droits des femmes et porte-parole du gouvernement[279] dans le gouvernement Jean-Marc Ayrault ; a grandi à Amiens[280] et est diplômée de l'université de Picardie
- Disiz (1978-), rappeur, écrivain et acteur
- Sibylle Gollac (1978-), sociologue française née à Amiens
- Raphaël Poulain (1980-), acteur et ancien joueur de rugby professionnel
- Kady Adoum-Douass (1980-), journaliste de télévision et de radio
- Julien Benedetto (1981-), journaliste de télévision
- Marc Endeweld (1981-), journaliste et écrivain
- Elsa Faucillon (1981-), femme politique
- François-Henri Désérable (1987-), écrivain
- Olympe (1989-), chanteur
- Benjamin Lucas (1990-), homme politique
- Naza (1993-), rappeur
- MB14 (1994-), chanteur, beatboxeur et acteur
- Panayotis Pascot (1998-), humoriste, acteur, réalisateur et écrivain
- Michou (2001-), vidéaste web

#### Sportifs
- Pierre Baruzy (1897 - 1994), boxeur et entraîneur de boxe française ; entre 1922 et 1935, il est sacré 11 fois champion de France des poids moyens
- Urbain Wallet (1899 - 1973), footballeur, a joué en équipe de France
- Robert Marchand (1911 - 2021), détenteur du record du monde du centenaire le plus rapide sur 100 km à vélo
- Alfred Letourneur (1907 - 1975), coureur cycliste, détenteur du record du monde de vitesse à bicyclette sur terrain plat et derrière abri
- Georges Vallerey (1927 - 1954), nageur spécialiste des épreuves de dos, de nage libre ; détenteur du record du monde du 3 × 100 m trois nages en 1946, médaille de bronze sur 100 m dos aux Jeux olympiques d'été de 1948 à Londres
- Jacky Braun (1928 - 2016), joueur et entraîneur de football
- Gisèle Vallerey (1930 - 2010), nageuse ; détentrice du record du monde du 100 mètres papillon en 1950
- Bernard Quennehen (1930 - 2016), coureur cycliste, il a remporté une étape du Tour de France 1953
- Michel Macquet (1932 - 2002), athlète spécialiste du lancer de javelot, 10 fois champion de France et finaliste aux Jeux Olympiques de 1956
- Jean-Luc Van Den Heede (1945 -), navigateur, détenteur du record du monde de voile en solitaire
- Pierre Mankowski (1951 -), ancien joueur et actuel entraîneur de football ; sélectionneur de l'équipe de France de football des moins de 20 ans championne du monde en 2013
- Daniel Senet (1953 -), haltérophile, médaillé d'argent en moins de 67,5 kg aux Jeux olympiques d'été de 1976 à Montréal
- Chantal Langlacé (1955 -), coureuse de fond, ancienne détentrice du record du monde du marathon
- Antoine Richer (1961 -), joueur de hockey sur glace, entré au temple de la renommée du hockey français
- François Farout (1963 -), joueur de tennis de table, triple champion de France et champion d'Europe par équipe en 1984
- Cathy Fleury (1966 -), judokate, championne olympique (1992) et championne du monde (1989) dans la catégorie des moins de 61 kg ; responsable du « pôle Espoirs » d'Amiens de 1998 à 2005
- Étienne Thobois (1967 -), joueur de badminton, membre des équipes de France de 1987 à 1996, ancien no 1 français et membre du « top 12 » européen
- Gérald Baticle (1969 -), ancien joueur et actuel entraîneur de football
- Nicolas Chatelain (1970 -), joueur de tennis de table, champion d'Europe par équipe en 1994 et 1998
- Michel Breistroff (1971 - 1996), joueur professionnel français de hockey sur glace, mort le 17 juillet 1996 au large de Long Island aux États-Unis) victime du crash du vol 800 TWA, il était membre de l'équipe de France
- Philippe Gaumont (1973 - 2013), coureur cycliste
- Marie Collonvillé (1973 -), heptathlonienne
- Franck Perque (1974 -), coureur cycliste, double champion du monde de cyclisme sur piste
- Mélanie Briche (1975 -), footballeuse, a joué en équipe de France
- Amélie Cocheteux (1978 -), joueuse de tennis professionnelle de 1993 à 2001
- Raphaël Poulain (1980-), joueur de rugby à XV
- Mathieu Mille (1981 -), hockeyeur, a joué en équipe de France
- Julie Coin (1982 -), joueuse de tennis professionnelle
- Sabrina Reghaïssia (1983 -), basketteuse, a joué en équipe de France
- Kévin Hecquefeuille (1984 -), hockeyeur, a joué en équipe de France
- Lucie Louette (1985 -), judokate, championne d'Europe (2013) dans la catégorie des moins de 78 kg
- Thomas Roussel (1985 -), hockeyeur, a joué en équipe de France
- Brian Henderson (1986 -), hockeyeur, a joué en équipe de France
- Morgane Ribout (1988 -), judokate, championne du monde (2009) dans la catégorie des moins de 57 kg, formée en partie au « pôle Espoirs » d'Amiens
- Caroline Loir (1988 -), kayakiste, double championne d'Europe de canoë monoplace, médaillée de bronze aux championnats du monde
- Pierre Soudry (1988 -), handballeur
- Loïc Korval (1988 -), judoka, champion d'Europe (2014), médaillé de bronze aux championnats du monde dans la catégorie des moins de 66 kg, formé en partie au « pôle Espoirs » d'Amiens
- Pénélope Bonna (1988 -), judokate, championne d'Europe (2011) dans la catégorie des moins de 52 kg, formée en partie au « pôle Espoirs » d'Amiens
- Jérémy Stravius (1988 -), nageur spécialiste des épreuves de dos, de nage libre et de papillon ; triple champion du monde et champion olympique de natation (Londres 2012)
- Grégory Beron (1989 -), hockeyeur, a joué en équipe de France
- Princesse Goubo (1991 -), basketteuse professionnelle
- Yann M'Vila (1990 -), footballeur, a joué en équipe de France
- Rudy Gobert (1992 -), basketteur, membre de l'équipe de France et joueur NBA, formé en partie au « pôle Espoirs » d'Amiens
- Clément Chevrier (1992 -), coureur cycliste
- Mélanie Henique (1992 -), nageuse spécialiste du papillon
- Corentin Ermenault (1996 -), coureur cycliste
- Théo Sagnier (1997 -), coureur cycliste

#### Autres personnalités liées à la ville
- Saint Martin, soldat romain, a partagé son manteau avec un pauvre à Amiens dans un geste resté célèbre
- Saint Honoré, évêque d'Amiens et patron des boulangers
- Lafleur, héros et personnage principal du théâtre de marionnettes amiénois « Ché cabotans »
- Jean-Marie Roland de La Platière (1734 - 1793), économiste et homme d’État, a vécu à Amiens et fut inspecteur des manufactures de la ville
- Antoine Parmentier (1737 - 1813), pharmacien militaire, agronome, nutritionniste et hygiéniste. Membre de l'Académie des sciences d'Amiens[281], il popularisa la consommation de la pomme de terre
- Jacques Delille ou abbé Delille (1738 - 1813), poète et traducteur, membre de l'Académie française, fut professeur au collège d'Amiens
- Jean-Baptiste de Lamarck (1744 - 1829), naturaliste qui posa les fondations de la théorie de l’évolution des espèces
- Jean-Baptiste Cousin de Grainville (1746 - 1805), philosophe, poète, curé à Amiens et pionnier de la littérature fantastique
- Manon Roland (1754 - 1793), figure de la Révolution française, égérie du parti girondin, a vécu à Amiens
- Mademoiselle George (1787 - 1867), tragédienne célèbre, a vécu à Amiens et y commença sa carrière
- Jean-Baptiste Jacquenet (1816 - 1892), évêque d'Amiens
- Antoine Louis de Romance (1819 - 1881), conseiller à la Cour d'appel d'Amiens
- Camille Léon de Chassepot de Beaumont (1808 - 1893), colonel de la garde nationale qui sous son commandement se distingua à la journée du 17 novembre[282]
- Jules Lefebvre (1836 - 1911), peintre, élève de l'École des beaux-arts d'Amiens[283]
- Athanase Fossé (1851 - 1923), sculpteur, élève de l'École des beaux-arts d'Amiens
- Jón Sveinsson (surnommé Nonni) (1857 - 1944), prêtre islandais et auteur de très populaires livres pour enfants, a étudié et fait son noviciat à Amiens
- Auguste Perret (1874 - 1954), architecte, créateur de la tour Perret
- André Billy (1882 - 1971), écrivain
- Simone Desprez (1882 - 1970), peintre
- Jean Moulin (1899 - 1943), préfet et résistant, Compagnon de la Libération[284] a été secrétaire général de la préfecture de la Somme
- Philippe Leclerc de Hauteclocque (1902 - 1947), Compagnon de la Libération[285], général commandant la 2e DB, maréchal de France, commence ses études au collège de la Providence[286]
- Alfred Manessier (1911 - 1993), peintre, élève de l'École des beaux-arts d'Amiens
- Robert Mallet (1915 - 2002), haut fonctionnaire, écrivain et homme de radio français, fondateur et recteur de l'Académie d'Amiens
- René de Obaldia (1918 - 2022), dramaturge, romancier et poète
- Jacques Le Goff (1924 - 2014), historien médiéviste, a enseigné au lycée Louis-Thuillier
- Alain Bombard (1924 - 2005), médecin biologiste et navigateur, a vécu une vingtaine d'années à Amiens
- Gilbert Richard (1928 -), producteur-animateur de télévision sur la 1re chaîne (1960 - 1992)
- Vladimir Volkoff (1932 - 2005), écrivain, a vécu à Amiens
- Marc Esposito (1952 -), journaliste, réalisateur et scénariste, a vécu à Amiens
- Stéphane Le Foll (1960 -), homme politique, ministre de l'Agriculture dans les gouvernements Jean-Marc Ayrault I et II, Manuel Valls I et II, est diplômé du lycée agricole d'Amiens Le Paraclet
- Catherine Matausch (1960 -), journaliste, a présenté le journal régional France 3 Picardie
- Grégoire Delacourt (1960-), écrivain, a fait une partie de ses études à l'école de la Providence à Amiens
- Thierry Adam (1967 -), journaliste sportif, réside à Amiens
- Frédéric Cuvillier (1968 -), homme politique, ministre délégué chargé des Transports et de l'Économie maritime dans les gouvernements Jean-Marc Ayrault I et II, Manuel Valls I, est diplômé en droit à l'université de Picardie
- Pascale Boistard (1971 -), femme politique, secrétaire d'État chargé des Droits de femmes dans le gouvernement Manuel Valls II, députée de la 1re circonscription de la Somme (Amiens nord)
- Benjamin Biolay (1973 -), auteur-compositeur-interprète et chanteur, a vécu à Amiens[287]
- Miss Kittin (Caroline Hervé) (1973 -), disc-jockey star de la scène electro, a étudié à l'École supérieure d'art et de design d'Amiens
- Barbara Pompili (1975 -), femme politique, ministre de la Transition écologique dans le gouvernement Jean Castex et secrétaire d’État chargée de la Biodiversité dans le Manuel Valls II
- Fabrice Éboué (1977 -), humoriste et acteur, a fait une partie de ses études à l'école de la Providence à Amiens
- Élodie Gossuin (1980 -), animatrice de télévision, animatrice de radio, Miss France et Miss Europe 2001, siége au Conseil régional de Picardie depuis 2004[288]
- Xavier Legrand (1979 -), acteur et réalisateur, a étudié au lycée Madeleine Michelis
- Nicolas Duvauchelle (1980 -), acteur et mannequin, a vécu à Amiens[289].
- Édouard Louis (1992 -), écrivain et universitaire, a étudié au lycée Madeleine Michelis et à l'université de Picardie

### Héraldique, logotype
Le premier blason connu d'Amiens date de 1185, lorsque Philippe Auguste affranchit la ville des comtes de Vermandois et lui donne pour armes « de gueules plain, au chef d'azur semé de fleur de lys d'or ». En 1477, après la reprise de la ville aux Bourguignons par Louis XI, celui-ci autorisa la ville à diaprer son écu. Au fil du temps, et pour rappeler la devise « Un lien puissant m'unit au lys », le diapré prit progressivement l'aspect du lierre, forme connue depuis le XVIIe siècle et qui est celle toujours en vigueur aujourd'hui.

Blason attribué par Philippe Auguste (1185) : de gueules plain au chef de France ancienne.
Blason du XVe au XVIIe siècle : diapré de gueules au chef de France ancienne.
Blason (à enquerre) attribué par Pierre de La Planche (~1669) : coupé de France ancienne, et de gueules à la « vignette » (lierre) de sable.
Blason attribué par Charles d'Hozier (~1696) : d'or à un fretté parti d'azur et de gueules, au chef de France moderne.
Blason attribué par Napoléon Ier (~1805) : d'azur au lierre d'argent, au chef de gueules chargé de trois abeilles d'or.

#### Armoiries
| Blason de Amiens | Blason  | De gueules à un lierre d'argent, au chef de France ancien. |
| Blason de Amiens | Détails | Cimier : - un château donjonné de cinq pièces. Supports : - deux licornes affrontées d'argent. Soutien : - feuilles d'acanthe. Devise : - « Liliis tenaci vimine jungor », ce qui signifie « Un lien puissant m'unit au lys ». Ornements extérieurs : - Croix de la Légion d'honneur. Décret du 2 juin 1948 : « capitale de la Picardie, chef-lieu du département de la Somme, s'est montrée pendant la guerre de 1939-1945 digne de son glorieux passé, ne cessant de donner l'exemple d'un courage magnifique et de la plus entière confiance dans les destinées de la France et de la République. Après avoir subi en mai 1940 de violents bombardements qui firent de nombreuses victimes et anéantirent près du tiers de ses habitations, la ville d'Amiens est demeurée dans la Résistance à la pointe du combat contre l'envahisseur. Mutilée de nouveau par les violents bombardements alliés, supportés avec vaillance par ses habitants, elle fut libérée le 31 août 1944, après des exploits de ses combattants volontaires, qui, notamment, sauvèrent de la destruction projetée le pont principal, permettant aux alliés de poursuivre avec rapidité sur Arras, Lille et Anvers. » - Croix de guerre 1914-1918 avec palme. Citation à l'ordre de l'armée du 24 août 1919 : « a supporté durant quatre ans, avec un courage et une dignité sans défaillance, le bombardement et la menace de l'ennemi. Par sa fermeté devant le péril, par la fière attitude de sa population, alors même que les vicissitudes de la lutte avait ramené la bataille jusque dans ses faubourgs, a bien mérité de la patrie. » - Croix de guerre 1939-1945 avec palme attribuée en même temps que la croix de la Légion d'honneur. Amiens possède des armoiries depuis le XIIIe siècle. Elles furent modifiées au XVe siècle telles qu'elles se présentent aujourd'hui et furent confirmées le 17 février 1816. |

#### Logo d'Amiens
| image figurant le logo de la ville d'Amiens | En 1991, le conseil municipal présidé par le maire, Gilles de Robien, adopta ce logo, reprenant la fleur de lis et la feuille de lierre présentes sur le blason, placées côte à côte de couleur rouge sur un fond gris ou blanc, selon l'utilisation. |

### Philatélie
Un timbre représentant les armoiries de la ville est émis en 1962, cette émission s'insère dans celle des Armoiries de villes. Son pouvoir d'affranchissement est de 5 centimes. Il est émis le 23 juillet 1962 et retiré de la vente le 4 août 1977. Un premier jour est organisé à Amiens le 21 juillet 1962. Il a été dessiné par Robert Louis. L'artiste Arman a fait un collage d'une planche de ce timbre.

## Pour approfondir